# Список кораблей Военно-морского флота Российской Федерации

В приведённых ниже таблицах представлен актуальный корабельный и судовой состав ВМФ России суммарно и раздельно по флотам, и сводные таблицы по строительству, ремонту и модернизации кораблей и судов флота по состоянию на 2020 год.

## Балтийский флот ВМФ России
Цвета таблицы:
| В составе сил постоянной боевой готовности или работает по предназначению (СПГ) |

| Проходит доковый, текущий или средний ремонт (ВТГ, СР или СО) |

| Проходит частичную или глубокую модернизацию с ремонтом (РСМ) |

| Строится/проходит испытания (швартовные, ЗХИ или ГХИ) |

| Находится в резерве/ожидает утилизации |

| Нет точных данных о состоянии вымпела |

Внимание! В нижеприведённую таблицу включён не полный перечень кораблей и судов флота. Каталог исключений и дополнительную информацию, как и расшифровку сокращений и словарь см. в разделе «Примечания».
| Класс и подклассы — аббревиатура/альтернативная аббревиатура | Тактический номер и наименование                                            | б/н                                                                         | Индекс проекта + шифр (альтернативный или домодернизационный индекс)/тип    | Кодовое обозначение «NATO»                                                  | Год поступления                                                                    | Военно-морская база — ВМБ (пункт базирования) + сокращение                                     | Подразделение флота/судно-носитель                                                                   | Фото | Дополнительная информация |
| Корабельный состав | Корабельный состав                                                          | Корабельный состав                                                          | Корабельный состав                                                          | Корабельный состав                                                          | Корабельный состав                                                                 | Корабельный состав                                                                             | Корабельный состав                                                                                   | Корабельный состав | Корабельный состав |
| Корабли ближней и дальней морской зоны (корабли 1 и 2-го ранга); 6 вымпелов | Корабли ближней и дальней морской зоны (корабли 1 и 2-го ранга); 6 вымпелов | Корабли ближней и дальней морской зоны (корабли 1 и 2-го ранга); 6 вымпелов | Корабли ближней и дальней морской зоны (корабли 1 и 2-го ранга); 6 вымпелов | Корабли ближней и дальней морской зоны (корабли 1 и 2-го ранга); 6 вымпелов | Корабли ближней и дальней морской зоны (корабли 1 и 2-го ранга); 6 вымпелов        | Корабли ближней и дальней морской зоны (корабли 1 и 2-го ранга); 6 вымпелов                    | Корабли ближней и дальней морской зоны (корабли 1 и 2-го ранга); 6 вымпелов                          | Корабли ближней и дальней морской зоны (корабли 1 и 2-го ранга); 6 вымпелов                                                                        | Корабли ближней и дальней морской зоны (корабли 1 и 2-го ранга); 6 вымпелов |
| --- | --------------------------------------------------------------------------- | --------------------------------------------------------------------------- | --------------------------------------------------------------------------- | --------------------------------------------------------------------------- | ---------------------------------------------------------------------------------- | ---------------------------------------------------------------------------------------------- | --- | --- | --- |
| Сторожевой корабль — фрегат (СКР — ФР) | «Неустрашимый»                                                              | 772                                                                         | 11540 «Ястреб»                                                              | «Neustrashimy»                                                              | 1990                                                                               | Балтийская ВМБ (г. Балтийск, Калининградская обл.)                                             | 128-я бригада надводных кораблей                                                                     | | В составе СПГ (данные января 2023 г.) |
| Сторожевой корабль — фрегат (СКР — ФР) | «Ярослав Мудрый»                                                            | 777                                                                         | 11540 «Ястреб»                                                              | «Neustrashimy»                                                              | 2009                                                                               | Балтийская ВМБ (г. Балтийск, Калининградская обл.)                                             | 128-я бригада надводных кораблей                                                                     | | Несёт службу на ротационной основе в составе Средиземноморской эскадры. В составе СПГ (данные августа 2023 г.) |
| Корвет (КРВ) | «Стерегущий»                                                                | 550                                                                         | 20380                                                                       | «Steregushchy»                                                              | 2007                                                                               | Балтийская ВМБ (г. Балтийск, Калининградская обл.)                                             | 128-я бригада надводных кораблей                                                                     | | Проходит ремонт и модернизацию с установлением ракетных комплексов "Калибр-НК" и "Полимент-Редут" на Кронштадтском морском заводе (КМЗ). Срок окончание работ неизвестен. (данные марта 2023 г.) |
| Корвет (КРВ) | «Сообразительный»                                                           | 531                                                                         | 20380                                                                       | «Steregushchy»                                                              | 2011                                                                               | Балтийская ВМБ (г. Балтийск, Калининградская обл.)                                             | 128-я бригада надводных кораблей                                                                     | | По боевым возможностям соответствует фрегатам стран NATO. В составе СПГ. (данные ноября 2023 г.) |
| Корвет (КРВ) | «Бойкий»                                                                    | 532                                                                         | 20380                                                                       | «Steregushchy»                                                              | 2013                                                                               | Балтийская ВМБ (г. Балтийск, Калининградская обл.)                                             | 128-я бригада надводных кораблей                                                                     | | По боевым возможностям соответствует фрегатам стран NATO. В составе СПГ (данные декабря 2023 г.) |
| Корвет (КРВ) | «Стойкий»                                                                   | 545                                                                         | 20380                                                                       | «Steregushchy»                                                              | 2014                                                                               | Балтийская ВМБ (г. Балтийск, Калининградская обл.)                                             | 128-я бригада надводных кораблей                                                                     | | По боевым возможностям соответствует фрегатам стран NATO. В составе СПГ (данные ноября 2023 г.) |
| Патрульный сторожевой корабль — корвет (ПСКР — КРВ) | «Виктор Великий»                                                            | 368                                                                         | 22160                                                                       | «Vasily Bykov»                                                              | 2025                                                                               | —                                                                                              | — | | В составе СПГ (данные июля 2025 г.) |
| Корабли и катера охраны водного района — ОВР (корабли 1-го, 3-го и 4-го рангов): 37 вымпелов |                                                                             |                                                                             |                                                                             |                                                                             |                                                                                    |                                                                                                | | | |
| Эскадренный миноносец; эсминец (ЭМ) | «Настойчивый»                                                               | 610                                                                         | 956 «Сарыч»/тип 956 (Э,ЭМ)                                                  | «Sovremenny»                                                                | 1993                                                                               | Балтийская ВМБ (г. Балтийск, Калининградская обл.)                                             | 128-я бригада надводных кораблей                                                                     | | В составе СПГ (данные августа 2023 г.) |
| Малый ракетный корабль (МРК) | «Зыбь»                                                                      | 560                                                                         | 12341 «Овод-1»                                                              | «Nanuchka-III»                                                              | 1989                                                                               | Балтийская ВМБ (г. Балтийск, Калининградская обл.)                                             | 106-й дивизион малых ракетных кораблей 36-й бригады ракетных катеров и кораблей                      | | Нет информации о состоянии вымпела. (данные декабря 2024 г.) |
| Малый ракетный корабль (МРК) | «Гейзер»                                                                    | 555                                                                         | 12341 «Овод-1»                                                              | «Nanuchka-III»                                                              | 1989                                                                               | Балтийская ВМБ (г. Балтийск, Калининградская обл.)                                             | 106-й дивизион малых ракетных кораблей 36-й бригады ракетных катеров и кораблей                      | | Нет информации о состоянии вымпела. (данные декабря 2024 г.) |
| Малый ракетный корабль (МРК) | «Пассат»                                                                    | 570                                                                         | 12341 «Овод-1»                                                              | «Nanuchka-III»                                                              | 1990                                                                               | Балтийская ВМБ (г. Балтийск, Калининградская обл.)                                             | 106-й дивизион малых ракетных кораблей 36-й бригады ракетных катеров и кораблей                      | | В составе СПГ (данные мая 2024 г.) |
| Малый ракетный корабль (МРК) | «Ливень»                                                                    | 551                                                                         | 12341 «Овод-1»                                                              | «Nanuchka-III»                                                              | 1991                                                                               | Балтийская ВМБ (г. Балтийск, Калининградская обл.)                                             | 106-й дивизион малых ракетных кораблей 36-й бригады ракетных катеров и кораблей                      | | Нет информации о состоянии вымпела. (данные декабря 2024 г.) |
| Малый ракетный корабль (МРК) | «Мытищи»                                                                    | 567                                                                         | 22800 «Каракурт»                                                            | —                                                                           | 2018                                                                               | Балтийская ВМБ (г. Балтийск, Калининградская обл.)                                             | 106-й дивизион малых ракетных кораблей 36-й бригады ракетных катеров и кораблей                      | | Имеет УКСК «Калибр-НК». Может быть носителем тактического ядерного оружия в виде спец. БЧ крылатых ракет УКСК «Калибр-НК». В составе СПГ (данные июня 2023 г.) |
| Малый ракетный корабль (МРК) | «Советск»                                                                   | 577                                                                         | 22800 «Каракурт»                                                            | —                                                                           | 2019                                                                               | Балтийская ВМБ (г. Балтийск, Калининградская обл.)                                             | 106-й дивизион малых ракетных кораблей 36-й бригады ракетных катеров и кораблей                      | | Имеет УКСК «Калибр-НК». Может быть носителем тактического ядерного оружия в виде спец. БЧ крылатых ракет УКСК «Калибр-НК». В составе СПГ (данные ноября 2024 г.) |
| Малый ракетный корабль (МРК) | «Одинцово»                                                                  | 584                                                                         | 22800 «Каракурт»                                                            | —                                                                           | 2020                                                                               | Балтийская ВМБ (г. Балтийск, Калининградская обл.)                                             | 106-й дивизион малых ракетных кораблей 36-й бригады ракетных катеров и кораблей                      | | Имеет УКСК «Калибр-НК». Может быть носителем тактического ядерного оружия в виде спец. БЧ крылатых ракет УКСК «Калибр-НК». Имеет ЗРПК «Панцирь-М». В составе СПГ (данные мая 2024 г.) |
| Малый ракетный корабль (МРК) | «Буря»                                                                      | 578                                                                         | 22800 «Каракурт»                                                            |                                                                             | 2024                                                                               | Балтийская ВМБ (г. Балтийск, Калининградская обл.)                                             | 106-й дивизион малых ракетных кораблей 36-й бригады ракетных катеров и кораблей                      | | Имеет УКСК «Калибр-НК». Может быть носителем тактического ядерного оружия в виде спец. БЧ крылатых ракет УКСК «Калибр-НК». Имеет ЗРПК «Панцирь-М». В составе СПГ (данные мая 2024 г.) |
| Малый ракетный корабль (МРК) | «Козельск»                                                                  |                                                                             | 22800 «Каракурт»                                                            |                                                                             | 2024 (план)                                                                        | Балтийская ВМБ (г. Балтийск, Калининградская обл.)                                             | 106-й дивизион малых ракетных кораблей 36-й бригады ракетных катеров и кораблей                      | | Имеет УКСК «Калибр-НК». Может быть носителем тактического ядерного оружия в виде спец. БЧ крылатых ракет УКСК «Калибр-НК». Имеет ЗРПК «Панцирь-М». |
| Малый ракетный корабль (МРК) | «Охотск»                                                                    |                                                                             | 22800 «Каракурт»                                                            |                                                                             |                                                                                    | Балтийская ВМБ (г. Балтийск, Калининградская обл.)                                             | 106-й дивизион малых ракетных кораблей 36-й бригады ракетных катеров и кораблей                      | | Имеет УКСК «Калибр-НК». Может быть носителем тактического ядерного оружия в виде спец. БЧ крылатых ракет УКСК «Калибр-НК». Имеет ЗРПК «Панцирь-М». |
| Малый ракетный корабль (МРК) | «Вихрь»                                                                     |                                                                             | 22800 «Каракурт»                                                            |                                                                             |                                                                                    | Балтийская ВМБ (г. Балтийск, Калининградская обл.)                                             | 106-й дивизион малых ракетных кораблей 36-й бригады ракетных катеров и кораблей                      | Имеет УКСК «Калибр-НК». Может быть носителем тактического ядерного оружия в виде спец. БЧ крылатых ракет УКСК «Калибр-НК». Имеет ЗРПК «Панцирь-М». | |
| Малый ракетный корабль (МРК) | «Зелёный Дол»                                                               | 562                                                                         | 21631 «Буян-М»                                                              | «Grad Sviyazhsk»                                                            | 2015                                                                               | Балтийская ВМБ (г. Балтийск, Калининградская обл.)                                             | 106-й дивизион малых ракетных кораблей 36-й бригады ракетных катеров и кораблей                      | | Имеет УКСК «Калибр-НК». Может быть носителем тактического ядерного оружия в виде спец. БЧ крылатых ракет УКСК «Калибр-НК». В составе СПГ (данные сентября 2024 г.) |
| Малый ракетный корабль (МРК) | «Серпухов»                                                                  | 563                                                                         | 21631 «Буян-М»                                                              | «Grad Sviyazhsk»                                                            | 2015                                                                               | Балтийская ВМБ (г. Балтийск, Калининградская обл.)                                             | 106-й дивизион малых ракетных кораблей 36-й бригады ракетных катеров и кораблей                      | | Имеет УКСК «Калибр-НК». Может быть носителем тактического ядерного оружия в виде спец. БЧ крылатых ракет УКСК «Калибр-НК». В составе СПГ (данные апреля 2024 г.) |
| Малый ракетный корабль (МРК) | «Град»                                                                      | 575                                                                         | 21631 «Буян-М»                                                              | «Grad Sviyazhsk»                                                            | 2022                                                                               | Балтийская ВМБ (г. Балтийск, Калининградская обл.)                                             | 106-й дивизион малых ракетных кораблей 36-й бригады ракетных катеров и кораблей                      | | Имеет УКСК «Калибр-НК». Может быть носителем тактического ядерного оружия в виде спец. БЧ крылатых ракет УКСК «Калибр-НК».В составе СПГ (данные декабря 2024 г.) |
| Малый ракетный корабль (МРК) | «Наро-Фоминск»                                                              | 595                                                                         | 21631 «Буян-М»                                                              | «Grad Sviyazhsk»                                                            | 2023                                                                               | Балтийская ВМБ (г. Балтийск, Калининградская обл.)                                             | 106-й дивизион малых ракетных кораблей 36-й бригады ракетных катеров и кораблей                      | | Имеет УКСК «Калибр-НК». Может быть носителем тактического ядерного оружия в виде спец. БЧ крылатых ракет УКСК «Калибр-НК». В составе СПГ. (данные декабря 2023 г.) |
| Малый ракетный корабль (МРК) | «Ставрополь»                                                                | —                                                                           | 21631 «Буян-М»                                                              | «Grad Sviyazhsk»                                                            | 2024 (план)                                                                        | Балтийская ВМБ (г. Балтийск, Калининградская обл.)                                             | 106-й дивизион малых ракетных кораблей 36-й бригады ракетных катеров и кораблей                      | | Завод изготовитель — ССЗ «Зеленодольский завод имени А. М. Горького», г. Зеленодольск, Республика Татарстан. Имеет УКСК «Калибр-НК». Может быть носителем тактического ядерного оружия в виде спец. БЧ крылатых ракет УКСК «Калибр-НК». В отличие от предыдущих кораблей проекта имеет ЗРК «Панцирь-М». Заложен. Строится |
| Малый противолодочный корабль (МПК) | МПК-192 «Уренгой»                                                           | 304                                                                         | 1331М                                                                       | «Parchim»                                                                   | 1986                                                                               | Ленинградская ВМБ (город федерального значения Санкт-Петербург) — ЛенВМБ                       | 147-я тактическая группа малых противолодочных кораблей 105-й бригады кораблей охраны водного района | | В составе СПГ (данные ноября 2023 г.) |
| Малый противолодочный корабль (МПК) | МПК-205 «Казанец»                                                           | 311                                                                         | 1331М                                                                       | «Parchim»                                                                   | 1987                                                                               | Ленинградская ВМБ (город федерального значения Санкт-Петербург) — ЛенВМБ                       | 147-я тактическая группа малых противолодочных кораблей 105-й бригады кораблей охраны водного района | | В составе СПГ (данные октября 2023 г.) |
| Малый противолодочный корабль (МПК) | МПК-99 «Зеленодольск»                                                       | 308                                                                         | 1331М                                                                       | «Parchim»                                                                   | 1987                                                                               | Ленинградская ВМБ (город федерального значения Санкт-Петербург) — ЛенВМБ                       | 147-я тактическая группа малых противолодочных кораблей 105-й бригады кораблей охраны водного района | | В составе СПГ (данные октября 2023 г.) |
| Малый противолодочный корабль (МПК) | МПК-224 «Алексин»                                                           | 318                                                                         | 1331М                                                                       | «Parchim»                                                                   | 1989                                                                               | Балтийская ВМБ (г. Балтийск, Калининградская обл.)                                             | 264-й дивизион противолодочных кораблей 64-й бригады кораблей охраны водного района                  | | В составе СПГ (данные августа 2023 г.) |
| Малый противолодочный корабль (МПК) | МПК-227 «Кабардино-Балкария»                                                | 322                                                                         | 1331М                                                                       | «Parchim»                                                                   | 1989                                                                               | Балтийская ВМБ (г. Балтийск, Калининградская обл.)                                             | 264-й дивизион противолодочных кораблей 64-й бригады кораблей охраны водного района                  | | В составе СПГ (данные ноября 2023 г.) |
| Малый противолодочный корабль (МПК) | МПК-229 «Калмыкия»                                                          | 332                                                                         | 1331М                                                                       | «Parchim»                                                                   | 1990                                                                               | Балтийская ВМБ (г. Балтийск, Калининградская обл.)                                             | 264-й дивизион противолодочных кораблей 64-й бригады кораблей охраны водного района                  | | В составе СПГ (данные августа 2023 г.) |
| Ракетный катер (РКА) |                                                                             |                                                                             |                                                                             |                                                                             |                                                                                    | Балтийская ВМБ (г. Балтийск, Калининградская обл.)                                             | | | |
| Р-187 «Заречный» | 855(?)                                                                      | 12411 «Молния-1»                                                            | «Tarantul»                                                                  | 1989                                                                        | 1-й гвардейский дивизион ракетных катеров 36-й бригады ракетных катеров и кораблей | Балтийская ВМБ (г. Балтийск, Калининградская обл.)                                             | | В составе СПГ (данные июля 2023 г.) | |
| P-291 «Димитровград» | 825                                                                         | 12411 «Молния-1»                                                            | «Tarantul»                                                                  | 1991                                                                        | 1-й гвардейский дивизион ракетных катеров 36-й бригады ракетных катеров и кораблей | Балтийская ВМБ (г. Балтийск, Калининградская обл.)                                             | | В составе СПГ (данные октября 2023 г.) | |
| Р-293 «Моршанск» | 824                                                                         | 12411 «Молния-1»                                                            | «Tarantul»                                                                  | 1992                                                                        | 1-й гвардейский дивизион ракетных катеров 36-й бригады ракетных катеров и кораблей | Балтийская ВМБ (г. Балтийск, Калининградская обл.)                                             | | В составе СПГ (данные июля 2023 г.) | |
| Р-2 «Чувашия» | 870                                                                         | 12411 «Молния-1»                                                            | «Tarantul»                                                                  | 2000                                                                        | 1-й гвардейский дивизион ракетных катеров 36-й бригады ракетных катеров и кораблей | Балтийская ВМБ (г. Балтийск, Калининградская обл.)                                             | | В составе СПГ (данные апреля 2024 г.) | |
| Противодиверсионный катер (ПРДК) | «П-336»                                                                     | 686                                                                         | «ПВ-1415 (14159)»/тип «Фламинго»                                            | «Flamingo»                                                                  | 1989                                                                               | Ленинградская ВМБ (город федерального значения Санкт-Петербург) — ЛенВМБ                       | 313-й отряд СПН                                                                                      | | Нет информации о состоянии вымпела. (данные декабря 2024 г.) |
| Противодиверсионный катер (ПРДК) | П-419 «Василий Жильцов»                                                     | 650                                                                         | «ПВ-1415 (14159)»/тип «Фламинго»                                            | «Flamingo»                                                                  | —                                                                                  | Балтийская ВМБ (г. Балтийск, Калининградская обл.)                                             | 313-й отряд СПН                                                                                      | | Нет информации о состоянии вымпела. (данные декабря 2024 г.) |
| Противодиверсионный катер (ПРДК) | «П-910»                                                                     | 850                                                                         | «ПВ-1415 (14159)»/тип «Фламинго»                                            | «Flamingo»                                                                  | 1992                                                                               | Балтийская ВМБ (г. Балтийск, Калининградская обл.)                                             | 313-й отряд СПН                                                                                      | | Нет информации о состоянии вымпела. (данные декабря 2024 г.) |
| Противодиверсионный катер (ПРДК) | П-104 «Нахимовец»                                                           | 689                                                                         | 21980 «Грачонок»                                                            | 21980 «Грачонок»                                                            | 2009                                                                               | Ленинградская ВМБ (город федерального значения Санкт-Петербург)— ЛенВМБ                        | 313-й отряд СПН                                                                                      | | В составе СПГ (данные июля 2024 г.) |
| Противодиверсионный катер (ПРДК) | «П-468»                                                                     | 651                                                                         | 21980 «Грачонок»                                                            | 21980 «Грачонок»                                                            | 2022                                                                               | —                                                                                              | — | | В составе СПГ (данные июля 2023 г.) |
| Противодиверсионный катер (ПРДК) | «П-471 Владимир Носов»                                                      | 652                                                                         | 21980 «Грачонок»                                                            | 21980 «Грачонок»                                                            | 2022                                                                               | Балтийская ВМБ (г. Балтийск, Калининградская обл.)                                             | — | | В составе СПГ (данные сентября 2024 г.) |
| Противодиверсионный катер (ПРДК) | «П-474»                                                                     | —                                                                           | 21980 «Грачонок»                                                            | 21980 «Грачонок»                                                            | 2022                                                                               |                                                                                                | — | | В составе СПГ (данные июля 2023 г.) |
| Противодиверсионный катер (ПРДК) | «П-»                                                                        | 679                                                                         | 12150 «Мангуст»                                                             | 12150 «Мангуст»                                                             | 2013                                                                               | Балтийская ВМБ (г. Балтийск, Калининградская обл.)                                             | 313-й отряд СПН                                                                                      | | Нет информации о состоянии вымпела. (данные декабря 2024 г.) |
| Противодиверсионный катер (ПРДК) | «П-389»                                                                     | 680                                                                         | 12150 «Мангуст»                                                             | 12150 «Мангуст»                                                             | 2013                                                                               | Балтийская ВМБ (г. Балтийск, Калининградская обл.)                                             | 313-й отряд СПН                                                                                      | | Нет информации о состоянии вымпела. (данные декабря 2024 г.) |
| Противодиверсионный катер (ПРДК) | «П-281»                                                                     | 002                                                                         | 03160 «Раптор»                                                              | 03160 «Раптор»                                                              | 2015                                                                               | Ленинградская ВМБ (город федерального значения Санкт-Петербург) — ЛенВМБ                       | 313-й отряд СПН                                                                                      | | Нет информации о состоянии вымпела. (данные декабря 2024 г.) |
| Противодиверсионный катер (ПРДК) | П-280 «Юнармеец Балтики»                                                    | 682                                                                         | 03160 «Раптор»                                                              | 03160 «Раптор»                                                              | 2015                                                                               | Ленинградская ВМБ (город федерального значения Санкт-Петербург) — ЛенВМБ                       | 313-й отряд СПН                                                                                      | | Нет информации о состоянии вымпела. (данные декабря 2024 г.) |
| Противодиверсионный катер (ПРДК) | «П-344»                                                                     | 001                                                                         | 03160 «Раптор»                                                              | 03160 «Раптор»                                                              | 2015                                                                               |                                                                                                | 313-й отряд СПН                                                                                      | | Нет информации о состоянии вымпела. (данные декабря 2024 г.) |
| Противодиверсионный катер (ПРДК) | П-415 «Андрей Палий»                                                        | 001                                                                         | 03160 «Раптор»                                                              | 03160 «Раптор»                                                              | 2017                                                                               |                                                                                                | 313-й отряд СПН                                                                                      | | Нет информации о состоянии вымпела. (данные декабря 2024 г.) |
| Противодиверсионный катер (ПРДК) | «Евгений Колесников»                                                        | 658                                                                         | 03160 «Раптор»                                                              | 03160 «Раптор»                                                              | 2017                                                                               | Балтийская ВМБ (г. Балтийск, Калининградская обл.)                                             | 313-й отряд СПН                                                                                      | | В составе СПГ (данные июля 2023 г.) |
| Противодиверсионный катер (ПРДК) | «П-437 Григорий Давиденко»                                                  | 659                                                                         | 03160 «Раптор»                                                              | 03160 «Раптор»                                                              | 2018                                                                               | —                                                                                              | | | Нет информации о состоянии вымпела. (данные декабря 2024 г.) |
| Противодиверсионный катер (ПРДК) | «П-461»                                                                     | 656                                                                         | 03160 «Раптор»                                                              | 03160 «Раптор»                                                              | 2020                                                                               | —                                                                                              | | | Нет информации о состоянии вымпела. (данные декабря 2024 г.) |
| Противодиверсионный катер (ПРДК) | «П-462»                                                                     | —                                                                           | 03160 «Раптор»                                                              | 03160 «Раптор»                                                              | 2020                                                                               | —                                                                                              | | | Нет информации о состоянии вымпела. (данные декабря 2024 г.) |
| Противодиверсионный катер (ПРДК) | «Юнармеец Москвы»                                                           | —                                                                           | 03160 «Раптор»                                                              | 03160 «Раптор»                                                              | 2020                                                                               | —                                                                                              | | | Нет информации о состоянии вымпела. (данные декабря 2024 г.) |
| Морской тральщик (МТЩ) | МТ-730 «Александр Обухов»                                                   | 507                                                                         | 12700 «Александрит»                                                         | 12700 «Александрит»                                                         | 2016                                                                               | Балтийская ВМБ (г. Балтийск, Калининградская обл.)                                             | 323-й дивизион тральщиков 64-й бригады кораблей охраны водного района                                | | В составе СПГ (данные ноября 2023 г.) |
| Морской тральщик (МТЩ) | «Лев Чернавин»                                                              | 660                                                                         | 12700 «Александрит»                                                         | 12700 «Александрит»                                                         | 2023                                                                               | Балтийская ВМБ (г. Балтийск, Калининградская обл.)                                             | 323-й дивизион тральщиков 64-й бригады кораблей охраны водного района                                | | В составе СПГ. (данные декабря 2023 г.) |
| Базовый тральщик (БТЩ) | БТ-230 «Леонид Соболев»                                                     | 510                                                                         | 1265 «Яхонт»                                                                | «Sonya»                                                                     | 1990                                                                               | Балтийская ВМБ (г. Балтийск, Калининградская обл.)                                             | 323-й дивизион тральщиков 64-й бригады кораблей охраны водного района                                | | Нет информации о состоянии вымпела. (данные декабря 2024 г.) |
| Базовый тральщик (БТЩ) | БТ-212 «Новочебоксарск»                                                     | 501                                                                         | 1265 «Яхонт»                                                                | «Sonya»                                                                     | 1991                                                                               | Балтийская ВМБ (г. Балтийск, Калининградская обл.)                                             | 323-й дивизион тральщиков 64-й бригады кораблей охраны водного района                                | | В составе СПГ (данные июля 2023 г.) |
| Базовый тральщик (БТЩ) | БТ-115 «Павел Хенов»                                                        | 515                                                                         | 1265 «Яхонт»                                                                | «Sonya»                                                                     | 1993                                                                               | Ленинградская ВМБ (город федерального значения Санкт-Петербург) — ЛенВМБ                       | 22-й дивизион тральщиков 105-й бригады кораблей охраны водного района                                | | В составе СПГ (данные сентября 2023 г.) |
| Рейдовый тральщик (РТЩ) | «РТ-57»                                                                     | 316                                                                         | 10750 «Сапфир»                                                              | «Lida»                                                                      | 1989                                                                               | Ленинградская ВМБ (город федерального значения Санкт-Петербург) — ЛенВМБ                       | 22-й дивизион тральщиков 105-й бригады кораблей охраны водного района                                | | В составе СПГ (данные июля 2023 г.) |
| Рейдовый тральщик (РТЩ) | «РТ-248»                                                                    | 348                                                                         | 10750 «Сапфир»                                                              | «Lida»                                                                      | 1990                                                                               | Ленинградская ВМБ (город федерального значения Санкт-Петербург) — ЛенВМБ                       | 22-й дивизион тральщиков 105-й бригады кораблей охраны водного района                                | | Нет информации о состоянии вымпела. (данные декабря 2024 г.) |
| Рейдовый тральщик (РТЩ) | РТ-252 «Василий Поляков»                                                    | 310                                                                         | 10750 «Сапфир»                                                              | «Lida»                                                                      | 1991                                                                               | Балтийская ВМБ (г. Балтийск, Калининградская обл.)                                             | 323-й дивизион тральщиков 64-й бригады кораблей охраны водного района                                | | В составе СПГ (данные ноября 2024 г.) |
| Рейдовый тральщик (РТЩ) | РТ-273 «Виктор Сигалов»                                                     | 339                                                                         | 10750 «Сапфир»                                                              | «Lida»                                                                      | 1992                                                                               | Балтийская ВМБ (г. Балтийск, Калининградская обл.)                                             | 323-й дивизион тральщиков 64-й бригады кораблей охраны водного района                                | | В составе СПГ (данные сентября 2024 г.) |
| Десантные корабли и катера (корабли 2-го и 4-го рангов); 15 вымпелов |                                                                             |                                                                             |                                                                             |                                                                             |                                                                                    |                                                                                                | | | |
| Большой десантный корабль (БДК) | БДК-43 «Минск»                                                              | 127                                                                         | «775/II»                                                                    | «Ropucha-II»                                                                | 1983                                                                               | Балтийская ВМБ (г. Балтийск, Калининградская обл.)                                             | 71-я бригада десантных кораблей                                                                      | | Получил повреждение после ракетной атаки. Срок окончания ремонта неизвестен (данные сентября 2023 г.) |
| Большой десантный корабль (БДК) | БДК-58 «Калининград»                                                        | 102                                                                         | «775/II»                                                                    | «Ropucha-II»                                                                | 1984                                                                               | Балтийская ВМБ (г. Балтийск, Калининградская обл.)                                             | 71-я бригада десантных кораблей                                                                      | | Принимал участие в составе «Сирийского (Московского) экспресса». В составе СПГ (данные июля 2023 г.), придан ЧФ |
| Большой десантный корабль (БДК) | БДК-60 «Александр Шабалин»                                                  | 110                                                                         | «775/II»                                                                    | «Ropucha-II»                                                                | 1985                                                                               | Балтийская ВМБ (г. Балтийск, Калининградская обл.)                                             | 71-я бригада десантных кораблей                                                                      | | Принимает участие в составе «Сирийского (Московского) экспресса». В составе СПГ (данные августа 2024 г.) |
| Большой десантный корабль (БДК) | БДК-61 «Королёв»                                                            | 130                                                                         | «775/III (775М)»                                                            | «Ropucha-M»                                                                 | 1991                                                                               | Балтийская ВМБ (г. Балтийск, Калининградская обл.)                                             | 71-я бригада десантных кораблей                                                                      | | Принимал участие в составе «Сирийского (Московского) экспресса». Нет информации о состоянии вымпела. (данные декабря 2024 г.) |
| Малый десантный корабль на воздушной подушке (МДКВП) | МДК-50 «Евгений Кочешков»                                                   | 770                                                                         | 12322 «Зубр»                                                                | «Pomornik»                                                                  | 1990                                                                               | Балтийская ВМБ (г. Балтийск, Калининградская обл.)                                             | 7-й дивизион десантных кораблей 71-й бригады десантных кораблей                                      | | В составе СПГ (данные августа 2024 г.) |
| Малый десантный корабль на воздушной подушке (МДКВП) | МДК-94 «Мордовия»                                                           | 782                                                                         | 12322 «Зубр»                                                                | «Pomornik»                                                                  | 1991                                                                               | Балтийская ВМБ (г. Балтийск, Калининградская обл.)                                             | 7-й дивизион десантных кораблей 71-й бригады десантных кораблей                                      | | В составе СПГ (данные августа 2024 г.) |
| Десантный катер (ДКА) | «Д-465»                                                                     | 753                                                                         | 1176 «Акула»                                                                | «Ondatra»                                                                   | 1986                                                                               | Балтийская ВМБ (г. Балтийск, Калининградская обл.)                                             | 71-я бригада десантных кораблей                                                                      | | Нет информации о состоянии вымпела. (данные декабря 2024 г.) |
| Десантный катер (ДКА) | «Д-325»                                                                     | 766                                                                         | 1176 «Акула»                                                                | «Ondatra»                                                                   | 1991                                                                               | Балтийская ВМБ (г. Балтийск, Калининградская обл.)                                             | 71-я бригада десантных кораблей                                                                      | | В составе СПГ (данные марта 2023 г.) |
| Десантный катер (ДКА) | «Д-365»                                                                     | 765 (612?)                                                                  | 1176 «Акула»                                                                | «Ondatra»                                                                   | 1994                                                                               | Балтийская ВМБ (г. Балтийск, Калининградская обл.)                                             | 71-я бригада десантных кораблей                                                                      | | Нет информации о состоянии вымпела. (данные декабря 2024 г.) |
| Десантный катер (ДКА) | «Д-67»                                                                      | 767                                                                         | 11770 «Серна»                                                               | «Serna»                                                                     | 1994                                                                               | Балтийская ВМБ (г. Балтийск, Калининградская обл.)                                             | 71-я бригада десантных кораблей                                                                      | | В составе СПГ (данные июля 2024 г.) |
| Десантный катер (ДКА) | Д-1441 «Алексей Баринов»                                                    | 791                                                                         | 11770 «Серна»                                                               | «Serna»                                                                     | 2009                                                                               | Балтийская ВМБ (г. Балтийск, Калининградская обл.)                                             | 71-я бригада десантных кораблей                                                                      | | В составе СПГ (данные июля 2023 г.) |
| Десантный катер (ДКА) | Д-1442 «Иван Пасько»                                                        | 792                                                                         | 11770 «Серна»                                                               | «Serna»                                                                     | 2009                                                                               | Балтийская ВМБ (г. Балтийск, Калининградская обл.)                                             | 71-я бригада десантных кораблей                                                                      | | В составе СПГ (данные июня 2024 г.) |
| Десантный катер (ДКА) | «Денис Давыдов»                                                             | 758                                                                         | 21820 «Дюгонь»                                                              | «Dyugon»                                                                    | 2014                                                                               | Балтийская ВМБ (г. Балтийск, Калининградская обл.)                                             | 71-я бригада десантных кораблей                                                                      | | В составе СПГ (данные июля 2023 г.) |
| Десантный катер (ДКА) | «Лейтенант Римский-Корсаков»                                                | 754                                                                         | 21820 «Дюгонь»                                                              | «Dyugon»                                                                    | 2015                                                                               | Балтийская ВМБ (г. Балтийск, Калининградская обл.)                                             | 71-я бригада десантных кораблей                                                                      | | В составе СПГ (данные июля 2024 г.) |
| Десантный катер (ДКА) | «Мичман Лермонтов»                                                          | 757                                                                         | 21820 «Дюгонь»                                                              | «Dyugon»                                                                    | 2015                                                                               | Балтийская ВМБ (г. Балтийск, Калининградская обл.)                                             | 71-я бригада десантных кораблей                                                                      | | В составе СПГ (данные марта 2023 г.) |
| Десантный катер (ДКА) | «Д-»                                                                        | 790                                                                         | 02510 «БК-16»                                                               | 02510 «БК-16»                                                               | 2020                                                                               | Балтийская ВМБ (г. Балтийск, Калининградская обл.)                                             | | | Нет информации о состоянии вымпела. (данные декабря 2024 г.) |
| Десантный катер (ДКА) | «Д-»                                                                        | —                                                                           | 02510 «БК-16»                                                               | 02510 «БК-16»                                                               | 2021                                                                               | Балтийская ВМБ (г. Балтийск, Калининградская обл.)                                             | | | Нет информации о состоянии вымпела. (данные декабря 2024 г.) |
| Десантный катер (ДКА) | «Д-»                                                                        | —                                                                           | 02510 «БК-16»                                                               | 02510 «БК-16»                                                               | 2021                                                                               | Балтийская ВМБ (г. Балтийск, Калининградская обл.)                                             | | | Нет информации о состоянии вымпела. (данные декабря 2024 г.) |
| Подлодки (корабли 2-го ранга) |                                                                             |                                                                             |                                                                             |                                                                             |                                                                                    |                                                                                                | | | |
| Большая дизель-электрическая подводная лодка (БДЭПЛ)/Подводная лодка большая (ПЛБ)/Неатомная подводная лодка (НАПЛ) | Б-806 «Дмитров»                                                             | 468                                                                         | 877ЭКМ «Палтус»                                                             | «Improved Kilo»                                                             | 1986                                                                               | Ленинградская ВМБ (город федерального значения Санкт-Петербург) — ЛенВМБ                       | 3-й отдельный дивизион подводных лодок 123-й бригады подводных лодок                                 | | В составе СПГ (данные июля 2023 г.) |
| Большая дизель-электрическая подводная лодка (БДЭПЛ)/Подводная лодка большая (ПЛБ)/Неатомная подводная лодка (НАПЛ) | Б-587 «Великие Луки»                                                        |                                                                             | 06771 (667М) «Лада»                                                         | «Lada»                                                                      | 2025 (план)                                                                        |                                                                                                | | | Имеет УКСК «Калибр-ПЛ». Может быть носителем тактического ядерного оружия в виде спец. БЧ крылатых ракет УКСК «Калибр-ПЛ». Проходит ЗХИ. (данные октября 2024 г.) |
| Большая дизель-электрическая подводная лодка (БДЭПЛ)/Подводная лодка большая (ПЛБ)/Неатомная подводная лодка (НАПЛ) | «Петрозаводск»                                                              |                                                                             | 06363 (636; 636.3) «Варшавянка»                                             | «Kilo-II»                                                                   |                                                                                    |                                                                                                | | | Завод изготовитель — ССЗ «Адмиралтейские верфи», город федерального значения Санкт-Петербург. Имеет УКСК «Калибр-ПЛ». Может быть носителем тактического ядерного оружия в виде спец. БЧ крылатых ракет УКСК «Калибр-ПЛ». Готовится к закладке.                                                                            |
| Судовой состав |                                                                             |                                                                             |                                                                             |                                                                             |                                                                                    |                                                                                                | | | |
| Подразделение военно-морской разведки — операторы: Управление разведки военно-морского флота РФ и Главное разведывательное управление Генерального штаба РФ (ГРУ ГШ РФ); 4 вымпела |                                                                             |                                                                             |                                                                             |                                                                             |                                                                                    |                                                                                                | | | |
| Средний разведывательный корабль — судно связи (СРЗК — ССВ) | ГС-39 «Сызрань»                                                             | 317                                                                         | 503Р «Наука»/тип «Альпинист»                                                | «Alpinist»                                                                  | 1981                                                                               | Балтийская ВМБ (г. Балтийск, Калининградская обл.)                                             | 72-й дивизион разведывательных кораблей                                                              | | В составе СПГ (данные зимы 2018 г.) |
| Средний разведывательный корабль — судно связи (СРЗК — ССВ) | ГС-19 «Жигулёвск»                                                           | 314                                                                         | 503Р «Наука»/тип «Альпинист»                                                | «Alpinist»                                                                  | 1982                                                                               | Балтийская ВМБ (г. Балтийск, Калининградская обл.)                                             | 72-й дивизион разведывательных кораблей                                                              | | Возможно переоснащён в гидрографическое судно (не подтверждено). В составе СПГ (данные лета 2017 г.) |
| Средний разведывательный корабль — судно связи (СРЗК — ССВ) | «Адмирал Фёдор Головин»                                                     | 411                                                                         | 864/тип «Меридиан»                                                          | «Vishnya/Meridian»                                                          | 1985                                                                               | Балтийская ВМБ (г. Балтийск, Калининградская обл.)                                             | 72-й дивизион разведывательных кораблей                                                              | | В составе СПГ (данные осени 2016 г.) |
| Средний разведывательный корабль — судно связи (СРЗК — ССВ) | «Василий Татищев»                                                           | 231                                                                         | 864/тип «Меридиан»                                                          | «Vishnya/Meridian»                                                          | 1988                                                                               | Балтийская ВМБ (г. Балтийск, Калининградская обл.)                                             | 72-й дивизион разведывательных кораблей                                                              | | В составе СПГ (данные лета 2017 г.) |
| Средний разведывательный корабль — судно связи (СРЗК — ССВ) |                                                                             | 18280                                                                       | 18280                                                                       | 18280                                                                       | до 2025 (план)                                                                     | Балтийская ВМБ (г. Балтийск, Калининградская обл.)                                             | 72-й дивизион разведывательных кораблей                                                              | | Завод изготовитель — ССЗ «Северная верфь» в городе федерального значения Санкт-Петербург. Готовится к закладке |
| Учебное подразделение флота — оператор Управление боевой подготовки ВМФ РФ; 4 вымпела |                                                                             |                                                                             |                                                                             |                                                                             |                                                                                    |                                                                                                | | | |
| Учебный корабль (УК) | «Смольный»                                                                  | 300                                                                         | «887 (УК)»                                                                  | «Smol’nyy/Drakon/Petrushka»                                                 | 1976                                                                               | Ленинградская ВМБ (город федерального значения Санкт-Петербург) — ЛенВМБ                       | 105-я бригада кораблей охраны водного района                                                         | | Работает (данные весны 2017 г.) |
| Учебный катер (УКА) | «УК-115»                                                                    | 216 (307; 302; 308?)                                                        | «УК-3»                                                                      | «УК-3»                                                                      | 1982                                                                               | Ленинградская ВМБ (город федерального значения Санкт-Петербург) — ЛенВМБ                       | 258-й дивизион учебных кораблей                                                                      | | Работает (данные весны 2017 г.) |
| Учебный катер (УКА) | «УК-162»                                                                    | 230 (307; 302; 308?)                                                        | «УК-3»                                                                      | «УК-3»                                                                      | —                                                                                  | Ленинградская ВМБ (город федерального значения Санкт-Петербург) — ЛенВМБ                       | 258-й дивизион учебных кораблей                                                                      | | Работает (данные весны 2017 г.) |
| Учебный катер (УКА) | «УК-712»                                                                    | 229 (307; 302; 308?)                                                        | «УК-3»                                                                      | «УК-3»                                                                      | 1983                                                                               | Ленинградская ВМБ (город федерального значения Санкт-Петербург) — ЛенВМБ                       | 258-й дивизион учебных кораблей                                                                      | | Работает (данные весны 2017 г.) |
| Гидрографическая служба флота — операторы: Гидрографическая служба ВМФ, Главное управление глубоководных исследований Министерства обороны РФ (ГУГИ МО РФ), Управление разведки военно-морского флота РФ, Главное разведывательное управление Генерального штаба РФ (ГРУ ГШ РФ), Государственная метрологическая служба РФ и Роскартография; вымпелов |                                                                             |                                                                             |                                                                             |                                                                             |                                                                                    | Ленинградская ВМБ (город федерального значения Санкт-Петербург) — ЛенВМБ                       | | | |
| Океанографическое судно — гидрографическое судно (ОИС — ГС) | «Гигрометр»                                                                 | 860                                                                         | 860                                                                         | «Samara»                                                                    | 1965                                                                               | Балтийская ВМБ (г. Балтийск, Калининградская обл.)                                             | Гидрографический отряд флота                                                                         | | Работает (данные весны 2016 г.) |
| Океанографическое судно — гидрографическое судно (ОИС — ГС) | «Андромеда»                                                                 | 861                                                                         | 861                                                                         | «Moma»                                                                      | 1972                                                                               | Балтийская ВМБ (г. Балтийск, Калининградская обл.)                                             | Гидрографический отряд флота                                                                         | | Работает (данные лета 2017 г.) |
| Океанографическое судно — гидрографическое судно (ОИС — ГС) | «Адмирал Владимирский»                                                      | 852/тип «Академик Крылов»                                                   | 852/тип «Академик Крылов»                                                   | «Akademik Krylov/Vinograd»                                                  | 1975                                                                               | Ленинградская ВМБ (город федерального значения Санкт-Петербург) — ЛенВМБ                       | Гидрографический отряд флота                                                                         | | Впервые в новейшей истории совершило исследования у берегов Антарктиды. Работает (данные весны 2017 г.) |
| Океанографическое судно — гидрографическое судно (ОИС — ГС) | «Николай Матусевич»                                                         | «862/II»                                                                    | «862/II»                                                                    | «Yug»                                                                       | 1982                                                                               | Ленинградская ВМБ (город федерального значения Санкт-Петербург) — ЛенВМБ                       | Гидрографический отряд флота                                                                         | | Работает (данные весны 2017 г.) |
| Океанографическое судно — гидрографическое судно (ОИС — ГС) | «Сибиряков»                                                                 | 865                                                                         | 865                                                                         | «Sibirykov»                                                                 | 1990                                                                               | Балтийская ВМБ (г. Балтийск, Калининградская обл.)                                             | Гидрографический отряд флота                                                                         | | Работает (данные весны 2016 г.) |
| Океанографическое судно — гидрографическое судно (ОИС — ГС) | «ГС-118»                                                                    | 870                                                                         | 870                                                                         | «Kamenka»                                                                   | 1968                                                                               | Ленинградская ВМБ (город федерального значения Санкт-Петербург) — ЛенВМБ                       | Гидрографический отряд флота                                                                         | | Работает (данные осени 2017 г.) |
| Океанографическое судно — гидрографическое судно (ОИС — ГС) | «ГС-66»                                                                     | 870                                                                         | 870                                                                         | «Kamenka»                                                                   | 1969                                                                               | Балтийская ВМБ (г. Балтийск, Калининградская обл.)                                             | Гидрографический отряд флота                                                                         | | Работает (данные лета 2017 г.) |
| Океанографическое судно — гидрографическое судно (ОИС — ГС) | «ГС-214»                                                                    | 871                                                                         | 871                                                                         | «Biya»                                                                      | 1974                                                                               | Балтийская ВМБ (г. Балтийск, Калининградская обл.)                                             | Гидрографический отряд флота                                                                         | | Нет точных данных о состоянии вымпела. Последние подтверждённые данные от осени 2014 г. Вероятно списано. Данные уточняются |
| Океанографическое судно — гидрографическое судно (ОИС — ГС) | «ГС-270»                                                                    | 872                                                                         | 872                                                                         | «Finik»                                                                     | 1978                                                                               | Ленинградская ВМБ (город федерального значения Санкт-Петербург) — ЛенВМБ                       | Гидрографический отряд флота                                                                         | | Работает (данные осени 2016 г.) |
| Океанографическое судно — гидрографическое судно (ОИС — ГС) | «ГС-403»                                                                    | 872                                                                         | 872                                                                         | «Finik»                                                                     | 1979                                                                               | Ленинградская ВМБ (город федерального значения Санкт-Петербург) — ЛенВМБ                       | Гидрографический отряд флота                                                                         | | Нет точных данных о состоянии вымпела. Последние подтверждённые данные от весны 2015 г. Возможно списано. Данные уточняются |
| Океанографическое судно — гидрографическое судно (ОИС — ГС) | «ГС-525»                                                                    | «РЭФ-100»                                                                   | «РЭФ-100»                                                                   | «РЭФ-100»                                                                   | 1985                                                                               | Ленинградская ВМБ (город федерального значения Санкт-Петербург) — ЛенВМБ                       | Гидрографический отряд флота                                                                         | | Работает (данные декабря 2016 г.) |
| Океанографическое судно — гидрографическое судно (ОИС — ГС) | «ГС-439»                                                                    | 16611 «Фарватер»                                                            | 16611 «Фарватер»                                                            | 16611 «Фарватер»                                                            | 1993                                                                               | Ленинградская ВМБ (город федерального значения Санкт-Петербург) — ЛенВМБ                       | Гидрографический отряд флота                                                                         | | Работает (данные лета 2017 г.) |
| Океанографическое судно — гидрографическое судно (ОИС — ГС) | «Вайгач»                                                                    | 19910 «Амур»                                                                | 19910 «Амур»                                                                | 19910 «Амур»                                                                | 2007                                                                               | Ленинградская ВМБ (город федерального значения Санкт-Петербург) — ЛенВМБ                       | Гидрографический отряд флота                                                                         | | Работает (данные лета 2017 г.) |
| Океанографическое судно — гидрографическое судно (ОИС — ГС) | «Белуха»                                                                    | 16609                                                                       | 16609                                                                       | 16609                                                                       | 2014                                                                               | Ленинградская ВМБ (город федерального значения Санкт-Петербург) — ЛенВМБ                       | Гидрографический отряд флота                                                                         | | Может работать во льдах. Имеет гидроакустический комплекс для глубоководных исследований «Корвет МК МПД-300». Может выполнять функции пожарно-спасательного судна. Работает (данные осени 2016 г.) |
| Научно-исследовательская автономная глубоководная станция — батискаф (АС) | АС-37 «Русь»                                                                | 16811 «Консул» (16810 «Русь»)                                               | 16811 «Консул» (16810 «Русь»)                                               | 16811 «Консул» (16810 «Русь»)                                               | 2000                                                                               | Судно носитель — ГГС «Янтарь»                                                                  | Судно носитель — ГГС «Янтарь»                                                                        | | Нет точных данных о состоянии вымпела. Последние подтверждённые данные от лета 2015 г. Данные уточняются |
| Большой гидрографический катер (БГК) | «БГК-719»                                                                   | «Г-376»/тип «Ярославец»                                                     | «Г-376»/тип «Ярославец»                                                     | «Г-376»/тип «Ярославец»                                                     | —                                                                                  | Ленинградская ВМБ (г. Выборг, Ленинградская обл.) — ЛенВМБ                                     | Гидрографический отряд флота                                                                         | | Нет точных данных о состоянии вымпела. На приколе под Выборгом (данные весны 2017 г.) г. Возможно списан. Данные уточняются |
| Большой гидрографический катер (БГК) | «БГК-1417»                                                                  | «Г-1415 (14156)»/тип «Фламинго»                                             | «Г-1415 (14156)»/тип «Фламинго»                                             | «Flamingo»                                                                  | 1979                                                                               | Ленинградская ВМБ (город федерального значения Санкт-Петербург) — ЛенВМБ                       | Гидрографический отряд флота                                                                         | | Работает (данные осени 2017 г.) |
| Большой гидрографический катер (БГК) | «БГК-1333»                                                                  | 1459                                                                        | 1459                                                                        | 1459                                                                        | 1981                                                                               | Ленинградская ВМБ (город федерального значения Санкт-Петербург) — ЛенВМБ                       | Гидрографический отряд флота                                                                         | | Работает (данные лета 2017 г.) |
| Большой гидрографический катер (БГК) | «БГК-217»                                                                   | 1896                                                                        | 1896                                                                        | «Nyrat-2/PO-2»                                                              | 1966                                                                               | Ленинградская ВМБ (город федерального значения Санкт-Петербург) — ЛенВМБ                       | Гидрографический отряд флота                                                                         | | Работает (данные лета 2017 г.) |
| Большой гидрографический катер (БГК) | «БГК-715»                                                                   | 1896                                                                        | 1896                                                                        | «Nyrat-2/PO-2»                                                              | 1970                                                                               | Ленинградская ВМБ (город федерального значения Санкт-Петербург) — ЛенВМБ                       | Гидрографический отряд флота                                                                         | | Работает (данные лета 2017 г.) |
| Большой гидрографический катер (БГК) | «БГК-716»                                                                   | 1896                                                                        | 1896                                                                        | «Nyrat-2/PO-2»                                                              | 1970                                                                               | Ленинградская ВМБ (город федерального значения Санкт-Петербург) — ЛенВМБ                       | Гидрографический отряд флота                                                                         | | Работает (данные лета 2016 г.) |
| Большой гидрографический катер (БГК) | «БГК-772»                                                                   | 1896                                                                        | 1896                                                                        | «Nyrat-2/PO-2»                                                              | 1973                                                                               | Ленинградская ВМБ (город федерального значения Санкт-Петербург) — ЛенВМБ                       | Гидрографический отряд флота                                                                         | | Работает (данные осени 2017 г.) |
| Большой гидрографический катер (БГК) | БГК-2149 «Евгений Гницевич»                                                 | 19920 «Баклан»                                                              | 19920 «Баклан»                                                              | 19920 «Баклан»                                                              | 2015                                                                               | Ленинградская ВМБ (город федерального значения Санкт-Петербург) — ЛенВМБ                       | Гидрографический отряд флота                                                                         | | Работает (данные лета 2017 г.) |
| Большой гидрографический катер (БГК) | «Георгий Зима»                                                              | 23040Г                                                                      | 23040Г                                                                      | 23040Г                                                                      | 2018                                                                               | —                                                                                              | Гидрографический отряд флота                                                                         | | Может работать во льдах. Работает (данные августа 2019 г.) |
| Большой гидрографический катер (БГК) | «Александр Евланов»                                                         | 23040Г                                                                      | 23040Г                                                                      | 23040Г                                                                      | 2019                                                                               | —                                                                                              | Гидрографический отряд флота                                                                         | | Может работать во льдах. Работает (данные июля 2019 г.) |
| Опытовое судно (ОС) | «Ладога»                                                                    | 11982                                                                       | 11982                                                                       | 11982                                                                       | 2018                                                                               | —                                                                                              | — | | Может работать во льдах. Наряду с картографированием выполняет функции универсального глубоководного и надводного разведчика. Может выполнять функции спасательного и кабельного судна. Построено по модифицированному проекту. Работает (данные октября 2018 г.)                                                         |
| Подразделение поисково-спасательного обеспечения флота (ПСО/СПАСР) — операторы: Управление поисковых и аварийно-спасательных работ ВМФ РФ (УПАСР), Госморспасслужба РФ и Министерство по чрезвычайным ситуациям (МЧС) РФ; 67 вымпелов |                                                                             |                                                                             |                                                                             |                                                                             |                                                                                    |                                                                                                | | | |
| Спасательное морское судно (СС) | «СС-750»                                                                    | 141С                                                                        | 141С                                                                        | «Kashtan»                                                                   | 1990                                                                               | Балтийская ВМБ (г. Калининград, Калининградская обл.)                                          | 342-й аварийно-спасательный отряд                                                                    | | В составе СПГ (данные осени 2016 г.) |
| Спасательное морское буксирное судно — спасательный морской буксир (СБС — СБ) | «СБ-406»                                                                    | 712                                                                         | 712                                                                         | «Sliva»                                                                     | 1984                                                                               | Ленинградская ВМБ (город федерального значения Санкт-Петербург) — ЛенВМБ                       | 501-й аварийно-спасательный отряд                                                                    | | В составе СПГ (данные весны 2016 г.) |
| Спасательное морское буксирное судно — спасательный морской буксир (СБС — СБ) | «СБ-921»                                                                    | 712                                                                         | 712                                                                         | «Sliva»                                                                     | 1985                                                                               | Балтийская ВМБ (г. Балтийск, Калининградская обл.)                                             | 342-й аварийно-спасательный отряд                                                                    | | В составе СПГ (данные лета 2017 г.) |
| Спасательное морское буксирное судно — спасательный морской буксир (СБС — СБ) | МБ-119 «Яков Гребельский»                                                   | 714                                                                         | 714                                                                         | «Goryn»                                                                     | 1978                                                                               | Балтийская ВМБ (г. Балтийск, Калининградская обл.)                                             | 342-й аварийно-спасательный отряд                                                                    | | В составе СПГ (данные зимы 2018 г.) |
| Спасательное морское буксирное судно — спасательный морской буксир (СБС — СБ) | МБ-35 «Евгений Хоров»                                                       | 714                                                                         | 714                                                                         | «Goryn»                                                                     | 1982                                                                               | Балтийская ВМБ (г. Балтийск, Калининградская обл.)                                             | 342-й аварийно-спасательный отряд                                                                    | | Проходит ВТГ на СРЗ «Канонерский судоремонтный завод» в городе федерального значения Санкт-Петербург. Сроки окончания ремонта неизвестны |
| Спасательное морское буксирное судно — спасательный морской буксир (СБС — СБ) | СБ-6 «Мощный»                                                               | 733С/тип «МБ»                                                               | 733С/тип «МБ»                                                               | «Okhtenskiy/Goliat»                                                         | 1965                                                                               | Балтийская ВМБ (г. Балтийск, Калининградская обл.)                                             | 342-й аварийно-спасательный отряд                                                                    | | Нет точных данных о состоянии вымпела. Последние подтверждённые данные лета 2014 г. Вероятно списано. Данные уточняются |
| Спасательное морское буксирное судно — спасательный морской буксир (СБС — СБ) | «Виктор Конецкий»                                                           | 745МБС «Морж» («Садко»)                                                     | 745МБС «Морж» («Садко»)                                                     | «Sorum»                                                                     | 2013                                                                               | Ленинградская ВМБ (город федерального значения Санкт-Петербург) — ЛенВМБ                       | 501-й аварийно-спасательный отряд                                                                    | | В составе СПГ (данные осени 2017 г.) |
| Спасательное морское буксирное судно — спасательный морской буксир (СБС — СБ) | «СБ-121»                                                                    | 02980 «ПС-45»                                                               | 02980 «ПС-45»                                                               | 02980 «ПС-45»                                                               | 2016                                                                               | Ленинградская ВМБ (город федерального значения Санкт-Петербург) — ЛенВМБ                       | 501-й аварийно-спасательный отряд                                                                    | | В составе СПГ (данные осени 2017 г.) |
| Спасательное морское буксирное судно — спасательный морской буксир (СБС — СБ) | «СБ-123»                                                                    | 02980 «ПС-45»                                                               | 02980 «ПС-45»                                                               | 02980 «ПС-45»                                                               | 2016                                                                               | Балтийская ВМБ (г. Балтийск, Калининградская обл.)                                             | 342-й аварийно-спасательный отряд                                                                    | | В составе СПГ (данные лета 2017 г.) |
| Спасательное морское буксирное судно — спасательный морской буксир (СБС — СБ) | «СБ-737»                                                                    | 02980 «ПС-45»                                                               | 02980 «ПС-45»                                                               | 02980 «ПС-45»                                                               | 2017                                                                               | Балтийская ВМБ (г. Балтийск, Калининградская обл.)                                             | 342-й аварийно-спасательный отряд                                                                    | | В составе СПГ (данные лета 2017 г.) |
| Противопожарное судно (ПЖС) | «ПЖС-282»                                                                   | 1893 «Пламя»                                                                | 1893 «Пламя»                                                                | «Katun-I»                                                                   | 1975                                                                               | Ленинградская ВМБ (город федерального значения Санкт-Петербург) — ЛенВМБ                       | 501-й аварийно-спасательный отряд                                                                    | | В составе СПГ (данные весны 2017 г.) |
| Водолазное судно (ВМ) | «ВМ-143»                                                                    | 535 «Краб»                                                                  | 535 «Краб»                                                                  | «Yelva»                                                                     | 1973                                                                               | Балтийская ВМБ (г. Балтийск, Калининградская обл.)                                             | 342-й аварийно-спасательный отряд                                                                    | | В составе СПГ (данные весны 2016 г.) |
| Водолазное судно (ВМ) | «ВМ-250»                                                                    | 535 «Краб»                                                                  | 535 «Краб»                                                                  | «Yelva»                                                                     | —                                                                                  | Ленинградская ВМБ (город федерального значения Санкт-Петербург) — ЛенВМБ                       | 501-й аварийно-спасательный отряд                                                                    | | В составе СПГ (данные осени 2016 г.) |
| Водолазное судно (ВМ) | «ВМ-268»                                                                    | 535 «Краб»                                                                  | 535 «Краб»                                                                  | «Yelva»                                                                     | 1978                                                                               | Балтийская ВМБ (г. Балтийск, Калининградская обл.)                                             | 342-й аварийно-спасательный отряд                                                                    | | Нет точных данных о состоянии вымпела. Последние подтверждённые данные от осени 2014 г. Вероятно списано. Данные уточняются |
| Водолазное судно (ВМ) | «ВМ-420»                                                                    | 535 «Краб»                                                                  | 535 «Краб»                                                                  | «Yelva»                                                                     | 1972                                                                               | Ленинградская ВМБ (г. Приморск, Ленинградская обл.) — ЛенВМБ                                   | 501-й аварийно-спасательный отряд                                                                    | | Нет точных данных о состоянии вымпела. Последние подтверждённые данные от осени 2013 г. Вероятно списано. Данные уточняются |
| Водолазное судно (ВМ) | «ВМ-909»                                                                    | 535 «Краб»                                                                  | 535 «Краб»                                                                  | «Yelva»                                                                     | —                                                                                  | Балтийская ВМБ (г. Балтийск, Калининградская обл.)                                             | 342-й аварийно-спасательный отряд                                                                    | | В составе СПГ (данные весны 2016 г.) |
| Противопожарный катер (ПЖК) | «ПЖК-5»                                                                     | 364                                                                         | 364                                                                         | «Pozharny-I»                                                                | —                                                                                  | Ленинградская ВМБ (город федерального значения Санкт-Петербург) — ЛенВМБ                       | 501-й аварийно-спасательный отряд                                                                    | | В составе СПГ (данные лета 2017 г.) |
| Противопожарный катер (ПЖК) | «ПЖК-53»                                                                    | 364                                                                         | 364                                                                         | «Pozharny-I»                                                                | —                                                                                  | Ленинградская ВМБ (город федерального значения Санкт-Петербург) — ЛенВМБ                       | 501-й аварийно-спасательный отряд                                                                    | | В составе СПГ (данные лета 2016 г.) |
| Противопожарный катер (ПЖК) | «ПЖК-415»                                                                   | 14611 «Геракл»                                                              | 14611 «Геракл»                                                              | «Morkov/Iva»                                                                | 1984                                                                               | Балтийская ВМБ (г. Балтийск, Калининградская обл.)                                             | 342-й аварийно-спасательный отряд                                                                    | | В составе СПГ (данные весны 2016 г.) |
| Противопожарный катер (ПЖК) | «ПЖК-900»                                                                   | 14611 «Геракл»                                                              | 14611 «Геракл»                                                              | «Morkov/Iva»                                                                | —                                                                                  | Ленинградская ВМБ (город федерального значения Санкт-Петербург) — ЛенВМБ                       | 501-й аварийно-спасательный отряд                                                                    | | В составе СПГ (данные весны 2017 г.) |
| Противопожарный катер (ПЖК) | «ПЖК-1680»                                                                  | 14611 «Геракл»                                                              | 14611 «Геракл»                                                              | «Morkov/Iva»                                                                | —                                                                                  | Балтийская ВМБ (г. Балтийск, Калининградская обл.)                                             | 342-й аварийно-спасательный отряд                                                                    | | В составе СПГ (данные лета 2017 г.) |
| Рейдовый водолазный катер — спасательный многофункциональный катер (РВК — СМК) | «РВК-779»                                                                   | «РВ-1415 (14152)»/тип «Фламинго»                                            | «РВ-1415 (14152)»/тип «Фламинго»                                            | «Flamingo»                                                                  | —                                                                                  | Ленинградская ВМБ (город федерального значения Санкт-Петербург) — ЛенВМБ                       | 501-й аварийно-спасательный отряд                                                                    | | Нет точных данных о состоянии вымпела. Последние подтверждённые данные от лета 2008 г. Вероятно списан. Данные уточняются |
| Рейдовый водолазный катер — спасательный многофункциональный катер (РВК — СМК) | «РВК-1250»                                                                  | «РВ-1415 (14152)»/тип «Фламинго»                                            | «РВ-1415 (14152)»/тип «Фламинго»                                            | «Flamingo»                                                                  | —                                                                                  | Ленинградская ВМБ (город федерального значения Санкт-Петербург) — ЛенВМБ                       | 501-й аварийно-спасательный отряд                                                                    | | В составе СПГ (данные лета 2017 г.) |
| Рейдовый водолазный катер — спасательный многофункциональный катер (РВК — СМК) | «РВК-1251»                                                                  | «РВ-1415 (14152)»/тип «Фламинго»                                            | «РВ-1415 (14152)»/тип «Фламинго»                                            | «Flamingo»                                                                  | —                                                                                  | Ленинградская ВМБ (город федерального значения Санкт-Петербург) — ЛенВМБ                       | 501-й аварийно-спасательный отряд                                                                    | | Нет точных данных о состоянии вымпела. Последние подтверждённые данные от осени 2014 г. Вероятно списан. Данные уточняются |
| Рейдовый водолазный катер — спасательный многофункциональный катер (РВК — СМК) | «РВК-2059»                                                                  | «РВ-1415 (14152)»/тип «Фламинго»                                            | «РВ-1415 (14152)»/тип «Фламинго»                                            | «Flamingo»                                                                  | —                                                                                  | Ленинградская ВМБ (город федерального значения Санкт-Петербург) — ЛенВМБ                       | 501-й аварийно-спасательный отряд                                                                    | | Нет точных данных о состоянии вымпела. Последние подтверждённые данные от весны 2015 г. На приколе в Кронштадте. Вероятно списан. Данные уточняются |
| Рейдовый водолазный катер — спасательный многофункциональный катер (РВК — СМК) | «РВК-2077»                                                                  | «РВ-1415 (14152)»/тип «Фламинго»                                            | «РВ-1415 (14152)»/тип «Фламинго»                                            | «Flamingo»                                                                  | 1993                                                                               | Ленинградская ВМБ (город федерального значения Санкт-Петербург) — ЛенВМБ                       | 501-й аварийно-спасательный отряд                                                                    | | Нет точных данных о состоянии вымпела. Вероятно списан. Данные уточняются |
| Рейдовый водолазный катер — спасательный многофункциональный катер (РВК — СМК) | «РВК-1064»                                                                  | 23040                                                                       | 23040                                                                       | 23040                                                                       | 2014                                                                               | Ленинградская ВМБ (город федерального значения Санкт-Петербург) — ЛенВМБ                       | 501-й аварийно-спасательный отряд                                                                    | | В составе СПГ (данные лета 2017 г.) |
| Рейдовый водолазный катер — спасательный многофункциональный катер (РВК — СМК) | «РВК-1102»                                                                  | 23040                                                                       | 23040                                                                       | 23040                                                                       | 2014                                                                               | Ленинградская ВМБ (город федерального значения Санкт-Петербург) — ЛенВМБ                       | 501-й аварийно-спасательный отряд                                                                    | | В составе СПГ (данные весны 2017 г.) |
| Рейдовый водолазный катер — спасательный многофункциональный катер (РВК — СМК) | «РВК-2162»                                                                  | 23040                                                                       | 23040                                                                       | 23040                                                                       | 2015                                                                               | Балтийская ВМБ (г. Балтийск, Калининградская обл.)                                             | 342-й аварийно-спасательный отряд                                                                    | | В составе СПГ (данные весны 2017 г.) |
| Рейдовый водолазный катер — спасательный многофункциональный катер (РВК — СМК) | «РВК-2163»                                                                  | 23040                                                                       | 23040                                                                       | 23040                                                                       | 2015                                                                               | Балтийская ВМБ (г. Балтийск, Калининградская обл.)                                             | 342-й аварийно-спасательный отряд                                                                    | | В составе СПГ (данные лета 2017 г.) |
| Рейдовый водолазный катер — спасательный многофункциональный катер (РВК — СМК) | «РВК-2164»                                                                  | 23040                                                                       | 23040                                                                       | 23040                                                                       | 2015                                                                               | —                                                                                              | — | | В составе СПГ (данные весны 2016 г.) |
| Рейдовый водолазный катер — спасательный многофункциональный катер (РВК — СМК) | РВК-2165 «Виталий Мариенко»                                                 | 23040                                                                       | 23040                                                                       | 23040                                                                       | 2015                                                                               | —                                                                                              | — | | В составе СПГ (данные декабря 2016 г.) |
| Рейдовый водолазный катер — спасательный многофункциональный катер (РВК — СМК) | «РВК-2166»                                                                  | 23040                                                                       | 23040                                                                       | 23040                                                                       | 2015                                                                               | Балтийская ВМБ (г. Балтийск, Калининградская обл.)                                             | 342-й аварийно-спасательный отряд                                                                    | | В составе СПГ (данные лета 2017 г.) |
| Рейдовый водолазный катер — спасательный многофункциональный катер (РВК — СМК) | «РВК-2167»                                                                  | 23040                                                                       | 23040                                                                       | 23040                                                                       | 2015                                                                               | Балтийская ВМБ (г. Балтийск, Калининградская обл.)                                             | 342-й аварийно-спасательный отряд                                                                    | | В составе СПГ (данные лета 2017 г.) |
| Рейдовый водолазный катер — спасательный многофункциональный катер (РВК — СМК) | «РВК-1148»                                                                  | 14157                                                                       | 14157                                                                       | 14157                                                                       | 2015                                                                               | Ленинградская ВМБ (город федерального значения Санкт-Петербург) — ЛенВМБ                       | 501-й аварийно-спасательный отряд                                                                    | | В составе СПГ (данные лета 2016 г.) |
| Рейдовый водолазный катер — спасательный многофункциональный катер (РВК — СМК) | «РВК-2157»                                                                  | 14157                                                                       | 14157                                                                       | 14157                                                                       | 2015                                                                               | —                                                                                              | — | | В составе СПГ (данные весны 2016 г.) |
| Рейдовый водолазный катер — спасательный многофункциональный катер (РВК — СМК) | «СМК-2093»                                                                  | 23370                                                                       | 23370                                                                       | 23370                                                                       | 2014                                                                               | Ленинградская ВМБ (город федерального значения Санкт-Петербург) — ЛенВМБ                       | 501-й аварийно-спасательный отряд                                                                    | | В составе СПГ (данные весны 2017 г.) |
| Рейдовый водолазный катер — спасательный многофункциональный катер (РВК — СМК) | «СМК-2097»                                                                  | 23370                                                                       | 23370                                                                       | 23370                                                                       | 2014                                                                               | Ленинградская ВМБ (город федерального значения Санкт-Петербург) — ЛенВМБ                       | 501-й аварийно-спасательный отряд                                                                    | | В составе СПГ (данные осени 2016 г.) |
| Рейдовый водолазный катер — спасательный многофункциональный катер (РВК — СМК) | «СМК-2098»                                                                  | 23370                                                                       | 23370                                                                       | 23370                                                                       | 2014                                                                               | Ленинградская ВМБ (город федерального значения Санкт-Петербург) — ЛенВМБ                       | 501-й аварийно-спасательный отряд                                                                    | | В составе СПГ (данные лета 2017 г.) |
| Рейдовый водолазный катер — спасательный многофункциональный катер (РВК — СМК) | «СМК-2170»                                                                  | 23370                                                                       | 23370                                                                       | 23370                                                                       | 2015                                                                               | Балтийская ВМБ (г. Балтийск, Калининградская обл.)                                             | 342-й аварийно-спасательный отряд                                                                    | | В составе СПГ (данные лета 2016 г.) |
| Рейдовый водолазный катер — спасательный многофункциональный катер (РВК — СМК) | «СМК-2172»                                                                  | 23370                                                                       | 23370                                                                       | 23370                                                                       | 2015                                                                               | Балтийская ВМБ (г. Балтийск, Калининградская обл.)                                             | 342-й аварийно-спасательный отряд                                                                    | | В составе СПГ (данные лета 2017 г.) |
| Бортовой обитаемый спасательный глубоководный аппарат (ОГАС) | «АС-26»                                                                     | 18551 (1855; 1855.1) «Приз»                                                 | 18551 (1855; 1855.1) «Приз»                                                 | «India 12,1m»                                                               | 1987                                                                               | Судно-носитель — «СС-750»                                                                      | Судно-носитель — «СС-750»                                                                            | | В составе СПГ (данные осени 2016 г.) |
| Бортовой обитаемый спасательный глубоководный аппарат (ОГАС) | «C-Quester 3»                                                               | «C-Quester»                                                                 | «C-Quester»                                                                 | «C-Quester»                                                                 | 2012                                                                               | Судно-носитель — КИЛ-926 «Александр Пушкин»                                                    | Судно-носитель — КИЛ-926 «Александр Пушкин»                                                          | | |
| Бортовой обитаемый спасательный глубоководный аппарат (ОГАС) | «C-Explorer 5»                                                              | «C-Explorer»                                                                | «C-Explorer»                                                                | «C-Explorer»                                                                | 2013                                                                               | Судно-носитель — КИЛ-926 «Александр Пушкин»                                                    | Судно-носитель — КИЛ-926 «Александр Пушкин»                                                          | | |
| Килекторное судно (КИЛ) | КИЛ-926 «Александр Пушкин»                                                  | 141                                                                         | 141                                                                         | «Kashtan»                                                                   | 1988                                                                               | Ленинградская ВМБ (город федерального значения Санкт-Петербург) — ЛенВМБ                       | 501-й аварийно-спасательный отряд                                                                    | | Также выполняет функции поисково-спасательного судна. В составе СПГ (данные декабря 2017 г.) |
| Подразделение материально-технического обеспечения — оператор Служба материально-технического обеспечения ВМФ РФ; вымпелов |                                                                             |                                                                             |                                                                             |                                                                             |                                                                                    |                                                                                                | | | |
| Морской буксир — эскортный буксир (МБ) | «МБ-169»                                                                    | 733/тип «МБ»                                                                | 733/тип «МБ»                                                                | «Okhtenskiy/Goliat»                                                         | 1963                                                                               | Ленинградская ВМБ (город федерального значения Санкт-Петербург) — ЛенВМБ                       | Группа судов обеспечения                                                                             | | Может выполнять функции пожарного-спасательного буксирного судна. В составе СПГ (данные весны 2017 г.) |
| Морской буксир — эскортный буксир (МБ) | «МБ-4»                                                                      | 745 «Садко»                                                                 | 745 «Садко»                                                                 | «Sorum»                                                                     | 1981                                                                               | Балтийская ВМБ (г. Балтийск, Калининградская обл.)                                             | Группа судов обеспечения                                                                             | | Может выполнять функции пожарного-спасательного буксирного судна. Последние подтверждённые данные от осени 2014 г. Вероятно списан. Данные уточняются |
| Морской буксир — эскортный буксир (МБ) | «МБ-96»                                                                     | 02790 «ПЕ-65»                                                               | 02790 «ПЕ-65»                                                               | 02790 «ПЕ-65»                                                               | 2015                                                                               | Ленинградская ВМБ (город федерального значения Санкт-Петербург) — ЛенВМБ                       | Группа судов обеспечения                                                                             | | Может выполнять функции пожарно-спасательного буксирного судна. В составе СПГ (данные зимы 2018 г.) |
| Морской буксир — эскортный буксир (МБ) | МБ-97 «Анатолий Птицын»                                                     | 02790 «ПЕ-65»                                                               | 02790 «ПЕ-65»                                                               | 02790 «ПЕ-65»                                                               | 2015                                                                               | Балтийская ВМБ (г. Балтийск, Калининградская обл.)                                             | Группа судов обеспечения                                                                             | | Может выполнять функции пожарно-спасательного буксирного судна. В составе СПГ (данные лета 2017 г.) |
| Рейдовый буксир — буксир толкач — буксирный катер (РБ — БУК) | «РБ-167»                                                                    | 192/тип «РБ»                                                                | 192/тип «РБ»                                                                | 192/тип «РБ»                                                                | 1985                                                                               | Ленинградская ВМБ (город федерального значения Санкт-Петербург) — ЛенВМБ                       | Группа судов обеспечения                                                                             | | Может выполнять функции пожарно-спасательного буксирного судна. В составе СПГ (данные весны 2017 г.) |
| Рейдовый буксир — буксир толкач — буксирный катер (РБ — БУК) | «РБ-98»                                                                     | 498/тип «Сатурн»                                                            | 498/тип «Сатурн»                                                            | «Prometey»                                                                  | —                                                                                  | Ленинградская ВМБ (город федерального значения Санкт-Петербург) — ЛенВМБ                       | Группа судов обеспечения                                                                             | | Может выполнять функции пожарно-спасательного буксирного судна. В составе СПГ (данные весны 2017 г.) |
| Рейдовый буксир — буксир толкач — буксирный катер (РБ — БУК) | «РБ-201»                                                                    | 498С/тип «Сатурн»                                                           | 498С/тип «Сатурн»                                                           | «Prometey»                                                                  | 1979                                                                               | Балтийская ВМБ (г. Балтийск, Калининградская обл.)                                             | Группа судов обеспечения                                                                             | | Может выполнять функции пожарно-спасательного буксирного судна. В составе СПГ (данные лета 2017 г.) |
| Рейдовый буксир — буксир толкач — буксирный катер (РБ — БУК) | «РБ-314»                                                                    | 498С/тип «Сатурн»                                                           | 498С/тип «Сатурн»                                                           | «Prometey»                                                                  | 1975                                                                               | Ленинградская ВМБ (город федерального значения Санкт-Петербург) — ЛенВМБ                       | Группа судов обеспечения                                                                             | | Нет точных данных о состоянии вымпела. Последние подтверждённые данные от осени 2014 г. Вероятно списан. Данные уточняются |
| Рейдовый буксир — буксир толкач — буксирный катер (РБ — БУК) | «РБ-327»                                                                    | 04983 «Зюйд»/тип «Сатурн/Антон Мазин»                                       | 04983 «Зюйд»/тип «Сатурн/Антон Мазин»                                       | «Prometey»                                                                  | 1986                                                                               | Ленинградская ВМБ (город федерального значения Санкт-Петербург) — ЛенВМБ                       | Группа судов обеспечения                                                                             | | В составе СПГ (данные весны 2017 г.) |
| Рейдовый буксир — буксир толкач — буксирный катер (РБ — БУК) | «РБ-250»                                                                    | 737Л/тип «БК-600»                                                           | 737Л/тип «БК-600»                                                           | «Sidehole»                                                                  | —                                                                                  | Ленинградская ВМБ (город федерального значения Санкт-Петербург) — ЛенВМБ                       | Группа судов обеспечения                                                                             | | В составе СПГ (данные весны 2017 г.) |
| Рейдовый буксир — буксир толкач — буксирный катер (РБ — БУК) | «РБ-20»                                                                     | 90600                                                                       | 90600                                                                       | 90600                                                                       | 2011                                                                               | Ленинградская ВМБ (город федерального значения Санкт-Петербург) — ЛенВМБ                       | Группа судов обеспечения                                                                             | | Может выполнять функции пожарно-спасательного буксирного судна. В составе СПГ (данные лета 2017 г.) |
| Рейдовый буксир — буксир толкач — буксирный катер (РБ — БУК) | «РБ-27»                                                                     | 90600                                                                       | 90600                                                                       | 90600                                                                       | 2011                                                                               | Ленинградская ВМБ (город федерального значения Санкт-Петербург) — ЛенВМБ                       | Группа судов обеспечения                                                                             | | Может выполнять функции пожарно-спасательного буксирного судна. В составе СПГ (данные весны 2018 г.) |
| Рейдовый буксир — буксир толкач — буксирный катер (РБ — БУК) | «РБ-42»                                                                     | 90600                                                                       | 90600                                                                       | 90600                                                                       | 2011                                                                               | Балтийская ВМБ (г. Балтийск, Калининградская обл.)                                             | Группа судов обеспечения                                                                             | | Может выполнять функции пожарно-спасательного буксирного судна. В составе СПГ (данные осени 2017 г.) |
| Рейдовый буксир — буксир толкач — буксирный катер (РБ — БУК) | «РБ-394»                                                                    | 90600                                                                       | 90600                                                                       | 90600                                                                       | 2012                                                                               | Балтийская ВМБ (г. Балтийск, Калининградская обл.)                                             | Группа судов обеспечения                                                                             | | Может выполнять функции пожарно-спасательного буксирного судна. В составе СПГ (данные осени 2017 г.) |
| Рейдовый буксир — буксир толкач — буксирный катер (РБ — БУК) | «РБ-395»                                                                    | 90600                                                                       | 90600                                                                       | 90600                                                                       | 2012                                                                               | Балтийская ВМБ (г. Балтийск, Калининградская обл.)                                             | Группа судов обеспечения                                                                             | | Может выполнять функции пожарно-спасательного буксирного судна. В составе СПГ (данные зимы 2018 г.) |
| Рейдовый буксир — буксир толкач — буксирный катер (РБ — БУК) | «РБ-401»                                                                    | 90600                                                                       | 90600                                                                       | 90600                                                                       | 2013                                                                               | Балтийская ВМБ (г. Балтийск, Калининградская обл.)                                             | Группа судов обеспечения                                                                             | | Может выполнять функции пожарно-спасательного буксирного судна. В составе СПГ (данные лета 2017 г.) |
| Рейдовый буксир — буксир толкач — буксирный катер (РБ — БУК) | «РБ-413»                                                                    | 90600                                                                       | 90600                                                                       | 90600                                                                       | 2014                                                                               | Балтийская ВМБ (г. Балтийск, Калининградская обл.)                                             | Группа судов обеспечения                                                                             | | Может выполнять функции пожарно-спасательного буксирного судна. В составе СПГ (данные весны 2017 г.) |
| Рейдовый буксир — буксир толкач — буксирный катер (РБ — БУК) | «РБ-366»                                                                    | 90600                                                                       | 90600                                                                       | 90600                                                                       | 2015                                                                               | Ленинградская ВМБ (город федерального значения Санкт-Петербург) — ЛенВМБ                       | Группа судов обеспечения                                                                             | | Может выполнять функции пожарно-спасательного буксирного судна. В составе СПГ (данные зимы 2018 г.) |
| Рейдовый буксир — буксир толкач — буксирный катер (РБ — БУК) | «РБ-393»                                                                    | 90600                                                                       | 90600                                                                       | 90600                                                                       | 2017                                                                               | Ленинградская ВМБ (город федерального значения Санкт-Петербург) — ЛенВМБ                       | Группа судов обеспечения                                                                             | | В составе СПГ (данные осени 2017 г.) |
| Рейдовый буксир — буксир толкач — буксирный катер (РБ — БУК) | «РБ-346»                                                                    | «H-3291»/тип «ОТ-2400»                                                      | «H-3291»/тип «ОТ-2400»                                                      | «H-3291»/тип «ОТ-2400»                                                      | 1988                                                                               | Ленинградская ВМБ (город федерального значения Санкт-Петербург) — ЛенВМБ                       | Группа судов обеспечения                                                                             | | Буксир-толкач. Используется для буксировки судов по рекам и через гидроузлы. Работает (данные лета 2017 г.) |
| Рейдовый буксир — буксир толкач — буксирный катер (РБ — БУК) | «РБ-347»                                                                    | «H-3291»/тип «ОТ-2400»                                                      | «H-3291»/тип «ОТ-2400»                                                      | «H-3291»/тип «ОТ-2400»                                                      | 1988                                                                               | Ленинградская ВМБ (город федерального значения Санкт-Петербург) — ЛенВМБ                       | Группа судов обеспечения                                                                             | | Буксир-толкач. Используется для буксировки судов по рекам и через гидроузлы. Нет точных данных о состоянии вымпела. Последние подтверждённые данные от лета 2009 г. Возможно списан. Данные уточняются |
| Рейдовый буксир — буксир толкач — буксирный катер (РБ — БУК) | «РБ-348»                                                                    | «H-3291»/тип «ОТ-2400»                                                      | «H-3291»/тип «ОТ-2400»                                                      | «H-3291»/тип «ОТ-2400»                                                      | 1988                                                                               | Ленинградская ВМБ (город федерального значения Санкт-Петербург) — ЛенВМБ                       | Группа судов обеспечения                                                                             | | Буксир-толкач. Используется для буксировки судов по рекам и через гидроузлы. Работает (данные лета 2017 г.) |
| Рейдовый буксир — буксир толкач — буксирный катер (РБ — БУК) | «БК-2182»                                                                   | 04690 «RAscal 2000»                                                         | 04690 «RAscal 2000»                                                         | 04690 «RAscal 2000»                                                         | 2017                                                                               | Балтийская ВМБ (г. Балтийск, Калининградская обл.)                                             | Группа судов обеспечения                                                                             | | Может выполнять функции пожарно-спасательного буксирного судна. В составе СПГ (данные осени 2017 г.) |
| Рейдовый буксир — буксир толкач — буксирный катер (РБ — БУК) | «БУК-407»                                                                   | «05Т»/тип «РБТ»                                                             | «05Т»/тип «РБТ»                                                             | «05Т»/тип «РБТ»                                                             | 1966                                                                               | Ленинградская ВМБ (город федерального значения Санкт-Петербург) — ЛенВМБ                       | Группа судов обеспечения                                                                             | | Нет точных данных о состоянии вымпела. Последние подтверждённые данные от весны 2015 г. Возможно списан. Данные уточняются |
| Рейдовый буксир — буксир толкач — буксирный катер (РБ — БУК) | «БУК-408»                                                                   | «05Т»/тип «РБТ»                                                             | «05Т»/тип «РБТ»                                                             | «05Т»/тип «РБТ»                                                             | 1960                                                                               | Ленинградская ВМБ (город федерального значения Санкт-Петербург) — ЛенВМБ                       | Группа судов обеспечения                                                                             | | Нет точных данных о состоянии вымпела. Последние подтверждённые данные от лета 2013 г. Вероятно списан. Данные уточняются |
| Рейдовый буксир — буксир толкач — буксирный катер (РБ — БУК) | «БУК-2143»                                                                  | «433; 73»/тип «ДД»                                                          | «433; 73»/тип «ДД»                                                          | «433; 73»/тип «ДД»                                                          | —                                                                                  | Балтийская ВМБ (г. Балтийск, Калининградская обл.)                                             | Группа судов обеспечения                                                                             | | Нет точных данных о состоянии вымпела. Последние подтверждённые данные от лета 2012 г. Вероятно списан. Данные уточняются |
| Рейдовый буксир — буксир толкач — буксирный катер (РБ — БУК) | «БУК-1865»                                                                  | 1606/тип «Костромич»                                                        | 1606/тип «Костромич»                                                        | 1606/тип «Костромич»                                                        | —                                                                                  | Балтийская ВМБ (г. Балтийск, Калининградская обл.)                                             | Группа судов обеспечения                                                                             | | Нет точных данных о состоянии вымпела. Последние подтверждённые данные от лета 2012 г. Вероятно списан. Данные уточняются |
| Патрульный ледокол — эскортный ледокол (ПТЛД) | «Буран»                                                                     | «97К (97А)»/тип «Добрыня Никитич»                                           | «97К (97А)»/тип «Добрыня Никитич»                                           | «Dobrynya Nikitich/Ivan Susanin»                                            | 1966                                                                               | Ленинградская ВМБ (город федерального значения Санкт-Петербург) — ЛенВМБ                       | Группа судов обеспечения                                                                             | | В составе СПГ (данные весны 2017 г.) |
| Патрульный ледокол — эскортный ледокол (ПТЛД) |                                                                             | 21180М                                                                      | 21180М                                                                      | 21180М                                                                      | —                                                                                  | —                                                                                              | Группа судов обеспечения                                                                             | | Может выполнять функции пожарно-спасательного буксирного судна, гидрографического судна и сухогрузного транспорта. Подписан контракт. Принадлежность к ДКБФ не подтверждена |
| Морской транспорт вооружений (МТВ) | «Владимир Пялов»                                                            | 20360М «Дубняк»                                                             | 20360М «Дубняк»                                                             | 20360М «Дубняк»                                                             | 2020 (план)                                                                        | —                                                                                              | Группа судов обеспечения                                                                             | | Может работать во льдах. Завод изготовитель — ССЗ «Верфь братьев Нобель» г. Рыбинск, Ярославской обл. Заложен. Строится |
| Средний морской сухогрузный транспорт (СМСТ) | «Иргиз»                                                                     | 572/тип «СЧС-150»                                                           | 572/тип «СЧС-150»                                                           | «MS-6»                                                                      | 1958                                                                               | Балтийская ВМБ (г. Балтийск, Калининградская обл.)                                             | Группа судов обеспечения                                                                             | | В составе СПГ (данные зимы 2016 г.) |
| Средний морской сухогрузный транспорт (СМСТ) | «Бира»                                                                      | 572/тип «СЧС-150»                                                           | 572/тип «СЧС-150»                                                           | «MS-6»                                                                      | 1959                                                                               | Балтийская ВМБ (г. Балтийск, Калининградская обл.)                                             | Группа судов обеспечения                                                                             | | Нет точных данных о состоянии вымпела. Последние подтверждённые данные от осени 2014 г. Вероятно списан. Данные уточняются |
| Средний морской танкер (СМТ) | «Кола»                                                                      | 160                                                                         | 160                                                                         | «Altay»                                                                     | 1967                                                                               | Ленинградская ВМБ (город федерального значения Санкт-Петербург) — ЛенВМБ                       | Группа судов обеспечения                                                                             | | В составе СПГ (данные лета 2017 г.) |
| Средний морской танкер (СМТ) | «Ельня»                                                                     | 160                                                                         | 160                                                                         | «Altay»                                                                     | 1968                                                                               | Балтийская ВМБ (г. Балтийск, Калининградская обл.)                                             | Группа судов обеспечения                                                                             | | Прошёл СР. В составе СПГ (данные зимы 2018 г.) |
| Средний морской танкер (СМТ) | «Лена»                                                                      | 577                                                                         | 577                                                                         | «Uda»                                                                       | 1966                                                                               | Балтийская ВМБ (г. Балтийск, Калининградская обл.)                                             | Группа судов обеспечения                                                                             | | Проходит РСМ на СРЗ «Канонерский судоремонтный завод» в городе федерального значения Санкт-Петербург. Сроки окончания модернизации неизвестны |
| Малый морской танкер (ММТН) | ВТН-30 «Михаил Проценко»                                                    | 1844Д «Каир»                                                                | 1844Д «Каир»                                                                | 1844Д «Каир»                                                                | 1988                                                                               | Балтийская ВМБ (г. Балтийск, Калининградская обл.)                                             | Группа судов обеспечения                                                                             | | В составе СПГ (данные лета 2017 г.) |
| Малый морской танкер (ММТН) | «ВТН-34»                                                                    | 1844Д «Каир»                                                                | 1844Д «Каир»                                                                | 1844Д «Каир»                                                                | 1990                                                                               | Ленинградская ВМБ (город федерального значения Санкт-Петербург) — ЛенВМБ                       | Группа судов обеспечения                                                                             | | В составе СПГ (данные весны 2017 г.) |
| Морской водоналивной танкер (МВТ) | МВТ-138 «Вячеслав Пальгов»                                                  | 561                                                                         | 561                                                                         | «Voda»                                                                      | 1954                                                                               | Балтийская ВМБ (г. Балтийск, Калининградская обл.)                                             | Группа судов обеспечения                                                                             | | Из-за технического состояния ограниченно боеспособен. Работает в акватории Балтийской ВМБ. Вероятно будет списан до 2020 г. Нет точных данных о состоянии вымпела. Последние подтверждённые данные от лета 2017 г. На приколе в Балтийске. Возможно списан. Данные уточняются                                             |
| Судно комплексного портового обслуживания (СКПО) | ВТН-74 «Александр Гребенщиков»                                              | 03180 «СКПО-1000»                                                           | 03180 «СКПО-1000»                                                           | 03180 «СКПО-1000»                                                           | 2015                                                                               | Ленинградская ВМБ (город федерального значения Санкт-Петербург) — ЛенВМБ                       | Группа судов обеспечения                                                                             | | Может выполнять функции пожарно-спасательного судна, сухогрузного транспорта, а также экологического и лоцманского судна. В составе СПГ (данные лета 2017 г.) |
| Килекторное судно (КИЛ) | КИЛ-1 «Килектор-1»                                                          | 419                                                                         | 419                                                                         | 419                                                                         | 1965                                                                               | Ленинградская ВМБ (город федерального значения Санкт-Петербург) — ЛенВМБ                       | Группа судов обеспечения                                                                             | | В составе СПГ (данные осени 2017 г.) |
| Плавучий кран; самоходный плавучий кран (ПК; СПК) | «ПК-21500»                                                                  | 15201 «Слава Севастополя»                                                   | 15201 «Слава Севастополя»                                                   | 15201 «Слава Севастополя»                                                   | 1990                                                                               | Ленинградская ВМБ (город федерального значения Санкт-Петербург) — ЛенВМБ                       | Группа судов обеспечения                                                                             | | В составе СПГ (данные весны 2017 г.) |
| Плавучий кран; самоходный плавучий кран (ПК; СПК) | «СПК-49150»                                                                 | 02690                                                                       | 02690                                                                       | 02690                                                                       | 2016                                                                               | Балтийская ВМБ (г. Балтийск, Калининградская обл.)                                             | Группа судов обеспечения                                                                             | | Может выполнять функции сухогрузного транспорта. В составе СПГ (данные лета 2017 г.) |
| Плавучий кран; самоходный плавучий кран (ПК; СПК) | «СПК-50150»                                                                 | 02690                                                                       | 02690                                                                       | 02690                                                                       | 2016                                                                               | Ленинградская ВМБ (город федерального значения Санкт-Петербург) — ЛенВМБ                       | Группа судов обеспечения                                                                             | | Может выполнять функции сухогрузного транспорта. В составе СПГ (данные весны 2018 г.) |
| Малое кабельное судно (МКС ?) | «Непрядва»                                                                  | 1172/тип «Эмба»                                                             | 1172/тип «Эмба»                                                             | 1172/тип «Эмба»                                                             | 1981                                                                               | Балтийская ВМБ (г. Балтийск, Калининградская обл.)                                             | Группа судов обеспечения                                                                             | | Нет точных данных о состоянии вымпела. На приколе в Балтийске (данные лета 2017 г.). Возможно списано. Данные уточняются |
| Плавучая мастерская (ПМ) | «ПМ-82»                                                                     | 304/II                                                                      | 304/II                                                                      | «Amur»                                                                      | 1978                                                                               | Балтийская ВМБ (г. Балтийск, Калининградская обл.)                                             | Группа судов обеспечения                                                                             | | Прошла глубокую модернизацию. Обслуживает корабли и суда Средиземноморской оперативно-тактической эскадры и базы ВМФ России в г. Тартус Сирийской Арабской Республики. В составе СПГ (данные осени 2017 г.) |
| Плавучая мастерская (ПМ) | «ПМ-30»                                                                     | 304                                                                         | 304                                                                         | «Amur»                                                                      | 1982                                                                               | Ленинградская ВМБ (город федерального значения Санкт-Петербург) — ЛенВМБ                       | Группа судов обеспечения                                                                             | | Нет точных данных о состоянии вымпела. Последние подтверждённые данные от осени 2016 г. На приколе в акватории Ленинградской ВМБ в г. Кронштадт. Вероятно списана. Данные уточняются |
| Плавучая мастерская (ПМ) | «ПМ-86»                                                                     | 304                                                                         | 304                                                                         | «Amur»                                                                      | 1987                                                                               | Балтийская ВМБ (г. Балтийск, Калининградская обл.)                                             | Группа судов обеспечения                                                                             | | Нет точных данных о состоянии вымпела. Последние подтверждённые данные от осени 2015 г. На приколе в акватории Балтийской ВМБ. Вероятно списана. Данные уточняются |
| Судно размагничивания (СР) | «СР-28»                                                                     | 130                                                                         | 130                                                                         | «Bereza»                                                                    | 1984                                                                               | Ленинградская ВМБ (город федерального значения Санкт-Петербург) — ЛенВМБ                       | Группа судов обеспечения                                                                             | | Работает (данные весны 2017 г.) |
| Судно размагничивания (СР) | «СР-120»                                                                    | 130                                                                         | 130                                                                         | «Bereza»                                                                    | 1988                                                                               | Ленинградская ВМБ (город федерального значения Санкт-Петербург) — ЛенВМБ                       | Группа судов обеспечения                                                                             | | Работает (данные весны 2017 г.) |
| Судно размагничивания (СР) | «СР-245»                                                                    | 130                                                                         | 130                                                                         | «Bereza»                                                                    | 1991                                                                               | Балтийская ВМБ (г. Балтийск, Калининградская обл.)                                             | Группа судов обеспечения                                                                             | | Работает (данные лета 2017 г.) |
| Судно размагничивания (СР) | СР-570 «Игорь Петров»                                                       | 130                                                                         | 130                                                                         | «Bereza»                                                                    | 1992                                                                               | Балтийская ВМБ (г. Балтийск, Калининградская обл.)                                             | Группа судов обеспечения                                                                             | | Нет точных данных о состоянии вымпела. Последние подтверждённые данные от осени 2014 г. На приколе в Балтийске. Данные уточняются |
| Судно размагничивания (СР) | «СР-936»                                                                    | 130                                                                         | 130                                                                         | «Bereza»                                                                    | 1990                                                                               | Балтийская ВМБ (г. Балтийск, Калининградская обл.)                                             | Группа судов обеспечения                                                                             | | Работает (данные лета 2018 г.) |
| Судно контроля физических полей (СФП) | «СФП-283»                                                                   | 1806 «Звук»                                                                 | 1806 «Звук»                                                                 | 1806 «Звук»                                                                 | 1972                                                                               | Ленинградская ВМБ (город федерального значения Санкт-Петербург) — ЛенВМБ                       | Группа судов обеспечения                                                                             | | Нет точных данных о состоянии вымпела. На приколе в Ломоносове (данные лета 2017 г.). Вероятно списано. Данные уточняются |
| Судно контроля физических полей (СФП) | «СФП-511»                                                                   | 18061 «Звук»                                                                | 18061 «Звук»                                                                | 18061 «Звук»                                                                | 1985                                                                               | Ленинградская ВМБ (город федерального значения Санкт-Петербург) — ЛенВМБ                       | Группа судов обеспечения                                                                             | | Нет точных данных о состоянии вымпела. На приколе в Ломоносове (данные лета 2017 г.). Вероятно списано. Данные уточняются |
| Судно контроля физических полей (СФП) | «Академик Семенихин»                                                        | 1806 «Звук»                                                                 | 1806 «Звук»                                                                 | 1806 «Звук»                                                                 | 1992                                                                               | Балтийская ВМБ (г. Балтийск, Калининградская обл.)                                             | Группа судов обеспечения                                                                             | | Работает (данные лета 2017 г.) |
| Судно контроля физических полей (СФП) | «Виктор Субботин»                                                           | 18061 «Звук»                                                                | 18061 «Звук»                                                                | 18061 «Звук»                                                                | 2006                                                                               | Ленинградская ВМБ (город федерального значения Санкт-Петербург) — ЛенВМБ                       | Группа судов обеспечения                                                                             | | Работает (данные зимы 2017 г.) |
| Катер торпедолов (ТЛ) | «ТЛ-924»                                                                    | «Т368»                                                                      | «Т368»                                                                      | «Т368»                                                                      | —                                                                                  | Ленинградская ВМБ (Ладожское озеро, Владимировская бухта) — ЛенВМБ                             | Группа судов обеспечения                                                                             | | Работает (данные лета 2017 г.) |
| Катер торпедолов (ТЛ) | ТЛ-1127 «Василий Старостин»                                                 | 1388 «Баклан»                                                               | 1388 «Баклан»                                                               | 1388 «Баклан»                                                               | 1978                                                                               | Ленинградская ВМБ (город федерального значения Санкт-Петербург) — ЛенВМБ                       | Группа судов обеспечения                                                                             | | Нет точных данных о состоянии вымпела. Последние подтверждённые данные от лета 2016 г. Вероятно списан. Данные уточняются |
| Катер торпедолов (ТЛ) | ТЛ-1476 «Борис Ущев»                                                        | 1388 «Баклан»                                                               | 1388 «Баклан»                                                               | 1388 «Баклан»                                                               | 1983                                                                               | Балтийская ВМБ (г. Балтийск, Калининградская обл.)                                             | Группа судов обеспечения                                                                             | | Работает (данные лета 2018 г.) |
| Судно экологического контроля | «Сосьва»                                                                    | 437Н/тип «Алазань»                                                          | 437Н/тип «Алазань»                                                          | «Toplivo/Khobi»                                                             | 1956                                                                               | Ленинградская ВМБ (город федерального значения Санкт-Петербург) — ЛенВМБ                       | Группа судов обеспечения                                                                             | | Нет точных данных о состоянии вымпела. На приколе в Кронштадте (данные зимы 2018 г.). Вероятно списано. Данные уточняются |
| Рейдовый паром (РПР) | «РПР-3»                                                                     | «618М»                                                                      | «618М»                                                                      | «618М»                                                                      | 1967                                                                               | Балтийская ВМБ (г. Балтийск, Калининградская обл.)                                             | Группа судов обеспечения                                                                             | | Нет точных данных о состоянии вымпела. Последние подтверждённыеданные от лета 2014 г. Вероятно списан. Данные уточняются |
| Рейдовый паром (РПР) | «Шуя»                                                                       | 1731/тип «Андрей Коробицын»                                                 | 1731/тип «Андрей Коробицын»                                                 | 1731/тип «Андрей Коробицын»                                                 | 1969                                                                               | Ленинградская ВМБ (город федерального значения Санкт-Петербург) — ЛенВМБ                       | Группа судов обеспечения                                                                             | | Нет точных данных о состоянии вымпела. На приколе в Ломоносове (данные зимы 2017 г.). Вероятно списан. Данные уточняются |
| Катер связи — плавучий командный пункт; рейдовый разъездной катер; церемониальный катер (КСВ) | «КСВ-1537»                                                                  | 14670 «Гурзуф»                                                              | 14670 «Гурзуф»                                                              | 14670 «Гурзуф»                                                              | —                                                                                  | Балтийская ВМБ (г. Балтийск, Калининградская обл.)                                             | Группа судов обеспечения                                                                             | | Нет точных данных о состоянии вымпела. Последние подтверждённые данные от лета 2011 г. Вероятно списан. Данные уточняются |
| Катер связи — плавучий командный пункт; рейдовый разъездной катер; церемониальный катер (КСВ) | «Кексгольм»                                                                 | 14670 «Гурзуф»                                                              | 14670 «Гурзуф»                                                              | 14670 «Гурзуф»                                                              | 1990                                                                               | Ленинградская ВМБ (город федерального значения Санкт-Петербург) — ЛенВМБ                       | Группа судов обеспечения                                                                             | | Работает (данные лета 2017 г.) |
| Катер связи — плавучий командный пункт; рейдовый разъездной катер; церемониальный катер (КСВ) | КСВ-2168                                                                    | 1388НЗ «Баклан»                                                             | 1388НЗ «Баклан»                                                             | 1388НЗ «Баклан»                                                             | 2018                                                                               | —                                                                                              | Группа судов обеспечения                                                                             | | Работает (данные декабря 2018 г.) |
| Катер связи — плавучий командный пункт; рейдовый разъездной катер; церемониальный катер (КСВ) | «П-344»                                                                     | 001                                                                         | 03160 «Раптор»                                                              | 03160 «Раптор»                                                              | 2015                                                                               | Ленинградская ВМБ (Центр национальной обороны РФ, город федерального значения Санкт-Петербург) | Группа судов обеспечения                                                                             | | Не несёт вооружения. Церемониальный катер. Работает (данные осени 2017 г.) |
| Катер связи — плавучий командный пункт; рейдовый разъездной катер; церемониальный катер (КСВ) | «П-413»                                                                     | 002                                                                         | 03160 «Раптор»                                                              | 03160 «Раптор»                                                              | 2017                                                                               | Ленинградская ВМБ (город федерального значения Санкт-Петербург) — ЛенВМБ                       | Группа судов обеспечения                                                                             | | Не несёт вооружения. Церемониальный катер. Работает (данные осени 2017 г.) |
| Катер связи — плавучий командный пункт; рейдовый разъездной катер; церемониальный катер (КСВ) | «Буревестник»                                                               | 002                                                                         | 21270                                                                       | 21270                                                                       | 2003                                                                               | Ленинградская ВМБ (город федерального значения Санкт-Петербург) — ЛенВМБ                       | Группа судов обеспечения                                                                             | | Работает (данные лета 2017 г.) |
| Катер связи — плавучий командный пункт; рейдовый разъездной катер; церемониальный катер (КСВ) | «Серафим Саровский»                                                         | 001                                                                         | 21270                                                                       | 21270                                                                       | 2009                                                                               | Ленинградская ВМБ (город федерального значения Санкт-Петербург) — ЛенВМБ                       | Группа судов обеспечения                                                                             | | Работает (данные лета 2017 г.) |
| Катер связи — плавучий командный пункт; рейдовый разъездной катер; церемониальный катер (КСВ) | «Иоанн Кронштадтский»                                                       | —                                                                           | 21270                                                                       | 21270                                                                       | 2017                                                                               | —                                                                                              | Группа судов обеспечения                                                                             | | Работает (данные октября 2017 г.) |
| Рабочий катер — рейдовый разъездной катер; пассажирский катер (РК — РРК; ПСК) | «РК-170»                                                                    | «РМ-376»/тип «Ярославец»                                                    | «РМ-376»/тип «Ярославец»                                                    | «РМ-376»/тип «Ярославец»                                                    | —                                                                                  | Ленинградская ВМБ (г. Выборг, Ленинградская обл.) — ЛенВМБ                                     | Группа судов обеспечения                                                                             | | Нет точных данных о состоянии вымпела. Последние подтверждённые данные от лета 2013 года. Вероятно списан. Данные уточняются |
| Рабочий катер — рейдовый разъездной катер; пассажирский катер (РК — РРК; ПСК) | «ПСК-405»                                                                   | «СК620/II» «Дракон»                                                         | «СК620/II» «Дракон»                                                         | «СК620/II» «Дракон»                                                         | 1980                                                                               | Балтийская ВМБ (г. Калининград, Калининградская обл.)                                          | Группа судов обеспечения                                                                             | | Нет точных данных о состоянии вымпела. Последние подтверждённые данные от декабря 2016 года. Вероятно списан. Данные уточняются |
| Рабочий катер — рейдовый разъездной катер; пассажирский катер (РК — РРК; ПСК) | «ПСК-1556»                                                                  | «СК620/II» «Дракон»                                                         | «СК620/II» «Дракон»                                                         | «СК620/II» «Дракон»                                                         | —                                                                                  | Ленинградская ВМБ (город федерального значения Санкт-Петербург) — ЛенВМБ                       | Группа судов обеспечения                                                                             | | Нет точных данных о состоянии вымпела. Последние подтверждённые данные от весны 2016 года. Вероятно списан. Данные уточняются |
| Рабочий катер — рейдовый разъездной катер; пассажирский катер (РК — РРК; ПСК) | «ПСК-1562»                                                                  | «СК620/II» «Дракон»                                                         | «СК620/II» «Дракон»                                                         | «СК620/II» «Дракон»                                                         | 1985                                                                               | Ленинградская ВМБ (город федерального значения Санкт-Петербург) — ЛенВМБ                       | Группа судов обеспечения                                                                             | | Нет точных данных о состоянии вымпела. На приколе в Ломоносове (данные лета 2017 г.). Вероятно списан. Данные уточняются |
| Рабочий катер — рейдовый разъездной катер; пассажирский катер (РК — РРК; ПСК) | «РК-1598»                                                                   | «Р-1415 (14151)»/тип «Фламинго»                                             | «Р-1415 (14151)»/тип «Фламинго»                                             | «Flamingo»                                                                  | 1977                                                                               | Ленинградская ВМБ (город федерального значения Санкт-Петербург) — ЛенВМБ                       | Группа судов обеспечения                                                                             | | Нет точных данных о состоянии вымпела. Последние подтверждённые данные от лета 2016 года. Вероятно списан. Данные уточняются |
| Рабочий катер — рейдовый разъездной катер; пассажирский катер (РК — РРК; ПСК) | «РРК-2175»                                                                  | «СП-1150»                                                                   | «СП-1150»                                                                   | «СП-1150»                                                                   | 2015                                                                               | Ленинградская ВМБ (город федерального значения Санкт-Петербург) — ЛенВМБ                       | Группа судов обеспечения                                                                             | | Работает (данные лета 2017 г.) |
| Катер нефтемусоросборщик (МУС) | «МУС-76»                                                                    | 14630                                                                       | 14630                                                                       | 14630                                                                       | —                                                                                  | Балтийская ВМБ (г. Калининград, Калининградская обл.)                                          | Группа судов обеспечения                                                                             | | Нет точных данных о состоянии вымпела. Последние подтверждённые данные от осени 2014 года. Вероятно списан. Данные уточняются |
| Катер нефтемусоросборщик (МУС) | «МУС-508»                                                                   | 14630                                                                       | 14630                                                                       | 14630                                                                       | —                                                                                  | Балтийская ВМБ (г. Калининград, Калининградская обл.)                                          | Группа судов обеспечения                                                                             | | Нет точных данных о состоянии вымпела. Последние подтверждённые данные от осени 2014 года. Вероятно списан. Данные уточняются |

Суммарно вымпелов:
Боевые подводные лодки: 2
Исследовательские подводные лодки, батискафы и спасательные обитаемые глубоководные аппараты: 3
Надводные корабли и катера: 63
Надводные суда и катера:
Статистика:
Доля кораблей производства СССР (период ∼ — 1980 гг.; см. раздел 7.1 «Примечания») по состоянию на конец 2018 года — ≈ %
Доля кораблей производства СССР (период 1980—1991 гг.; см. раздел 7.1 «Примечания») по состоянию на конец 2018 года — ≈ %
Доля кораблей производства Российской Федерации (период 1991—2000 гг.; см. раздел 7.1 «Примечания») по состоянию на конец 2018 года — ≈ %
Доля кораблей производства Российской Федерации (период 2000 ∼ гг.; см. раздел 7.1 «Примечания») по состоянию на конец 2018 года — ≈ %
Доля судов производства СССР по состоянию на конец 2018 года — ≈ %
Доля судов производства Российской Федерации (период 1991—2000 гг.; см. раздел 7.1 «Примечания») по состоянию на конец 2018 года — ≈ %
Доля судов производства Российской Федерации (период 2000 ∼ гг.; см. раздел 7.1 «Примечания») по состоянию на конец 2018 года — ≈ %
Процент исправных кораблей по состоянию на конец 2018 года — ≈ %
Процент исправных судов по состоянию на конец 2018 года — ≈ %
Средний возраст боевого состава флота по состоянию на конец 2018 года — ≈ лет
Средний возраст вспомогательного состава флота по состоянию на конец 2018 года — ≈ лет

## Черноморский флот ВМФ России
Цвета таблицы:
| В составе сил постоянной боевой готовности или работает по предназначению (СПГ) |

| Проходит доковый, текущий или средний ремонт (ВТГ, СР или СО) |

| Проходит частичную или глубокую модернизацию с ремонтом (РСМ) |

| Строится/проходит испытания (швартовные, ЗХИ или ГХИ) |

| Находится в резерве/ожидает утилизации |

| Нет точных данных о состоянии вымпела |

Внимание! В нижеприведённую таблицу включён не полный перечень кораблей и судов флота. Каталог исключений и дополнительную информацию, как и расшифровку сокращений и словарь см. в разделе «Примечания».
| Класс и подклассы — аббревиатура/альтернативная аббревиатура | Тактический номер + наименование                                                       | б/н                                                                         | Индекс проекта + шифр (альтернативный или домодернизационный индекс)/тип    | Кодовое обозначение «NATO»                                                  | Год поступления                                                             | Военно-морская база — ВМБ (пункт базирования) + сокращение                                    | Подразделение флота/судно-носитель                                                                        | Фото | Дополнительная информация |
| Корабельный состав | Корабельный состав                                                                     | Корабельный состав                                                          | Корабельный состав                                                          | Корабельный состав                                                          | Корабельный состав                                                          | Корабельный состав                                                                            | Корабельный состав                                                                                        | Корабельный состав | Корабельный состав |
| Корабли ближней и дальней морской зоны (корабли 1 и 2-го ранга); 5 вымпелов | Корабли ближней и дальней морской зоны (корабли 1 и 2-го ранга); 5 вымпелов            | Корабли ближней и дальней морской зоны (корабли 1 и 2-го ранга); 5 вымпелов | Корабли ближней и дальней морской зоны (корабли 1 и 2-го ранга); 5 вымпелов | Корабли ближней и дальней морской зоны (корабли 1 и 2-го ранга); 5 вымпелов | Корабли ближней и дальней морской зоны (корабли 1 и 2-го ранга); 5 вымпелов | Корабли ближней и дальней морской зоны (корабли 1 и 2-го ранга); 5 вымпелов                   | Корабли ближней и дальней морской зоны (корабли 1 и 2-го ранга); 5 вымпелов                               | Корабли ближней и дальней морской зоны (корабли 1 и 2-го ранга); 5 вымпелов | Корабли ближней и дальней морской зоны (корабли 1 и 2-го ранга); 5 вымпелов                                                                                         |
| --- | -------------------------------------------------------------------------------------- | --------------------------------------------------------------------------- | --------------------------------------------------------------------------- | --------------------------------------------------------------------------- | --------------------------------------------------------------------------- | --------------------------------------------------------------------------------------------- | --- | --- | --- |
| Сторожевой корабль — фрегат (СКР — ФР) |                                                                                        |                                                                             |                                                                             |                                                                             |                                                                             |                                                                                               | | | |
| «Ладный» | 861                                                                                    | 1135 «Буревестник»                                                          | «Krivak-I»                                                                  | 1980                                                                        | Севастопольская ВМБ (город федерального значения Севастополь)               | 11-я бригада противолодочных кораблей 30-й дивизии надводных кораблей                         | | В составе СПГ (данные сентября 2023 г.) | |
| «Пытливый» | 868                                                                                    | 1135М «Буревестник-М»                                                       | «Krivak-II»                                                                 | 1981                                                                        | Севастопольская ВМБ (город федерального значения Севастополь)               | 11-я бригада противолодочных кораблей 30-й дивизии надводных кораблей                         | | В составе СПГ (данные августа 2023 г.) | |
| «Адмирал Григорович» | 494                                                                                    | 11356 (11356Р)                                                              | «Krivak-V»                                                                  | 2016                                                                        | Севастопольская ВМБ (город федерального значения Севастополь)               | 11-я бригада противолодочных кораблей 30-й дивизии надводных кораблей                         | | Имеет УКСК «Калибр-НК». Может быть носителем тактического ядерного оружия в виде спец. БЧ крылатых ракет УКСК «Калибр-НК». В составе СПГ (данные сентября 2024 г.) | |
| «Адмирал Эссен» | 490                                                                                    | 11356 (11356Р)                                                              | «Krivak-V»                                                                  | 2016                                                                        | Севастопольская ВМБ (город федерального значения Севастополь)               | 11-я бригада противолодочных кораблей 30-й дивизии надводных кораблей                         | | Имеет УКСК «Калибр-НК». Может быть носителем тактического ядерного оружия в виде спец. БЧ крылатых ракет УКСК «Калибр-НК». В составе СПГ (данные июня 2023 г.) | |
| «Адмирал Макаров» | 499                                                                                    | 11356 (11356Р)                                                              | «Krivak-V»                                                                  | 2017                                                                        | Севастопольская ВМБ (город федерального значения Севастополь)               | 11-я бригада противолодочных кораблей 30-й дивизии надводных кораблей                         | | Имеет УКСК «Калибр-НК». Может быть носителем тактического ядерного оружия в виде спец. БЧ ракет УКСК «Калибр-НК». В составе СПГ (данные сентября 2023 г.) | |
| Фрегат (ФР) | «Адмирал Спиридонов»                                                                   |                                                                             | 22350                                                                       | 22350                                                                       | до 2025 (план)                                                              |                                                                                               | | | По боевым возможностям соответствует эсминцам стран NATO. Заложен. Строится.                                                                                        |
| Фрегат (ФР) |                                                                                        |                                                                             | 22350                                                                       | 22350                                                                       | до 2028 (план)                                                              |                                                                                               | | | По боевым возможностям соответствует эсминцам стран NATO. Заложен. Строится.                                                                                        |
| Фрегат (ФР) | «Адмирал Высоцкий»                                                                     |                                                                             | 22350                                                                       | 22350                                                                       | до 2028 (план)                                                              |                                                                                               | | | По боевым возможностям соответствует эсминцам стран NATO. Заложен. Строится.                                                                                        |
| Корвет (КРВ) | «Меркурий»                                                                             | 734                                                                         | 20380                                                                       | «Steregushchy»                                                              | 2023                                                                        |                                                                                               | | | По боевым возможностям соответствует фрегатам стран NATO. В составе СПГ (данные сентября 2024 г.)                                                                   |
| Корвет (КРВ) | «Строгий»                                                                              |                                                                             | 20380                                                                       | «Steregushchy»                                                              | 2024 (план)                                                                 |                                                                                               | | | По боевым возможностям соответствует фрегатам стран NATO. Завод изготовитель — ССЗ «Северная верфь», город федерального значения Санкт-Петербург. Заложен. Строится |
| Корвет (КРВ) | Корабли и катера охраны водного района — ОВР (корабли 2, 3 и 4-го рангов); 48 вымпелов |                                                                             |                                                                             |                                                                             |                                                                             |                                                                                               | | | |
| Патрульный сторожевой корабль — корвет (ПСКР — КРВ) |                                                                                        |                                                                             |                                                                             |                                                                             |                                                                             |                                                                                               | | | |
| «Василий Быков» | 368                                                                                    | 22160                                                                       | «Vasily Bykov»                                                              | 2018                                                                        | Новороссийская ВМБ (г. Новороссийск, Краснодарский край)                    | —                                                                                             | | В составе СПГ (данные сентября 2023 г.) | |
| «Дмитрий Рогачёв» | 375                                                                                    | 22160                                                                       | «Vasily Bykov»                                                              | 2019                                                                        | Новороссийская ВМБ (г. Новороссийск, Краснодарский край)                    | —                                                                                             | | В составе СПГ (данные июля 2023 г.) | |
| «Павел Державин» | 363                                                                                    | 22160                                                                       | «Vasily Bykov»                                                              | 2020                                                                        | Новороссийская ВМБ (г. Новороссийск, Краснодарский край)                    | —                                                                                             | | В составе СПГ (данные октября 2023 г.) | |
| «Николай Сипягин» |                                                                                        | 22160                                                                       | «Vasily Bykov»                                                              | —                                                                           |                                                                             |                                                                                               | | Строится. | |
| Малый ракетный корабль (МРК) |                                                                                        |                                                                             |                                                                             |                                                                             |                                                                             |                                                                                               | | | |
| «Вышний Волочёк» | 609                                                                                    | 21631 «Буян-М»                                                              | «Grad Sviyazhsk»                                                            | 2018                                                                        | Севастопольская ВМБ (город федерального значения Севастополь)               | 166-й Новороссийский дивизион малых ракетных кораблей 41-й бригады ракетных катеров           | | Имеет УКСК «Калибр-НК». Может быть носителем тактического ядерного оружия в виде спец. БЧ ракет УКСК «Калибр-НК». В составе СПГ (данные августа 2023 г.) | |
| «Орехово-Зуево» | 626                                                                                    | 21631 «Буян-М»                                                              | «Grad Sviyazhsk»                                                            | 2018                                                                        | Севастопольская ВМБ (город федерального значения Севастополь)               | 166-й Новороссийский дивизион малых ракетных кораблей 41-й бригады ракетных катеров           | | Имеет УКСК «Калибр-НК». Может быть носителем тактического ядерного оружия в виде спец. БЧ ракет УКСК «Калибр-НК». В составе СПГ (данные июля 2023 г.) | |
| «Ингушетия» | 630                                                                                    | 21631 «Буян-М»                                                              | «Grad Sviyazhsk»                                                            | 2019                                                                        | —                                                                           | —                                                                                             | | Имеет УКСК «Калибр-НК». Может быть носителем тактического ядерного оружия в виде спец. БЧ ракет УКСК «Калибр-НК». В составе СПГ. (данные марта 2023 г.) | |
| «Грайворон» | 600                                                                                    | 21631 «Буян-М»                                                              | «Grad Sviyazhsk»                                                            | 2021                                                                        | —                                                                           | —                                                                                             | | Имеет УКСК «Калибр-НК». Может быть носителем тактического ядерного оружия в виде спец. БЧ ракет УКСК «Калибр-НК». В составе СПГ. (данные июля 2023 г.) | |
| «Циклон» | 633                                                                                    | 22800 «Каракурт»                                                            | 22800 «Каракурт»                                                            | 2023                                                                        |                                                                             |                                                                                               | | Имеет УКСК «Калибр-НК». Может быть носителем тактического ядерного оружия в виде спец. БЧ крылатых ракет УКСК «Калибр-НК». В составе СПГ. (данные мая 2023 г.) | |
| «Аскольд» |                                                                                        | 22800 «Каракурт»                                                            | 22800 «Каракурт»                                                            | 2023                                                                        |                                                                             |                                                                                               | | Имеет УКСК «Калибр-НК». Может быть носителем тактического ядерного оружия в виде спец. БЧ крылатых ракет УКСК «Калибр-НК». Получил ракетное повреждение на территории судостроительного завода в Керчи. Срок окончания ремонта неизвестен. (данные ноября 2023 г.) | |
| «Амур» |                                                                                        | 22800 «Каракурт»                                                            | 22800 «Каракурт»                                                            | 2024                                                                        |                                                                             |                                                                                               | | Имеет УКСК «Калибр-НК». Может быть носителем тактического ядерного оружия в виде спец. БЧ крылатых ракет УКСК «Калибр-НК». В составе СПГ. (данные августа 2024 г.) | |
| «Туча» |                                                                                        | 22800 «Каракурт»                                                            | 22800 «Каракурт»                                                            | 2024                                                                        |                                                                             |                                                                                               | | Имеет УКСК «Калибр-НК». Может быть носителем тактического ядерного оружия в виде спец. БЧ крылатых ракет УКСК «Калибр-НК». (данные декабря 2024 г.) | |
| «Тайфун» |                                                                                        | 22800 «Каракурт»                                                            | 22800 «Каракурт»                                                            | 2025 (план)                                                                 |                                                                             |                                                                                               | | Имеет УКСК «Калибр-НК». Может быть носителем тактического ядерного оружия в виде спец. БЧ крылатых ракет УКСК «Калибр-НК». Строится | |
| Малый ракетный корабль на воздушной подушке (МРКВП) |                                                                                        |                                                                             |                                                                             |                                                                             |                                                                             |                                                                                               | | | |
| МРК-27 «Бора» | 615                                                                                    | 1239 «Сивуч»                                                                | «Bora/Dergach»                                                              | 1989                                                                        | Новороссийская ВМБ (г. Новороссийск, Краснодарский край)                    | 166-й Новороссийский дивизион малых ракетных кораблей 41-й бригады ракетных катеров           | | Находится в ремонте, окончания которого неизвестен. (данные сентября 2023 г.) | |
| МРК-17 «Самум» | 616                                                                                    | 1239 «Сивуч»                                                                | «Bora/Dergach»                                                              | 2000                                                                        | Новороссийская ВМБ (г. Новороссийск, Краснодарский край)                    | 166-й Новороссийский дивизион малых ракетных кораблей 41-й бригады ракетных катеров           | | В составе СПГ (данные сентября 2023 г.) | |
| Малый противолодочный корабль (МПК) |                                                                                        |                                                                             |                                                                             |                                                                             |                                                                             |                                                                                               | | | |
| МПК-64 «Муромец» | 064                                                                                    | 1124М «Альбатрос»                                                           | «Grisha»                                                                    | 1982                                                                        | Севастопольская ВМБ (город федерального значения Севастополь)               | 149-я тактическая группа противолодочных кораблей 68-й бригады кораблей охраны водного района | | В составе СПГ (данные августа 2023 г.) | |
| МПК-118 «Суздалец» | 071                                                                                    | 1124М «Альбатрос»                                                           | «Grisha»                                                                    | 1983                                                                        | Севастопольская ВМБ (город федерального значения Севастополь)               | 149-я тактическая группа противолодочных кораблей 68-й бригады кораблей охраны водного района | | В составе СПГ (данные сентября 2023 г.) | |
| МПК-199 «Касимов» | 055                                                                                    | 1124М «Альбатрос»                                                           | «Grisha»                                                                    | 1986                                                                        | Новороссийская ВМБ (г. Новороссийск, Краснодарский край)                    | 181-й дивизион противолодочных кораблей 184-й бригады кораблей охраны водного района          | | В составе СПГ (данные августа 2023 г.) | |
| МПК-217 «Ейск» | 054                                                                                    | 1124М «Альбатрос»                                                           | «Grisha»                                                                    | 1989                                                                        | Новороссийская ВМБ (г. Новороссийск, Краснодарский край)                    | 181-й дивизион противолодочных кораблей 184-й бригады кораблей охраны водного района          | | В составе СПГ (данные июля 2023 г.) | |
| Ракетный катер (РКА) |                                                                                        | 1124М «Альбатрос»                                                           |                                                                             |                                                                             |                                                                             |                                                                                               | | | |
| Р-60 | 955                                                                                    | 12411 «Молния-1»                                                            | «Tarantul»                                                                  | 1987                                                                        | Севастопольская ВМБ (город федерального значения Севастополь)               | 295-й Сулинский дивизион ракетных катеров 41-й бригады ракетных катеров                       | | В составе СПГ (данные марта 2023 г.) | |
| Р-239 «Набережные Челны» | 953                                                                                    | 12411 «Молния-1»                                                            | «Tarantul»                                                                  | 1989                                                                        | Севастопольская ВМБ (город федерального значения Севастополь)               | 295-й Сулинский дивизион ракетных катеров 41-й бригады ракетных катеров                       | | В составе СПГ (данные сентября 2023 г.) | |
| |                                                                                        | 12418 «Молния»                                                              | «Tarantul»                                                                  | 2021 (план)                                                                 |                                                                             |                                                                                               | | Завод изготовитель — ССЗ «Вымпел» в г. Рыбинск, Ярославской обл. | |
| Противодиверсионный катер; Десантно-штурмовая лодка (ПРДК; ДШЛ) |                                                                                        |                                                                             |                                                                             |                                                                             |                                                                             |                                                                                               | | | |
| «П-834» | 569                                                                                    | «Тип IC16MII»                                                               | «Interceptor Craft 16 M»                                                    | 2011                                                                        | Севастопольская ВМБ (город федерального значения Севастополь)               | 102-й отряд борьбы с подводно-диверсионными силами и средствами                               | | В составе СПГ (данные апреля 2024 г.) | |
| «П-835» | 570                                                                                    | «Тип IC16MII»                                                               | «Interceptor Craft 16 M»                                                    | 2011                                                                        | Севастопольская ВМБ (город федерального значения Севастополь)               | 102-й отряд борьбы с подводно-диверсионными силами и средствами                               | | В составе СПГ. (данные июля 2023 г.) | |
| П-191 «Кадет» | 840                                                                                    | 21980 «Грачонок»                                                            | 21980 «Грачонок»                                                            | 2011                                                                        | Новороссийская ВМБ (г. Новороссийск, Краснодарский край)                    | 136-й отряд борьбы с подводно-диверсионными силами и средствами                               | | В составе СПГ (данные июня 2024 г.) | |
| П-349 «Суворовец» | 841                                                                                    | 21980 «Грачонок»                                                            | 21980 «Грачонок»                                                            | 2012                                                                        | Новороссийская ВМБ (г. Новороссийск, Краснодарский край)                    | 136-й отряд борьбы с подводно-диверсионными силами и средствами                               | | Нет информации о состоянии вымпела. (данные декабря 2024 г.) | |
| П-350 «Курсант-Кировец» | 842                                                                                    | 21980 «Грачонок»                                                            | 21980 «Грачонок»                                                            | 2013                                                                        | Новороссийская ВМБ (г. Новороссийск, Краснодарский край)                    | 136-й отряд борьбы с подводно-диверсионными силами и средствами                               | | Нет информации о состоянии вымпела. (данные декабря 2024 г.) | |
| П-355 «Юнармеец Крыма» | 836                                                                                    | 21980 «Грачонок»                                                            | 21980 «Грачонок»                                                            | 2014                                                                        | Севастопольская ВМБ (город федерального значения Севастополь)               | 102-й отряд борьбы с подводно-диверсионными силами и средствами                               | | В составе СПГ (данные июля 2024 г.) | |
| П-424 «Кинель» | 837                                                                                    | 21980 «Грачонок»                                                            | 21980 «Грачонок»                                                            | 2014                                                                        | Севастопольская ВМБ (город федерального значения Севастополь)               | 102-й отряд борьбы с подводно-диверсионными силами и средствами                               | | В составе СПГ (данные июня 2024 г.) | |
| П-433 «Павел Силаев» | 844                                                                                    | 21980 «Грачонок»                                                            | 21980 «Грачонок»                                                            | 2017                                                                        | Севастопольская ВМБ (город федерального значения Севастополь)               | 102-й отряд борьбы с подводно-диверсионными силами и средствами                               | | В составе СПГ (данные сентября 2023 г.) | |
| «П-274» | —                                                                                      | 03160 «Раптор»                                                              | 03160 «Раптор»                                                              | 2015                                                                        | Новороссийская ВМБ (г. Новороссийск, Краснодарский край)                    | 136-й отряд борьбы с подводно-диверсионными силами и средствами                               | | Нет информации о состоянии вымпела. (данные декабря 2024 г.) | |
| «П-276» | —                                                                                      | 03160 «Раптор»                                                              | 03160 «Раптор»                                                              | 2015                                                                        | Новороссийская ВМБ (г. Новороссийск, Краснодарский край)                    | 136-й отряд борьбы с подводно-диверсионными силами и средствами                               | | Нет информации о состоянии вымпела. (данные декабря 2024 г.) | |
| «П-275» | —                                                                                      | 03160 «Раптор»                                                              | 03160 «Раптор»                                                              | 2015                                                                        | Севастопольская ВМБ (город федерального значения Севастополь)               | 102-й отряд борьбы с подводно-диверсионными силами и средствами                               | | Нет информации о состоянии вымпела. (данные декабря 2024 г.) | |
| П-345 «Буевлянин» | 845                                                                                    | 03160 «Раптор»                                                              | 03160 «Раптор»                                                              | 2015                                                                        | Севастопольская ВМБ (город федерального значения Севастополь)               | 102-й отряд борьбы с подводно-диверсионными силами и средствами                               | | В составе СПГ (данные декабря 2023 г.) | |
| П-352 «Олег Шипицин» | 838                                                                                    | 03160 «Раптор»                                                              | 03160 «Раптор»                                                              | 2015                                                                        | Севастопольская ВМБ (город федерального значения Севастополь)               | 102-й отряд борьбы с подводно-диверсионными силами и средствами                               | | В составе СПГ (данные февраля 2023 г.) | |
| П-413 «Андрей Палий» | 850                                                                                    | 03160 «Раптор»                                                              | 03160 «Раптор»                                                              | 2017                                                                        | Севастопольская ВМБ (город федерального значения Севастополь)               | 102-й отряд борьбы с подводно-диверсионными силами и средствами                               | | В составе СПГ (данные декабря 2023 г.) | |
| П-425 «Чапаевск» | 852                                                                                    | 03160 «Раптор»                                                              | 03160 «Раптор»                                                              | 2017                                                                        | Севастопольская ВМБ (город федерального значения Севастополь)               | 102-й отряд борьбы с подводно-диверсионными силами и средствами                               | | Нет информации о состоянии вымпела. (данные декабря 2024 г.) | |
| «П-» | —                                                                                      | «А-149-1» «Баклан»                                                          | «А-149-1» «Баклан»                                                          | 2014                                                                        | Новороссийская ВМБ (г. Новороссийск, Краснодарский край)                    | 136-й отряд борьбы с подводно-диверсионными силами и средствами                               | | Нет информации о состоянии вымпела. (данные декабря 2024 г.) | |
| «ДШЛ-» | —                                                                                      | 02800                                                                       | 02800                                                                       | 2017                                                                        | Судно-носитель — ПСКР «Василий Быков»                                       | Судно-носитель — ПСКР «Василий Быков»                                                         | | | |
| «ДШЛ-» | —                                                                                      | 02800                                                                       | 02800                                                                       | 2017                                                                        | Судно-носитель — ПСКР «Дмитрий Рогачёв»                                     | Судно-носитель — ПСКР «Дмитрий Рогачёв»                                                       | | | |
| «ДШЛ-» | —                                                                                      | 02800                                                                       | 02800                                                                       | 2017                                                                        | Судно-носитель — ПСКР «Павел Державин»                                      | Судно-носитель — ПСКР «Павел Державин»                                                        | | | |
| «ДШЛ-» | —                                                                                      | 02800                                                                       | 02800                                                                       | 2017                                                                        | Судно-носитель — ПСКР «Сергей Котов»                                        | Судно-носитель — ПСКР «Сергей Котов»                                                          | | | |
| «ДШЛ-» | —                                                                                      | 02800                                                                       | 02800                                                                       | 2017                                                                        | Судно-носитель — ПСКР «Виктор Великий»                                      | Судно-носитель — ПСКР «Виктор Великий»                                                        | | | |
| «ДШЛ-» | —                                                                                      | 02800                                                                       | 02800                                                                       | 2017                                                                        | Судно-носитель — ПСКР «Николай Сипягин»                                     | Судно-носитель — ПСКР «Николай Сипягин»                                                       | | | |
| Морской тральщик (МТЩ) |                                                                                        |                                                                             |                                                                             |                                                                             |                                                                             |                                                                                               | | | |
| «Иван Голубец» | 911                                                                                    | 266М «Аквамарин-М»                                                          | «Natya»                                                                     | 1973                                                                        | Севастопольская ВМБ (город федерального значения Севастополь)               | 150-я тактическая группа минно-тральных кораблей 68-й бригады кораблей охраны водного района  | | Принимает участие в охранении акватории российской ВМБ «Тартус» в Сирийской Арабской Республике. В составе СПГ (данные сентября 2023 г.) | |
| «Ковровец» | 913                                                                                    | 266М «Аквамарин-М»                                                          | «Natya»                                                                     | 1974                                                                        | Севастопольская ВМБ (город федерального значения Севастополь)               | 150-я тактическая группа минно-тральных кораблей 68-й бригады кораблей охраны водного района  | | В составе СПГ (данные марта 2023 г.) | |
| «Анатолий Железняков» | 901                                                                                    | 12660 «Рубин»                                                               | «Gorya»                                                                     | 1988                                                                        | Новороссийская ВМБ (г. Новороссийск, Краснодарский край)                    | 170-й дивизион тральщиков 184-й бригады кораблей охраны водного района                        | | В составе СПГ (данные сентября 2023 г.) | |
| «Валентин Пикуль» | 770                                                                                    | 266МЭ «Аквамарин-МЭ»                                                        | «Natya-II»                                                                  | 2001                                                                        | Новороссийская ВМБ (г. Новороссийск, Краснодарский край)                    | 170-й дивизион тральщиков 184-й бригады кораблей охраны водного района                        | | Принимает участие в охранении акватории ВМБ «Тартус» в Сирийской Арабской Республике. В составе СПГ (данные мая 2023 г.) | |
| «Вице-адмирал Захарьин» | 908                                                                                    | 02668 «Агат»                                                                | 02668 «Агат»                                                                | 2008                                                                        | Новороссийская ВМБ (г. Новороссийск, Краснодарский край)                    | 170-й дивизион тральщиков 184-й бригады кораблей охраны водного района                        | | В составе СПГ (данные октября 2023 г.) | |
| «Иван Антонов» | 460                                                                                    | 12700 «Александрит»                                                         | 12700 «Александрит»                                                         | 2019                                                                        | Севастопольская ВМБ (город федерального значения Севастополь)               | 150-я тактическая группа минно-тральных кораблей 68-й бригады кораблей охраны водного района  | | В составе СПГ. (данные марта 2023 г.) | |
| «Владимир Емельянов» | 466                                                                                    | 12700 «Александрит»                                                         | 12700 «Александрит»                                                         | 2019                                                                        | —                                                                           | —                                                                                             | | В составе СПГ. (данные июля 2023 г.) | |
| «Георгий Курбатов» | 464                                                                                    | 12700 «Александрит»                                                         | 12700 «Александрит»                                                         | 2021                                                                        | —                                                                           | —                                                                                             | | В составе СПГ. (данные августа 2023 г.) | |
| Рейдовый тральщик (РТЩ) | «РТ-59»                                                                                | 360                                                                         | 697ТБ                                                                       | 697ТБ                                                                       | 1976                                                                        |                                                                                               | | | В составе СПГ (данные июля 2023 г.) |
| Рейдовый тральщик (РТЩ) | «РТ-233»                                                                               | 219                                                                         | 10750 «Сапфир»                                                              | «Lida»                                                                      | 1994                                                                        |                                                                                               | | | В составе СПГ (данные июля 2023 г.) |
| Десантные корабли и катера (корабли 2-го и 4-го рангов); 10 вымпелов |                                                                                        |                                                                             |                                                                             |                                                                             |                                                                             |                                                                                               | | | |
| Большой десантный корабль (БДК) |                                                                                        |                                                                             |                                                                             |                                                                             |                                                                             |                                                                                               | | | |
| БДК-69 «Орск» | 148                                                                                    | 1171 «Тапир»                                                                | «Alligator»                                                                 | 1968                                                                        | Севастопольская ВМБ (город федерального значения Севастополь)               | 197-я бригада десантных кораблей                                                              | | Принимает участие в составе «Сирийского (Московского) экспресса». В составе СПГ (данные сентября 2023 г.) | |
| «Николай Фильченков» | 152                                                                                    | 1171 «Тапир»                                                                | «Alligator»                                                                 | 1975                                                                        | Севастопольская ВМБ (город федерального значения Севастополь)               | 197-я бригада десантных кораблей                                                              | | Принимает участие в составе «Сирийского (Московского) экспресса». В составе СПГ (данные апреля 2024 г.) | |
| БДК-67 «Ямал» | 156                                                                                    | «775/II»                                                                    | «Ropucha-II»                                                                | 1988                                                                        | Севастопольская ВМБ (город федерального значения Севастополь)               | 197-я бригада десантных кораблей                                                              | | Принимает участие в составе «Сирийского (Московского) экспресса». В составе СПГ (данные мая 2024 г.) | |
| БДК-54 «Азов» | 151                                                                                    | «775/III (775М)»                                                            | «Ropucha-III (М)»                                                           | 1990                                                                        | Севастопольская ВМБ (город федерального значения Севастополь)               | 197-я бригада десантных кораблей                                                              | | Принимает участие в составе «Сирийского (Московского) экспресса». В составе СПГ (данные августа 2023 г.) | |
| «Митрофан Москаленко» |                                                                                        | «23900»                                                                     | «Ivan Rogov»                                                                | 2027 (план)                                                                 | Севастопольская ВМБ (город федерального значения Севастополь)               | 197-я бригада десантных кораблей                                                              | | Завод изготовитель — ССЗ «Залив», г. Керчь, Республика Крым. Заложен. Строится. | |
| Десантный катер (ДКА) |                                                                                        |                                                                             |                                                                             |                                                                             |                                                                             | 197-я бригада десантных кораблей                                                              | | | |
| «Д-144» | 575                                                                                    | 11770 «Серна»                                                               | «Serna»                                                                     | 2008                                                                        | Новороссийская ВМБ (г. Новороссийск, Краснодарский край)                    | 184-я бригада кораблей охраны водного района                                                  | | В составе СПГ (данные июня 2024 г.) | |
| «Д-106» | 653                                                                                    | 1176 «Акула»                                                                | «Ondatra»                                                                   | 2009                                                                        | Новороссийская ВМБ (г. Новороссийск, Краснодарский край)                    | 184-я бригада кораблей охраны водного района                                                  | | В составе СПГ (данные июня 2023 г.) | |
| «Д-199» | 659                                                                                    | 11770 «Серна»                                                               | «Serna»                                                                     | 2014                                                                        | Новороссийская ВМБ (г. Новороссийск, Краснодарский край)                    | 184-я бригада кораблей охраны водного района                                                  | | Находится в ремонте, срок окончания которого неизвестен. (данные ноября 2023 г.) | |
| Д-296 «Владислав Дорохин» | —                                                                                      | 02510/тип «БК-16»                                                           | 02510/тип «БК-16»                                                           | 2014                                                                        | Севастопольская ВМБ (город федерального значения Севастополь)               | 338-й морской разведывательный пункт специального назначения                                  | | В составе СПГ (данные июля 2024 г.) | |
| «Д-» | —                                                                                      | 02510/тип «БК-16»                                                           | 02510/тип «БК-16»                                                           | 2015                                                                        | Севастопольская ВМБ (город федерального значения Севастополь)               | 338-й морской разведывательный пункт специального назначения                                  | | Нет информации о состоянии вымпела. (данные декабря 2024 г.) | |
| «Д-309» | —                                                                                      | 02511/тип «БК-18»                                                           | 02511/тип «БК-18»                                                           | —                                                                           | Севастопольская ВМБ (город федерального значения Севастополь)               |                                                                                               | | Находится в ремонте, срок окончания которого неизвестен. (данные сентября 2023 г.) | |
| Подлодки (корабли 2-го ранга) — 7 вымпелов |                                                                                        | 02511/тип «БК-18»                                                           | 02511/тип «БК-18»                                                           |                                                                             |                                                                             |                                                                                               | | | |
| Большая дизель-электрическая торпедо-ракетная подводная лодка (БДЭПЛРК)/Подводная лодка большая (ПЛБ)/Неатомная подводная лодка (НАПЛ) |                                                                                        |                                                                             |                                                                             |                                                                             |                                                                             |                                                                                               | | | |
| Б-261 «Новороссийск» | 555                                                                                    | 06363 (636; 636.3) «Варшавянка»                                             | «Kilo-II»                                                                   | 2014                                                                        | Новороссийская ВМБ (г. Новороссийск, Краснодарский край)                    | 4-я отдельная бригада подводных лодок                                                         | | Имеет УКСК «Калибр-ПЛ». Может быть носителем тактического ядерного оружия в виде спец. БЧ крылатых ракет УКСК «Калибр-ПЛ». До завершения строительства Новороссийской ВМБ базируется в Севастополе. В составе СПГ (данные июня 2024 г.) | |
| Б-237 «Ростов-на-Дону» | 556                                                                                    | 06363 (636; 636.3) «Варшавянка»                                             | «Kilo-II»                                                                   | 2014                                                                        | Новороссийская ВМБ (г. Новороссийск, Краснодарский край)                    | 4-я отдельная бригада подводных лодок                                                         | | Имеет УКСК «Калибр-ПЛ». Может быть носителем тактического ядерного оружия в виде спец. БЧ крылатых ракет УКСК «Калибр-ПЛ». До завершения строительства Новороссийской ВМБ базируется в Севастополе. Получила повреждение после ракетной атаке. Находится в ремонте, срок окончания которого неизвестен. (данные августа 2024 г.) | |
| Б-262 «Старый Оскол» | 560                                                                                    | 06363 (636; 636.3) «Варшавянка»                                             | «Kilo-II»                                                                   | 2015                                                                        | Новороссийская ВМБ (г. Новороссийск, Краснодарский край)                    | 4-я отдельная бригада подводных лодок                                                         | | Имеет УКСК «Калибр-ПЛ». Может быть носителем тактического ядерного оружия в виде спец. БЧ крылатых ракет УКСК «Калибр-ПЛ». До завершения строительства Новороссийской ВМБ базируется в Севастополе. В составе СПГ (данные июля 2023 г.) | |
| Б-265 «Краснодар» | 562                                                                                    | 06363 (636; 636.3) «Варшавянка»                                             | «Kilo-II»                                                                   | 2015                                                                        | Новороссийская ВМБ (г. Новороссийск, Краснодарский край)                    | 4-я отдельная бригада подводных лодок                                                         | | Имеет УКСК «Калибр-ПЛ». Может быть носителем тактического ядерного оружия в виде спец. БЧ крылатых ракет УКСК «Калибр-ПЛ». До завершения строительства Новороссийской ВМБ базируется в Севастополе. В составе СПГ (данные апреля 2025 г.) | |
| Б-268 «Великий Новгород» | 559                                                                                    | 06363 (636; 636.3) «Варшавянка»                                             | «Kilo-II»                                                                   | 2016                                                                        | Новороссийская ВМБ (г. Новороссийск, Краснодарский край)                    | 4-я отдельная бригада подводных лодок                                                         | | Имеет УКСК «Калибр-ПЛ». Может быть носителем тактического ядерного оружия в виде спец. БЧ крылатых ракет УКСК «Калибр-ПЛ». До завершения строительства Новороссийской ВМБ базируется в Севастополе. В составе СПГ (данные августа 2023 г.) | |
| Б-271 «Колпино» | —                                                                                      | 06363 (636; 636.3) «Варшавянка»                                             | «Kilo-II»                                                                   | 2016                                                                        | Новороссийская ВМБ (г. Новороссийск, Краснодарский край)                    | 4-я отдельная бригада подводных лодок                                                         | | Имеет УКСК «Калибр-ПЛ». Может быть носителем тактического ядерного оружия в виде спец. БЧ крылатых ракет УКСК «Калибр-ПЛ». До завершения строительства Новороссийской ВМБ базируется в Севастополе. В составе СПГ (данные марта 2023 г.) | |
| Большая дизель-электрическая подводная лодка (БДЭПЛ)/Подводная лодка большая (ПЛБ)/Неатомная подводная лодка (НАПЛ) | Б-871 «Алроса»                                                                         | 554                                                                         | 877В «Палтус»                                                               | «Kilo»                                                                      | 1990                                                                        | Севастопольская ВМБ (город федерального значения Севастополь)                                 | 247-й отдельный Констанцкий ордена Ушакова дивизион подводных лодок 4-й отдельной бригады подводных лодок | | В составе СПГ (данные апреля 2023 г.) |
| Судовой состав |                                                                                        |                                                                             |                                                                             |                                                                             |                                                                             |                                                                                               | | | |
| Подразделение военно-морской разведки — операторы: Управление разведки военно-морского флота РФ и Главное разведывательное управление Генерального штаба РФ (ГРУ ГШ РФ); 3 вымпела |                                                                                        |                                                                             |                                                                             |                                                                             |                                                                             |                                                                                               | | | |
| Средний разведывательный корабль — судно связи (СРЗК — ССВ) |                                                                                        |                                                                             |                                                                             |                                                                             |                                                                             |                                                                                               | | | |
| ССВ-406 «Кильдин» | 406                                                                                    | 861М                                                                        | «Conv Moma»                                                                 | 1970                                                                        | Севастопольская ВМБ (город федерального значения Севастополь)               | 519-й отдельный дивизион разведывательных кораблей                                            | | В составе СПГ (данные весны 2018 г.) | |
| «Экватор» | 418                                                                                    | 861М                                                                        | «Conv Moma»                                                                 | 1970                                                                        | Севастопольская ВМБ (город федерального значения Севастополь)               | 519-й отдельный дивизион разведывательных кораблей                                            | | В составе СПГ (данные лета 2017 г.) | |
| ССВ-201 «Приазовье» | 201                                                                                    | 864/тип «Меридиан»                                                          | «Vishnya/Meridian»                                                          | 1987                                                                        | Севастопольская ВМБ (город федерального значения Севастополь)               | 519-й отдельный дивизион разведывательных кораблей                                            | | В составе СПГ (данные лета 2017 г.) | |
| «Иван Хурс» | 18280                                                                                  | 18280                                                                       | 18280                                                                       | 2018                                                                        | Севастопольская ВМБ (город федерального значения Севастополь)               | 519-й отдельный дивизион разведывательных кораблей                                            | | В составе СПГ (данные лета 2018 г.). | |
| Учебное подразделение флота — оператор Управление боевой подготовки ВМФ РФ; 1 вымпел |                                                                                        |                                                                             |                                                                             |                                                                             |                                                                             |                                                                                               | | | |
| Учебный корабль (УК) | «Перекоп»                                                                              | 310                                                                         | «887 (УК)»                                                                  | «Smol’nyy/Drakon/Petrushka»                                                 | 1977                                                                        | Севастопольская ВМБ (город федерального значения Севастополь)                                 | — | | Работает (данные весны 2018 г.) |
| Гидрографическая служба флота — операторы: Гидрографическая служба ВМФ, Главное управление глубоководных исследований Министерства обороны РФ (ГУГИ МО РФ), Управление разведки военно-морского флота РФ, Главное разведывательное управление Генерального штаба РФ (ГРУ ГШ РФ), Государственная метрологическая служба РФ и Роскартография; 18 вымпелов |                                                                                        |                                                                             |                                                                             |                                                                             |                                                                             |                                                                                               | | | |
| Океанографическое судно — гидрографическое судно (ОИС — ГС) |                                                                                        |                                                                             |                                                                             |                                                                             |                                                                             |                                                                                               | | | |
| «Челекен» | 861                                                                                    | 861                                                                         | «Moma»                                                                      | 1970                                                                        | Севастопольская ВМБ (город федерального значения Севастополь)               | 176-й отдельный дивизион океанографических исследовательских судов                            | | Работает (данные весны 2017 г.) | |
| «Створ» | «862/II»                                                                               | «862/II»                                                                    | «Yug»                                                                       | 1983                                                                        | Севастопольская ВМБ (город федерального значения Севастополь)               | 176-й отдельный дивизион океанографических исследовательских судов                            | | Статус неизвестен. На приколе в Севастополе (данные лета 2016 г.). Данные уточняются | |
| «Донузлав» | «862/II»                                                                               | «862/II»                                                                    | «Yug»                                                                       | 1983                                                                        | Севастопольская ВМБ (город федерального значения Севастополь)               | 176-й отдельный дивизион океанографических исследовательских судов                            | | Работает (данные зимы 2018 г.) | |
| МБ-305 «Евгений Горигледжан» | 02670 («В92/II»/тип «Нефтегаз»)                                                        | 02670 («В92/II»/тип «Нефтегаз»)                                             | 02670 («В92/II»/тип «Нефтегаз»)                                             | 2023                                                                        | Севастопольская ВМБ (город федерального значения Севастополь)               | 176-й отдельный дивизион океанографических исследовательских судов                            | | Может работать во льдах. Наряду с картографированием выполняет функции универсального глубоководного и надводного разведчика. Наравне с другими ОИС будет использоваться для картографирования и составления лоций в водах близ побережья Антарктиды; подводной разведки в этом регионе для обеспечения деятельности АПЛ и будущего раздела территорий и вод материка между претендующими странами                                                 | |
| «ГС-402» | 872                                                                                    | 872                                                                         | «Finik»                                                                     | 1979                                                                        | Новороссийская ВМБ (г. Сочи, Краснодарский край)                            | Гидрографический отряд флота                                                                  | | Работает (данные весны 2017 г.) | |
| «ГС-86» | «872/II»                                                                               | «872/II»                                                                    | «Finik»                                                                     | 1983                                                                        | Севастопольская ВМБ (город федерального значения Севастополь)               | 176-й отдельный дивизион океанографических исследовательских судов                            | | Работает (данные весны 2018 г.) | |
| «Амур» | 19910 «Амур»                                                                           | 19910 «Амур»                                                                | 19910 «Амур»                                                                | 2020 (план)                                                                 | —                                                                           | —                                                                                             | | Может работать во льдах. Завод изготовитель — ССЗ «Судостроительный завод Залив», г. Керчь, Республика Крым. Заложено. Строится | |
| | 19910 «Амур»                                                                           | 19910 «Амур»                                                                | 19910 «Амур»                                                                | 2020 (план)                                                                 | —                                                                           | —                                                                                             | | Может работать во льдах. Завод изготовитель — ССЗ «Судостроительный завод Залив», г. Керчь, Республика Крым. Заложено. Строится | |
| РБ-45 «Краб» | 90600                                                                                  | 90600                                                                       | 90600                                                                       | 2011                                                                        | Новороссийская ВМБ (г. Темрюк, Краснодарский край)                          | Гидрографический отряд флота                                                                  | | Имеет гидроакустический комплекс для глубоководных исследований «Корвет МК МПД-300». Может выполнять функции пожарно-спасательного судна. Работает (данные весны 2017 г.) | |
| «Афалина» | 16609                                                                                  | 16609                                                                       | 16609                                                                       | 2016                                                                        | Севастопольская ВМБ (город федерального значения Севастополь)               | Гидрографический отряд флота                                                                  | | Может работать во льдах. Имеет гидроакустический комплекс для глубоководных исследований «Корвет МК МПД-300». Может выполнять функции пожарно-спасательного судна. Работает (данные осени 2017 г.) | |
| Большой гидрографический катер (БГК) |                                                                                        |                                                                             |                                                                             |                                                                             | Севастопольская ВМБ (город федерального значения Севастополь)               | Гидрографический отряд флота                                                                  | | | |
| «БГК-22» | 572/тип «СЧС-150»                                                                      | 572/тип «СЧС-150»                                                           | 572/тип «СЧС-150»                                                           | 1955                                                                        | Севастопольская ВМБ (город федерального значения Севастополь)               | Гидрографический отряд флота                                                                  | | Работает (данные весны 2018 г.) | |
| «БГК-774» | 1896                                                                                   | 1896                                                                        | «Nyrat-2/PO-2»                                                              | 1973                                                                        | Севастопольская ВМБ (город федерального значения Севастополь)               | Гидрографический отряд флота                                                                  | | Работает (данные лета 2017 г.) | |
| «БГК-889» | 1896                                                                                   | 1896                                                                        | «Nyrat-2/PO-2»                                                              | 1975                                                                        | Севастопольская ВМБ (город федерального значения Севастополь)               | Гидрографический отряд флота                                                                  | | Работает (данные весны 2017 г.) | |
| «БГК-890» | 1896                                                                                   | 1896                                                                        | «Nyrat-2/PO-2»                                                              | 1975                                                                        | Новороссийская ВМБ (г. Новороссийск, Краснодарский край)                    | Гидрографический отряд флота                                                                  | | Статус неизвестен. Последние подтверждённые данные от осени 2016 г. Возможно списан. Данные уточняются | |
| БГК-2150 «Юрий Белов» | 19920 «Баклан»                                                                         | 19920 «Баклан»                                                              | 19920 «Баклан»                                                              | 2016                                                                        | Севастопольская ВМБ (город федерального значения Севастополь)               | Гидрографический отряд флота                                                                  | | Работает (данные весны 2018 г.) | |
| «Борис Слободник» | 23040Г                                                                                 | 23040Г                                                                      | 23040Г                                                                      | 2021                                                                        | —                                                                           | Гидрографический отряд флота                                                                  | | В строю. | |
| Опытовое судно (ОС) |                                                                                        |                                                                             |                                                                             |                                                                             |                                                                             |                                                                                               | | | |
| «ОС-138» | 1236 «Стенд»                                                                           | 1236 «Стенд»                                                                | 1236 «Стенд»                                                                | 1974                                                                        | Севастопольская ВМБ (город федерального значения Севастополь)               | 311-й дивизион опытовых судов                                                                 | | Вероятно будет списано и утилизировано после ввода в строй ОС «Виктор Чероков». Работает (данные зимы 2018 г.) | |
| «ОС-114» | 1824                                                                                   | 1824                                                                        | 1824                                                                        | 1974                                                                        | Севастопольская ВМБ (город федерального значения Севастополь)               | —                                                                                             | | Вероятно будет списано и утилизировано после ввода в строй ОС «Виктор Чероков». Используется в качестве испытателя нового торпедного оружия. Работает (данные весны 2017 г.) | |
| «Виктор Чероков» | 20360ОС «Дубняк»                                                                       | 20360ОС «Дубняк»                                                            | 20360ОС «Дубняк»                                                            | 2016                                                                        | Севастопольская ВМБ (город федерального значения Севастополь)               | —                                                                                             | | Может работать во льдах. Используется в качестве испытателя торпедного вооружения, мин и электроники. Работает (данные осени 2017 г.) | |
| «Селигер» | 11982                                                                                  | 11982                                                                       | 11982                                                                       | 2012                                                                        | Новороссийская ВМБ (г. Темрюк, Краснодарский край)                          | —                                                                                             | | Может работать во льдах. Наряду с картографированием выполняет функции универсального глубоководного и надводного разведчика. Может выполнять функции спасательного и кабельного судна. Работает (данные весны 2018 г.) | |
| «Ильмень» | 11982                                                                                  | 11982                                                                       | 11982                                                                       | 2018 (план)                                                                 | Севастопольская ВМБ (город федерального значения Севастополь)               | —                                                                                             | | Может работать во льдах. Наряду с картографированием выполняет функции универсального глубоководного и надводного разведчика. Может выполнять функции спасательного и кабельного судна. Построено по модифицированному проекту. Завод изготовитель — ССЗ «Пелла», г. Отрадное, Ленинградская обл. Спущено на воду в высокой степени готовности. Достраивается на плаву. Завершается монтаж и пуско-наладка оборудования. Ведётся отделка помещений | |
| Научно-исследовательская автономная глубоководная станция — батискаф (АС) | «DeepWorker 2000»                                                                      | «DDW»                                                                       | «DDW»                                                                       | «DDW»                                                                       | 2013                                                                        | Судно-носитель — ОС «Селигер»                                                                 | Судно-носитель — ОС «Селигер»                                                                             | | Работает (данные весны 2017 г.) |
| Подразделение поисково-спасательного обеспечения флота (ПСО/СПАСР) — операторы: Управление поисковых и аварийно-спасательных работ ВМФ РФ (УПАСР), Госморспасслужба РФ и Министерство по чрезвычайным ситуациям (МЧС) РФ; вымпелов |                                                                                        |                                                                             |                                                                             |                                                                             |                                                                             |                                                                                               | | | |
| Морское госпитальное судно (МГС) | «Енисей»                                                                               | «B-320»/тип «Обь»                                                           | «B-320»/тип «Обь»                                                           | «Ob`»                                                                       | 1981                                                                        | Севастопольская ВМБ (город федерального значения Севастополь)                                 | 1472-й военно-морской клинический госпиталь имени Н. И. Пирогова                                          | | Проходит глубокую модернизацию с ремонтом на СРЗ «13-й Судоремонтный завод» в городе федерального значения Севастополь. Сроки окончания модернизации неизвестны     |
| Спасательное морское судно (СС) |                                                                                        |                                                                             |                                                                             |                                                                             |                                                                             | Севастопольская ВМБ (город федерального значения Севастополь)                                 | | | |
| «Коммуна» | Тип «Волхов»                                                                           | Тип «Волхов»                                                                | Тип «Волхов»                                                                | 1915                                                                        | 1-я группа 145-го отряда спасательных судов                                 | Севастопольская ВМБ (город федерального значения Севастополь)                                 | | В составе СПГ (данные весны 2018 г.) | |
| СС-26 «ЭПРОН» | 527М                                                                                   | 527М                                                                        | «Prut»                                                                      | 1959                                                                        | 145-й отряд спасательных судов                                              | Севастопольская ВМБ (город федерального значения Севастополь)                                 | | В составе СПГ (данные лета 2017 г.) | |
| «Саяны» | 05361                                                                                  | 05361                                                                       | «Mikhail Rudnitsky»                                                         | 1983                                                                        | 145-й отряд спасательных судов                                              | Севастопольская ВМБ (город федерального значения Севастополь)                                 | | Проходит СР на СРЗ «Севморзавод» в городе федерального значения Севастополь. Сроки окончания ремонта неизвестны | |
| Спасательное морское буксирное судно — спасательный морской буксир (СБС — СБ) |                                                                                        |                                                                             |                                                                             |                                                                             |                                                                             | Севастопольская ВМБ (город федерального значения Севастополь)                                 | | | |
| СБС-922 «Шахтёр» | 712                                                                                    | 712                                                                         | «Sliva»                                                                     | 1985                                                                        | 1-я группа 145-го отряда спасательных судов                                 | Севастопольская ВМБ (город федерального значения Севастополь)                                 | | В составе СПГ (данные весны 2018 г.) | |
| «СБ-36» | 714                                                                                    | 714                                                                         | «Goryn»                                                                     | 1982                                                                        | 1-я группа 145-го отряда спасательных судов                                 | Севастопольская ВМБ (город федерального значения Севастополь)                                 | | В составе СПГ (данные весны 2017 г.) | |
| «СБ-4» | 733С/тип «МБ»                                                                          | 733С/тип «МБ»                                                               | «Okhtenskiy/Goliat»                                                         | 1959                                                                        | Новороссийская ВМБ (г. Новороссийск, Краснодарский край)                    | 183-й дивизион спасательных судов                                                             | | В составе СПГ (данные лета 2017 г.) | |
| «СБ-5» | 733С/тип «МБ»                                                                          | 733С/тип «МБ»                                                               | «Okhtenskiy/Goliat»                                                         | 1965                                                                        | Севастопольская ВМБ (город федерального значения Севастополь)               | 1-я группа 145-го отряда спасательных судов                                                   | | В составе СПГ (данные лета 2017 г.) | |
| СБС-565 «Профессор Николай Муру» | 22870                                                                                  | 22870                                                                       | 22870                                                                       | 2015                                                                        | Новороссийская ВМБ (г. Новороссийск, Краснодарский край)                    | 183-й дивизион спасательных судов                                                             | | В составе СПГ (данные лета 2017 г.) | |
| «СБ-739» | 22870                                                                                  | 22870                                                                       | 22870                                                                       | 2017                                                                        | Севастопольская ВМБ (город федерального значения Севастополь)               | 183-й дивизион спасательных судов                                                             | | В составе СПГ (данные зимы 2018 г.) | |
| «Капитан Гурьев» | 22870                                                                                  | 22870                                                                       | 22870                                                                       | 2018                                                                        | —                                                                           | —                                                                                             | | В строю. | |
| «СБ-742» | 22870                                                                                  | 22870                                                                       | 22870                                                                       | 2019                                                                        | —                                                                           | —                                                                                             | | В строю. | |
| Бортовой обитаемый спасательный глубоководный аппарат (ОГАС) |                                                                                        |                                                                             |                                                                             |                                                                             |                                                                             |                                                                                               | | | |
| «АС-28» | 1855 «Приз»                                                                            | 1855 «Приз»                                                                 | «India 12,1m»                                                               | 1986                                                                        | Суда-носители — СС «Саяны»/СС «Коммуна»                                     | Суда-носители — СС «Саяны»/СС «Коммуна»                                                       | | В составе СПГ (данные весны 2017 г.) | |
| «C-Explorer 3» | «C-Explorer»                                                                           | «C-Explorer»                                                                | «C-Explorer»                                                                | 2014                                                                        | Судно-носитель — «КИЛ-158»                                                  | Судно-носитель — «КИЛ-158»                                                                    | | В составе СПГ (данные осени 2017 г.) | |
| «DeepWorker» | «APC-600»                                                                              | «APC-600»                                                                   | «APC-600»                                                                   | 2014                                                                        | Судно-носитель — СБС-565 «Профессор Николай Муру»                           | Судно-носитель — СБС-565 «Профессор Николай Муру»                                             | | В составе СПГ (данные осени 2017 г.) | |
| «Dual DeepWorker» | «APC-600»                                                                              | «APC-600»                                                                   | «APC-600»                                                                   | 2014                                                                        | Судно-носитель — СБС-565 «Профессор Николай Муру»                           | Судно-носитель — СБС-565 «Профессор Николай Муру»                                             | | В составе СПГ (данные осени 2017 г.) | |
| Килекторное судно (КИЛ) |                                                                                        |                                                                             |                                                                             |                                                                             |                                                                             |                                                                                               | | | |
| «КИЛ-158» | 141                                                                                    | 141                                                                         | «Kashtan»                                                                   | 1989                                                                        | Севастопольская ВМБ (город федерального значения Севастополь)               | 145-й отряд спасательных судов                                                                | | Также выполняет функции поисково-спасательного судна. Принимает участие в составе «Сирийского (Московского) экспресса» и используется в интересах «Русского географического общества (РГО)». В составе СПГ (данные декабря 2017 г.) | |
| Противопожарное судно (ПЖС) | «ПЖС-123»                                                                              | 1893 «Пламя»                                                                | 1893 «Пламя»                                                                | «Katun-I»                                                                   | Севастопольская ВМБ (город федерального значения Севастополь)               | 1970                                                                                          | 2-я группа 145-го отряда спасательных судов                                                               | | В составе СПГ (данные осени 2017 г.) |
| Водолазное судно (ВМ) |                                                                                        |                                                                             |                                                                             |                                                                             | Севастопольская ВМБ (город федерального значения Севастополь)               |                                                                                               | 2-я группа 145-го отряда спасательных судов                                                               | | |
| «ВМ-9» | 522                                                                                    | 522                                                                         | «Niryat»                                                                    | 1960                                                                        | Севастопольская ВМБ (город федерального значения Севастополь)               |                                                                                               | 2-я группа 145-го отряда спасательных судов                                                               | В составе СПГ (данные лета 2017 г.) | |
| «ВМ-86» | 522                                                                                    | 522                                                                         | «Niryat»                                                                    | 1955                                                                        | Новороссийская ВМБ (г. Новороссийск, Краснодарский край)                    | 183-й дивизион спасательных судов                                                             | | В составе СПГ (данные лета 2017 г.) | |
| «ВМ-108» | 522                                                                                    | 522                                                                         | «Niryat»                                                                    | 1958                                                                        | Новороссийская ВМБ (г. Новороссийск, Краснодарский край)                    | 183-й дивизион спасательных судов                                                             | | Проходит ВТГ. Сроки окончания ремонта неизвестны | |
| «ВМ-125» | 522                                                                                    | 522                                                                         | «Niryat»                                                                    | 1959                                                                        | Севастопольская ВМБ (город федерального значения Севастополь)               | 2-я группа 145-го отряда спасательных судов                                                   | | В составе СПГ (данные весны 2017 г.) | |
| «ВМ-154» | 535 «Краб»                                                                             | 535 «Краб»                                                                  | «Yelva»                                                                     | 1974                                                                        | Севастопольская ВМБ (город федерального значения Севастополь)               | 2-я группа 145-го отряда спасательных судов                                                   | | В составе СПГ (данные весны 2017 г.) | |
| «ВМ-911» | 535 «Краб»                                                                             | 535 «Краб»                                                                  | «Yelva»                                                                     | 1972                                                                        | Севастопольская ВМБ (город федерального значения Севастополь)               | 183-й дивизион аварийно-спасательной службы                                                   | | В составе СПГ (данные осени 2017 г.) | |
| Противопожарный катер (ПЖК) | 535 «Краб»                                                                             | 535 «Краб»                                                                  | «Yelva»                                                                     |                                                                             | Севастопольская ВМБ (город федерального значения Севастополь)               |                                                                                               | | | |
| «ПЖК-37» | 364                                                                                    | 364                                                                         | «Pozharny-I»                                                                | 1954                                                                        | Севастопольская ВМБ (город федерального значения Севастополь)               | 2-я группа 145-го отряда спасательных судов                                                   | | Проходит ВТГ на СРЗ «13-й Судоремонтный завод» в городе федерального значения Севастополь. Сроки окончания ремонта неизвестны | |
| «ПЖК-45» | 364                                                                                    | 364                                                                         | «Pozharny-I»                                                                | 1956                                                                        | Севастопольская ВМБ (город федерального значения Севастополь)               | 2-я группа 145-го отряда спасательных судов                                                   | | В составе СПГ (данные зимы 2017 г.) | |
| Рейдовый водолазный катер — спасательный многофункциональный катер (РВК — СМК) | 364                                                                                    | 364                                                                         | «Pozharny-I»                                                                |                                                                             | Севастопольская ВМБ (город федерального значения Севастополь)               | 2-я группа 145-го отряда спасательных судов                                                   | | | |
| «РВК-860» | «РВ-376У»/тип «Ярославец»                                                              | «РВ-376У»/тип «Ярославец»                                                   | «PO-2»                                                                      | 1974                                                                        | Севастопольская ВМБ (город федерального значения Севастополь)               | 2-я группа 145-го отряда спасательных судов                                                   | | В составе СПГ (данные зимы 2017 г.) | |
| «РВК-1447» | «РВ-1415 (14152)»/тип «Фламинго»                                                       | «РВ-1415 (14152)»/тип «Фламинго»                                            | «Flamingo»                                                                  | 1982                                                                        | Севастопольская ВМБ (город федерального значения Севастополь)               |                                                                                               | | В составе СПГ (данные осени 2017 г.) | |
| «РВК-762» | 23040                                                                                  | 23040                                                                       | 23040                                                                       | 2014                                                                        | Новороссийская ВМБ (г. Новороссийск, Краснодарский край)                    | 183-й дивизион спасательных судов                                                             | | В составе СПГ (данные осени 2017 г.) | |
| «РВК-764» | 23040                                                                                  | 23040                                                                       | 23040                                                                       | 2014                                                                        | Новороссийская ВМБ (г. Новороссийск, Краснодарский край)                    | 183-й дивизион спасательных судов                                                             | | В составе СПГ (данные осени 2017 г.) | |
| «РВК-767» | 23040                                                                                  | 23040                                                                       | 23040                                                                       | 2014                                                                        | Новороссийская ВМБ (г. Новороссийск, Краснодарский край)                    | 183-й дивизион спасательных судов                                                             | | В составе СПГ (данные осени 2017 г.) | |
| «РВК-771» | 23040                                                                                  | 23040                                                                       | 23040                                                                       | 2014                                                                        | Новороссийская ВМБ (г. Новороссийск, Краснодарский край)                    | 183-й дивизион спасательных судов                                                             | | В составе СПГ (данные осени 2017 г.) | |
| «РВК-1045» | 23040                                                                                  | 23040                                                                       | 23040                                                                       | 2014                                                                        | Севастопольская ВМБ (город федерального значения Севастополь)               | 907-й объединённый учебный центр                                                              | | В составе СПГ (данные осени 2017 г.) | |
| «РВК-1112» | 23040                                                                                  | 23040                                                                       | 23040                                                                       | 2014                                                                        | Севастопольская ВМБ (город федерального значения Севастополь)               | 145-й отряд спасательных судов                                                                | | В составе СПГ (данные осени 2017 г.) | |
| «РВК-1149» | 14157                                                                                  | 14157                                                                       | 14157                                                                       | 2015                                                                        | Новороссийская ВМБ (г. Новороссийск, Краснодарский край)                    | 183-й дивизион спасательных судов                                                             | | В составе СПГ (данные весны 2017 г.) | |
| «РВК-2159» | 14157                                                                                  | 14157                                                                       | 14157                                                                       | 2015                                                                        | Новороссийская ВМБ (г. Новороссийск, Краснодарский край)                    | 183-й дивизион спасательных судов                                                             | | В составе СПГ (данные января 2017 г.) | |
| «СМК-2094» | 23370                                                                                  | 23370                                                                       | 23370                                                                       | 2014                                                                        | Севастопольская ВМБ (город федерального значения Севастополь)               | 907-й объединённый учебный центр                                                              | | В составе СПГ (данные осени 2017 г.) | |
| «СМК-2169» | 23370                                                                                  | 23370                                                                       | 23370                                                                       | 2015                                                                        | Севастопольская ВМБ (город федерального значения Севастополь)               | 145-й отряд спасательных судов                                                                | | В составе СПГ (данные осени 2017 г.) | |
| «СМК-2171» | 23370                                                                                  | 23370                                                                       | 23370                                                                       | 2015                                                                        | Севастопольская ВМБ (город федерального значения Севастополь)               | 145-й отряд спасательных судов                                                                | | В составе СПГ (данные осени 2017 г.) | |
| Подразделение материально-технического обеспечения — оператор Служба материально-технического обеспечения ВМФ РФ; вымпелов |                                                                                        |                                                                             |                                                                             |                                                                             |                                                                             |                                                                                               | | | |
| Морской буксир — эскортный буксир (МБ) |                                                                                        |                                                                             |                                                                             |                                                                             |                                                                             |                                                                                               | | | |
| «МБ-23» | 733/тип «МБ»                                                                           | 733/тип «МБ»                                                                | «Okhtenskiy/Goliat»                                                         | 1960                                                                        | Севастопольская ВМБ (город федерального значения Севастополь)               | 1-я группа 205-го отряда управления                                                           | | Может выполнять функции пожарно-спасательного буксирного судна. В составе СПГ (данные лета 2017 г.) | |
| «МБ-173» | 733/тип «МБ»                                                                           | 733/тип «МБ»                                                                | «Okhtenskiy/Goliat»                                                         | 1965                                                                        | Севастопольская ВМБ (город федерального значения Севастополь)               | 1-я группа 205-го отряда управления                                                           | | Может выполнять функции пожарно-спасательного буксирного судна. В составе СПГ (данные осени 2016 г.) | |
| «МБ-174» | 733/тип «МБ»                                                                           | 733/тип «МБ»                                                                | «Okhtenskiy/Goliat»                                                         | 1964                                                                        | Севастопольская ВМБ (город федерального значения Севастополь)               | 205-й отряд управления                                                                        | | Может выполнять функции пожарно-спасательного буксирного судна. В составе СПГ (данные весны 2017 г.) | |
| «МБ-31» | 745 «Садко»                                                                            | 745 «Садко»                                                                 | «Sorum»                                                                     | 1975                                                                        | Севастопольская ВМБ (город федерального значения Севастополь)               | 205-й отряд управления                                                                        | | Может выполнять функции пожарно-спасательного буксирного судна. В составе СПГ (данные осени 2016 г.) | |
| «МБ-304» | 745 «Садко»                                                                            | 745 «Садко»                                                                 | «Sorum»                                                                     | 1977                                                                        | Севастопольская ВМБ (город федерального значения Севастополь)               | 205-й отряд управления                                                                        | | Может выполнять функции пожарно-спасательного буксирного судна. В составе СПГ (данные зимы 2018 г.) | |
| «Сергей Балк» | 23470                                                                                  | 23470                                                                       |                                                                             | 2020                                                                        | —                                                                           | —                                                                                             | | Может работать во льдах. Может выполнять функции аварийно-спасательного буксирного судна. В строю. | |
| «Капитан Найден» | 23470                                                                                  | 23470                                                                       |                                                                             | 2022                                                                        | —                                                                           | —                                                                                             | | Может работать во льдах. Может выполнять функции аварийно-спасательного буксирного судна. В строю. | |
| Рейдовый буксир — буксирный катер (РБ — БУК) |                                                                                        |                                                                             |                                                                             |                                                                             |                                                                             |                                                                                               | | | |
| «РБ-136» | 192/тип «РБ»                                                                           | 192/тип «РБ»                                                                | 192/тип «РБ»                                                                | 1984                                                                        | Севастопольская ВМБ (город федерального значения Севастополь)               | 1-я группа 205-го отряда управления                                                           | | В составе СПГ (данные осени 2017 г.) | |
| «РБ-44» | 737Л/тип «БК-600»                                                                      | 737Л/тип «БК-600»                                                           | 737Л/тип «БК-600»                                                           | 1963                                                                        | Севастопольская ВМБ (город федерального значения Севастополь)               | 205-й отряд управления                                                                        | | Статус неизвестен. Последние подтверждённые данные от лета 2014 г. Вероятно списан. Данные уточняются | |
| «РБ-244» | 737К/тип «БК-600»                                                                      | 737К/тип «БК-600»                                                           | «Sidehole»                                                                  | 1968                                                                        | Севастопольская ВМБ (город федерального значения Севастополь)               | 1-я группа 205-го отряда управления                                                           | | В составе СПГ (данные осени 2017 г.) | |
| «РБ-247» | 737К/тип «БК-600»                                                                      | 737К/тип «БК-600»                                                           | «Sidehole»                                                                  | 1968                                                                        | Севастопольская ВМБ (город федерального значения Севастополь)               | 1-я группа 205-го отряда управления                                                           | | В составе СПГ (данные весны 2018 г.) | |
| «РБ-237» | 737К/тип «БК-600»                                                                      | 737К/тип «БК-600»                                                           | «Sidehole»                                                                  | 1972                                                                        | Севастопольская ВМБ (город федерального значения Севастополь)               | 205-й отряд управления                                                                        | | Нет точных данных о состоянии вымпела. Последние подтверждённые данные от лета 2014 г. Вероятно списан. Данные уточняются | |
| «РБ-296» | 737М/тип «БК-600»                                                                      | 737М/тип «БК-600»                                                           | 737М/тип «БК-600»                                                           | 1974                                                                        | Севастопольская ВМБ (город федерального значения Севастополь)               | 1-я группа 205-го отряда управления                                                           | | В составе СПГ (данные лета 2017 г.) | |
| «РБ-18» | 14970                                                                                  | 14970                                                                       | 14970                                                                       | 2007                                                                        | Новороссийская ВМБ (г. Новороссийск, Краснодарский край)                    | 61-я группа судов обеспечения                                                                 | | Нет точных данных о состоянии вымпела. Последние подтверждённые данные от весны 2013 года. Данные уточняются | |
| «РБ-389» | 90600                                                                                  | 90600                                                                       | 90600                                                                       | 2010                                                                        | Севастопольская ВМБ (город федерального значения Севастополь)               | 1-я группа 205-го отряда управления                                                           | | Может выполнять функции пожарно-спасательного буксирного судна. В составе СПГ (данные весны 2018 г.) | |
| «РБ-43» | 90600                                                                                  | 90600                                                                       | 90600                                                                       | 2011                                                                        | Новороссийская ВМБ (г. Новороссийск, Краснодарский край)                    | 61-я группа судов обеспечения                                                                 | | Может выполнять функции пожарно-спасательного буксирного судна. В составе СПГ (данные лета 2017 г.) | |
| «РБ-391» | 90600                                                                                  | 90600                                                                       | 90600                                                                       | 2012                                                                        | Новороссийская ВМБ (г. Новороссийск, Краснодарский край)                    | 61-я группа судов обеспечения                                                                 | | Может выполнять функции пожарно-спасательного буксирного судна. В составе СПГ (данные осени 2017 г.) | |
| «РБ-392» | 90600                                                                                  | 90600                                                                       | 90600                                                                       | 2013                                                                        | Новороссийская ВМБ (г. Новороссийск, Краснодарский край)                    | 61-я группа судов обеспечения                                                                 | | Может выполнять функции пожарно-спасательного буксирного судна. В составе СПГ (данные лета 2016 г.) | |
| «РБ-398» | 90600                                                                                  | 90600                                                                       | 90600                                                                       | 2013                                                                        | Новороссийская ВМБ (г. Новороссийск, Краснодарский край)                    | 61-я группа судов обеспечения                                                                 | | Может выполнять функции пожарно-спасательного буксирного судна. В составе СПГ (данные весны 2017 г.) | |
| «РБ-412» | 90600                                                                                  | 90600                                                                       | 90600                                                                       | 2014                                                                        | Севастопольская ВМБ (город федерального значения Севастополь)               | 1-я группа 205-го отряда управления                                                           | | Может выполнять функции пожарно-спасательного буксирного судна. В составе СПГ (данные весны 2017 г.) | |
| «РБ-365» | 90600                                                                                  | 90600                                                                       | 90600                                                                       | 2015                                                                        | Севастопольская ВМБ (город федерального значения Севастополь)               | 1-я группа 205-го отряда управления                                                           | | Может выполнять функции пожарно-спасательного буксирного судна. В составе СПГ (данные лета 2017 г.) | |
| «БУК-49» | «05Т»/тип «РБТ»                                                                        | «05Т»/тип «РБТ»                                                             | «05Т»/тип «РБТ»                                                             | 1965                                                                        | Севастопольская ВМБ (город федерального значения Севастополь)               | 4-я группа 205-го отряда управления                                                           | | В составе СПГ (данные зимы 2018 г.) | |
| «БУК-533» | «05Т»/тип «РБТ»                                                                        | «05Т»/тип «РБТ»                                                             | «05Т»/тип «РБТ»                                                             | 1966                                                                        | Севастопольская ВМБ (город федерального значения Севастополь)               | 4-я группа 205-го отряда управления                                                           | | В составе СПГ (данные зимы 2018 г.) | |
| «БУК-2190» | 04690 «RAscal 2000»                                                                    | 04690 «RAscal 2000»                                                         | 04690 «RAscal 2000»                                                         | 2018                                                                        | Севастопольская ВМБ (город федерального значения Севастополь)               | —                                                                                             | | Может выполнять функции пожарно-спасательного буксирного судна. В составе СПГ (данные лета 2018 г.) | |
| Морской транспорт вооружений (МТВ) |                                                                                        |                                                                             |                                                                             |                                                                             | Севастопольская ВМБ (город федерального значения Севастополь)               |                                                                                               | | | |
| «ВТР-94» | 1823                                                                                   | 1823                                                                        | «Muna»                                                                      | 1971                                                                        | Севастопольская ВМБ (город федерального значения Севастополь)               | 205-й отряд управления                                                                        | | В составе СПГ (данные зимы 2018 г.) | |
| «Геннадий Дмитриев» | 20360М «Дубняк»                                                                        | 20360М «Дубняк»                                                             | 20360М «Дубняк»                                                             | 2019 (план)                                                                 | —                                                                           | —                                                                                             | | Может работать во льдах. Завод изготовитель — ССЗ «Вымпел», г. Рыбинск, Ярославская обл. Сформирован корпус | |
| Морское судно тылового обеспечения (МСТО) |                                                                                        |                                                                             |                                                                             |                                                                             |                                                                             |                                                                                               | | | |
| МБ-75 «Всеволод Бобров» | 23120 «Лонгвиник»                                                                      | 23120 «Лонгвиник»                                                           | 23120 «Лонгвиник»                                                           | 2021                                                                        | —                                                                           | —                                                                                             | | Может выполнять функции аварийно-спасательного буксирного судна. Может работать во льдах. | |
| Большой морской танкер (БМТ) |                                                                                        |                                                                             |                                                                             |                                                                             |                                                                             |                                                                                               | | | |
| «Иван Бубнов» | 1559В «Морской простор»/тип «Великий октябрь/Борис Чиликин»                            | 1559В «Морской простор»/тип «Великий октябрь/Борис Чиликин»                 | «Boris Chilikin»                                                            | 1975                                                                        | Севастопольская ВМБ (город федерального значения Севастополь)               | 205-й отряд управления                                                                        | | В составе СПГ (данные лета 2017 г.) | |
| Средний морской танкер (СМТ) |                                                                                        |                                                                             |                                                                             |                                                                             | Севастопольская ВМБ (город федерального значения Севастополь)               | 205-й отряд управления                                                                        | | | |
| «Койда» | 577                                                                                    | 577                                                                         | «Uda»                                                                       | 1966                                                                        | Севастопольская ВМБ (город федерального значения Севастополь)               | 205-й отряд управления                                                                        | | В составе СПГ (данные осени 2016 г.) | |
| «Иман» | 6404/тип «Аксай»                                                                       | 6404/тип «Аксай»                                                            | «Olekma»                                                                    | 1966                                                                        | Севастопольская ВМБ (город федерального значения Севастополь)               | 2-я группа 205-го отряда управления                                                           | | В составе СПГ (данные зимы 2018 г.) | |
| «Истра» | Тип «Эльза/Dora»                                                                       | Тип «Эльза/Dora»                                                            | Тип «Эльза/Dora»                                                            | 1942                                                                        | Севастопольская ВМБ (город федерального значения Севастополь)               | 205-й отряд управления                                                                        | | В составе СПГ (данные зимы 2018 г.) | |
| | 23131                                                                                  | 23131                                                                       | 23131                                                                       | 2019 (план)                                                                 | —                                                                           | —                                                                                             | | Завод изготовитель — ССЗ «Судостроительный завод Залив», г. Керчь, Республика Крым. Заложен. Строится | |
| | 23131                                                                                  | 23131                                                                       | 23131                                                                       | 2019 (план)                                                                 | —                                                                           | —                                                                                             | | Завод изготовитель — ССЗ «Судостроительный завод Залив», г. Керчь, Республика Крым. Заложен. Строится | |
| Малый морской танкер (ММТН) |                                                                                        |                                                                             |                                                                             |                                                                             |                                                                             |                                                                                               | | | |
| «Индига» | 437Н/тип «Алазань»                                                                     | 437Н/тип «Алазань»                                                          | «Toplivo/Khobi»                                                             | 1957                                                                        | Севастопольская ВМБ (город федерального значения Севастополь)               | 3-я группа 205-го отряда управления                                                           | | На приколе в Севастополе. Вероятно списан и ожидает утилизации. Данные уточняются | |
| «ВТН-96» | 1844 «Каир»                                                                            | 1844 «Каир»                                                                 | 1844 «Каир»                                                                 | 1982                                                                        | Севастопольская ВМБ (город федерального значения Севастополь)               | 205-й отряд управления                                                                        | | На приколе в Севастополе. Вероятно списаны и ожидают утилизации. Данные уточняются | |
| «ВТН-99» | 1844 «Каир»                                                                            | 1844 «Каир»                                                                 | 1844 «Каир»                                                                 | 1975                                                                        | Севастопольская ВМБ (город федерального значения Севастополь)               | 205-й отряд управления                                                                        | | На приколе в Севастополе. Вероятно списаны и ожидают утилизации. Данные уточняются | |
| «Вице-адмирал Паромов» | 03182 «Платформа-Арктика»                                                              | 03182 «Платформа-Арктика»                                                   | 03182 «Платформа-Арктика»                                                   | 2021                                                                        | Севастопольская ВМБ (город федерального значения Севастополь)               | 205-й отряд управления                                                                        | | Может использоваться в качестве универсального пожарно-спасательного буксирного судна, судна мусоросборщика и сухогрузного транспорта. Способен действовать во льдах. Способен действовать во льдах. Завод изготовитель — ССЗ «Волга», г. Нижний Новгород, Нижегородская обл. В строю | |
| «Василий Никитин» | 03182 «Платформа-Арктика»                                                              | 03182 «Платформа-Арктика»                                                   | 03182 «Платформа-Арктика»                                                   | 2020 (план)                                                                 | Севастопольская ВМБ (город федерального значения Севастополь)               | 205-й отряд управления                                                                        | | Может использоваться в качестве универсального пожарно-спасательного буксирного судна, судна мусоросборщика и сухогрузного транспорта. Способен действовать во льдах. Способен действовать во льдах. Завод изготовитель — ССЗ «Волга», г. Нижний Новгород, Нижегородская обл. Заложен. Строится | |
| Судно комплексного портового обслуживания (СКПО) | «ВТН-73»                                                                               | 03180 «СКПО-1000»                                                           | 03180 «СКПО-1000»                                                           | 03180 «СКПО-1000»                                                           | Севастопольская ВМБ (город федерального значения Севастополь)               | 205-й отряд управления                                                                        | 2015 | | Может выполнять функции пожарно-спасательного судна, сухогрузного транспорта, а также экологического и лоцманского судна. В составе СПГ (данные весны 2017 г.)      |
| Плавучий кран; самоходный плавучий кран (ПК; СПК) |                                                                                        |                                                                             |                                                                             |                                                                             | Севастопольская ВМБ (город федерального значения Севастополь)               | 205-й отряд управления                                                                        | | | |
| «ПК-3100» | «605-ПК (876; 24-11095)»                                                               | «605-ПК (876; 24-11095)»                                                    | «605-ПК (876; 24-11095)»                                                    | 1959                                                                        | Севастопольская ВМБ (город федерального значения Севастополь)               | 205-й отряд управления                                                                        | | В составе СПГ (данные осени 2017 г.) | |
| «ПК-103030» | Тип «ППЭК-30»                                                                          | Тип «ППЭК-30»                                                               | Тип «ППЭК-30»                                                               | 1959                                                                        | Севастопольская ВМБ (город федерального значения Севастополь)               | 205-й отряд управления                                                                        | | В составе СПГ (данные зимы 2017 г.) | |
| «ПК-119025» | «Д-9030»                                                                               | «Д-9030»                                                                    | «Д-9030»                                                                    | 1976                                                                        | Севастопольская ВМБ (город федерального значения Севастополь)               | 205-й отряд управления                                                                        | | Нет точных данных о состоянии вымпела. Последние подтверждённые данные от осени 2015 г. Вероятно списан. Данные уточняются | |
| «ПК-128035» | «Д-9040»                                                                               | «Д-9040»                                                                    | «Д-9040»                                                                    | 1989                                                                        | Севастопольская ВМБ (город федерального значения Севастополь)               | 205-й отряд управления                                                                        | | Нет точных данных о состоянии вымпела. Последние подтверждённые данные от осени 2016 г. Вероятно списан. Данные уточняются | |
| «ПК-79050» | 771                                                                                    | 771                                                                         | 771                                                                         | 1953                                                                        | Севастопольская ВМБ (город федерального значения Севастополь)               | 205-й отряд управления                                                                        | | В составе СПГ (данные лета 2017 г.) | |
| «ПК-32050» | 1505 «Север»                                                                           | 1505 «Север»                                                                | 1505 «Север»                                                                | 1966                                                                        | Севастопольская ВМБ (город федерального значения Севастополь)               | 205-й отряд управления                                                                        | | Нет точных данных о состоянии вымпела. Последние подтверждённые данные от осени 2015 г. Вероятно списан. Данные уточняются | |
| «СПК-46150» | 02690                                                                                  | 02690                                                                       | 02690                                                                       | 2016                                                                        | Севастопольская ВМБ (город федерального значения Севастополь)               | 205-й отряд управления                                                                        | | Может выполнять функции сухогрузного транспорта. В составе СПГ (данные зимы 2018 г.) | |
| Малое кабельное судно (МКС (?)) |                                                                                        |                                                                             |                                                                             |                                                                             | Севастопольская ВМБ (город федерального значения Севастополь)               | 205-й отряд управления                                                                        | | | |
| «Сетунь» | 1172/тип «Эмба»                                                                        | 1172/тип «Эмба»                                                             | 1172/тип «Эмба»                                                             | 1981                                                                        | Севастопольская ВМБ (город федерального значения Севастополь)               | 2-я группа 205-го отряда управления                                                           | | Работает (данные осени 2017 г.) | |
| Плавучая мастерская (ПМ) |                                                                                        |                                                                             |                                                                             |                                                                             | Севастопольская ВМБ (город федерального значения Севастополь)               |                                                                                               | | | |
| «ПМ-138» | 304                                                                                    | 304                                                                         | «Amur»                                                                      | 1969                                                                        | Севастопольская ВМБ (город федерального значения Севастополь)               | 1-я группа 205-го отряда управления                                                           | | Обслуживает корабли и суда Средиземноморской оперативно-тактической эскадры и базы ВМФ России в г. Тартус Сирийской Арабской Республики. В составе СПГ (данные зимы 2018 г.) | |
| «ПМ-56» | 304                                                                                    | 304                                                                         | «Amur»                                                                      | 1973                                                                        | Севастопольская ВМБ (город федерального значения Севастополь)               | 1-я группа 205-го отряда управления                                                           | | Обслуживает корабли и суда Средиземноморской оперативно-тактической эскадры и базы ВМФ России в г. Тартус Сирийской Арабской Республики. В составе СПГ (данные зимы 2018 г.) | |
| Судно размагничивания (СР) |                                                                                        |                                                                             |                                                                             |                                                                             |                                                                             |                                                                                               | | | |
| «СР-59» | 130                                                                                    | 130                                                                         | «Bereza»                                                                    | 1985                                                                        | Крымская ВМБ (г. Феодосия, Республика Крым)                                 | Дивизион судов обеспечения                                                                    | | Работает (данные весны 2018 г.) | |
| «СР-137» | 130                                                                                    | 130                                                                         | «Bereza»                                                                    | 1989                                                                        | Севастопольская ВМБ (город федерального значения Севастополь)               | 205-й отряд управления                                                                        | | Нет точных данных о состоянии вымпела. Последние подтверждённые данные от осени 2017 года. На приколе в Севастополе. Возможно списано. Данные уточняются | |
| «СР-541» | 130                                                                                    | 130                                                                         | «Bereza»                                                                    | 1986                                                                        | Севастопольская ВМБ (город федерального значения Севастополь)               | 2-я группа 205-го отряда управления                                                           | | Работает (данные осени 2017 г.) | |
| «СР-939» | 130                                                                                    | 130                                                                         | «Bereza»                                                                    | 1989                                                                        | Севастопольская ВМБ (город федерального значения Севастополь)               | 2-я группа 205-го отряда управления                                                           | | Работает (данные весны 2017 г.) | |
| Судно контроля физических полей (СФП) | «СФП-183»                                                                              | 18061 «Звук»                                                                | 18061 «Звук»                                                                | 18061 «Звук»                                                                | Севастопольская ВМБ (город федерального значения Севастополь)               | 2-я группа 205-го отряда управления                                                           | 1991 | | Работает (данные зимы 2018 г.) |
| Катер торпедолов (ТЛ) |                                                                                        |                                                                             |                                                                             |                                                                             | Севастопольская ВМБ (город федерального значения Севастополь)               |                                                                                               | | | |
| «ТЛ-842» | «Т368»                                                                                 | «Т368»                                                                      | «Т368»                                                                      | 1971                                                                        | Севастопольская ВМБ (город федерального значения Севастополь)               | 68-я бригада кораблей охраны водного района                                                   | | Работает (данные лета 2017 г.) | |
| «ТЛ-857» | «Т368»                                                                                 | «Т368»                                                                      | «Т368»                                                                      | 1972                                                                        | Севастопольская ВМБ (город федерального значения Севастополь)               | 68-я бригада кораблей охраны водного района                                                   | | Работает (данные зимы 2018 г.) | |
| «ТЛ-997» | «Т368»                                                                                 | «Т368»                                                                      | «Т368»                                                                      | 1973                                                                        | Севастопольская ВМБ (город федерального значения Севастополь)               | 68-я бригада кораблей охраны водного района                                                   | | Работает (данные зимы 2018 г.) | |
| «ТЛ-278» | 1388 «Баклан»                                                                          | 1388 «Баклан»                                                               | 1388 «Баклан»                                                               | 1990                                                                        | Севастопольская ВМБ (город федерального значения Севастополь)               | 68-я бригада кораблей охраны водного района                                                   | | Работает (данные зимы 2018 г.) | |
| Судно экологического контроля | ВТР-75 «Пётр Градов»                                                                   | «872Э»                                                                      | «872Э»                                                                      | «872Э»                                                                      | Севастопольская ВМБ (город федерального значения Севастополь)               | 1980                                                                                          | 205-й отряд управления                                                                                    | | Работает (данные зимы 2018 г.) |
| Катер связи — плавучий командный пункт; рейдовый разъездной катер; церемониальный катер (КСВ) |                                                                                        |                                                                             |                                                                             |                                                                             | Севастопольская ВМБ (город федерального значения Севастополь)               |                                                                                               | | | |
| «КСВ-1404» | 14670 «Гурзуф»                                                                         | 14670 «Гурзуф»                                                              | 14670 «Гурзуф»                                                              | 1984                                                                        | Севастопольская ВМБ (город федерального значения Севастополь)               | Группа плавсредств 115 КОО                                                                    | | Работает (данные лета 2017 г.) | |
| «КСВ-1754» | 14670 «Гурзуф»                                                                         | 14670 «Гурзуф»                                                              | 14670 «Гурзуф»                                                              | 1987                                                                        | Севастопольская ВМБ (город федерального значения Севастополь)               | Группа плавсредств 115 КОО                                                                    | | Нет точных данных о состоянии вымпела. На приколе в Севастополе (данные лета 2017 г.). Данные уточняются | |
| «КСВ-67» | 1388Н «Баклан»                                                                         | 1388Н «Баклан»                                                              | 1388Н «Баклан»                                                              | 2003                                                                        | Новороссийская ВМБ (г. Новороссийск, Краснодарский край)                    | 61-я группа судов обеспечения                                                                 | | Нет точных данных о состоянии вымпела. Последние подтверждённые данные от лета 2016 г. Данные уточняются | |
| «КСВ-2155» | 1388НЗ «Баклан»                                                                        | 1388НЗ «Баклан»                                                             | 1388НЗ «Баклан»                                                             | 2014                                                                        | Севастопольская ВМБ (город федерального значения Севастополь)               | 205-й отряд управления                                                                        | | Работает (данные лета 2017 г.) | |
| КСВ-2160 «Сапсан» | 21270                                                                                  | 21270                                                                       | 21270                                                                       | 2017                                                                        | Севастопольская ВМБ (город федерального значения Севастополь)               | 205-й отряд управления                                                                        | | Работает (данные лета 2017 г.) | |
| Рабочий катер — рейдовый разъездной катер; пассажирский катер (РК — РРК; ПСК) |                                                                                        |                                                                             |                                                                             |                                                                             | Севастопольская ВМБ (город федерального значения Севастополь)               | 205-й отряд управления                                                                        | | | |
| «РК-516» | «Г376»/тип «Ярославец»                                                                 | «Г376»/тип «Ярославец»                                                      | «Г376»/тип «Ярославец»                                                      | 1960                                                                        | Севастопольская ВМБ (город федерального значения Севастополь)               | 205-й отряд управления                                                                        | | Нет точных данных о состоянии вымпела. Последние подтверждённые данные от весны 2016 года. Вероятно списан. Данные уточняются | |
| «РК-518» | 376/тип «Ярославец»                                                                    | 376/тип «Ярославец»                                                         | 376/тип «Ярославец»                                                         | 1960                                                                        | Севастопольская ВМБ (город федерального значения Севастополь)               | 205-й отряд управления                                                                        | | Работает (данные зимы 2018 г.) | |
| «РК-25» | «Р-376У»/тип «Ярославец»                                                               | «Р-376У»/тип «Ярославец»                                                    | «Р-376У»/тип «Ярославец»                                                    | 1961                                                                        | Севастопольская ВМБ (город федерального значения Севастополь)               | 205-й отряд управления                                                                        | | Проходит ВТГ на СРЗ «13-й Судоремонтный завод» в городе федерального значения Севастополь. Сроки окончания ремонта неизвестны | |
| «РК-341» | «Р-1415 (14151)»/тип «Фламинго»                                                        | «Р-1415 (14151)»/тип «Фламинго»                                             | «Flamingo»                                                                  | —                                                                           | Севастопольская ВМБ (город федерального значения Севастополь)               | 205-й отряд управления                                                                        | | Нет точных данных о состоянии вымпела. На приколе в Севастополе (данные осени 2017 г.). Вероятно списан. Данные уточняются | |
| «РК-1529» | «Р-1415 (14151)»/тип «Фламинго»                                                        | «Р-1415 (14151)»/тип «Фламинго»                                             | «Flamingo»                                                                  | 1979                                                                        | Севастопольская ВМБ (город федерального значения Севастополь)               | 205-й отряд управления                                                                        | | Нет точных данных о состоянии вымпела. На приколе в Севастополе (данные осени 2017 г.). Вероятно списан. Данные уточняются | |
| «РК-340» | «Р-1415 (14151)»/тип «Фламинго»                                                        | «Р-1415 (14151)»/тип «Фламинго»                                             | «Flamingo»                                                                  | 1990                                                                        | Севастопольская ВМБ (город федерального значения Севастополь)               | 205-й отряд управления                                                                        | | Работает (данные зимы 2018 г.) | |
| «ПСК-139» | 1430/тип «Александр Грин»                                                              | 1430/тип «Александр Грин»                                                   | 1430/тип «Александр Грин»                                                   | 1977                                                                        | Севастопольская ВМБ (город федерального значения Севастополь)               | 205-й отряд управления                                                                        | | Работает (данные весны 2018 г.) | |
| «РРК-2174» | «СП-1150»                                                                              | «СП-1150»                                                                   | «СП-1150»                                                                   | 2015                                                                        | Севастопольская ВМБ (город федерального значения Севастополь)               | 205-й отряд управления                                                                        | | Работает (данные осени 2017 г.) | |
| Катер нефтемусоросборщик (МУС) |                                                                                        |                                                                             |                                                                             |                                                                             | Севастопольская ВМБ (город федерального значения Севастополь)               | 205-й отряд управления                                                                        | | | |
| «МУС-229» | 14630                                                                                  | 14630                                                                       | 14630                                                                       | 1976                                                                        | Севастопольская ВМБ (город федерального значения Севастополь)               | 205-й отряд управления                                                                        | | Нет точных данных о состоянии вымпела. На приколе в Севастополе (данные зимы 2018 г.). Данные уточняются | |
| «МУС-277» | 14630                                                                                  | 14630                                                                       | 14630                                                                       | —                                                                           | Севастопольская ВМБ (город федерального значения Севастополь)               | 205-й отряд управления                                                                        | | Работает (данные зимы 2018 г.) | |

Суммарно вымпелов:
Боевые подводные лодки: 7
Исследовательские подводные лодки, батискафы и спасательные обитаемые глубоководные аппараты: 5
Надводные корабли и катера: 60
Надводные суда и катера: 75
Статистика:
Доля кораблей производства СССР (период ∼ — 1980 гг.; см. раздел 7.1 «Примечания») по состоянию на конец 2018 года — ≈ %
Доля кораблей производства СССР (период 1980—1991 гг.; см. раздел 7.1 «Примечания») по состоянию на конец 2018 года — ≈ %
Доля кораблей производства Российской Федерации (период 1991—1999 гг.; см. раздел 7.1 «Примечания») по состоянию на конец 2018 года — ≈ %
Доля кораблей производства Российской Федерации (период 2000 — ∼ гг.; см. раздел 7.1 «Примечания») по состоянию на конец 2018 года — ≈ %
Доля судов производства СССР по состоянию на конец 2018 года — ≈ %
Доля судов производства Российской Федерации (период 1991—1999 гг.; см. раздел 7.1 «Примечания») по состоянию на конец 2018 года — ≈ %
Доля судов производства Российской Федерации (период 2000 — ∼ гг.; см. раздел 7.1 «Примечания») по состоянию на конец 2018 года — ≈ %
Процент исправных кораблей по состоянию на конец 2018 года — ≈ %
Процент исправных судов по состоянию на конец 2018 года — ≈ %
Средний возраст боевого состава флота по состоянию на конец 2018 года — ≈ лет
Средний возраст вспомогательного состава флота по состоянию на конец 2018 года — ≈ лет

## Северный флот ВМФ России
Цвета таблицы:
| В составе сил постоянной боевой готовности или работает по предназначению (СПГ) |

| Проходит доковый, текущий или средний ремонт (ВТГ, СР или СО) |

| Проходит частичную или глубокую модернизацию с ремонтом (РСМ) |

| Строится/проходит испытания (швартовные, ЗХИ или ГХИ) |

| Находится в резерве/ожидает утилизации |

| Нет точных данных о состоянии вымпела |

Внимание! В нижеприведённую таблицу включён не полный перечень кораблей и судов флота. Каталог исключений и дополнительную информацию, как и расшифровку сокращений и словарь см. в разделе «Примечания».
| Класс и подклассы — аббревиатура/альтернативная аббревиатура | Тактический номер + наименование                                                   | б/н                                                                | Индекс проекта + шифр (альтернативный или домодернизационный индекс)/тип | Кодовое обозначение «NATO»                                         | Год поступления | Военно-морская база — ВМБ (пункт базирования) + сокращение | Подразделение флота/судно-носитель                                                                  | Фото | Дополнительная информация |
| Корабельный состав | Корабельный состав                                                                 | Корабельный состав                                                 | Корабельный состав                                                       | Корабельный состав                                                 | Корабельный состав                                                                                                  | Корабельный состав | Корабельный состав                                                                                  | Корабельный состав | Корабельный состав |
| Корабли дальней морской зоны (корабли 1 и 2-го ранга); 10 вымпелов | Корабли дальней морской зоны (корабли 1 и 2-го ранга); 10 вымпелов                 | Корабли дальней морской зоны (корабли 1 и 2-го ранга); 10 вымпелов | Корабли дальней морской зоны (корабли 1 и 2-го ранга); 10 вымпелов       | Корабли дальней морской зоны (корабли 1 и 2-го ранга); 10 вымпелов | Корабли дальней морской зоны (корабли 1 и 2-го ранга); 10 вымпелов                                                  | Корабли дальней морской зоны (корабли 1 и 2-го ранга); 10 вымпелов | Корабли дальней морской зоны (корабли 1 и 2-го ранга); 10 вымпелов                                  | Корабли дальней морской зоны (корабли 1 и 2-го ранга); 10 вымпелов | Корабли дальней морской зоны (корабли 1 и 2-го ранга); 10 вымпелов |
| --- | ---------------------------------------------------------------------------------- | ------------------------------------------------------------------ | ------------------------------------------------------------------------ | ------------------------------------------------------------------ | --- | --- | --------------------------------------------------------------------------------------------------- | --- | --- |
| Тяжёлый авианесущий крейсер (ТАВКР) | «Адмирал флота Советского Союза Кузнецов»                                          | 063                                                                | 11435 (1143.5) «Кречет/Орёл»                                             | «Kremlin/Kuznetsov»                                                | 1990 | ВМБ Полярный (г. Мурманск, Мурманская обл.) | 43-я дивизия ракетных кораблей                                                                      | | Впервые в истории ВМФ России участвовал в боевой операции с применением палубной авиации. Проводится консервация. (данные августа 2025 г.) |
| Тяжёлый атомный ракетный крейсер (ТАРКР) | «Пётр Великий»                                                                     | 099                                                                | 11442М (1144.2; 11442) «Орлан»                                           | «Kirov»                                                            | 1998 | ВМБ Североморск (г. Североморск, закрытое территориальное образование Североморск, Мурманская обл.)                                                                           | 43-я дивизия ракетных кораблей                                                                      | | Пройдёт глубокую модернизацию с ремонтом на ПО «Севмаш» в г. Северодвинск Архангельской обл. после возвращения в строй ТАРКР «Адмирал Нахимов». В составе СПГ (данные октября 2024 г.) |
| Ракетный крейсер (РКР) | «Маршал Устинов»                                                                   | 055                                                                | 1164 «Атлант»                                                            | «Krasina/Slava»                                                    | 1986 | ВМБ Североморск (г. Североморск, закрытое территориальное образование Североморск, Мурманская обл.)                                                                           | 43-я дивизия ракетных кораблей                                                                      | | В составе СПГ (данные сентября 2024 г.) |
| Большой противолодочный корабль (БПК) |                                                                                    |                                                                    |                                                                          |                                                                    | | | | | |
| «Вице-адмирал Кулаков» | 626                                                                                | 1155 «Фрегат»/тип «Удалой»                                         | «Udaloy»                                                                 | 1981                                                               | ВМБ Полярный (г. Полярный, закрытое территориальное образование Александровск, Мурманская обл.)                     | 2-я дивизия противолодочных кораблей Кольской флотилии разнородных сил | | По боевым возможностям соответствует эсминцам стран NATO. В составе СПГ (данные декабря 2023 г.) | |
| «Североморск» | 619                                                                                | 1155 «Фрегат»/тип «Удалой»                                         | «Udaloy»                                                                 | 1987                                                               | ВМБ Полярный (г. Полярный, закрытое территориальное образование Александровск, Мурманская обл.)                     | 2-я дивизия противолодочных кораблей Кольской флотилии разнородных сил | | По боевым возможностям соответствует эсминцам стран NATO. В составе СПГ (данные июня 2023 г.) | |
| «Адмирал Левченко» | 605                                                                                | 1155 «Фрегат»/тип «Удалой»                                         | «Udaloy»                                                                 | 1988                                                               | ВМБ Полярный (г. Полярный, закрытое территориальное образование Александровск, Мурманская обл.)                     | 2-я дивизия противолодочных кораблей Кольской флотилии разнородных сил | | По боевым возможностям соответствует эсминцам стран NATO. В составе СПГ (данные сентября 2024 г.) | |
| Фрегат (ФР) |                                                                                    |                                                                    | «Udaloy»                                                                 |                                                                    | ВМБ Полярный (г. Полярный, закрытое территориальное образование Александровск, Мурманская обл.)                     | 2-я дивизия противолодочных кораблей Кольской флотилии разнородных сил | | | |
| «Адмирал Чабаненко» | 650                                                                                | 11551 (1155.1) «Фрегат-М»/тип «Удалой»                             | «Udaloy»                                                                 | 1999                                                               | ВМБ Полярный (г. Полярный, закрытое территориальное образование Александровск, Мурманская обл.)                     | 2-я дивизия противолодочных кораблей Кольской флотилии разнородных сил | | По боевым возможностям соответствует эсминцам стран NATO. Проходит модернизацию на «35-м СРЗ» в г. Мурманск Мурманской области, срок окончания которой неизвестен. Будет установлен УКСК «Калибр-НК» (данные августа 2025 г.) | |
| «Адмирал флота Советского Союза Горшков» | 454                                                                                | 22350                                                              | 22350                                                                    | 2018                                                               | — | — | | По боевым возможностям соответствует эсминцам стран NATO. Имеет УКСК «Калибр-НК». Может быть носителем тактического ядерного оружия в виде спец. БЧ крылатых ракет УКСК «Калибр-НК». В составе СПГ (данные сентября 2024 г.) | |
| «Адмирал флота Касатонов» | 461                                                                                | 22350                                                              | 22350                                                                    | 2020                                                               | — | — | | По боевым возможностям соответствует эсминцам стран NATO. Имеет УКСК «Калибр-НК». Может быть носителем тактического ядерного оружия в виде спец. БЧ крылатых ракет УКСК «Калибр-НК». В составе СПГ (данные сентября 2024 г.) | |
| «Адмирал Головко» | 456                                                                                | 22350                                                              | 22350                                                                    | 2023                                                               | | | | По боевым возможностям соответствует эсминцам стран NATO. Имеет УКСК «Калибр-НК». Может быть носителем тактического ядерного оружия в виде спец. БЧ крылатых ракет УКСК «Калибр-НК». В составе СПГ. (данные сентября 2024 г.) | |
| Адмирал Чичагов |                                                                                    | 22350                                                              | 22350                                                                    | до 2027 (план)                                                     | | | | По боевым возможностям соответствует эсминцам стран NATO. Завод изготовитель — ССЗ «Северная верфь» в городе федерального значения Санкт-Петербург. Имеет УКСК «Калибр-НК». Может быть носителем тактического ядерного оружия в виде спец. БЧ крылатых ракет УКСК «Калибр-НК». Готовится к спуску на воду в 2017 г.                           | |
| Патрульный корабль-ледокол (ПТЛД) | «Иван Папанин»                                                                     |                                                                    | 23550 «Арктика»                                                          | 23550 «Арктика»                                                    | 2025 (план) | | | | Может также выполнять функции спасательного буксирного судна и ледокола. Имеет УКСК «Клаб-К». Может быть носителем тактического ядерного оружия в виде спец. БЧ крылатых ракет УКСК «Калибр-НК». Завод изготовитель — ССЗ «Адмиралтейские верфи» в городе федерального значения Санкт-Петербург. Проходит ЗХИ.     |
| Патрульный корабль-ледокол (ПТЛД) | «Николай Зубов»                                                                    |                                                                    | 23550 «Арктика»                                                          | 23550 «Арктика»                                                    | до конца 2027 (план)                                                                                                | | | | Может также выполнять функции спасательного буксирного судна и ледокола. Имеет УКСК «Клаб-К». Может быть носителем тактического ядерного оружия в виде спец. БЧ крылатых ракет УКСК «Калибр-НК». Завод изготовитель — ССЗ «Адмиралтейские верфи» в городе федерального значения Санкт-Петербург. Заложен. Строится |
| Патрульный корабль-ледокол (ПТЛД) | Сторожевые корабли ближней и дальней морской зоны (корабли 2-го ранга); 0 вымпелов |                                                                    |                                                                          |                                                                    | | | | | |
| Корвет (КРВ) |                                                                                    |                                                                    |                                                                          |                                                                    | | | | | |
| «Дерзкий» |                                                                                    | 20386                                                              | 20386                                                                    |                                                                    | | | | Имеет УКСК «Клаб-К». Может быть носителем тактического ядерного оружия в виде спец. БЧ крылатых ракет УКСК «Клаб-К». По боевым возможностям соответствует фрегатам стран NATO. Завод изготовитель — ССЗ «Северная верфь» в городе федерального значения Санкт-Петербург. Готовится подписание контракта. Принадлежность к КСФ не подтверждена | |
| Корабли и катера охраны водного района — ОВР (корабли 3 и 4-го ранга); 25 вымпелов |                                                                                    |                                                                    |                                                                          |                                                                    | | | | | |
| Эскадренный миноносец; эсминец (ЭМ) |                                                                                    |                                                                    |                                                                          |                                                                    | | | | | |
| «Адмирал Ушаков» | 474                                                                                | 956 «Сарыч»/тип 956 (Э, ЭМ)                                        | «Sovremenny»                                                             | 1993                                                               | ВМБ Североморск (г. Североморск, закрытое территориальное образование Североморск, Мурманская обл.)                 | 43-я дивизия ракетных кораблей | | Действует в ближней морской зоне. В составе СПГ (данные августа 2023 г.) | |
| Малый ракетный корабль (МРК) |                                                                                    |                                                                    |                                                                          |                                                                    | | | | | |
| «Рассвет» | 520                                                                                | 12341 «Овод-1»                                                     | «Nanuchka»                                                               | 1988                                                               | ВМБ Полярный (пос. Оленья Губа, закрытое территориальное образование Александровск, Мурманская обл.)                | 108-й Краснознамённый дивизион малых ракетных кораблей 7-й гвардейской Печенгской Краснознамённой бригады кораблей охраны водного района Кольской флотилии разнородных сил    | | В составе СПГ (данные июня 2023 г.) | |
| Малый противолодочный корабль (МПК) |                                                                                    |                                                                    |                                                                          |                                                                    | ВМБ Полярный (пос. Оленья Губа, закрытое территориальное образование Александровск, Мурманская обл.)                | | | | |
| МПК-194 «Брест» | 199                                                                                | 1124М «Альбатрос»                                                  | «Grisha»                                                                 | 1988                                                               | ВМБ Полярный (пос. Оленья Губа, закрытое территориальное образование Александровск, Мурманская обл.)                | 270-й гвардейский дивизион малых противолодочных кораблей 7-й гвардейской Печенгской Краснознамённой бригады кораблей охраны водного района Кольской флотилии разнородных сил | | В составе СПГ (данные сентября 2024 г.) | |
| МПК-203 «Юнга» | 113                                                                                | 1124М «Альбатрос»                                                  | «Grisha»                                                                 | 1989                                                               | | 270-й гвардейский дивизион малых противолодочных кораблей 7-й гвардейской Печенгской Краснознамённой бригады кораблей охраны водного района Кольской флотилии разнородных сил | | В составе СПГ (данные марта 2025 г.) | |
| МПК-130 «Нарьян-Мар» | 138                                                                                | 1124М «Альбатрос»                                                  | «Grisha»                                                                 | 1990                                                               | Беломорская ВМБ (г. Северодвинск, Архангельская обл.) — БелВМБ                                                      | 43-й отдельный дивизион кораблей охраны водного района | | В составе СПГ (данные июля 2023 г.) | |
| МПК-7 «Онега» | 164                                                                                | 1124М «Альбатрос»                                                  | «Grisha»                                                                 | 1990                                                               | Беломорская ВМБ (г. Северодвинск, Архангельская обл.) — БелВМБ                                                      | 43-й отдельный дивизион кораблей охраны водного района | | В составе СПГ (данные июля 2023 г.) | |
| МПК-14 «Мончегорск» | 190                                                                                | 1124М «Альбатрос»                                                  | «Grisha»                                                                 | 1993                                                               | ВМБ Полярный (пос. Оленья Губа, закрытое территориальное образование Александровск, Мурманская обл.)                | 270-й гвардейский дивизион малых противолодочных кораблей 7-й гвардейской Печенгской Краснознамённой бригады кораблей охраны водного района Кольской флотилии разнородных сил | | Нет информации о состоянии вымпела. (данные декабря 2024 г.) | |
| МПК-59 «Снежногорск» | 196                                                                                | 1124М «Альбатрос»                                                  | «Grisha»                                                                 | 1994                                                               | ВМБ Полярный (пос. Оленья Губа, закрытое территориальное образование Александровск, Мурманская обл.)                | 270-й гвардейский дивизион малых противолодочных кораблей 7-й гвардейской Печенгской Краснознамённой бригады кораблей охраны водного района Кольской флотилии разнородных сил | | В составе СПГ (данные сентября 2024 г.) | |
| Артиллерийский катер (АКА) |                                                                                    |                                                                    |                                                                          |                                                                    | ВМБ Полярный (пос. Оленья Губа, закрытое территориальное образование Александровск, Мурманская обл.)                | | | | |
| «АК-388» | 211                                                                                | 1400М «Гриф»                                                       | «Zhuk»                                                                   | 1981                                                               | 7-я гвардейская Печенгская Краснознамённая бригада кораблей охраны водного района Кольской флотилии разнородных сил | | | Используется в качестве служебно-разъездного катера. Нет информации о состоянии вымпела. (данные декабря 2024 г.) | |
| Противодиверсионный катер; судно на воздушной подушке (ПРДК; СВП) |                                                                                    |                                                                    |                                                                          |                                                                    | | | | | |
| «П-» | 976                                                                                | «ПВ-1415 (14159)»/тип «Фламинго»                                   | «Flamingo»                                                               | —                                                                  | ВМБ Североморск (г. Североморск, закрытое территориальное образование Североморск, Мурманская обл.)                 | — | | Нет информации о состоянии вымпела. (данные декабря 2024 г.) | |
| «П-» | —                                                                                  | «ПВ-1415 (14159)»/тип «Фламинго»                                   | «Flamingo»                                                               | —                                                                  | ВМБ Североморск (г. Североморск, закрытое территориальное образование Североморск, Мурманская обл.)                 | — | | Нет информации о состоянии вымпела. (данные декабря 2024 г.) | |
| «П-381» | 943                                                                                | «ПВ-1415 (14159)»/тип «Фламинго»                                   | «Flamingo»                                                               | 1988                                                               | ВМБ Североморск (г. Североморск, закрытое территориальное образование Североморск, Мурманская обл.)                 | — | | Нет информации о состоянии вымпела. (данные декабря 2024 г.) | |
| П-340 «Юнармеец Заполярья» | 669                                                                                | 21980 «Грачонок»                                                   | 21980 «Грачонок»                                                         | 2016                                                               | ВМБ Гаджиево (г. Гаджиево, закрытое территориальное образование Александровск, Мурманская обл.)                     | — | | Нет информации о состоянии вымпела. (данные декабря 2024 г.) | |
| П-421 «Юнармеец Беломорья» | 939                                                                                | 21980 «Грачонок»                                                   | 21980 «Грачонок»                                                         | 2016                                                               | ВМБ Гаджиево (г. Гаджиево, закрытое территориальное образование Александровск, Мурманская обл.)                     | — | | Нет информации о состоянии вымпела. (данные декабря 2024 г.) | |
| П-429 «Сергей Преминин» | 936                                                                                | 21980 «Грачонок»                                                   | 21980 «Грачонок»                                                         | 2017                                                               | ВМБ Гаджиево (г. Гаджиево, закрытое территориальное образование Александровск, Мурманская обл.)                     | — | | Нет информации о состоянии вымпела. (данные декабря 2024 г.) | |
| П-430 «Валерий Федянин» | 941                                                                                | 21980 «Грачонок»                                                   | 21980 «Грачонок»                                                         | 2017                                                               | ВМБ Североморск (г. Североморск, закрытое территориальное образование Североморск, Мурманская обл.)                 | — | | Нет информации о состоянии вымпела. (данные декабря 2024 г.) | |
| П- | —                                                                                  | 21980 «Грачонок»                                                   | 21980 «Грачонок»                                                         | 2024                                                               | ВМБ Полярный (пос. Оленья Губа, закрытое территориальное образование Александровск, Мурманская обл.)                | — | | В составе СПГ (данные декабря 2024 г.) | |
| «СВП-» | —                                                                                  | 23321 «Манул»                                                      | 23321 «Манул»                                                            | 2019 (план)                                                        | Судно-носитель — ПТЛД «Иван Папанин»                                                                                | Судно-носитель — ПТЛД «Иван Папанин» | | Завод изготовитель — ССЗ «Адмиралтейские верфи», город федерального значения Санкт-Петербург. Заложен. Строится | |
| «СВП-» | —                                                                                  | 23321 «Манул»                                                      | 23321 «Манул»                                                            | 2021 (план)                                                        | Судно-носитель — ПТЛД «Николай Зубов»                                                                               | Судно-носитель — ПТЛД «Николай Зубов» | | Завод изготовитель — ССЗ «Адмиралтейские верфи», город федерального значения Санкт-Петербург. Заложен. Строится | |
| Морской тральщик (МТЩ) |                                                                                    |                                                                    |                                                                          |                                                                    | | | | | |
| «Владимир Гуманенко» | 811                                                                                | 12660 «Рубин»                                                      | 12660 «Рубин»                                                            | 2000                                                               | ВМБ Полярный (г. Полярный, закрытое территориальное образование Александровск, Мурманская обл.)                     | 42-й дивизион морских тральщиков 5-й бригады тральщиков 7-й гвардейской Печенгской Краснознамённой бригады кораблей охраны водного района Кольской флотилии разнородных сил   | | В составе СПГ (данные июля 2023 г.) | |
| «Афанасий Иванников» |                                                                                    | 12700 «Александрит»                                                | 12700 «Александрит»                                                      | 2025                                                               | ВМБ Полярный (г. Полярный, закрытое территориальное образование Александровск, Мурманская обл.)                     | 42-й дивизион морских тральщиков 5-й бригады тральщиков 7-й гвардейской Печенгской Краснознамённой бригады кораблей охраны водного района Кольской флотилии разнородных сил   | | В составе СПГ (данные мая 2025 г.) | |
| «Полярный» |                                                                                    | 12700 «Александрит»                                                | 12700 «Александрит»                                                      | 2025 (план)                                                        | ВМБ Полярный (г. Полярный, закрытое территориальное образование Александровск, Мурманская обл.)                     | 42-й дивизион морских тральщиков 5-й бригады тральщиков 7-й гвардейской Печенгской Краснознамённой бригады кораблей охраны водного района Кольской флотилии разнородных сил   | | Проходит ЗХИ. | |
| «Дмитрий Лысов» |                                                                                    | 12700 «Александрит»                                                | 12700 «Александрит»                                                      |                                                                    | | | | Заложен на Средне-Невском судостроительном заводе (СНСЗ). Строится. | |
| «Виктор Корнер» |                                                                                    | 12700 «Александрит»                                                | 12700 «Александрит»                                                      |                                                                    | | | | Заложен на Средне-Невском судостроительном заводе (СНСЗ). Строится. | |
| Базовый тральщик (БТЩ) |                                                                                    |                                                                    |                                                                          |                                                                    | | | | | |
| БТ-97 «Полярный» | 603                                                                                | 1265 «Яхонт»                                                       | «Sonya»                                                                  | 1984                                                               | ВМБ Полярный (г. Полярный, закрытое территориальное образование Александровск, Мурманская обл.)                     | 83-й дивизион базовых тральщиков 5-й бригады тральщиков 7-й гвардейской Печенгской Краснознамённой бригады кораблей охраны водного района Кольской флотилии разнородных сил   | | Нет информации о состоянии вымпела. (данные декабря 2024 г.) | |
| БТ-50 «Ельня» | 607                                                                                | 1265 «Яхонт»                                                       | «Sonya»                                                                  | 1986                                                               | ВМБ Полярный (г. Полярный, закрытое территориальное образование Александровск, Мурманская обл.)                     | 83-й дивизион базовых тральщиков 5-й бригады тральщиков 7-й гвардейской Печенгской Краснознамённой бригады кораблей охраны водного района Кольской флотилии разнородных сил   | | Нет информации о состоянии вымпела. (данные декабря 2024 г.) | |
| БТ-152 «Котельнич» | 610                                                                                | 12650 «Яхонт»                                                      | «Sonya»                                                                  | 1987                                                               | ВМБ Полярный (г. Полярный, закрытое территориальное образование Александровск, Мурманская обл.)                     | 83-й дивизион базовых тральщиков 5-й бригады тральщиков 7-й гвардейской Печенгской Краснознамённой бригады кораблей охраны водного района Кольской флотилии разнородных сил   | | В составе СПГ (данные августа 2023 г.) | |
| БТ-111 «Соловецкий юнга» | 654                                                                                | 1265 «Яхонт»                                                       | «Sonya»                                                                  | 1988                                                               | ВМБ Полярный (г. Полярный, закрытое территориальное образование Александровск, Мурманская обл.)                     | 83-й дивизион базовых тральщиков 5-й бригады тральщиков 7-й гвардейской Печенгской Краснознамённой бригады кораблей охраны водного района Кольской флотилии разнородных сил   | | В составе СПГ (данные мая 2023 г.) | |
| БТ-226 «Коломна» | 641 (426?)                                                                         | 12650 «Яхонт»                                                      | «Sonya»                                                                  | 1990                                                               | ВМБ Полярный (г. Полярный, закрытое территориальное образование Александровск, Мурманская обл.)                     | 83-й дивизион базовых тральщиков 5-й бригады тральщиков 7-й гвардейской Печенгской Краснознамённой бригады кораблей охраны водного района Кольской флотилии разнородных сил   | | В составе СПГ (данные декабря 2023 г.) | |
| БТ-211 «Ядрин» | 621                                                                                | 1265 «Яхонт»                                                       | «Sonya»                                                                  | 1991                                                               | ВМБ Полярный (г. Полярный, закрытое территориальное образование Александровск, Мурманская обл.)                     | 83-й дивизион базовых тральщиков 5-й бригады тральщиков 7-й гвардейской Печенгской Краснознамённой бригады кораблей охраны водного района Кольской флотилии разнородных сил   | | В составе СПГ (данные июня 2024 г.) | |
| Рейдовый тральщик (РТЩ) |                                                                                    |                                                                    |                                                                          |                                                                    | | | | | |
| РТ-236 «Коряжма» | 259                                                                                | 1258Э «Корунд-Э»                                                   | «Yevgenya»                                                               | 1985                                                               | Беломорская ВМБ (г. Северодвинск, Архангельская обл.) — БелВМБ                                                      | 43-й отдельный дивизион кораблей охраны водного района | | Нет информации о состоянии вымпела. (данные декабря 2024 г.) | |
| Десантные корабли и катера (корабли 2-го и 4-го рангов); 8 вымпелов |                                                                                    |                                                                    |                                                                          |                                                                    | | | | | |
| Большой десантный корабль (БДК) |                                                                                    |                                                                    |                                                                          |                                                                    | | | | | |
| БДК-91 «Оленегорский горняк» | 012                                                                                | «775/II»                                                           | «Ropucha-II»                                                             | 1976                                                               | ВМБ Североморск (г. Североморск, закрытое территориальное образование Североморск, Мурманская обл.)                 | 121-я бригада десантных кораблей Кольской флотилии разнородных сил | | Придан ЧФ. В составе СПГ (данные января 2024 г.) | |
| БДК-182 «Кондопога» | 027                                                                                | «775/II»                                                           | «Ropucha-II»                                                             | 1976                                                               | ВМБ Североморск (г. Североморск, закрытое территориальное образование Североморск, Мурманская обл.)                 | 121-я бригада десантных кораблей Кольской флотилии разнородных сил | | Принимает участие в составе «Сирийского (Московского) экспресса». В составе СПГ (данные июня 2024 г.) | |
| БДК-55 «Александр Отраковский» | 031                                                                                | «775/II»                                                           | «Ropucha-II»                                                             | 1978                                                               | ВМБ Североморск (г. Североморск, закрытое территориальное образование Североморск, Мурманская обл.)                 | 121-я бригада десантных кораблей Кольской флотилии разнородных сил | | Принимает участие в составе «Сирийского (Московского) экспресса». В составе СПГ (данные октября 2023 г.) | |
| БДК-45 «Георгий Победоносец» | 016                                                                                | «775/II»                                                           | «Ropucha-II»                                                             | 1985                                                               | ВМБ Североморск (г. Североморск, закрытое территориальное образование Североморск, Мурманская обл.)                 | 121-я бригада десантных кораблей Кольской флотилии разнородных сил | | Принимал участие в составе «Сирийского (Московского) экспресса», придан ЧФ. Нет информации о состоянии вымпела. (данные декабря 2024 г.) | |
| «Иван Грен» | 010                                                                                | 11711                                                              | «Ivan Gren»                                                              | 2018                                                               | ВМБ Североморск (г. Североморск, закрытое территориальное образование Североморск, Мурманская обл.)                 | 121-я бригада десантных кораблей Кольской флотилии разнородных сил | | В составе СПГ (данные сентября 2023 г.) | |
| «Пётр Моргунов» | 017                                                                                | 11711                                                              | «Ivan Gren»                                                              | 2020                                                               | ВМБ Североморск (г. Североморск, закрытое территориальное образование Североморск, Мурманская обл.)                 | 121-я бригада десантных кораблей Кольской флотилии разнородных сил | | Нет информации о состоянии вымпела. (данные декабря 2024 г.) | |
| Десантный катер (ДКА) |                                                                                    |                                                                    |                                                                          |                                                                    | ВМБ Североморск (г. Североморск, закрытое территориальное образование Североморск, Мурманская обл.)                 | 121-я бригада десантных кораблей Кольской флотилии разнородных сил | | | |
| «Д-464» | 590                                                                                | 1176 «Акула»                                                       | «Ondatra»                                                                | 1985                                                               | ВМБ Североморск (г. Североморск, закрытое территориальное образование Североморск, Мурманская обл.)                 | 121-я бригада десантных кораблей Кольской флотилии разнородных сил | | Нет информации о состоянии вымпела. (данные декабря 2024 г.) | |
| «Д-148» | 578                                                                                | 1176 «Акула»                                                       | «Ondatra»                                                                | 1993                                                               | — | — | | Нет информации о состоянии вымпела. (данные декабря 2024 г.) | |
| «Д-182» | 533                                                                                | 1176 «Акула»                                                       | «Ondatra»                                                                | 1996                                                               | ВМБ Североморск (г. Североморск, закрытое территориальное образование Североморск, Мурманская обл.)                 | 121-я бригада десантных кораблей Кольской флотилии разнородных сил | | Нет информации о состоянии вымпела. (данные декабря 2024 г.) | |
| Д-163 «Николай Рубцов» | 555                                                                                | 1176 «Акула»                                                       | «Ondatra»                                                                | 2005                                                               | ВМБ Североморск (г. Североморск, закрытое территориальное образование Североморск, Мурманская обл.)                 | 121-я бригада десантных кораблей Кольской флотилии разнородных сил | | В составе СПГ (данные ноября 2024 г.) | |
| «Д-» | —                                                                                  | 02510/тип «БК-16»                                                  | 02510/тип «БК-16»                                                        | 2017                                                               | — | — | | Нет информации о состоянии вымпела. (данные декабря 2024 г.) | |
| «Д-» | —                                                                                  | 02510/тип «БК-16»                                                  | 02510/тип «БК-16»                                                        | 2018                                                               | — | — | | Нет информации о состоянии вымпела. (данные декабря 2024 г.) | |
| «Д-» | —                                                                                  | 02510/тип «БК-16»                                                  | 02510/тип «БК-16»                                                        | 2021                                                               | — | — | | В составе СПГ Нет информации о состоянии вымпела. (данные декабря 2024 г.) | |
| «Д-2110» | —                                                                                  | 02511/тип «БК-18»                                                  | 02511/тип «БК-18»                                                        | 2018                                                               | ВМБ Североморск (г. Североморск, закрытое территориальное образование Североморск, Мурманская обл.)                 | 121-я бригада десантных кораблей Кольской флотилии разнородных сил | | Нет информации о состоянии вымпела. (данные декабря 2024 г.) | |
| «Д-308» | —                                                                                  | 02511/тип «БК-18»                                                  | 02511/тип «БК-18»                                                        | 2018                                                               | ВМБ Североморск (г. Североморск, закрытое территориальное образование Североморск, Мурманская обл.)                 | 121-я бригада десантных кораблей Кольской флотилии разнородных сил | | Нет информации о состоянии вымпела. (данные декабря 2024 г.) | |
| Подлодки (корабли 1-го и 2-го ранга); 29 вымпелов |                                                                                    |                                                                    |                                                                          |                                                                    | | | | | |
| Ракетный подводный крейсер стратегического назначения (РПКСН)/АПЛ с баллистическими ракетами (ПЛАРБ) |                                                                                    |                                                                    |                                                                          |                                                                    | | | | | |
| К-51 «Верхотурье» | 818                                                                                | 667БДРМ «Дельфин»                                                  | «Delta-IV»                                                               | 1984                                                               | ВМБ Гаджиево (г. Гаджиево, закрытое территориальное образование Александровск, Мурманская обл.)                     | 31-я дивизия подводных лодок 12-й эскадры подводных лодок | | В составе СПГ (данные декабря 2024 г.) | |
| К-114 «Тула» | 805                                                                                | 667БДРМ «Дельфин»                                                  | «Delta-IV»                                                               | 1987                                                               | ВМБ Гаджиево (г. Гаджиево, закрытое территориальное образование Александровск, Мурманская обл.)                     | 31-я дивизия подводных лодок 12-й эскадры подводных лодок | | В составе СПГ (данные октября 2023 г.) | |
| К-117 «Брянск» | 820                                                                                | 667БДРМ «Дельфин»                                                  | «Delta-IV»                                                               | 1988                                                               | ВМБ Гаджиево (г. Гаджиево, закрытое территориальное образование Александровск, Мурманская обл.)                     | 31-я дивизия подводных лодок 12-й эскадры подводных лодок | | Находится в ремонте до конца 2024 г. (данные декабря 2023 г.) | |
| К-18 «Карелия» | 804                                                                                | 667БДРМ «Дельфин»                                                  | «Delta-IV»                                                               | 1989                                                               | ВМБ Гаджиево (г. Гаджиево, закрытое территориальное образование Александровск, Мурманская обл.)                     | 31-я дивизия подводных лодок 12-й эскадры подводных лодок | | Находится в ремонте до конца 2026 г. (данные июля 2024 г.) | |
| К-407 «Новомосковск» | 849                                                                                | 667БДРМ «Дельфин»                                                  | «Delta-IV»                                                               | 1990                                                               | ВМБ Гаджиево (г. Гаджиево, закрытое территориальное образование Александровск, Мурманская обл.)                     | 31-я дивизия подводных лодок 12-й эскадры подводных лодок | | В составе СПГ (данные октября 2024 г.) | |
| К-535 «Юрий Долгорукий» | 838                                                                                | 09550 (955) «Борей»                                                | «Borei-I/Dolgorukiy»                                                     | 2012                                                               | ВМБ Гаджиево (г. Гаджиево, закрытое территориальное образование Александровск, Мурманская обл.)                     | 31-я дивизия подводных лодок 12-й эскадры подводных лодок | | Находится в ремонте до конца 2027 г. (данные сентября 2024 г.) | |
| К-549 «Князь Владимир» | 825                                                                                | 09552 (955А; 955) «Борей-А»                                        | «Borei-A»                                                                | 2020                                                               | ВМБ Гаджиево (г. Гаджиево, закрытое территориальное образование Александровск, Мурманская обл.)                     | 31-я дивизия подводных лодок 12-й эскадры подводных лодок | | В составе СПГ (данные июля 2023 г.) | |
| К-555 «Князь Пожарский» |                                                                                    | 09552 (955А; 955) «Борей-А»                                        | «Borei-A»                                                                | 2025                                                               | ВМБ Гаджиево (г. Гаджиево, закрытое территориальное образование Александровск, Мурманская обл.)                     | 31-я дивизия подводных лодок 12-й эскадры подводных лодок | | В составе СПГ (данные июля 2025 г.) | |
| Многоцелевая подводная лодка атомная торпедная с ракетами крылатыми (МПЛАТРК)/Атомный подводный крейсер с крылатыми ракетами (АПКР) |                                                                                    |                                                                    |                                                                          |                                                                    | | | | | |
| К-560 «Северодвинск» | —                                                                                  | 08850 (885) «Ясень»                                                | «Graney»                                                                 | 2014                                                               | ВМБ Западная Ли́ца (г. Заозёрск, закрытое территориальное образование Заозёрск, Мурманская обл.)                     | 11-я дивизия подводных лодок 11-й эскадры подводных лодок | | Имеет УКСК «Калибр-ПЛ». Может быть носителем тактического ядерного оружия в виде спец. БЧ крылатых ракет УКСК «Калибр-ПЛ». В составе СПГ (данные июня 2024 г.) | |
| К-561 «Казань» |                                                                                    | 08851 (885М) «Ясень-М»                                             | «Graney»                                                                 | 2021                                                               | | | | Имеет УКСК «Калибр-ПЛ». Может быть носителем тактического ядерного оружия в виде спец. БЧ крылатых ракет УКСК «Калибр-ПЛ». В составе СПГ (данные марта 2023 г.) | |
| К-564 «Архангельск» |                                                                                    | 08851 (885М) «Ясень-М»                                             | «Graney»                                                                 | 2024                                                               | | | | Имеет УКСК «Калибр-ПЛ». Может быть носителем тактического ядерного оружия в виде спец. БЧ крылатых ракет УКСК «Калибр-ПЛ». В составе СПГ (данные декабря 2024 г.) | |
| К- «Пермь» |                                                                                    | 08851 (885М) «Ясень-М»                                             | «Graney»                                                                 | 2026 (план)                                                        | | | | Имеет УКСК «Калибр-ПЛ». Может быть носителем тактического ядерного оружия в виде спец. БЧ крылатых ракет УКСК «Калибр-ПЛ». Завод изготовитель — ПО «Севмаш» в г. Северодвинск, Архангельская обл. Заложена. Строится. Принадлежность к КСФ не подтверждена                                                                                    | |
| К- «Воронеж» |                                                                                    | 08851 (885М) «Ясень-М»                                             | «Graney»                                                                 | 2027 (план)                                                        | | | | Имеет УКСК «Калибр-ПЛ». Может быть носителем тактического ядерного оружия в виде спец. БЧ крылатых ракет УКСК «Калибр-ПЛ». Завод изготовитель — ПО «Севмаш» в г. Северодвинск, Архангельская обл. Заложена. Строится. | |
| Подводная лодка атомная с ракетами крылатыми (ПЛАРК)/Атомный подводный ракетный крейсер (АПКР) |                                                                                    |                                                                    |                                                                          |                                                                    | | | | | |
| К-410 «Смоленск» | 816                                                                                | 949А «Антей»                                                       | «Oscar-II»                                                               | 1990                                                               | ВМБ Западная Ли́ца (г. Заозёрск, закрытое территориальное образование Заозёрск, Мурманская обл.)                     | 11-я дивизия подводных лодок 11-й эскадры подводных лодок | | В составе СПГ (данные декабря 2024 г.) | |
| К-266 «Орёл» | 847                                                                                | 949А «Антей»                                                       | «Oscar-II»                                                               | 1992                                                               | ВМБ Западная Ли́ца (г. Заозёрск, закрытое территориальное образование Заозёрск, Мурманская обл.)                     | 11-я дивизия подводных лодок 11-й эскадры подводных лодок | | В составе СПГ (данные июня 2024 г.) | |
| Подводная лодка атомная торпедная (ПЛАТ)/Большая атомная подводная лодка (ПЛАБ) |                                                                                    |                                                                    |                                                                          |                                                                    | ВМБ Западная Ли́ца (г. Заозёрск, закрытое территориальное образование Заозёрск, Мурманская обл.)                     | 11-я дивизия подводных лодок 11-й эскадры подводных лодок | | | |
| Б-239 «Карп» | 622                                                                                | 945М (945) «Барракуда»                                             | «Sierra-I»                                                               | 1984                                                               | Видяевская ВМБ (пос. Видяево, закрытое территориальное образование Видяево, Мурманская обл.)                        | 7-я дивизия подводных лодок 11-й эскадры подводных лодок | | Находится в резерве или отстое. (данные декабря 2024 г.) | |
| Б-276 «Кострома» | 648                                                                                | 945 «Барракуда»                                                    | «Sierra-I»                                                               | 1987                                                               | Видяевская ВМБ (пос. Видяево, закрытое территориальное образование Видяево, Мурманская обл.)                        | 7-я дивизия подводных лодок 11-й эскадры подводных лодок | | Находится в резерве или отстое. (данные декабря 2023 г.) | |
| К-317 «Пантера» | 878                                                                                | 971 «Щука-Б»                                                       | «Akula»                                                                  | 1990                                                               | ВМБ Гаджиево (г. Гаджиево, закрытое территориальное образование Александровск, Мурманская обл.)                     | 24-я дивизия подводных лодок 12-й эскадры подводных лодок | | В составе СПГ.(данные марта 2024 г.) | |
| Б-138 «Обнинск» | 618                                                                                | 671РТМ(К) «Щука»                                                   | «Viktor-III»                                                             | 1990                                                               | ВМБ Западная Ли́ца (г. Заозёрск, закрытое территориальное образование Заозёрск, Мурманская обл.)                     | 11-я дивизия подводных лодок 11-й эскадры подводных лодок | | Ввиду исчерпания модернизационного потенциала проекта будет списана до 2025 г. Находится в ремонте. Срок окончания ремонта неизвестен. (данные января 2022 г.) | |
| Б-534 «Нижний Новгород» | 807                                                                                | 945А «Кондор»                                                      | «Sierra-II»                                                              | 1990                                                               | Видяевская ВМБ (пос. Видяево, закрытое территориальное образование Видяево, Мурманская обл.)                        | 7-я дивизия подводных лодок 11-й эскадры подводных лодок | | Находится на судоремонтном заводе "Нерпа". Должна пройти модернизацию, срок окончания которой неизвестен. (данные февраля 2024 г.) | |
| К-461 «Волк» | 867                                                                                | 971М (971) «Щука-Б»                                                | «Improved Akula»                                                         | 1991                                                               | ВМБ Гаджиево (г. Гаджиево, закрытое территориальное образование Александровск, Мурманская обл.)                     | 24-я дивизия подводных лодок 12-й эскадры подводных лодок | | Проходит модернизацию в ЦС «Звёздочка» в г. Северодвинск, Архангельская обл, до конца 2028 г. Будет установлен УКСК «Калибр-ПЛ». Может быть носителем тактического ядерного оружия в виде спец. БЧ крылатых ракет УКСК «Калибр-ПЛ» (данные марта 2024 г.)                                                                                     | |
| Б-448 «Тамбов» | 648                                                                                | 671РТМ(К) «Щука»                                                   | «Viktor-III»                                                             | 1992                                                               | Видяевская ВМБ (пос. Видяево, закрытое территориальное образование Видяево, Мурманская обл.)                        | 7-я дивизия подводных лодок 11-й эскадры подводных лодок | | В составе СПГ. (данные декабря 2023 г.) | |
| К-328 «Леопард» | 872                                                                                | 971М (971) «Щука-Б»                                                | «Improved Akula»                                                         | 1992                                                               | ВМБ Гаджиево (г. Гаджиево, закрытое территориальное образование Александровск, Мурманская обл.)                     | 24-я дивизия подводных лодок 12-й эскадры подводных лодок | | Проходит глубокую модернизацию с ремонтом в ЦС «Звёздочка» в г. Северодвинск, Архангельская обл. до конца 2024 г. Установлен УКСК «Калибр-ПЛ». Может быть носителем тактического ядерного оружия в виде спец. БЧ крылатых ракет УКСК «Калибр-ПЛ». (данные марта 2024 г.)                                                                      | |
| К-154 «Тигр» | 853                                                                                | 971 «Щука-Б»                                                       | «Akula»                                                                  | 1993                                                               | ВМБ Гаджиево (г. Гаджиево, закрытое территориальное образование Александровск, Мурманская обл.)                     | 24-я дивизия подводных лодок 12-й эскадры подводных лодок | | Проходит модернизацию на СРЗ «Нерпа» в г. Снежногорск, Мурманская обл. до конца 2023 г. (данные июля 2022 г.) | |
| Б-336 «Псков» | 663                                                                                | 945А «Кондор»                                                      | «Sierra-II»                                                              | 1993                                                               | Видяевская ВМБ (пос. Видяево, закрытое территориальное образование Видяево, Мурманская обл.)                        | 7-я дивизия подводных лодок 11-й эскадры подводных лодок | | Находится на судоремонтном заводе "Нерпа". Должна пройти модернизацию, срок окончания которой неизвестен. (данные февраля 2024 г.) | |
| К-157 «Вепрь» | 890                                                                                | 971 «Щука-Б»                                                       | «Akula»                                                                  | 1995                                                               | ВМБ Гаджиево (г. Гаджиево, закрытое территориальное образование Александровск, Мурманская обл.)                     | 24-я дивизия подводных лодок 12-й эскадры подводных лодок | | В составе СПГ.(данные марта 2024 г.) | |
| К-335 «Гепард» | 895                                                                                | 09711 (971.1) «Щука-Б»                                             | «Akula-III»                                                              | 2001                                                               | ВМБ Гаджиево (г. Гаджиево, закрытое территориальное образование Александровск, Мурманская обл.)                     | 24-я дивизия подводных лодок 12-й эскадры подводных лодок | | В перспективе пройдёт глубокую модернизацию и получит УКСК «Калибр-ПЛ». Может быть носителем тактического ядерного оружия в виде спец. БЧ крылатых ракет УКСК «Калибр-ПЛ». В составе СПГ.(данные марта 2024 г.) | |
| Большая дизель-электрическая торпедо-ракетная подводная лодка (БДЭПЛРК)/Подводная лодка большая (ПЛБ)/Неатомная подводная лодка (НАПЛ) |                                                                                    |                                                                    |                                                                          |                                                                    | | | | | |
| Б-586 «Кронштадт» |                                                                                    | 06771 (667М) «Лада»                                                | «Lada»                                                                   | 2024                                                               | | | | Имеет УКСК «Калибр-ПЛ». Может быть носителем тактического ядерного оружия в виде спец. БЧ крылатых ракет УКСК «Калибр-ПЛ». В составе СПГ (данные января 2024 г.) | |
| Б- Вологда |                                                                                    | 06771 (667М) «Лада»                                                | «Lada»                                                                   | до 2027 (план)                                                     | | | | Имеет УКСК «Калибр-ПЛ». Может быть носителем тактического ядерного оружия в виде спец. БЧ крылатых ракет УКСК «Калибр-ПЛ». Завод изготовитель — ССЗ «Адмиралтейские верфи» в городе федерального значения Санкт-Петербург. Будет заложена в 2022 г.                                                                                           | |
| Б- Ярославль |                                                                                    | 06771 (667М) «Лада»                                                | «Lada»                                                                   | до 2027 (план)                                                     | | | | Имеет УКСК «Калибр-ПЛ». Может быть носителем тактического ядерного оружия в виде спец. БЧ крылатых ракет УКСК «Калибр-ПЛ». Завод изготовитель — ССЗ «Адмиралтейские верфи» в городе федерального значения Санкт-Петербург. Будет заложена в 2022 г.                                                                                           | |
| Большая дизель-электрическая подводная лодка (БДЭПЛ)/Подводная лодка большая (ПЛБ) |                                                                                    |                                                                    |                                                                          |                                                                    | | | | | |
| Б-800 «Калуга» | 468                                                                                | 877ЛПМБ «Палтус»                                                   | «Kilo»                                                                   | 1989                                                               | ВМБ Полярный (г. Полярный, закрытое территориальное образование Александровск, Мурманская обл.)                     | 161-я Краснознамённая ордена Ушакова бригада подводных лодок Кольской флотилии разнородных сил                                                                                | | В составе СПГ (данные декабря 2024 г.) | |
| Б-459 «Владикавказ» | 431                                                                                | 877 «Палтус»                                                       | «Kilo»                                                                   | 1990                                                               | ВМБ Полярный (г. Полярный, закрытое территориальное образование Александровск, Мурманская обл.)                     | 161-я Краснознамённая ордена Ушакова бригада подводных лодок Кольской флотилии разнородных сил                                                                                | | В составе СПГ (данные июля 2023 г.) | |
| Б-471 «Магнитогорск» | 409                                                                                | 877 «Палтус»                                                       | «Kilo»                                                                   | 1990                                                               | ВМБ Полярный (г. Полярный, закрытое территориальное образование Александровск, Мурманская обл.)                     | 161-я Краснознамённая ордена Ушакова бригада подводных лодок Кольской флотилии разнородных сил                                                                                | | Находится в резерве. (данные декабря 2024 г.) | |
| Атомные и дизельные подводные лодки специального назначения (корабли 1-го и 2-го ранга); 1 вымпел |                                                                                    |                                                                    |                                                                          |                                                                    | | | | | |
| Большая опытовая подводная лодка |                                                                                    |                                                                    |                                                                          |                                                                    | | | | | |
| Б-90 «Саров» | —                                                                                  | 20120 «Сарган»                                                     | «Sarov»                                                                  | 2008                                                               | Беломорская ВМБ (г. Северодвинск, Архангельская обл.) — БелВМБ                                                      | 161-я Краснознамённая ордена Ушакова бригада подводных лодок Кольской флотилии разнородных сил                                                                                | | Используется в качестве испытателя новых и перспективных технических бортовых систем для ПЛ. Статус неизвестен. Последние подтверждённые данные от лета 2016 г. Данные уточняются | |
| Судовой состав |                                                                                    |                                                                    |                                                                          |                                                                    | | | | | |
| Подразделение военно-морской разведки — операторы: Управление разведки военно-морского флота РФ и Главное разведывательное управление Генерального штаба РФ (ГРУ ГШ РФ); 6 вымпелов |                                                                                    |                                                                    |                                                                          |                                                                    | | | | | |
| Средний разведывательный корабль — судно связи (СРЗК — ССВ) |                                                                                    |                                                                    |                                                                          |                                                                    | | | | | |
| «Колгуев» | —                                                                                  | 861М                                                               | «Conv Moma»                                                              | 1970                                                               | — | 518-й дивизион разведывательных кораблей | | Нет точных данных о состоянии вымпела. Вероятно списан. Данные уточняются | |
| ССВ-700 «Темрюк» | 700                                                                                | «08622 (862)»                                                      | «Yug»                                                                    | 1983                                                               | ВМБ Гаджиево (пос. Оленья Губа, закрытое территориальное образование Александровск, Мурманская обл.)                | 518-й дивизион разведывательных кораблей | | Нет точных данных о состоянии вымпела. На приколе (данные зимы 2016 г.). Возможно списан. Данные уточняются | |
| ССВ-407 «Таврия» | 407                                                                                | 864/тип «Меридиан»                                                 | «Vishnya/Meridian»                                                       | 1987                                                               | ВМБ Североморск (г. Североморск, закрытое территориальное образование Североморск, Мурманская обл.)                 | 518-й дивизион разведывательных кораблей | | Нет точных данных о состоянии вымпела. Последние подтверждённые данные от лета 2014 года. Возможно списан. Данные уточняются | |
| ССВ-425 «Виктор Леонов» | 425                                                                                | 864/тип «Меридиан»                                                 | «Vishnya/Meridian»                                                       | 1988                                                               | — | 518-й дивизион разведывательных кораблей | | В составе СПГ (данные зимы 2018 г.) | |
| «Юрий Иванов» | 18280                                                                              | 18280                                                              | 18280                                                                    | 2014                                                               | ВМБ Североморск (г. Североморск, закрытое территориальное образование Североморск, Мурманская обл.)                 | 518-й дивизион разведывательных кораблей | | В составе СПГ (данные лета 2016 г. | |
| Большой разведывательный корабль — судно связи (БРЗК — ССВ) | ССВ-463 «Беломорье»                                                                | 463                                                                | 1826 «Рубидий»                                                           | «Balzam/Belomor’ye/Lira»                                           | ВМБ Североморск (г. Североморск, закрытое территориальное образование Североморск, Мурманская обл.)                 | 518-й дивизион разведывательных кораблей | 1987                                                                                                | | Нет точных данных о состоянии вымпела. Данные уточняются |
| Гидрографическая служба флота — операторы: Гидрографическая служба ВМФ, Главное управление глубоководных исследований Министерства обороны РФ (ГУГИ МО РФ), Управление разведки военно-морского флота РФ, Главное разведывательное управление Генерального штаба РФ (ГРУ ГШ РФ), Государственная метрологическая служба РФ и Роскартография; 38 вымпелов |                                                                                    |                                                                    |                                                                          |                                                                    | | | | | |
| Океанографическое судно — гидрографическое судно (ОИС — ГС) |                                                                                    |                                                                    |                                                                          |                                                                    | | | | | |
| «Сенеж» | 862                                                                                | 862                                                                | «Yug»                                                                    | 1979                                                               | ВМБ Полярный (г. Мурманск, Мурманская обл.)                                                                         | Гидрографический отряд флота | | Работает (данные осени 2017 г.) | |
| «Визир» | «862/II»                                                                           | «862/II»                                                           | «Yug»                                                                    | 1983                                                               | ВМБ Полярный (г. Мурманск, Мурманская обл.)                                                                         | Гидрографический отряд флота | | Работает (данные осени 2017 г.) | |
| «Горизонт» | «862/II»                                                                           | «862/II»                                                           | «Yug»                                                                    | 1983                                                               | ВМБ Полярный (г. Мурманск, Мурманская обл.)                                                                         | Гидрографический отряд флота | | Работает (данные осени 2017 г.) | |
| «Ромуальд Муклевич» | 865                                                                                | 865                                                                | «Sibirykov»                                                              | 1991                                                               | ВМБ Полярный (г. Мурманск, Мурманская обл.)                                                                         | Гидрографический отряд флота | | Проходит РСМ на СРЗ «Кронштадтский судоремонтный завод (КСЗ)» в г. Кронштадт, Ленинградская обл. до конца 2018 г. | |
| «Янтарь» | 22010 «Крюйс»                                                                      | 22010 «Крюйс»                                                      | «Янтарь»                                                                 | 2015                                                               | — | Гидрографический отряд флота | | Может работать во льдах. Наряду с картографированием выполняет функции универсального глубоководного и надводного разведчика. В составе СПГ (данные лета 2018 г.) | |
| «Академик Агеев» | 16450 «Гараж-Гюйс»                                                                 | 16450 «Гараж-Гюйс»                                                 | (AGOR, AGS)                                                              | 2020 (план)                                                        | — | Гидрографический отряд флота | | Может работать во льдах. Наряду с картографированием выполняет функции универсального глубоководного и надводного разведчика. Завод изготовитель — ССЗ «Пелла», г. Отрадное, Ленинградская обл. Формируется корпус и надстройка. Спущен на воду. Достраивается на плаву                                                                       | |
| «ГС-182» | 871                                                                                | 871                                                                | «Biya»                                                                   | 1970                                                               | — | Гидрографический отряд флота | | Нет точных данных о состоянии вымпела. Вероятно списано. Данные уточняются | |
| «ГС-192» | 871                                                                                | 871                                                                | «Biya»                                                                   | 1971                                                               | Беломорская ВМБ (г. Архангельск, Архангельская обл.) — БелВМБ                                                       | Гидрографический отряд флота | | Работает (данные весны 2017 г.) | |
| «ГС-193» | 871                                                                                | 871                                                                | «Biya»                                                                   | 1971                                                               | — | Гидрографический отряд флота | | Нет точных данных о состоянии вымпела. Вероятно списано. Данные уточняются | |
| «ГС-271» | 871                                                                                | 871                                                                | «Biya»                                                                   | 1972                                                               | — | Гидрографический отряд флота | | Нет точных данных о состоянии вымпела. Вероятно списано. Данные уточняются | |
| «ГС-260» | 872                                                                                | 872                                                                | «Finik»                                                                  | 1978                                                               | Беломорская ВМБ (г. Архангельск, Архангельская обл.) — БелВМБ                                                       | Гидрографический отряд флота | | Работает (данные декабря 2016 г.) | |
| «ГС-278» | 872                                                                                | 872                                                                | «Finik»                                                                  | 1978                                                               | Беломорская ВМБ (г. Северодвинск, Архангельская обл.) — БелВМБ                                                      | Гидрографический отряд флота | | Нет точных данных о состоянии вымпела. Последние подтверждённые данные от лета 2014 года. Возможно списано. Данные уточняются | |
| «ГС-405» | «872/II»                                                                           | «872/II»                                                           | «Finik»                                                                  | 1978                                                               | Беломорская ВМБ (г. Архангельск, Архангельская обл.) — БелВМБ                                                       | Гидрографический отряд флота | | Работает (данные декабря 2016 г.) | |
| «ГС-297» | «872/II»                                                                           | «872/II»                                                           | «Finik»                                                                  | 1983                                                               | Беломорская ВМБ (г. Архангельск, Архангельская обл.) — БелВМБ                                                       | Гидрографический отряд флота | | Работает (данные лета 2016 г.) | |
| «ГС-87» | «872/II»                                                                           | «872/II»                                                           | «Finik»                                                                  | 1983                                                               | ВМБ Полярный (г. Мурманск, Мурманская обл.)                                                                         | Гидрографический отряд флота | | Работает (данные осени 2017 г.) | |
| «ГС-526» | «РЭФ-100»                                                                          | «РЭФ-100»                                                          | «РЭФ-100»                                                                | 1985                                                               | ВМБ Полярный (г. Мурманск, Мурманская обл.)                                                                         | Гидрографический отряд флота | | Работает (данные осени 2017 г.) | |
| «ГС-440» | 16611 «Фарватер»                                                                   | 16611 «Фарватер»                                                   | 16611 «Фарватер»                                                         | 1994                                                               | Беломорская ВМБ (г. Архангельск, Архангельская обл.) — БелВМБ                                                       | Гидрографический отряд флота | | Работает (данные лета 2016 г.) | |
| «Николай Скосырев» | 19910 «Амур»                                                                       | 19910 «Амур»                                                       | 19910 «Амур»                                                             | 2020                                                               | Беломорская ВМБ (г. Архангельск, Архангельская обл.) — БелВМБ                                                       | Гидрографический отряд флота | | В строю | |
| Большой гидрографический катер (БГК) |                                                                                    |                                                                    |                                                                          |                                                                    | Беломорская ВМБ (г. Архангельск, Архангельская обл.) — БелВМБ                                                       | Гидрографический отряд флота | | | |
| «БГК-1373» | «Г-1415 (14156)»/тип «Фламинго»                                                    | «Г-1415 (14156)»/тип «Фламинго»                                    | «Flamingo»                                                               | —                                                                  | Беломорская ВМБ (г. Архангельск, Архангельская обл.) — БелВМБ                                                       | Гидрографический отряд флота | | Нет точных данных о состоянии вымпела. Последние подтверждённые данные от лета 2015 года. Возможно списан. Данные уточняются | |
| «БГК-1554» | «Г-1415 (14156)»/тип «Фламинго»                                                    | «Г-1415 (14156)»/тип «Фламинго»                                    | «Flamingo»                                                               | —                                                                  | Беломорская ВМБ (г. Архангельск, Архангельская обл.) — БелВМБ                                                       | Гидрографический отряд флота | | Работает (данные осени 2016 г.) | |
| «БГК-1919» | «Г-1415 (14156)»/тип «Фламинго»                                                    | «Г-1415 (14156)»/тип «Фламинго»                                    | «Flamingo»                                                               | —                                                                  | Беломорская ВМБ (г. Архангельск, Архангельская обл.) — БелВМБ                                                       | Гидрографический отряд флота | | Нет точных данных о состоянии вымпела. Последние подтверждённые данные от лета 2015 года. Возможно списан. Данные уточняются | |
| «БГК-310» | 1896                                                                               | 1896                                                               | «Nyrat-2/PO-2»                                                           | 1971                                                               | Беломорская ВМБ (г. Архангельск, Архангельская обл.) — БелВМБ                                                       | Гидрографический отряд флота | | Работает (данные весны 2016 г.) | |
| «БГК-462» | 1896                                                                               | 1896                                                               | «Nyrat-2/PO-2»                                                           | —                                                                  | ВМБ Полярный (г. Мурманск, Мурманская обл.)                                                                         | Гидрографический отряд флота | | Нет точных данных о состоянии вымпела. Последние подтверждённые данные от весны 2015 года. Возможно списан. Данные уточняются | |
| «БГК-754» | 1896                                                                               | 1896                                                               | «Nyrat-2/PO-2»                                                           | —                                                                  | ВМБ Полярный (г. Мурманск, Мурманская обл.)                                                                         | Гидрографический отряд флота | | Нет точных данных о состоянии вымпела. Последние подтверждённые данные от весны 2017 года. На приколе в Мурманске. Возможно списан. Данные уточняются | |
| «БГК-885» | 1896                                                                               | 1896                                                               | «Nyrat-2/PO-2»                                                           | —                                                                  | — | Гидрографический отряд флота | | Нет точных данных о состоянии вымпела. Вероятно списан. Данные уточняются | |
| БГК-2148 «Николай Тимошенко» | 19920 «Баклан»                                                                     | 19920 «Баклан»                                                     | 19920 «Баклан»                                                           | 2012                                                               | ВМБ Полярный (пос. Мишуково, Мурманская обл.)                                                                       | Гидрографический отряд флота | | Работает (данные весны 2018 г.) | |
| БГК-2154 «Всеволод Воробьёв» | 19920 «Баклан»                                                                     | 19920 «Баклан»                                                     | 19920 «Баклан»                                                           | 2016                                                               | Беломорская ВМБ (г. Северодвинск, Архангельская обл.) — БелВМБ                                                      | Гидрографический отряд флота | | Работает (данные осени 2017 г.) | |
| «Александр Макорта» | 19920 «Баклан»                                                                     | 19920 «Баклан»                                                     | 19920 «Баклан»                                                           | 2020                                                               | ВМБ Полярный (г. Мурманск, Мурманская обл.)                                                                         | Гидрографический отряд флота | | Работает | |
| «Владимир Козицкий» | 23040Г                                                                             | 23040Г                                                             | 23040Г                                                                   | 2019 (план)                                                        | — | Гидрографический отряд флота | | Может работать во льдах. Завод изготовитель — ССРЗ «Нижегородский теплоход» (ЗНТ), г. Бор, Нижегородская обл. Заложен. Строится | |
| «БГК-» | 23040Г                                                                             | 23040Г                                                             | 23040Г                                                                   | 2019 (план)                                                        | — | Гидрографический отряд флота | | Может работать во льдах. Завод изготовитель — ССРЗ «Нижегородский теплоход» (ЗНТ), г. Бор, Нижегородская обл. Готовится к закладке | |
| Транспортный плавучий док глубоководных исследовательских аппаратов (ПД) | «Свияга»                                                                           | 22570 «Квартира»                                                   | 22570 «Квартира»                                                         | 22570 «Квартира»                                                   | 2015 | ВМБ Гаджиево (пос. Оленья Губа, закрытое территориальное образование Александровск, Мурманская обл.)                                                                          | 29-я отдельная бригада подводных лодок                                                              | | Используется в качестве носителя автономных глубоководных аппаратов (станций/батискафов). В составе СПГ (данные лета 2016 г.) |
| Научно-исследовательская атомная подводная лодка специального назначения — носитель обитаемых глубоководных аппаратов (ПЛАСН — НИПЛ) |                                                                                    |                                                                    |                                                                          |                                                                    | | ВМБ Гаджиево (пос. Оленья Губа, закрытое территориальное образование Александровск, Мурманская обл.)                                                                          | 29-я отдельная бригада подводных лодок                                                              | | |
| БС-136 «Оренбург» | —                                                                                  | 09786 (667БДР «Кальмар»)                                           | «Yankee stretch»                                                         | 1981                                                               | | ВМБ Гаджиево (пос. Оленья Губа, закрытое территориальное образование Александровск, Мурманская обл.)                                                                          | 29-я отдельная бригада подводных лодок                                                              | Является универсальным глубоководным разведчиком и носителем ПЛ. Нет точных данных о состоянии вымпела. Последние подтверждённые данные от лета 2016 г. Вероятно списана. Данные уточняются | |
| БС-64 «Подмосковье» | 815                                                                                | 09787 (667БДРМ «Дельфин»)                                          | «Delta-IV stretch»                                                       | 1986                                                               | | ВМБ Гаджиево (пос. Оленья Губа, закрытое территориальное образование Александровск, Мурманская обл.)                                                                          | 29-я отдельная бригада подводных лодок                                                              | Является универсальным глубоководным разведчиком и носителем ПЛ. Прошла глубокую модернизацию. В составе СПГ (данные лета 2018 г.) | |
| Научно-исследовательская атомная глубоководная станция (АС) |                                                                                    |                                                                    |                                                                          |                                                                    | | ВМБ Гаджиево (пос. Оленья Губа, закрытое территориальное образование Александровск, Мурманская обл.)                                                                          | | | |
| «АС-23» | —                                                                                  | 18511 «Нельма»                                                     | «X-Ray»                                                                  | 1986                                                               | Подлодка или судно носитель — БС-136 «Оренбург»/БС-64 «Подмосковье»/К-329 «Белгород»/ПД «Свияга»                    | Подлодка или судно носитель — БС-136 «Оренбург»/БС-64 «Подмосковье»/К-329 «Белгород»/ПД «Свияга»                                                                              | | Нет точных данных о состоянии вымпела. Данные уточняются | |
| «АС-35» | —                                                                                  | 18511 «Нельма»                                                     | «X-Ray»                                                                  | 1995                                                               | Подлодка или судно носитель — БС-136 «Оренбург»/БС-64 «Подмосковье»/К-329 «Белгород»/ПД «Свияга»                    | Подлодка или судно носитель — БС-136 «Оренбург»/БС-64 «Подмосковье»/К-329 «Белгород»/ПД «Свияга»                                                                              | | Нет точных данных о состоянии вымпела. Данные уточняются | |
| «АС-13» | —                                                                                  | 1910 «Кашалот»                                                     | «Uniform»                                                                | 1986                                                               | Подлодка или судно носитель — БС-136 «Оренбург»/БС-64 «Подмосковье»/К-329 «Белгород»/ПД «Свияга»                    | Подлодка или судно носитель — БС-136 «Оренбург»/БС-64 «Подмосковье»/К-329 «Белгород»/ПД «Свияга»                                                                              | | Нет точных данных о состоянии вымпела. Данные уточняются | |
| «АС-15» | —                                                                                  | 1910 «Кашалот»                                                     | «Uniform»                                                                | 1991                                                               | Подлодка или судно носитель — БС-136 «Оренбург»/БС-64 «Подмосковье»/К-329 «Белгород»/ПД «Свияга»                    | Подлодка или судно носитель — БС-136 «Оренбург»/БС-64 «Подмосковье»/К-329 «Белгород»/ПД «Свияга»                                                                              | | Прошла модернизацию. В составе СПГ (данные осени 2017 г.) | |
| «АС-33» | —                                                                                  | 1910 «Кашалот»                                                     | «Uniform»                                                                | 1994                                                               | Подлодка или судно носитель — БС-136 «Оренбург»/БС-64 «Подмосковье»/К-329 «Белгород»/ПД «Свияга»                    | Подлодка или судно носитель — БС-136 «Оренбург»/БС-64 «Подмосковье»/К-329 «Белгород»/ПД «Свияга»                                                                              | | Нет точных данных о состоянии вымпела. Данные уточняются | |
| «АС-31» | 220                                                                                | 10831 (1083.1; 1083К) «Калитка» («Лошарик»)                        | «Norsub-5»                                                               | 2010                                                               | Подлодка или судно носитель — БС-136 «Оренбург»/БС-64 «Подмосковье»/К-329 «Белгород»/ПД «Свияга»                    | Подлодка или судно носитель — БС-136 «Оренбург»/БС-64 «Подмосковье»/К-329 «Белгород»/ПД «Свияга»                                                                              | | Нет точных данных о состоянии вымпела. Данные уточняются | |
| Научно-исследовательская автономная глубоководная станция — батискаф (АС) | АС-39 «Консул»                                                                     | 16811 «Консул»                                                     | 16811 «Консул»                                                           | 16811 «Консул»                                                     | 2011 | Судно носитель — СБС «Звёздочка» | Судно носитель — СБС «Звёздочка»                                                                    | | Нет точных данных о состоянии вымпела. Данные уточняются |
| Спасательное морское буксирное многоцелевое судно — спасательный морской буксир (СБС — СБ) | «Звёздочка»                                                                        | 600                                                                | 20180                                                                    | 20180                                                              | 2010 | Беломорская ВМБ (г. Северодвинск, Архангельская обл.) — БелВМБ | Гидрографический отряд флота                                                                        | | Может работать во льдах. Базируется в ЦС «Звёздочка» и используется для тех. и спасательного обеспечения кораблей и судов проходящих испытания в Двинской Губе и на Белом море. В составе СПГ (данные весны 2017 г.)                                                                                               |
| Подразделение поисково-спасательного обеспечения флота (ПСО/СПАСР) — операторы: Управление поисковых и аварийно-спасательных работ ВМФ РФ (УПАСР), Госморспасслужба РФ и Министерство по чрезвычайным ситуациям (МЧС) РФ; 22 вымпела |                                                                                    |                                                                    |                                                                          |                                                                    | | | | | |
| Морское госпитальное судно (МГС) | «Свирь»                                                                            | «B-320-II»/тип «Обь»                                               | «B-320-II»/тип «Обь»                                                     | «Ob`»                                                              | 1989 | ВМБ Полярный (г. Мурманск, Мурманская обл.) | 88-я бригада спасательных судов                                                                     | | В составе СПГ (данные лета 2016 г.) |
| Спасательное морское судно (СС) |                                                                                    |                                                                    |                                                                          |                                                                    | | ВМБ Полярный (г. Мурманск, Мурманская обл.) | 88-я бригада спасательных судов                                                                     | | |
| «Михаил Рудницкий» | 05360                                                                              | 05360                                                              | «Mikhail Rudnitsky»                                                      | 1978                                                               | | ВМБ Полярный (г. Мурманск, Мурманская обл.) | 88-я бригада спасательных судов                                                                     | В составе СПГ (данные лета 2016 г.) | |
| «Георгий Титов» | 05361                                                                              | 05361                                                              | «Mikhail Rudnitsky»                                                      | 1982                                                               | ВМБ Североморск (г. Североморск, закрытое территориальное образование Североморск, Мурманская обл.)                 | | 88-я бригада спасательных судов                                                                     | В составе СПГ (данные осени 2017 г.) | |
| Спасательное морское буксирное судно — спасательный морской буксир (СБС — СБ) |                                                                                    |                                                                    |                                                                          |                                                                    | | | 88-я бригада спасательных судов                                                                     | | |
| «МБ-15» | 714                                                                                | 714                                                                | «Goryn»                                                                  | 1977                                                               | ВМБ Полярный (г. Мурманск, Мурманская обл.)                                                                         | | 88-я бригада спасательных судов                                                                     | Нет точных данных о состоянии вымпела. Последние подтверждённые данные от лета 2015 г. Возможно списано. Данные уточняются | |
| «СБ-523» | 714                                                                                | 714                                                                | «Goryn»                                                                  | 1983                                                               | ВМБ Североморск (г. Североморск, закрытое территориальное образование Североморск, Мурманская обл.)                 | | 88-я бригада спасательных судов                                                                     | В составе СПГ (данные осени 2016 г.) | |
| «СБ-9» | 733С/тип «МБ»                                                                      | 733С/тип «МБ»                                                      | «Okhtenskiy/Goliat»                                                      | 1964                                                               | Беломорская ВМБ (г. Северодвинск, Архангельская обл.) — БелВМБ                                                      | | 88-я бригада спасательных судов                                                                     | В составе СПГ (данные осени 2016 г.) | |
| «Памир» | 1452                                                                               | 1452                                                               | «Ingul»                                                                  | 1974                                                               | ВМБ Североморск (г. Североморск, закрытое территориальное образование Североморск, Мурманская обл.)                 | | 88-я бригада спасательных судов                                                                     | В составе СПГ (данные осени 2016 г.) | |
| «Алтай» | 1452                                                                               | 1452                                                               | «Ingul»                                                                  | 1987                                                               | ВМБ Североморск (г. Североморск, закрытое территориальное образование Североморск, Мурманская обл.)                 | | 88-я бригада спасательных судов                                                                     | В составе СПГ (данные весны 2017 г.) | |
| СБ-131 «Николай Чикер» | «Р-5757»                                                                           | «Р-5757»                                                           | «Nikolai Chiker»                                                         | 1989                                                               | ВМБ Североморск (г. Североморск, закрытое территориальное образование Североморск, Мурманская обл.)                 | | 88-я бригада спасательных судов                                                                     | В составе СПГ (данные лета 2017 г.) | |
| СБ-736 «Полярный конвой» | 02980 «ПС-45»                                                                      | 02980 «ПС-45»                                                      | 02980 «ПС-45»                                                            | 2017                                                               | Беломорская ВМБ (г. Северодвинск, Архангельская обл.) — БелВМБ                                                      | | 88-я бригада спасательных судов                                                                     | В составе СПГ (данные зимы 2017 г.) | |
| Килекторное судно (КИЛ) | 02980 «ПС-45»                                                                      | 02980 «ПС-45»                                                      | 02980 «ПС-45»                                                            |                                                                    | | | 88-я бригада спасательных судов                                                                     | | |
| «КИЛ-22» | 419                                                                                | 419                                                                | 419                                                                      | 1968                                                               | Беломорская ВМБ (г. Архангельск, Архангельская обл.) — БелВМБ                                                       | | 88-я бригада спасательных судов                                                                     | Работает (данные лета 2016 г.) | |
| «КИЛ-31» | 419                                                                                | 419                                                                | 419                                                                      | 1974                                                               | ВМБ Полярный (г. Мурманск, Мурманская обл.)                                                                         | | 88-я бригада спасательных судов                                                                     | Нет точных данных о состоянии вымпела. Последние подтверждённые данные от лета 2015 г. В отстое. Вероятно списан. Данные уточняются | |
| «КИЛ-143» | 141                                                                                | 141                                                                | «Kashtan»                                                                | 1989                                                               | ВМБ Североморск (г. Североморск, закрытое территориальное образование Североморск, Мурманская обл.)                 | | 88-я бригада спасательных судов                                                                     | В составе СПГ (данные лета 2017 г.) | |
| Бортовой обитаемый спасательный глубоководный аппарат (ОГАС) | 141                                                                                | 141                                                                | «Kashtan»                                                                | 1989                                                               | | | 88-я бригада спасательных судов                                                                     | | |
| «АС-34» | 18551 (1855; 1855.1) «Приз»                                                        | 18551 (1855; 1855.1) «Приз»                                        | «India 12,1m»                                                            | 1989                                                               | Судно-носитель — СС «Георгий Титов»                                                                                 | Судно-носитель — СС «Георгий Титов» | | Прошёл глубокую модернизацию. В составе СПГ (данные осени 2017 г.) | |
| «АС-36» | 18270 «Бестер»                                                                     | 18270 «Бестер»                                                     | «Bester»                                                                 | 1994                                                               | Судно-носитель — СС «Георгий Титов»/"Михаил Рудницкий"                                                              | Судно-носитель — СС «Георгий Титов»/"Михаил Рудницкий" | | Проходит глубокую модернизацию до проекта 18271 «Бестер-1» на СРЗ «Канонерский судоремонтный завод» в г. Кронштадт Ленинградской обл. до 2019 г. | |
| Водолазное судно (ВМ) |                                                                                    |                                                                    |                                                                          |                                                                    | | | | | |
| «ВМ-72» | 535 «Краб»                                                                         | 535 «Краб»                                                         | «Yelva»                                                                  | 1986                                                               | ВМБ Североморск (г. Североморск, закрытое территориальное образование Североморск, Мурманская обл.)                 | 88-я бригада спасательных судов | | В составе СПГ (данные весны 2018 г.) | |
| «ВМ-227» | 535 «Краб»                                                                         | 535 «Краб»                                                         | «Yelva»                                                                  | —                                                                  | ВМБ Североморск (г. Североморск, закрытое территориальное образование Североморск, Мурманская обл.)                 | 88-я бригада спасательных судов | | В составе СПГ (данные осени 2016 г.) | |
| «ВМ-915» | 535 «Краб»                                                                         | 535 «Краб»                                                         | «Yelva»                                                                  | —                                                                  | Беломорская ВМБ (г. Северодвинск, Архангельская обл.) — БелВМБ                                                      | 88-я бригада спасательных судов | | В составе СПГ (данные осени 2016 г.) | |
| «ВМ-596» | 11980                                                                              | 11980                                                              | 11980                                                                    | 2004                                                               | ВМБ Североморск (г. Североморск, закрытое территориальное образование Североморск, Мурманская обл.)                 | 88-я бригада спасательных судов | | В составе СПГ (данные лета 2016 г.) | |
| Противопожарный катер (ПЖК) |                                                                                    |                                                                    |                                                                          |                                                                    | ВМБ Североморск (г. Североморск, закрытое территориальное образование Североморск, Мурманская обл.)                 | 88-я бригада спасательных судов | | | |
| «ПЖК-1378» | 14611 «Геракл»                                                                     | 14611 «Геракл»                                                     | «Morkov/Iva»                                                             | —                                                                  | ВМБ Североморск (г. Североморск, закрытое территориальное образование Североморск, Мурманская обл.)                 | 88-я бригада спасательных судов | | В составе СПГ (данные весны 2018 г.) | |
| «ПЖК-1545» | 14611 «Геракл»                                                                     | 14611 «Геракл»                                                     | «Morkov/Iva»                                                             | —                                                                  | Беломорская ВМБ (г. Северодвинск, Архангельская обл.) — БелВМБ                                                      | 88-я бригада спасательных судов | | В составе СПГ (данные осени 2016 г.) | |
| «ПЖК-2055» | 14611 «Геракл»                                                                     | 14611 «Геракл»                                                     | «Morkov/Iva»                                                             | 1993                                                               | ВМБ Североморск (г. Североморск, закрытое территориальное образование Североморск, Мурманская обл.)                 | 88-я бригада спасательных судов | | Нет точных данных о состоянии вымпела. Последние подтверждённые данные от лета 2014 г. Вероятно списан. Данные уточняются | |
| Рейдовый водолазный катер — спасательный многофункциональный катер (РВК — СМК) |                                                                                    |                                                                    |                                                                          |                                                                    | ВМБ Североморск (г. Североморск, закрытое территориальное образование Североморск, Мурманская обл.)                 | 88-я бригада спасательных судов | | | |
| РВК-1229 «Иван Швец» | 23040                                                                              | 23040                                                              | 23040                                                                    | 2016                                                               | ВМБ Североморск (г. Североморск, закрытое территориальное образование Североморск, Мурманская обл.)                 | 88-я бригада спасательных судов | | В составе СПГ (данные весны 2018 г.) | |
| «РВК-1230» | 23040                                                                              | 23040                                                              | 23040                                                                    | 2016                                                               | ВМБ Североморск (г. Североморск, закрытое территориальное образование Североморск, Мурманская обл.)                 | 88-я бригада спасательных судов | | В составе СПГ (данные весны 2018 г.) | |
| «РВК-» | 23040                                                                              | 23040                                                              | 23040                                                                    | 2018 (план)                                                        | — | 88-я бригада спасательных судов | | Завод изготовитель — ССРЗ «Нижегородский теплоход» (ЗНТ), г. Бор, Нижегородская обл. Заложен. Строится | |
| «РВК-» | 23040                                                                              | 23040                                                              | 23040                                                                    | 2018 (план)                                                        | — | 88-я бригада спасательных судов | | Завод изготовитель — ССРЗ «Нижегородский теплоход» (ЗНТ), г. Бор, Нижегородская обл. Заложен. Строится | |
| «РВК-» | 23040                                                                              | 23040                                                              | 23040                                                                    | 2019 (план)                                                        | — | 88-я бригада спасательных судов | | Завод изготовитель — ССРЗ «Нижегородский теплоход» (ЗНТ), г. Бор, Нижегородская обл. Заложен. Строится | |
| «РВК-» | 23040                                                                              | 23040                                                              | 23040                                                                    | 2019 (план)                                                        | — | 88-я бригада спасательных судов | | Завод изготовитель — ССРЗ «Нижегородский теплоход» (ЗНТ), г. Бор, Нижегородская обл. Заложен. Строится | |
| СМК-2176 «Спасатель Кононенко» | 23370М                                                                             | 23370М                                                             | 23370М                                                                   | 2016                                                               | — | 88-я бригада спасательных судов | | В составе СПГ (данные весны 2018 г.) | |
| «СМК-» | 23370М                                                                             | 23370М                                                             | 23370М                                                                   | 2018 (план)                                                        | — | 88-я бригада спасательных судов | | Завод изготовитель — АО «Кампо», г. Орехово-Зуево, Московская обл. Транспортирован на достроечную площадку «Мурманского судоремонтного завода» в г. Мурманск Мурманская обл. для достройки и испытаний | |
| Подразделение материально-технического обеспечения — оператор Служба материально-технического обеспечения ВМФ РФ; вымпелов |                                                                                    |                                                                    |                                                                          |                                                                    | | | | | |
| Морской буксир — эскортный буксир (МБ) |                                                                                    |                                                                    |                                                                          |                                                                    | | | | | |
| «МБ-8» | 733/тип «МБ»                                                                       | 733/тип «МБ»                                                       | «Okhtenskiy/Goliat»                                                      | 1960                                                               | Беломорская ВМБ (г. Архангельск, Архангельская обл.) — БелВМБ                                                       | 81-я бригада судов обеспечения | | Может выполнять функции пожарно-спасательного буксирного судна. Нет точных данных о состоянии вымпела. Последние подтверждённые данные от весны 2016 года. На приколе в Архангельске. Возможно списан. Данные уточняются | |
| «МБ-19» | 745 «Садко»                                                                        | 745 «Садко»                                                        | «Sorum»                                                                  | 1978                                                               | Беломорская ВМБ (г. Архангельск, Архангельская обл.) — БелВМБ                                                       | 81-я бригада судов обеспечения | | Может выполнять функции пожарно-спасательного буксирного судна. В составе СПГ (данные осени 2016 г.) | |
| «МБ-100» | 745 «Садко»                                                                        | 745 «Садко»                                                        | «Sorum»                                                                  | 1985                                                               | ВМБ Североморск (г. Североморск, закрытое территориальное образование Североморск, Мурманская обл.)                 | 81-я бригада судов обеспечения | | Может выполнять функции пожарно-спасательного буксирного судна. В составе СПГ (данные весны 2018 г.) | |
| МБ-236 «Секстан» | 745 «Садко»                                                                        | 745 «Садко»                                                        | «Sorum»                                                                  | 1986                                                               | ВМБ Североморск (г. Североморск, закрытое территориальное образование Североморск, Мурманская обл.)                 | 81-я бригада судов обеспечения | | Может выполнять функции пожарно-спасательного буксирного судна. Может выполнять функции пожарно-спасательного буксирного судна. Нет точных данных о состоянии вымпела. Последние подтверждённые данные от осени 2015 года. Возможно списан. Данные уточняются                                                                                 | |
| «МБ-56» | 745 «Садко»                                                                        | 745 «Садко»                                                        | «Sorum»                                                                  | 1989                                                               | — | 81-я бригада судов обеспечения | | Может выполнять функции пожарно-спасательного буксирного судна. Нет точных данных о состоянии вымпела. Последние подтверждённые данные от лета 2011 года. Вероятно списан. Данные уточняются | |
| «МБ-110» | 745 «Садко»                                                                        | 745 «Садко»                                                        | «Sorum»                                                                  | 1991                                                               | — | 81-я бригада судов обеспечения | | Может выполнять функции пожарно-спасательного буксирного судна. Нет точных данных о состоянии вымпела. Последние подтверждённые данные от осени 2012 года. Возможно списан. Данные уточняются | |
| «МБ-12» | 745МБ (745П) «Морж»                                                                | 745МБ (745П) «Морж»                                                | «Sorum»                                                                  | 2011                                                               | ВМБ Североморск (г. Североморск, закрытое территориальное образование Североморск, Мурманская обл.)                 | 81-я бригада судов обеспечения | | Может выполнять функции пожарно-спасательного буксирного судна. В составе СПГ (данные лета 2016 г.) | |
| МБ-134 «Виктор Тихонов» | 02790 «ПЕ-65»                                                                      | 02790 «ПЕ-65»                                                      | 02790 «ПЕ-65»                                                            | 2014                                                               | Беломорская ВМБ (г. Архангельск, Архангельская обл.) — БелВМБ                                                       | 81-я бригада судов обеспечения | | Может выполнять функции пожарного и аварийно-спасательного буксирного судна. В составе СПГ (данные лета 2017 г.) | |
| МБ-135 «Анатолий Тарасов» | 02790 «ПЕ-65»                                                                      | 02790 «ПЕ-65»                                                      | 02790 «ПЕ-65»                                                            | 2014                                                               | Беломорская ВМБ (г. Архангельск, Архангельская обл.) — БелВМБ                                                       | 81-я бригада судов обеспечения | | Может выполнять функции пожарного и аварийно-спасательного буксирного судна. В составе СПГ (данные лета 2017 г.) | |
| | 23470                                                                              | 23470                                                              | 23470                                                                    | —                                                                  | — | 81-я бригада судов обеспечения | | Может работать во льдах. Может выполнять функции аварийно-спасательного буксирного судна. Завод изготовитель — ССЗ «Ярославский судостроительный завод (ЯСЗ)», г. Ярославль, Ярославская обл. Готовится к закладке | |
| | 23470                                                                              | 23470                                                              | 23470                                                                    | —                                                                  | — | 81-я бригада судов обеспечения | | Может работать во льдах. Может выполнять функции аварийно-спасательного буксирного судна. Завод изготовитель — ССЗ «Ярославский судостроительный завод (ЯСЗ)», г. Ярославль, Ярославская обл. Готовится к закладке | |
| Рейдовый буксир — буксирный катер (РБ — БУК) |                                                                                    |                                                                    |                                                                          |                                                                    | | 81-я бригада судов обеспечения | | | |
| «РБ-29» | 192А/тип «РБ»                                                                      | 192А/тип «РБ»                                                      | 192А/тип «РБ»                                                            | 1989                                                               | ВМБ Полярный (г. Полярный, закрытое территориальное образование Александровск, Мурманская обл.)                     | 81-я бригада судов обеспечения | | Может выполнять функции пожарно-спасательного буксирного судна. Нет точных данных о состоянии вымпела. Последние подтверждённые данные от лета 2016 года. Возможно списан. Данные уточняются | |
| «РБ-40» | 192А/тип «РБ»                                                                      | 192А/тип «РБ»                                                      | 192А/тип «РБ»                                                            | 1988                                                               | ВМБ Полярный (г. Островной, закрытое территориальное образование Островной, Мурманская обл.)                        | 81-я бригада судов обеспечения | | Может выполнять функции пожарно-спасательного буксирного судна. Нет точных данных о состоянии вымпела. Вероятно списан. Данные уточняются | |
| «РБ-108» | 192А/тип «РБ»                                                                      | 192А/тип «РБ»                                                      | 192А/тип «РБ»                                                            | 1991                                                               | Видяевская ВМБ (пос. Видяево, закрытое территориальное образование Видяево, Мурманская обл.)                        | 81-я бригада судов обеспечения | | Может выполнять функции пожарно-спасательного буксирного судна. В составе СПГ (данные осени 2017 г.) | |
| «РБ-109» | 192А/тип «РБ»                                                                      | 192А/тип «РБ»                                                      | 192А/тип «РБ»                                                            | 1991                                                               | ВМБ Гаджиево (г. Гаджиево, закрытое территориальное образование Александровск, Мурманская обл.)                     | 81-я бригада судов обеспечения | | Может выполнять функции пожарно-спасательного буксирного судна. Нет точных данных о состоянии вымпела. Последние подтверждённые данные от весны 2015 года. Вероятно списан. Данные уточняются | |
| «РБ-139» | 192А/тип «РБ»                                                                      | 192А/тип «РБ»                                                      | 192А/тип «РБ»                                                            | 1984                                                               | ВМБ Полярный (г. Полярный, закрытое территориальное образование Александровск, Мурманская обл.)                     | 81-я бригада судов обеспечения | | Может выполнять функции пожарно-спасательного буксирного судна. Нет точных данных о состоянии вымпела. Последние подтверждённые данные от лета 2016 года. Возможно списан. Данные уточняются | |
| «РБ-293» | 192А/тип «РБ»                                                                      | 192А/тип «РБ»                                                      | 192А/тип «РБ»                                                            | 1989                                                               | ВМБ Полярный (г. Полярный, закрытое территориальное образование Александровск, Мурманская обл.)                     | 81-я бригада судов обеспечения | | Может выполнять функции пожарно-спасательного буксирного судна. В составе СПГ (данные весны 2017 г.) | |
| «РБ-1» | 04983 «Зюйд»/тип «Сатурн/Антон Мазин»                                              | 04983 «Зюйд»/тип «Сатурн/Антон Мазин»                              | «Prometey»                                                               | —                                                                  | ВМБ Североморск (г. Североморск, закрытое территориальное образование Североморск, Мурманская обл.)                 | 81-я бригада судов обеспечения | | Может выполнять функции пожарно-спасательного буксирного судна. Нет точных данных о состоянии вымпела. Вероятно списан. Данные уточняются | |
| «РБ-66» | 498С/тип «Сатурн»                                                                  | 498С/тип «Сатурн»                                                  | «Prometey»                                                               | 1973                                                               | — | 81-я бригада судов обеспечения | | Может выполнять функции пожарно-спасательного буксирного судна. Нет точных данных о состоянии вымпела. Вероятно списан. Данные уточняются | |
| «РБ-68» | 498/тип «Сатурн»                                                                   | 498/тип «Сатурн»                                                   | «Prometey»                                                               | —                                                                  | ВМБ Североморск (г. Североморск, закрытое территориальное образование Североморск, Мурманская обл.)                 | 81-я бригада судов обеспечения | | Может выполнять функции пожарно-спасательного буксирного судна. Нет точных данных о состоянии вымпела. Последние подтверждённые данные от осени 2011 года. Вероятно списан. Данные уточняются | |
| «РБ-114» | 498/тип «Сатурн»                                                                   | 498/тип «Сатурн»                                                   | «Prometey»                                                               | 1973                                                               | ВМБ Североморск (г. Североморск, закрытое территориальное образование Североморск, Мурманская обл.)                 | 81-я бригада судов обеспечения | | Может выполнять функции пожарно-спасательного буксирного судна. Нет точных данных о состоянии вымпела. Последние подтверждённые данные от лета 2014 года. Вероятно списан. Данные уточняются | |
| «РБ-158» | 04983 «Зюйд»/тип «Сатурн/Антон Мазин»                                              | 04983 «Зюйд»/тип «Сатурн/Антон Мазин»                              | «Prometey»                                                               | 1973                                                               | ВМБ Североморск (г. Североморск, закрытое территориальное образование Североморск, Мурманская обл.)                 | 81-я бригада судов обеспечения | | Может выполнять функции пожарно-спасательного буксирного судна. Нет точных данных о состоянии вымпела. Последние подтверждённые данные от лета 2010 года. Вероятно списан. Данные уточняются | |
| «РБ-161» | 04983 «Зюйд»/тип «Сатурн/Антон Мазин»                                              | 04983 «Зюйд»/тип «Сатурн/Антон Мазин»                              | «Prometey»                                                               | 1984                                                               | — | 81-я бригада судов обеспечения | | Может выполнять функции пожарно-спасательного буксирного судна. Нет точных данных о состоянии вымпела. Вероятно списан. Данные уточняются | |
| «РБ-202» | 498/тип «Сатурн»                                                                   | 498/тип «Сатурн»                                                   | «Prometey»                                                               | —                                                                  | — | 81-я бригада судов обеспечения | | Может выполнять функции пожарно-спасательного буксирного судна. Нет точных данных о состоянии вымпела. Вероятно списан. Данные уточняются | |
| «РБ-265» | 498С/тип «Сатурн»                                                                  | 498С/тип «Сатурн»                                                  | «Prometey»                                                               | 1973                                                               | ВМБ Североморск (г. Североморск, закрытое территориальное образование Североморск, Мурманская обл.)                 | 81-я бригада судов обеспечения | | Может выполнять функции пожарно-спасательного буксирного судна. Нет точных данных о состоянии вымпела. Последние подтверждённые данные от лета 2014 года. Вероятно списан. Данные уточняются | |
| «РБ-317» | 498С/тип «Сатурн»                                                                  | 498С/тип «Сатурн»                                                  | «Prometey»                                                               | 1979                                                               | — | 81-я бригада судов обеспечения | | Может выполнять функции пожарно-спасательного буксирного судна. Нет точных данных о состоянии вымпела. Вероятно списан. Данные уточняются | |
| «РБ-360» | 498/тип «Сатурн»                                                                   | 498/тип «Сатурн»                                                   | «Prometey»                                                               | —                                                                  | — | 81-я бригада судов обеспечения | | Может выполнять функции пожарно-спасательного буксирного судна. Нет точных данных о состоянии вымпела. Вероятно списан. Данные уточняются | |
| «РБ-362» | 498/тип «Сатурн»                                                                   | 498/тип «Сатурн»                                                   | «Prometey»                                                               | —                                                                  | — | 81-я бригада судов обеспечения | | Может выполнять функции пожарно-спасательного буксирного судна. Нет точных данных о состоянии вымпела. Вероятно списан. Данные уточняются | |
| «РБ-269» | 737К/тип «БК-600»                                                                  | 737К/тип «БК-600»                                                  | «Sidehole»                                                               | 1969                                                               | — | 81-я бригада судов обеспечения | | Нет точных данных о состоянии вымпела. Возможно списан. Данные уточняются | |
| «Дельфин» | 16609                                                                              | 16609                                                              | 16609                                                                    | 2012                                                               | ВМБ Полярный (г. Мурманск, Мурманская обл.)                                                                         | 81-я бригада судов обеспечения | | Может выполнять функции пожарно-спасательного буксирного судна. В составе СПГ (данные лета 2016 г.) | |
| «Касатка» | 16609                                                                              | 16609                                                              | 16609                                                                    | 2012                                                               | ВМБ Североморск (г. Североморск, закрытое территориальное образование Североморск, Мурманская обл.)                 | 81-я бригада судов обеспечения | | Может выполнять функции пожарно-спасательного буксирного судна. В составе СПГ (данные лета 2016 г.) | |
| «РБ-367» | 16609                                                                              | 16609                                                              | 16609                                                                    | 2015                                                               | ВМБ Полярный (г. Мурманск, Мурманская обл.)                                                                         | 81-я бригада судов обеспечения | | Может выполнять функции пожарно-спасательного буксирного судна. В составе СПГ (данные весны 2018 г.) | |
| «РБ-368» | 16609                                                                              | 16609                                                              | 16609                                                                    | 2016                                                               | ВМБ Полярный (г. Мурманск, Мурманская обл.)                                                                         | 81-я бригада судов обеспечения | | Может выполнять функции пожарно-спасательного буксирного судна. В составе СПГ (данные осени 2017 г.) | |
| «РБ-369» | 16609                                                                              | 16609                                                              | 16609                                                                    | 2017                                                               | ВМБ Полярный (г. Мурманск, Мурманская обл.)                                                                         | 81-я бригада судов обеспечения | | Может выполнять функции пожарно-спасательного буксирного судна. В составе СПГ (данные осени 2017 г.) | |
| «РБ-34» | 90600                                                                              | 90600                                                              | 90600                                                                    | 2009                                                               | ВМБ Североморск (г. Североморск, закрытое территориальное образование Североморск, Мурманская обл.)                 | 81-я бригада судов обеспечения | | Может выполнять функции пожарно-спасательного буксирного судна. В составе СПГ (данные весны 2016 г.) | |
| «РБ-47» | 90600                                                                              | 90600                                                              | 90600                                                                    | 2009                                                               | ВМБ Североморск (г. Североморск, закрытое территориальное образование Североморск, Мурманская обл.)                 | 81-я бригада судов обеспечения | | Может выполнять функции пожарно-спасательного буксирного судна. В составе СПГ (данные весны 2018 г.) | |
| «РБ-48» | 90600                                                                              | 90600                                                              | 90600                                                                    | 2009                                                               | ВМБ Североморск (г. Североморск, закрытое территориальное образование Североморск, Мурманская обл.)                 | 81-я бригада судов обеспечения | | Может выполнять функции пожарно-спасательного буксирного судна. В составе СПГ (данные лета 2017 г.) | |
| «РБ-386» | 90600                                                                              | 90600                                                              | 90600                                                                    | 2010                                                               | ВМБ Полярный (г. Мурманск, Мурманская обл.)                                                                         | 81-я бригада судов обеспечения | | Может выполнять функции пожарно-спасательного буксирного судна. В составе СПГ (данные лета 2017 г.) | |
| «Поморье» | 90600                                                                              | 90600                                                              | 90600                                                                    | 2011                                                               | ВМБ Североморск (г. Североморск, закрытое территориальное образование Североморск, Мурманская обл.)                 | 81-я бригада судов обеспечения | | Может выполнять функции пожарно-спасательного буксирного судна. В составе СПГ (данные лета 2017 г.) | |
| «РБ-399» | 90600                                                                              | 90600                                                              | 90600                                                                    | 2013                                                               | ВМБ Полярный (г. Мурманск, Мурманская обл.)                                                                         | 81-я бригада судов обеспечения | | Может выполнять функции пожарно-спасательного буксирного судна. В составе СПГ (данные весны 2016 г.) | |
| «РБ-400» | 90600                                                                              | 90600                                                              | 90600                                                                    | 2013                                                               | ВМБ Полярный (г. Мурманск, Мурманская обл.)                                                                         | 81-я бригада судов обеспечения | | Может выполнять функции пожарно-спасательного буксирного судна. В составе СПГ (данные весны 2018 г.) | |
| «БУК-2181» | 04690 «RAscal 2000»                                                                | 04690 «RAscal 2000»                                                | 04690 «RAscal 2000»                                                      | 2017                                                               | ВМБ Полярный (г. Мурманск, Мурманская обл.)                                                                         | 81-я бригада судов обеспечения | | Может выполнять функции пожарно-спасательного буксирного судна. В составе СПГ (данные осени 2017 г.) | |
| «БУК-259» | 378/тип «РБТ»                                                                      | 378/тип «РБТ»                                                      | 378/тип «РБТ»                                                            | —                                                                  | Беломорская ВМБ (г. Северодвинск, Архангельская обл.) — БелВМБ                                                      | 81-я бригада судов обеспечения | | Нет точных данных о состоянии вымпела. Последние подтверждённые данные от осени 2015 г. Вероятно списан. Данные уточняются | |
| Патрульный ледокол — эскортный ледокол (ПТЛД) |                                                                                    |                                                                    |                                                                          |                                                                    | Беломорская ВМБ (г. Северодвинск, Архангельская обл.) — БелВМБ                                                      | 81-я бригада судов обеспечения | | | |
| «Руслан» | 97П/тип «Добрыня Никитич»                                                          | 97П/тип «Добрыня Никитич»                                          | «Dobrynya Nikitich/Ivan Susanin»                                         | 1975                                                               | Беломорская ВМБ (г. Северодвинск, Архангельская обл.) — БелВМБ                                                      | 81-я бригада судов обеспечения | | Вероятно будет списан до 2020 г. В составе СПГ (данные весны 2018 г.) | |
| «Илья Муромец» | 21180                                                                              | 21180                                                              | (AGB)                                                                    | 2017                                                               | ВМБ Североморск (г. Североморск, закрытое территориальное образование Североморск, Мурманская обл.)                 | 81-я бригада судов обеспечения | | Может выполнять функции пожарно-спасательного буксирного судна, гидрографического судна и сухогрузного транспорта. В составе СПГ (данные весны 2018 г.) | |
| Морской транспорт вооружений (МТВ) |                                                                                    |                                                                    |                                                                          |                                                                    | | 81-я бригада судов обеспечения | | | |
| «ВТР-140» | 773                                                                                | 773                                                                | 773                                                                      | 1972                                                               | Беломорская ВМБ (г. Архангельск, Архангельская обл.) — БелВМБ                                                       | 81-я бригада судов обеспечения | | Нет точных данных о состоянии вымпела. Последние подтверждённые данные от лета 2012 г. Вероятно списан. Данные уточняются | |
| «Академик Макеев» | 20181 (20180ТВ)                                                                    | 20181 (20180ТВ)                                                    | 20181 (20180ТВ)                                                          | 2019 (план)                                                        | — | 81-я бригада судов обеспечения | | Является универсальным транспортом баллистических и крылатых ракет. Завод изготовитель — ЦС «Звёздочка» г. Северодвинск, Архангельская обл. Заложен. Строится | |
| Большой морской сухогрузный транспорт (БМСТ) |                                                                                    |                                                                    |                                                                          |                                                                    | | 81-я бригада судов обеспечения | | | |
| «Яуза» | 550М (550)/тип «Капитан Мышевский»                                                 | 550М (550)/тип «Капитан Мышевский»                                 | 550М (550)/тип «Капитан Мышевский»                                       | 1975                                                               | ВМБ Полярный (г. Мурманск, Мурманская обл.)                                                                         | 81-я бригада судов обеспечения | | Прошёл глубокую модернизацию. Принимает участие в составе «Сирийского (Московского) экспресса». В составе СПГ (данные лета 2017 г.) | |
| Морское судно тылового обеспечения (МСТО) |                                                                                    |                                                                    |                                                                          |                                                                    | ВМБ Полярный (г. Мурманск, Мурманская обл.)                                                                         | 81-я бригада судов обеспечения | | | |
| «Эльбрус» | 23120 «Лонгвиник»                                                                  | 23120 «Лонгвиник»                                                  | 23120 «Лонгвиник»                                                        | 2018                                                               | ВМБ Полярный (г. Мурманск, Мурманская обл.)                                                                         | 81-я бригада судов обеспечения | | В составе СПГ (данные весны 2018 г.) | |
| Большой морской танкер (БМТ) |                                                                                    |                                                                    |                                                                          |                                                                    | ВМБ Полярный (г. Мурманск, Мурманская обл.)                                                                         | 81-я бригада судов обеспечения | | | |
| «Сергей Осипов» | 1559В «Морской простор»/тип «Великий октябрь/Борис Чиликин»                        | 1559В «Морской простор»/тип «Великий октябрь/Борис Чиликин»        | «Boris Chilikin»                                                         | 1973                                                               | ВМБ Полярный (г. Мурманск, Мурманская обл.)                                                                         | 81-я бригада судов обеспечения | | В составе СПГ (данные осени 2016 г.) | |
| Средний морской танкер (СМТ) |                                                                                    |                                                                    |                                                                          |                                                                    | ВМБ Полярный (г. Мурманск, Мурманская обл.)                                                                         | 81-я бригада судов обеспечения | | | |
| «Кама» | «РЭФ-675»/тип «Калининграднефть»                                                   | «РЭФ-675»/тип «Калининграднефть»                                   | «Kaliningradneft»                                                        | 1982                                                               | ВМБ Полярный (г. Мурманск, Мурманская обл.)                                                                         | 81-я бригада судов обеспечения | | В составе СПГ (данные осени 2017 г.) | |
| «Вязьма» | «РЭФ-675»/тип «Калининграднефть»                                                   | «РЭФ-675»/тип «Калининграднефть»                                   | «Kaliningradneft»                                                        | 1982                                                               | Беломорская ВМБ (г. Архангельск, Архангельская обл.) — БелВМБ                                                       | 81-я бригада судов обеспечения | | Нет точных данных о состоянии вымпела. Последние подтверждённые данные от осени 2015 г. Данные уточняются | |
| «Дубна» | Тип «Дубна»                                                                        | Тип «Дубна»                                                        | «Dubna»                                                                  | 1974                                                               | ВМБ Полярный (г. Мурманск, Мурманская обл.)                                                                         | 81-я бригада судов обеспечения | | В составе СПГ (данные весны 2018 г.) | |
| «Академик Пашин» | 23130                                                                              | 23130                                                              | 23130                                                                    | 2019                                                               | ВМБ Полярный (г. Мурманск, Мурманская обл.)                                                                         | 81-я бригада судов обеспечения | | Завод изготовитель — ССРЗ «Невский судостроительно-судоремонтный завод», г. Шлиссельбург, Ленинградская обл. Танкер передан заказчику. | |
| Малый морской танкер (ММТН) |                                                                                    |                                                                    |                                                                          |                                                                    | | 81-я бригада судов обеспечения | | | |
| «ВТН-36» | 1844 «Каир»                                                                        | 1844 «Каир»                                                        | 1844 «Каир»                                                              | 1987                                                               | Беломорская ВМБ (г. Архангельск, Архангельская обл.) — БелВМБ                                                       | 81-я бригада судов обеспечения | | Нет точных данных о состоянии вымпела. Последние подтверждённые данные от осени 2016 г. В отстое в Архангельске. Вероятно списан. Данные уточняются | |
| | 03182 «Платформа-Арктика»                                                          | 03182 «Платформа-Арктика»                                          | 03182 «Платформа-Арктика»                                                | —                                                                  | — | 81-я бригада судов обеспечения | | Может использоваться в качестве универсального пожарно-спасательного буксирного судна, судна мусоросборщика и сухогрузного транспорта. Способен действовать во льдах. Завод изготовитель — ССЗ «Зеленодольский завод имени А. М. Горького», г. Зеленодольск, Республика Татарстан. Готовится к закладке                                       | |
| | 03182 «Платформа-Арктика»                                                          | 03182 «Платформа-Арктика»                                          | 03182 «Платформа-Арктика»                                                | —                                                                  | — | 81-я бригада судов обеспечения | | Может использоваться в качестве универсального пожарно-спасательного буксирного судна, судна мусоросборщика и сухогрузного транспорта. Способен действовать во льдах. Завод изготовитель — ССЗ «Зеленодольский завод имени А. М. Горького», г. Зеленодольск, Республика Татарстан. Готовится к закладке                                       | |
| Морской водоналивной танкер (МВТ) |                                                                                    |                                                                    |                                                                          |                                                                    | | 81-я бригада судов обеспечения | | | |
| «Маныч» | 1549                                                                               | 1549                                                               | «Manych»                                                                 | 1972                                                               | ВМБ Полярный (г. Мурманск, Мурманская обл.)                                                                         | 81-я бригада судов обеспечения | | Нет точных данных о состоянии вымпела. На приколе в Североморске (данные от весны 2018 г.). Возможно списан. Данные уточняются | |
| Судно комплексного портового обслуживания (СКПО) |                                                                                    |                                                                    |                                                                          |                                                                    | ВМБ Полярный (г. Мурманск, Мурманская обл.)                                                                         | 81-я бригада судов обеспечения | | | |
| «Умба» | 03180 «СКПО-1000»                                                                  | 03180 «СКПО-1000»                                                  | 03180 «СКПО-1000»                                                        | 2014                                                               | ВМБ Полярный (г. Мурманск, Мурманская обл.)                                                                         | 81-я бригада судов обеспечения | | Может выполнять функции пожарно-спасательного судна, сухогрузного транспорта, а также экологического и лоцманского судна. В составе СПГ (данные весны 2018 г.) | |
| «Печа» | 03180 «СКПО-1000»                                                                  | 03180 «СКПО-1000»                                                  | 03180 «СКПО-1000»                                                        | 2014                                                               | ВМБ Полярный (г. Мурманск, Мурманская обл.)                                                                         | 81-я бригада судов обеспечения | | Может выполнять функции пожарно-спасательного судна, сухогрузного транспорта, а также экологического и лоцманского судна. В составе СПГ (данные весны 2018 г.) | |
| Килекторное судно (КИЛ) |                                                                                    |                                                                    |                                                                          |                                                                    | | 81-я бригада судов обеспечения | | | |
| «КИЛ-164» | 141                                                                                | 141                                                                | «Kashtan»                                                                | 1989                                                               | Беломорская ВМБ (г. Архангельск, Архангельская обл.) — БелВМБ                                                       | 81-я бригада судов обеспечения | | Работает (данные лета 2017 г.) | |
| Плавучий кран; самоходный плавучий кран (ПК; СПК) |                                                                                    |                                                                    |                                                                          |                                                                    | | 81-я бригада судов обеспечения | | | |
| «ПК-39100» | «876 (605-ПК; 24-11095)»                                                           | «876 (605-ПК; 24-11095)»                                           | «876 (605-ПК; 24-11095)»                                                 | 1967                                                               | — | 81-я бригада судов обеспечения | | Нет точных данных о состоянии вымпела. Вероятно списан. Данные уточняются | |
| «ПК-33016» | «Д-9021»                                                                           | «Д-9021»                                                           | «Д-9021»                                                                 | —                                                                  | ВМБ Полярный (г. Мурманск, Мурманская обл.)                                                                         | 81-я бригада судов обеспечения | | Нет точных данных о состоянии вымпела. Последние подтверждённые данные от весны 2015 г. Вероятно списан. Данные уточняются | |
| «ПК-7500» | 15201 «Слава Севастополя»                                                          | 15201 «Слава Севастополя»                                          | 15201 «Слава Севастополя»                                                | 1983                                                               | ВМБ Североморск (г. Североморск, закрытое территориальное образование Североморск, Мурманская обл.)                 | 81-я бригада судов обеспечения | | В составе СПГ (данные зимы 2018 г.) | |
| «СПК-19150» | 02690                                                                              | 02690                                                              | 02690                                                                    | 2015                                                               | ВМБ Полярный (г. Мурманск, Мурманская обл.)                                                                         | 81-я бригада судов обеспечения | | Может выполнять функции сухогрузного транспорта. В составе СПГ (данные лета 2017 г.) | |
| «СПК-37150» | 02690                                                                              | 02690                                                              | 02690                                                                    | 2015                                                               | ВМБ Полярный (г. Мурманск, Мурманская обл.)                                                                         | 81-я бригада судов обеспечения | | Может выполнять функции сухогрузного транспорта. В составе СПГ (данные зимы 2018 г.) | |
| «СПК-45150» | 02690                                                                              | 02690                                                              | 02690                                                                    | 2016                                                               | ВМБ Полярный (г. Мурманск, Мурманская обл.)                                                                         | 81-я бригада судов обеспечения | | Может выполнять функции сухогрузного транспорта. В составе СПГ (данные лета 2017 г.) | |
| «СПК-53150» | 02690                                                                              | 02690                                                              | 02690                                                                    | 2018 (план)                                                        | — | 81-я бригада судов обеспечения | | Завод изготовитель — ССЗ «Алмаз» в городе федерального значения Санкт-Петербург. Спущен на воду. Достраивается на плаву | |
| Кабельное судно (КС) |                                                                                    |                                                                    |                                                                          |                                                                    | | 81-я бригада судов обеспечения | | | |
| «Ингури» | 1274                                                                               | 1274                                                               | 1274                                                                     | 1978                                                               | ВМБ Североморск (г. Североморск, закрытое территориальное образование Североморск, Мурманская обл.)                 | 81-я бригада судов обеспечения | | Нет точных данных о состоянии вымпела. На приколе в Североморске (данные лета 2016 г.). Вероятно списано. Данные уточняются | |
| «Волга (Свияга?)» | 15310 «Кабель»                                                                     | 15310 «Кабель»                                                     | 15310 «Кабель»                                                           | 2019 (план)                                                        | — | 81-я бригада судов обеспечения | | Может работать во льдах. Завод изготовитель — ССЗ «Зеленодольский завод имени А. М. Горького», г. Зеленодольск, Республика Татарстан. Переведено на достройку на ССЗ «Судостроительный завод Залив», г. Керчь, Республика Крым. Сформирован корпус и надстройка. Монтаж оборудования                                                          | |
| «Вятка» | 15310 «Кабель»                                                                     | 15310 «Кабель»                                                     | 15310 «Кабель»                                                           | 2020 (план)                                                        | — | 81-я бригада судов обеспечения | | Может работать во льдах. Завод изготовитель — ССЗ «Зеленодольский завод имени А. М. Горького», г. Зеленодольск, Республика Татарстан. Переведено на достройку на ССЗ «Судостроительный завод Залив», г. Керчь, Республика Крым. Сформирован корпус и надстройка. Монтаж оборудования                                                          | |
| Судно размагничивания (СР) |                                                                                    |                                                                    |                                                                          |                                                                    | | 81-я бригада судов обеспечения | | | |
| «СР-216» | 130                                                                                | 130                                                                | «Bereza»                                                                 | 1990                                                               | ВМБ Североморск (г. Североморск, закрытое территориальное образование Североморск, Мурманская обл.)                 | 81-я бригада судов обеспечения | | Нет точных данных о состоянии вымпела. Последние подтверждённые данные от лета 2010 г. На приколе в Североморске. Данные уточняются | |
| «СР-548» | 130                                                                                | 130                                                                | «Bereza»                                                                 | 1987                                                               | — | 81-я бригада судов обеспечения | | Нет точных данных о состоянии вымпела. Вероятно списано. Данные уточняются | |
| «СР-569» | 130                                                                                | 130                                                                | «Bereza»                                                                 | 1988                                                               | ВМБ Полярный (г. Мурманск, Мурманская обл.)                                                                         | 81-я бригада судов обеспечения | | Нет точных данных о состоянии вымпела. Последние подтверждённые данные от весны 2013 г. Вероятно списано. Данные уточняются | |
| «СР-261» | 17994 «Глобус»                                                                     | 17994 «Глобус»                                                     | 17994 «Глобус»                                                           | 1986                                                               | ВМБ Полярный (пос. Оленья Губа, закрытое территориальное образование Александровск, Мурманская обл.)                | 81-я бригада судов обеспечения | | Нет точных данных о состоянии вымпела. Последние подтверждённые данные от лета 2017 г. Данные уточняются | |
| СР-72 «Владимир Котельников» | 17994 «Глобус»                                                                     | 17994 «Глобус»                                                     | 17994 «Глобус»                                                           | 2007                                                               | Беломорская ВМБ (г. Северодвинск, Архангельская обл.) — БелВМБ                                                      | 81-я бригада судов обеспечения | | Нет точных данных о состоянии вымпела. Последние подтверждённые данные от лета 2013 г. Данные уточняются | |
| Судно контроля физических полей (СФП) |                                                                                    |                                                                    |                                                                          |                                                                    | | 81-я бригада судов обеспечения | | | |
| СФП-286 «Михаил Ломоносов» | 1806 «Звук»                                                                        | 1806 «Звук»                                                        | 1806 «Звук»                                                              | 1979                                                               | Беломорская ВМБ (г. Архангельск, Архангельская обл.) — БелВМБ                                                       | 81-я бригада судов обеспечения | | Нет точных данных о состоянии вымпела. На приколе на СРЗ «№ 176» в Архангельске (данные осени 2015 г.). Вероятно списано. Данные уточняются | |
| СФП-562 «Владимир Перегудов» | 18061К «Звук»                                                                      | 18061К «Звук»                                                      | 18061К «Звук»                                                            | 1988                                                               | ВМБ Полярный (г. Мурманск, Мурманская обл.)                                                                         | 81-я бригада судов обеспечения | | Нет точных данных о состоянии вымпела. Вероятно списано. Данные уточняются | |
| «Академик Исанин» | 18061 «Звук»                                                                       | 18061 «Звук»                                                       | 18061 «Звук»                                                             | 1994                                                               | ВМБ Полярный (г. Мурманск, Мурманская обл.)                                                                         | 81-я бригада судов обеспечения | | Нет точных данных о состоянии вымпела. Последние подтверждённые данные от лета 2016 г. Данные уточняются | |
| Катер торпедолов (ТЛ) |                                                                                    |                                                                    |                                                                          |                                                                    | | 81-я бригада судов обеспечения | | | |
| «ТЛ-1666» | 1388 «Баклан»                                                                      | 1388 «Баклан»                                                      | 1388 «Баклан»                                                            | 1988                                                               | ВМБ Полярный (г. Полярный, закрытое территориальное образование Александровск, Мурманская обл.)                     | 81-я бригада судов обеспечения | | Нет точных данных о состоянии вымпела. Последние подтверждённые данные от лета 2016 года. Возможно списан. Данные уточняются | |
| Катер экологического контроля (ЭК) | «ЭК-1412»                                                                          | «СК620/Н» («СК620/II») «Дракон»                                    | «СК620/Н» («СК620/II») «Дракон»                                          | «СК620/Н» («СК620/II») «Дракон»                                    | 1983 | 81-я бригада судов обеспечения | ВМБ Североморск (г. Североморск, закрытое территориальное образование Североморск, Мурманская обл.) | | Работает (данные лета 2017 г.) |
| Катер химической и радиационной разведки (КРХ) | «КРХ-536»                                                                          | «1388Р» «Баклан-Р»                                                 | «1388Р» «Баклан-Р»                                                       | «1388Р» «Баклан-Р»                                                 | — | 81-я бригада судов обеспечения | ВМБ Североморск (г. Североморск, закрытое территориальное образование Североморск, Мурманская обл.) | | Работает (данные лета 2017 г.) |
| Катер связи — плавучий командный пункт; рейдовый разъездной катер; церемониальный катер (КСВ) |                                                                                    |                                                                    |                                                                          |                                                                    | — | 81-я бригада судов обеспечения | ВМБ Североморск (г. Североморск, закрытое территориальное образование Североморск, Мурманская обл.) | | |
| «КСВ-213» | 1388Р «Баклан»                                                                     | 1388Р «Баклан»                                                     | 1388Р «Баклан»                                                           |                                                                    | — | 81-я бригада судов обеспечения | ВМБ Североморск (г. Североморск, закрытое территориальное образование Североморск, Мурманская обл.) | Работает (данные лета 2017 г.) | |
| «КСВ-316» | 14670 «Гурзуф»                                                                     | 14670 «Гурзуф»                                                     | 14670 «Гурзуф»                                                           | 1991                                                               | | 81-я бригада судов обеспечения | ВМБ Североморск (г. Североморск, закрытое территориальное образование Североморск, Мурманская обл.) | Нет точных данных о состоянии вымпела. Последние подтверждённые данные от лета 2014 года. Данные уточняются | |
| «КСВ-872» | 1388НЗ «Баклан»                                                                    | 1388НЗ «Баклан»                                                    | 1388НЗ «Баклан»                                                          | 2011                                                               | | 81-я бригада судов обеспечения | ВМБ Североморск (г. Североморск, закрытое территориальное образование Североморск, Мурманская обл.) | Работает (данные лета 2017 г.) | |
| «КСВ-57» | 003                                                                                | 21270                                                              | 21270                                                                    | 2007                                                               | | 81-я бригада судов обеспечения | ВМБ Североморск (г. Североморск, закрытое территориальное образование Североморск, Мурманская обл.) | Работает (данные весны 2018 г.) | |
| Рабочий катер — рейдовый разъездной катер; пассажирский катер (РК — РРК; ПСК) |                                                                                    |                                                                    |                                                                          |                                                                    | | 81-я бригада судов обеспечения | | | |
| ПСК-346 «Беломорец» | «СК620/II» «Дракон»                                                                | «СК620/II» «Дракон»                                                | «СК620/II» «Дракон»                                                      | 1978                                                               | Беломорская ВМБ (г. Архангельск, Архангельская обл.) — БелВМБ                                                       | 81-я бригада судов обеспечения | | Работает (данные лета 2017 г.) | |
| «ПСК-1304» | «СК620/II» «Дракон»                                                                | «СК620/II» «Дракон»                                                | «СК620/II» «Дракон»                                                      | —                                                                  | ВМБ Североморск (г. Североморск, закрытое территориальное образование Североморск, Мурманская обл.)                 | 81-я бригада судов обеспечения | | Работает (данные лета 2017 г.) | |
| «ПСК-302» | «СК620/II» «Дракон»                                                                | «СК620/II» «Дракон»                                                | «СК620/II» «Дракон»                                                      | —                                                                  | ВМБ Североморск (г. Североморск, закрытое территориальное образование Североморск, Мурманская обл.)                 | 81-я бригада судов обеспечения | | Работает (данные лета 2017 г.) | |
| Катер нефтемусоросборщик (МУС) | «МУС-467»                                                                          | 14630                                                              | 14630                                                                    | 14630                                                              | ВМБ Североморск (г. Североморск, закрытое территориальное образование Североморск, Мурманская обл.)                 | 81-я бригада судов обеспечения | | Нет точных данных о состоянии вымпела. На приколе в Североморске (данные лета 2017 г.). Вероятно списан. Данные уточняются | |

Суммарно вымпелов:
Боевые подводные лодки: 33
Исследовательские подводные лодки, батискафы и спасательные обитаемые глубоководные аппараты:
Надводные корабли и катера: 38
Надводные суда и катера:
Статистика:
Доля кораблей производства СССР (период ∼ — 1980 гг.; см. раздел 7.1 «Примечания») по состоянию на конец 2018 года — ≈ %
Доля кораблей производства СССР (период 1980—1991 гг.; см. раздел 7.1 «Примечания») по состоянию на конец 2018 года — ≈ %
Доля кораблей производства Российской Федерации (период 1991—2000 гг.; см. раздел 7.1 «Примечания») по состоянию на конец 2018 года — ≈ %
Доля кораблей производства Российской Федерации (период 2000 ∼ гг.; см. раздел 7.1 «Примечания») по состоянию на конец 2018 года — ≈ %
Доля судов производства СССР по состоянию на конец 2018 года — ≈ %
Доля судов производства Российской Федерации (период 1991—2000 гг.; см. раздел 7.1 «Примечания») по состоянию на конец 2018 года — ≈ %
Доля судов производства Российской Федерации (период 2000 ∼ гг.; см. раздел 7.1 «Примечания») по состоянию на конец 2018 года — ≈ %
Процент исправных кораблей по состоянию на конец 2018 года — ≈ %
Процент исправных судов по состоянию на конец 2018 года — ≈ %
Средний возраст боевого состава флота по состоянию на конец 2018 года — ≈ лет
Средний возраст вспомогательного состава флота по состоянию на конец 2018 года — ≈ лет

## Тихоокеанский флот ВМФ России
Цвета таблицы:
| В составе сил постоянной боевой готовности или работает по предназначению (СПГ) |

| Проходит доковый, текущий или средний ремонт (ВТГ, СР или СО) |

| Проходит частичную или глубокую модернизацию с ремонтом (РСМ) |

| Строится/проходит испытания (швартовные, ЗХИ или ГХИ) |

| Находится в резерве/ожидает утилизации |

| Нет точных данных о состоянии вымпела |

Внимание! В нижеприведённую таблицу включён не полный перечень кораблей и судов флота. Каталог исключений и дополнительную информацию, как и расшифровку сокращений и словарь см. в разделе «Примечания».
| Тяжёлый атомный ракетный крейсер (ТАРКР) | «Адмирал Нахимов»                           | 080                                         | 11442М (1144.2; 11442) «Орлан»   | «Kirov»                  | 1988                                                                                             | Владивостокская ВМБ (г. Владивосток, Приморский край)                                        | 36-я дивизия надводных кораблей Приморской флотилии разнородных сил                        | | Проходит глубокую модернизацию с ремонтом на ПО «Севмаш» в г. Северодвинск Архангельской обл. до конца 2025 г. (данные января 2025 г.) |
| Ракетный крейсер (РКР) | «Варяг»                                     | 011                                         | 1164 «Атлант»                    | «Slava»                  | 1989                                                                                             | Владивостокская ВМБ (г. Владивосток, Приморский край)                                        | 36-я дивизия надводных кораблей Приморской флотилии разнородных сил                        | | В составе СПГ (данные ноября 2023 г.) |
| Эскадренный миноносец; эсминец (ЭМ) | «Бурный»                                    | 778                                         | 956 «Сарыч»                      | «Sovremenny»             | 1988                                                                                             | Фокинская ВМБ (закрытое административно-территориальное образование Фокино, Приморский край) | —                                                                                          | | В резерве 3-й категории. Донор ЗИП. Ожидает списания и утилизации |
| Большой противолодочный корабль (БПК) |                                             |                                             |                                  |                          |                                                                                                  |                                                                                              |                                                                                            | | |
| «Адмирал Трибуц» | 564                                         | 1155 «Фрегат»/тип «Удалой»                  | «Udaloy»                         | 1986                     | Владивостокская ВМБ (г. Владивосток, Приморский край)                                            | 44-я бригада надводных кораблей Приморской флотилии разнородных сил                          |                                                                                            | По боевым возможностям соответствует эсминцам стран NATO. В составе СПГ (данные декабря 2023 г.) | |
| «Адмирал Пантелеев» | 548                                         | 1155 «Фрегат»/тип «Удалой»                  | «Udaloy»                         | 1991                     | Владивостокская ВМБ (г. Владивосток, Приморский край)                                            | 44-я бригада надводных кораблей Приморской флотилии разнородных сил                          |                                                                                            | По боевым возможностям соответствует эсминцам стран NATO. В составе СПГ (данные декабря 2023 г.) | |
| Фрегат (ФР) |                                             | 1155 «Фрегат»/тип «Удалой»                  | «Udaloy»                         |                          | Владивостокская ВМБ (г. Владивосток, Приморский край)                                            | 44-я бригада надводных кораблей Приморской флотилии разнородных сил                          |                                                                                            | | |
| «Маршал Шапошников» | 543                                         | 1155 «Фрегат»/тип «Удалой»                  | «Udaloy»                         | 1985                     | Владивостокская ВМБ (г. Владивосток, Приморский край)                                            | 44-я бригада надводных кораблей Приморской флотилии разнородных сил                          |                                                                                            | По боевым возможностям соответствует эсминцам стран NATO. Имеет крылатые ракеты «Калибр», Х-35 и «Циркон». В составе СПГ (данные декабря 2023 г.) | |
| «Адмирал Виноградов» | 572                                         | 1155 «Фрегат»/тип «Удалой»                  | «Udaloy»                         | 1988                     | Владивостокская ВМБ (г. Владивосток, Приморский край)                                            | 44-я бригада надводных кораблей Приморской флотилии разнородных сил                          |                                                                                            | По боевым возможностям соответствует эсминцам стран NATO. Находится на модернизации до конца 2025 г. (данные декабря 2022 г.) | |
| «Адмирал флота Советского Союза Амелько» |                                             | 22350                                       | 22350                            | 2023 (план)              |                                                                                                  |                                                                                              |                                                                                            | По боевым возможностям соответствует эсминцам стран NATO. Заложен. Строится. | |
| «Адмирал Юмашев» |                                             | 22350                                       | 22350                            | 2025 (план)              |                                                                                                  |                                                                                              |                                                                                            | По боевым возможностям соответствует эсминцам стран NATO. Заложен. Строится. | |
| «Адмирала флота Советского Союза Исаков» |                                             | 22350                                       | 22350                            | 2027 (план)              |                                                                                                  |                                                                                              |                                                                                            | По боевым возможностям соответствует эсминцам стран NATO. Заложен. Строится. | |
| Сторожевые корабли ближней и дальней морской зоны (корабли 2-го ранга); 1 вымпел |                                             | 22350                                       | 22350                            |                          |                                                                                                  |                                                                                              |                                                                                            | | |
| Корвет (КРВ) |                                             |                                             |                                  |                          |                                                                                                  |                                                                                              |                                                                                            | | |
| «Совершенный» | 333                                         | 20380                                       | «Steregushchy»                   | 2017                     | Владивостокская ВМБ (г. Владивосток, Приморский край)                                            | —                                                                                            |                                                                                            | По боевым возможностям соответствует фрегатам стран NATO. В составе СПГ (данные сентября 2024 г.) | |
| «Громкий» | 335                                         | 20380                                       | «Steregushchy»                   | 2018                     | Владивостокская ВМБ (г. Владивосток, Приморский край)                                            | —                                                                                            |                                                                                            | По боевым возможностям соответствует фрегатам стран NATO. В составе СПГ (данные сентября 2024 г.) | |
| «Герой Российской Федерации Алдар Цыденжапов» | 339                                         | 20380                                       | «Steregushchy»                   | 2020                     |                                                                                                  |                                                                                              |                                                                                            | По боевым возможностям соответствует фрегатам стран NATO. В составе СПГ (данные сентября 2024 г.) | |
| «Резкий» | 343                                         | 20380                                       | «Steregushchy»                   | 2023                     |                                                                                                  |                                                                                              |                                                                                            | По боевым возможностям соответствует фрегатам стран NATO. Имеет УКСК «Калибр-НК». Может быть носителем тактического ядерного оружия в виде спец. БЧ крылатых ракет УКСК «Калибр-НК». В составе СПГ (данные сентября 2023 г.) | |
| «Грозный» |                                             | 20380                                       | «Steregushchy»                   | 2024 (план)              |                                                                                                  |                                                                                              |                                                                                            | По боевым возможностям соответствует фрегатам стран NATO. Имеет УКСК «Калибр-НК». Может быть носителем тактического ядерного оружия в виде спец. БЧ крылатых ракет УКСК «Калибр-НК». Контракт заключён. | |
| Бравый |                                             | 20380                                       | «Steregushchy»                   | 2026 (план)              |                                                                                                  |                                                                                              |                                                                                            | По боевым возможностям соответствует фрегатам стран NATO. Может быть носителем тактического ядерного оружия в виде спец. БЧ крылатых ракет УКСК «Калибр-НК». Контракт заключён. | |
| «Гремящий» | 337                                         | 20385                                       | 20385                            | 2020                     |                                                                                                  |                                                                                              |                                                                                            | Имеет УКСК «Калибр-НК». Может быть носителем тактического ядерного оружия в виде спец. БЧ крылатых ракет УКСК «Калибр-НК». По боевым возможностям соответствует фрегатам стран NATO. В составе СПГ (данные сентября 2024 г.) | |
| «Проворный» |                                             | 20385                                       | 20385                            | 2025 (план)              |                                                                                                  |                                                                                              |                                                                                            | Имеет УКСК «Калибр-НК». Может быть носителем тактического ядерного оружия в виде спец. БЧ крылатых ракет УКСК «Калибр-НК». По боевым возможностям соответствует фрегатам стран NATO. | |
| «Буйный» |                                             | 20385                                       | 20385                            | 2024 — 2028 (план)       |                                                                                                  |                                                                                              |                                                                                            | По боевым возможностям соответствует фрегатам стран NATO. Имеет УКСК «Калибр-НК». Может быть носителем тактического ядерного оружия в виде спец. БЧ крылатых ракет УКСК «Калибр-НК». Контракт заключён. | |
| «Разумный» |                                             | 20385                                       | 20385                            | 2024 — 2028 (план)       |                                                                                                  |                                                                                              |                                                                                            | По боевым возможностям соответствует фрегатам стран NATO. Имеет УКСК «Калибр-НК». Может быть носителем тактического ядерного оружия в виде спец. БЧ крылатых ракет УКСК «Калибр-НК». Контракт заключён. | |
| «Быстрый» |                                             | 20385                                       | 20385                            | 2024 — 2028 (план)       |                                                                                                  |                                                                                              |                                                                                            | По боевым возможностям соответствует фрегатам стран NATO. Имеет УКСК «Калибр-НК». Может быть носителем тактического ядерного оружия в виде спец. БЧ крылатых ракет УКСК «Калибр-НК». Контракт заключён. | |
| Ретивый |                                             | 20385                                       | 20385                            | 2024 — 2028 (план)       |                                                                                                  |                                                                                              |                                                                                            | По боевым возможностям соответствует фрегатам стран NATO. Имеет УКСК «Калибр-НК». Может быть носителем тактического ядерного оружия в виде спец. БЧ крылатых ракет УКСК «Калибр-НК». Контракт заключён. | |
| Корабли и катера охраны водного района — ОВР (корабли 3-го и 4-го рангов); 32 вымпела |                                             |                                             |                                  |                          |                                                                                                  |                                                                                              |                                                                                            | | |
| Малый ракетный корабль (МРК) |                                             |                                             |                                  |                          |                                                                                                  |                                                                                              |                                                                                            | | |
| «Смерч» | 423                                         | 12341 «Овод-1»                              | «Nanuchka»                       | 1985                     | Камчатская ВМБ (пос. Завойко, Петропавловск-Камчатский район, Камчатский край)                   | 66-й дивизион малых ракетных кораблей                                                        |                                                                                            | В составе СПГ (данные августа 2023 г.) | |
| «Иней» | 418                                         | 12341 «Овод-1»                              | «Nanuchka»                       | 1987                     | Камчатская ВМБ (пос. Завойко, Петропавловск-Камчатский район, Камчатский край)                   | 66-й дивизион малых ракетных кораблей                                                        |                                                                                            | Нет информации о состоянии вымпела. (данные декабря 2024 г.) | |
| «Ржев» | 400                                         | 22800 «Каракурт»                            | 22800 «Каракурт»                 | 2024 — 2026 (план)       |                                                                                                  |                                                                                              |                                                                                            | Имеет УКСК «Калибр-НК». Может быть носителем тактического ядерного оружия в виде спец. БЧ крылатых ракет УКСК «Калибр-НК». | |
| «Удомля» | 401                                         | 22800 «Каракурт»                            | 22800 «Каракурт»                 | 2024 — 2026 (план)       |                                                                                                  |                                                                                              |                                                                                            | Имеет УКСК «Калибр-НК». Может быть носителем тактического ядерного оружия в виде спец. БЧ крылатых ракет УКСК «Калибр-НК». | |
| «Уссурийск» |                                             | 22800 «Каракурт»                            | 22800 «Каракурт»                 | 2024 — 2026 (план)       |                                                                                                  |                                                                                              |                                                                                            | Имеет УКСК «Калибр-НК». Может быть носителем тактического ядерного оружия в виде спец. БЧ крылатых ракет УКСК «Калибр-НК». | |
| «Павловск» |                                             | 22800 «Каракурт»                            | 22800 «Каракурт»                 | 2024 — 2026 (план)       |                                                                                                  |                                                                                              |                                                                                            | Имеет УКСК «Калибр-НК». Может быть носителем тактического ядерного оружия в виде спец. БЧ крылатых ракет УКСК «Калибр-НК». | |
| Малый противолодочный корабль (МПК) |                                             |                                             |                                  |                          |                                                                                                  |                                                                                              |                                                                                            | | |
| МПК-191 «Холмск» | 369                                         | 1124 «Альбатрос»                            | «Grisha»                         | 1985                     | ВМБ Советская Гавань (г. Советская Гавань, Хабаровский край)                                     | 38-й дивизион кораблей охраны водного района 165-й бригады надводных кораблей                |                                                                                            | Нет информации о состоянии вымпела. (данные декабря 2024 г.) | |
| МПК-222 «Кореец» | 390                                         | 1124М «Альбатрос»                           | «Grisha III»                     | 1989                     | Владивостокская ВМБ (г. Владивосток, Приморский край)                                            | 11-й дивизион кораблей охраны водного района 165-й бригады надводных кораблей                |                                                                                            | В составе СПГ (данные августа 2023 г.) | |
| МПК-125 «Советская Гавань» | 350                                         | 1124М «Альбатрос»                           | «Grisha III»                     | 1990                     | ВМБ Советская Гавань (г. Советская Гавань, Хабаровский край)                                     | 38-й дивизион кораблей охраны водного района 165-й бригады надводных кораблей                |                                                                                            | В составе СПГ (данные июля 2023 г.) | |
| «МПК-107» | 332                                         | 1124М «Альбатрос»                           | «Grisha III»                     | 1990                     | Камчатская ВМБ (г. Петропавловск-Камчатский, Петропавловск-Камчатский район, Камчатский край)    | 117-й дивизион кораблей охраны водного района 114-й бригады кораблей охраны водного района   |                                                                                            | В составе СПГ (данные октября 2024 г.) | |
| МПК-64 «Метель» | 323                                         | 1124М «Альбатрос»                           | «Grisha III»                     | 1990                     | Владивостокская ВМБ (г. Владивосток, Приморский край)                                            | 11-й дивизион кораблей охраны водного района 165-й бригады надводных кораблей                |                                                                                            | В составе СПГ (данные октября 2023 г.) | |
| «МПК-82» | 375                                         | 1124М «Альбатрос»                           | «Grisha III»                     | 1991                     | Камчатская ВМБ (пос. Завойко, Петропавловск-Камчатский район, Камчатский край)                   | 117-й дивизион кораблей охраны водного района 114-й бригады кораблей охраны водного района   |                                                                                            | В составе СПГ (данные октября 2024 г.) | |
| МПК-17 «Усть-Илимск» | 362                                         | 1124М «Альбатрос»                           | «Grisha III»                     | 1991                     | Владивостокская ВМБ (г. Владивосток, Приморский край)                                            | 11-й дивизион кораблей охраны водного района 165-й бригады надводных кораблей                |                                                                                            | В составе СПГ (данные октября 2024 г.) | |
| Ракетный катер (РКА) |                                             |                                             |                                  |                          | Владивостокская ВМБ (г. Владивосток, Приморский край)                                            |                                                                                              |                                                                                            | | |
| «Р-261» | 991                                         | 12411 «Молния-1»                            | «Tarantul»                       | 1988                     | Владивостокская ВМБ (г. Владивосток, Приморский край)                                            | 2-й гвардейский дивизион ракетных катеров 165-й бригады надводных кораблей                   |                                                                                            | В составе СПГ (данные мая 2024 г.) | |
| «Р-297» | 954                                         | 12411 «Молния-1»                            | «Tarantul»                       | 1990                     | Владивостокская ВМБ (г. Владивосток, Приморский край)                                            | 2-й гвардейский дивизион ракетных катеров 165-й бригады надводных кораблей                   |                                                                                            | В составе СПГ (данные марта 2023 г.) | |
| «Р-298» | 971                                         | 12411 «Молния-1»                            | «Tarantul»                       | 1990                     | Владивостокская ВМБ (г. Владивосток, Приморский край)                                            | 2-й гвардейский дивизион ракетных катеров 165-й бригады надводных кораблей                   |                                                                                            | В составе СПГ (данные апреля 2024 г.) | |
| «Р-11» | 940                                         | 12411 «Молния-1»                            | «Tarantul»                       | 1991                     | Владивостокская ВМБ (г. Владивосток, Приморский край)                                            | 2-й гвардейский дивизион ракетных катеров 165-й бригады надводных кораблей                   |                                                                                            | В составе СПГ (данные марта 2024 г.) | |
| «Р-14» | 924                                         | 12411 «Молния-1»                            | «Tarantul»                       | 1991                     | Владивостокская ВМБ (г. Владивосток, Приморский край)                                            | 2-й гвардейский дивизион ракетных катеров 165-й бригады надводных кораблей                   |                                                                                            | В составе СПГ (данные марта 2023 г.) | |
| «Р-18» | 937                                         | 12411 «Молния-1»                            | «Tarantul»                       | 1992                     | Владивостокская ВМБ (г. Владивосток, Приморский край)                                            | 2-й гвардейский дивизион ракетных катеров 165-й бригады надводных кораблей                   |                                                                                            | В составе СПГ (данные августа 2023 г.) | |
| «Р-19» | 978                                         | 12411 «Молния-1»                            | «Tarantul»                       | 1992                     | Владивостокская ВМБ (г. Владивосток, Приморский край)                                            | 2-й гвардейский дивизион ракетных катеров 165-й бригады надводных кораблей                   |                                                                                            | В составе СПГ (данные августа 2024 г.) | |
| «Р-20» | 921                                         | 12411 «Молния-1»                            | «Tarantul»                       | 1993                     | Владивостокская ВМБ (г. Владивосток, Приморский край)                                            | 2-й гвардейский дивизион ракетных катеров 165-й бригады надводных кораблей                   |                                                                                            | В составе СПГ (данные июня 2023 г.) | |
| «Р-24» | 946                                         | 12411 «Молния-1»                            | «Tarantul»                       | 1994                     | Владивостокская ВМБ (г. Владивосток, Приморский край)                                            | 2-й гвардейский дивизион ракетных катеров 165-й бригады надводных кораблей                   |                                                                                            | В составе СПГ (данные мая 2024 г.) | |
| «Р-29» | 916                                         | 12411 «Молния-1»                            | «Tarantul»                       | 2003                     | Владивостокская ВМБ (г. Владивосток, Приморский край)                                            | 2-й гвардейский дивизион ракетных катеров 165-й бригады надводных кораблей                   |                                                                                            | В составе СПГ (данные августа 2023 г.) | |
| Противодиверсионный катер (ПРДК) |                                             |                                             |                                  |                          |                                                                                                  |                                                                                              |                                                                                            | | |
| «П-391» | —                                           | 14159/тип «Фламинго»                        | «Flamingo»                       | 1988                     | —                                                                                                | —                                                                                            |                                                                                            | В составе СПГ (данные марта 2023 г.) | |
| «П-400» | —                                           | 14159/тип «Фламинго»                        | «Flamingo»                       | 1988                     | —                                                                                                | —                                                                                            |                                                                                            | Нет информации о состоянии вымпела. (данные декабря 2024 г.) | |
| «П-404» | 999                                         | 14159/тип «Фламинго»                        | «Flamingo»                       | —                        | —                                                                                                | —                                                                                            |                                                                                            | Нет информации о состоянии вымпела. (данные декабря 2024 г.) | |
| «П-405» | 978                                         | 14159/тип «Фламинго»                        | «Flamingo»                       | —                        | —                                                                                                | —                                                                                            |                                                                                            | Нет информации о состоянии вымпела. (данные декабря 2024 г.) | |
| «П-406» | —                                           | 14159/тип «Фламинго»                        | «Flamingo»                       | 1988                     | —                                                                                                | —                                                                                            |                                                                                            | В составе СПГ (данные марта 2023 г.) | |
| «П-377» | 996                                         | 21980 «Грачонок»                            | 21980 «Грачонок»                 | 2013                     | Владивостокская ВМБ (г. Владивосток, Приморский край)                                            | —                                                                                            |                                                                                            | В составе СПГ (данные марта 2023 г.) | |
| П-420 «Юнармеец Приморья» | 997                                         | 21980 «Грачонок»                            | 21980 «Грачонок»                 | 2014                     | Владивостокская ВМБ (г. Владивосток, Приморский край)                                            | —                                                                                            |                                                                                            | Нет информации о состоянии вымпела. (данные декабря 2024 г.) | |
| П-417 «Юнармеец Камчатки» | 998                                         | 21980 «Грачонок»                            | 21980 «Грачонок»                 | 2014                     | Камчатская ВМБ                                                                                   | —                                                                                            |                                                                                            | В составе СПГ (данные марта 2023 г.) | |
| «П-431 Юнармеец Чукотки» | 994                                         | 21980 «Грачонок»                            | 21980 «Грачонок»                 | 2017                     | Камчатская ВМБ                                                                                   | —                                                                                            |                                                                                            | Нет информации о состоянии вымпела. (данные декабря 2024 г.) | |
| «П-445» | 973                                         | 21980 «Грачонок»                            | 21980 «Грачонок»                 | 2018                     | —                                                                                                | —                                                                                            |                                                                                            | В составе СПГ (данные марта 2023 г.) | |
| П-450 «Юнармеец Сахалина» |                                             | 21980 «Грачонок»                            | 21980 «Грачонок»                 | 2020                     | Камчатская ВМБ                                                                                   | —                                                                                            |                                                                                            | В составе СПГ (данные марта 2023 г.) | |
| «П-» |                                             | 03160 «Раптор»                              | 03160 «Раптор»                   | 2020 (план)              |                                                                                                  |                                                                                              |                                                                                            | Завод изготовитель — ССЗ «Пелла», г. Отрадное, Ленинградская обл. Заложен. Строится | |
| «П-» | —                                           | 03160 «Раптор»                              | 03160 «Раптор»                   | 2020 (план)              |                                                                                                  | Завод изготовитель — ССЗ «Пелла», г. Отрадное, Ленинградская обл. Заложен. Строится          |                                                                                            | | |
| Морской тральщик (МТЩ) |                                             |                                             |                                  |                          |                                                                                                  |                                                                                              |                                                                                            | | |
| «МТ-264» | 738                                         | 266МЭ «Аквамарин-МЭ»                        | «Natya»                          | 1989                     | ВМБ Советская Гавань (г. Советская Гавань, Хабаровский край)                                     | 117-й дивизион кораблей охраны водного района 114-й бригады кораблей охраны водного района   |                                                                                            | Нет информации о состоянии вымпела. (данные декабря 2024 г.) | |
| «МТ-265» | 718                                         | 266МЭ «Аквамарин-МЭ»                        | «Natya»                          | 1989                     | ВМБ Советская Гавань (г. Советская Гавань, Хабаровский край)                                     | 117-й дивизион кораблей охраны водного района 114-й бригады кораблей охраны водного района   |                                                                                            | В составе СПГ (данные сентября 2023 г.) | |
| «Яков Баляев» | 701                                         | 12700 «Александрит»                         | 12700 «Александрит»              | 2020                     |                                                                                                  |                                                                                              |                                                                                            | В составе СПГ (данные октября 2024 г.) | |
| «Пётр Ильичёв» | 721                                         | 12700 «Александрит»                         | 12700 «Александрит»              | 2022                     |                                                                                                  |                                                                                              |                                                                                            | В составе СПГ (данные сентября 2024 г.) | |
| «Анатолий Шлемов» | 757                                         | 12700 «Александрит»                         | 12700 «Александрит»              | 2022                     |                                                                                                  |                                                                                              |                                                                                            | В составе СПГ (данные октября 2024 г.) | |
| Базовый тральщик (БТЩ) |                                             |                                             |                                  |                          |                                                                                                  |                                                                                              |                                                                                            | | |
| «БТ-100» | 565                                         | 1265 «Яхонт»                                | «Sonya»                          | 1984                     | ВМБ Советская Гавань (г. Советская Гавань, Хабаровский край)                                     | 38-й дивизион кораблей охраны водного района 165-й бригады надводных кораблей                |                                                                                            | В составе СПГ (данные сентября 2024 г.) | |
| «БТ-325» | 586                                         | 1265 «Яхонт»                                | «Sonya»                          | 1985                     | Владивостокская ВМБ (г. Владивосток, Приморский край)                                            | 11-й дивизион кораблей охраны водного района 165-й бригады надводных кораблей                |                                                                                            | В составе СПГ (данные сентября 2024 г.) | |
| «БТ-114» | 542                                         | 1265 «Яхонт»                                | «Sonya»                          | 1987                     | Владивостокская ВМБ (г. Владивосток, Приморский край)                                            | 11-й дивизион кораблей охраны водного района 165-й бригады надводных кораблей                |                                                                                            | В составе СПГ (данные марта 2023 г.) | |
| «БТ-232» | 525                                         | 1265 «Яхонт»                                | «Sonya»                          | 1988                     | Владивостокская ВМБ (г. Владивосток, Приморский край)                                            | 11-й дивизион кораблей охраны водного района 165-й бригады надводных кораблей                |                                                                                            | В составе СПГ (данные апреля 2023 г.) | |
| «БТ-245» | 553                                         | 1265 «Яхонт»                                | «Sonya»                          | 1989                     | Владивостокская ВМБ (г. Владивосток, Приморский край)                                            | 11-й дивизион кораблей охраны водного района 165-й бригады надводных кораблей                |                                                                                            | В составе СПГ (данные сентября 2024 г.) | |
| «БТ-256» | 560                                         | 1265 «Яхонт»                                | «Sonya»                          | 1990                     | Владивостокская ВМБ (г. Владивосток, Приморский край)                                            | 11-й дивизион кораблей охраны водного района 165-й бригады надводных кораблей                |                                                                                            | В составе СПГ (данные сентября 2024 г.) | |
| «БТ-215» | 593                                         | 1265 «Яхонт»                                | «Sonya»                          | 1991                     | ВМБ Советская Гавань (г. Советская Гавань, Хабаровский край)                                     | 38-й дивизион кораблей охраны водного района 165-й бригады надводных кораблей                |                                                                                            | В составе СПГ (данные сентября 2024 г.) | |
| Рейдовый тральщик (РТЩ) | «РТ-471»                                    | 246                                         | 1258 «Корунд»                    | «Yevgenya»               | 1979                                                                                             | Камчатская ВМБ (пос. Завойко, Петропавловск-Камчатский район, Камчатский край)               | 117-й дивизион кораблей охраны водного района 114-й бригады кораблей охраны водного района | | Нет информации о состоянии вымпела. (данные декабря 2024 г.) |
| Десантные корабли и катера (корабли 2-го и 4-го рангов); 8 вымпелов |                                             |                                             |                                  |                          |                                                                                                  |                                                                                              |                                                                                            | | |
| Большой десантный корабль (БДК) |                                             |                                             |                                  |                          |                                                                                                  |                                                                                              |                                                                                            | | |
| «Николай Вилков» | 081                                         | 1171 «Тапир»                                | «Alligator»                      | 1974                     | Фокинская ВМБ (закрытое административно-территориальное образование Фокино, Приморский край)     | 100-я бригада десантных кораблей Приморской флотилии разнородных сил                         |                                                                                            | В составе СПГ (данные сентября 2023 г.) | |
| БДК-101 «Ослябя» | 066                                         | 775                                         | «Ropucha»                        | 1981                     | Фокинская ВМБ (закрытое административно-территориальное образование Фокино, Приморский край)     | 100-я бригада десантных кораблей Приморской флотилии разнородных сил                         |                                                                                            | В составе СПГ (данные августа 2023 г.) | |
| БДК-98 «Адмирал Невельской» | 055                                         | 775                                         | «Ropucha»                        | 1982                     | Фокинская ВМБ (закрытое административно-территориальное образование Фокино, Приморский край)     | 100-я бригада десантных кораблей Приморской флотилии разнородных сил                         |                                                                                            | В составе СПГ (данные сентября 2023 г.) | |
| БДК-11 «Пересвет» | 077                                         | 775М                                        | «Ropucha-M»                      | 1991                     | Фокинская ВМБ (закрытое административно-территориальное образование Фокино, Приморский край)     | 100-я бригада десантных кораблей Приморской флотилии разнородных сил                         |                                                                                            | В составе СПГ (данные октября 2023 г.) | |
| «Владимир Андреев» |                                             | 11711                                       | «Ivan Gren»                      | 2026 (план)              |                                                                                                  |                                                                                              |                                                                                            | Завод изготовитель — ССЗ «Янтарь», г. Калининград, Калининградская обл. Строится. | |
| «Василий Трушин» |                                             | 11711                                       | «Ivan Gren»                      |                          |                                                                                                  |                                                                                              |                                                                                            | Завод изготовитель — ССЗ «Янтарь», г. Калининград, Калининградская обл. Строится. | |
| «Иван Рогов» |                                             | 23900                                       | «Ivan Rogov»                     | 2028 (план)              |                                                                                                  |                                                                                              |                                                                                            | Завод изготовитель — ССЗ «Залив», г. Керчь, Республика Крым. Заложен. Строится. | |
| Десантный катер (ДКА) |                                             |                                             |                                  |                          |                                                                                                  |                                                                                              |                                                                                            | | |
| «Д-704» | 640                                         | 1176 «Акула»                                | «Ondatra»                        | 1976                     | Фокинская ВМБ (закрытое административно-территориальное образование Фокино, Приморский край)     | 100-я бригада десантных кораблей Приморской флотилии разнородных сил                         |                                                                                            | Нет информации о состоянии вымпела. (данные декабря 2024 г.) | |
| «Д-70» | 677                                         | 1176 «Акула»                                | «Ondatra»                        | 1981                     | Фокинская ВМБ (закрытое административно-территориальное образование Фокино, Приморский край)     | 100-я бригада десантных кораблей Приморской флотилии разнородных сил                         |                                                                                            | В составе СПГ (данные апреля 2023 г.) | |
| «Д-57» | 675                                         | 1176 «Акула»                                | «Ondatra»                        | 2007                     | Фокинская ВМБ (закрытое административно-территориальное образование Фокино, Приморский край)     | 100-я бригада десантных кораблей Приморской флотилии разнородных сил                         |                                                                                            | В составе СПГ (данные апреля 2023 г.) | |
| Д-107«Андрей Иванов» | 650                                         | 11770 «Серна»                               | «Serna»                          | 2010                     | Фокинская ВМБ (закрытое административно-территориальное образование Фокино, Приморский край)     | 100-я бригада десантных кораблей Приморской флотилии разнородных сил                         |                                                                                            | В составе СПГ (данные апреля 2023 г.) | |
| «Иван Карцов» | 685                                         | 21820 «Дюгонь»                              | «Dyugon»                         | 2015                     | Фокинская ВМБ (закрытое административно-территориальное образование Фокино, Приморский край)     | 100-я бригада десантных кораблей Приморской флотилии разнородных сил                         |                                                                                            | В составе СПГ (данные апреля 2023 г.) | |
| Подлодки (корабли 1-го и 2-го ранга); 17 вымпелов |                                             |                                             |                                  |                          | Фокинская ВМБ (закрытое административно-территориальное образование Фокино, Приморский край)     | 100-я бригада десантных кораблей Приморской флотилии разнородных сил                         |                                                                                            | | |
| Ракетный подводный крейсер стратегического назначения (РПКСН)/АПЛ с баллистическими ракетами (ПЛАРБ) |                                             |                                             |                                  |                          |                                                                                                  |                                                                                              |                                                                                            | | |
| К-550 «Александр Невский» | 838                                         | 09551 (955) «Борей»                         | «Borei-II/Dolgorukiy»            | 2013                     | Камчатская ВМБ (закрытое административно-территориальное образование Вилючинск, Камчатский край) | 25-я дивизия подводных лодок 16-й эскадры подводных лодок                                    |                                                                                            | В составе СПГ (данные сентября 2023 г.) | |
| К-551 «Владимир Мономах» | 817                                         | 09551 (955) «Борей»                         | «Borei-II/Dolgorukiy»            | 2014                     | Камчатская ВМБ (закрытое административно-территориальное образование Вилючинск, Камчатский край) | 25-я дивизия подводных лодок 16-й эскадры подводных лодок                                    |                                                                                            | В составе СПГ (данные декабря 2023 г.) | |
| К-552 «Князь Олег» |                                             | 09552 (955А; 955) «Борей-А»                 | «Borei-A»                        | 2021                     | Камчатская ВМБ (закрытое административно-территориальное образование Вилючинск, Камчатский край) | 25-я дивизия подводных лодок 16-й эскадры подводных лодок                                    |                                                                                            | В составе СПГ (данные октября 2024 г.) | |
| К-553 «Генералиссимус Суворов» |                                             | 09552 (955А; 955) «Борей-А»                 | «Borei-A»                        | 2022                     | Камчатская ВМБ (закрытое административно-территориальное образование Вилючинск, Камчатский край) | 25-я дивизия подводных лодок 16-й эскадры подводных лодок                                    |                                                                                            | В составе СПГ (данные ноября 2024 г.) | |
| К-554 «Император Александр III» |                                             | 09552 (955А; 955) «Борей-А»                 | «Borei-A»                        | 2023                     | Камчатская ВМБ (закрытое административно-территориальное образование Вилючинск, Камчатский край) | 25-я дивизия подводных лодок 16-й эскадры подводных лодок                                    |                                                                                            | В составе СПГ (данные августа 2024 г.) | |
| Большая атомная подводная лодка, носитель ядерных торпед типа «Посейдон» |                                             |                                             |                                  |                          |                                                                                                  |                                                                                              |                                                                                            | | |
| БС-329 «Белгород» |                                             | 09852                                       | 09852                            | 2022                     |                                                                                                  |                                                                                              |                                                                                            | Нет информации о состоянии подлодки. (данные декабря 2024 г.) | |
| «Хабаровск» |                                             | 09851                                       | 09851                            | с 2025                   |                                                                                                  |                                                                                              |                                                                                            | Завод изготовитель — ПО «Севмаш», г. Северодвинск, Архангельская область. Строится как ПЛ-носитель беспилотных подводных аппаратов типа «Посейдон». | |
| «Ульяновск» |                                             | 09853                                       | 09853                            | до 2027 (план)           |                                                                                                  |                                                                                              |                                                                                            | Завод изготовитель — ПО «Севмаш», г. Северодвинск, Архангельская область. Строится как ПЛ-носитель беспилотных подводных аппаратов типа «Посейдон». | |
| Многоцелевая подводная лодка атомная торпедная с ракетами крылатыми (МПЛАТРК)/Атомный подводный крейсер с крылатыми ракетами (АПКР) |                                             |                                             |                                  |                          |                                                                                                  |                                                                                              |                                                                                            | | |
| К-573 «Новосибирск» |                                             | 08851 (885М) «Ясень-М»                      | «Graney»                         | 2021                     | Камчатская ВМБ (закрытое административно-территориальное образование Вилючинск, Камчатский край) | 10-я дивизия подводных лодок 16-й эскадры подводных лодок                                    |                                                                                            | Имеет УКСК «Калибр-ПЛ». Может быть носителем тактического ядерного оружия в виде спец. БЧ крылатых ракет УКСК «Калибр-ПЛ». В составе СПГ (данные декабря 2023 г.) | |
| К-571 «Красноярск» |                                             | 08851 (885М) «Ясень-М»                      | «Graney»                         | 2023                     | Камчатская ВМБ (закрытое административно-территориальное образование Вилючинск, Камчатский край) | 10-я дивизия подводных лодок 16-й эскадры подводных лодок                                    |                                                                                            | Имеет УКСК «Калибр-ПЛ». Может быть носителем тактического ядерного оружия в виде спец. БЧ крылатых ракет УКСК «Калибр-ПЛ». В составе СПГ (данные сентября 2024 г.) | |
| К- «Владивосток» |                                             | 08851 (885М) «Ясень-М»                      | «Graney»                         | 2025 (план)              | Камчатская ВМБ (закрытое административно-территориальное образование Вилючинск, Камчатский край) | 10-я дивизия подводных лодок 16-й эскадры подводных лодок                                    |                                                                                            | Имеет УКСК «Калибр-ПЛ». Может быть носителем тактического ядерного оружия в виде спец. БЧ крылатых ракет УКСК «Калибр-ПЛ». Завод изготовитель — ПО «Севмаш», г. Северодвинск, Архангельская обл. Строится. | |
| Подводная лодка атомная с ракетами крылатыми (ПЛАРК)/Атомный подводный ракетный крейсер (АПКР) |                                             |                                             |                                  |                          | Камчатская ВМБ (закрытое административно-территориальное образование Вилючинск, Камчатский край) | 10-я дивизия подводных лодок 16-й эскадры подводных лодок                                    |                                                                                            | | |
| К-132 «Иркутск» | 929                                         | 949АМ; 949АМ2? (949А) «Антей»               | «Oscar-III»                      | 1988                     | Камчатская ВМБ (закрытое административно-территориальное образование Вилючинск, Камчатский край) | 10-я дивизия подводных лодок 16-й эскадры подводных лодок                                    |                                                                                            | Проходит глубокую модернизацию с ремонтом в ЦС «Звезда» в г. Большой Камень Приморского края, срок окончания которой неизвестен. Будет установлен УКСК «Калибр-ПЛ» и «Циркон». Может быть носителем тактического ядерного оружия в виде спец. БЧ крылатых ракет УКСК «Калибр-ПЛ» (данные февраля 2024 г.) | |
| К-442 «Челябинск» | 904                                         | 949АМ; 949АМ2? (949А) «Антей»               | «Oscar-III»                      | 1990                     | Камчатская ВМБ (закрытое административно-территориальное образование Вилючинск, Камчатский край) | 10-я дивизия подводных лодок 16-й эскадры подводных лодок                                    |                                                                                            | Будет установлен УКСК «Калибр-ПЛ» и ПКР «Циркон». Может быть носителем тактического ядерного оружия в виде спец. БЧ крылатых ракет УКСК «Калибр-ПЛ» или ПКР «Циркон». Проходит глубокую модернизацию с ремонтом в ЦС «Звезда» в г. Большой Камень Приморского края до конца 2025 г. (данные июня 2024 г.). . | |
| К-456 «Тверь» | 920                                         | 949А «Антей»                                | «Oscar-II»                       | 1992                     | Камчатская ВМБ (закрытое административно-территориальное образование Вилючинск, Камчатский край) | 10-я дивизия подводных лодок 16-й эскадры подводных лодок                                    |                                                                                            | В составе СПГ (данные сентября 2024 г.) | |
| К-186 «Омск» | 947                                         | 949А «Антей»                                | «Oscar-II»                       | 1993                     | Камчатская ВМБ (закрытое административно-территориальное образование Вилючинск, Камчатский край) | 10-я дивизия подводных лодок 16-й эскадры подводных лодок                                    |                                                                                            | В составе СПГ (данные сентября 2024 г.) | |
| К-150 «Томск» | 932                                         | 949АМ; 949АМ2? (949А) «Антей»               | «Oscar-III»                      | 1996                     | Камчатская ВМБ (закрытое административно-территориальное образование Вилючинск, Камчатский край) | 10-я дивизия подводных лодок 16-й эскадры подводных лодок                                    |                                                                                            | В составе СПГ (данные апреля 2023 г.) | |
| Подводная лодка атомная торпедная (ПЛАТ)/Большая атомная подводная лодка (ПЛАБ) |                                             |                                             |                                  |                          | Камчатская ВМБ (закрытое административно-территориальное образование Вилючинск, Камчатский край) | 10-я дивизия подводных лодок 16-й эскадры подводных лодок                                    |                                                                                            | | |
| К-331 | 997                                         | 971 «Щука-Б»                                | «Akula»                          | 1990                     | Камчатская ВМБ (закрытое административно-территориальное образование Вилючинск, Камчатский край) | 10-я дивизия подводных лодок 16-й эскадры подводных лодок                                    |                                                                                            | Нет информации о состоянии подлодки. Нет информации о состоянии подлодки. (данные декабря 2024 г.) | |
| К-419 «Кузбасс» | 951                                         | 971 (971У) «Щука-Б»                         | «Akula-II»                       | 1992                     | Камчатская ВМБ (закрытое административно-территориальное образование Вилючинск, Камчатский край) | 10-я дивизия подводных лодок 16-й эскадры подводных лодок                                    |                                                                                            | Прошла частичную модернизацию. Нет информации о состоянии подлодки. (данные декабря 2024 г.) | |
| К-295 «Самара» | 970                                         | 971 (971М) «Щука-Б»                         | «Improved Akula»                 | 1995                     | Камчатская ВМБ (закрытое административно-территориальное образование Вилючинск, Камчатский край) | 10-я дивизия подводных лодок 16-й эскадры подводных лодок                                    |                                                                                            | Находится на глубокой модернизации с ремонтом на верфи ЦС «Звёздочка» в г. Северодвинск до конца 2023 г. Будет установлен УКСК «Калибр-ПЛ». Может быть носителем тактического ядерного оружия в виде спец. БЧ крылатых ракет УКСК «Калибр-ПЛ». (данные января 2022 г.) | |
| Большая дизель-электрическая подводная лодка (БДЭПЛ)/Подводная лодка большая (ПЛБ)/Неатомная подводная лодка (НАПЛ) | Б-187 «Комсомольск-на-Амуре»                | 529                                         | 877 «Палтус»                     | «Kilo»                   | 1991                                                                                             | Владивостокская ВМБ (г. Владивосток, Приморский край)                                        | 19-я бригада подводных лодок                                                               | | В перспективе будет перебазирована на будущую новую ВМБ на острове Матуа Курильской гряды островов. В составе СПГ (данные ноября 2023 г.) |
| Большая дизель-электрическая торпедо-ракетная подводная лодка (БДЭПЛРК)/Подводная лодка большая (ПЛБ)/Неатомная подводная лодка (НАПЛ) |                                             |                                             |                                  |                          |                                                                                                  | Владивостокская ВМБ (г. Владивосток, Приморский край)                                        | 19-я бригада подводных лодок                                                               | | |
| Б-274 «Петропавловск-Камчатский» | —                                           | 06363 (636; 636.3) «Варшавянка»             | «Kilo-II»                        | 2019                     |                                                                                                  | Владивостокская ВМБ (г. Владивосток, Приморский край)                                        | 19-я бригада подводных лодок                                                               | В перспективе будет перебазирована на будущую новую ВМБ на острове Матуа Курильской гряды. Имеет УКСК «Калибр-ПЛ». Может быть носителем тактического ядерного оружия в виде спец. БЧ крылатых ракет УКСК «Калибр-ПЛ». В составе СПГ (данные сентября 2024 г.) | |
| Б-603 «Волхов» |                                             | 06363 (636; 636.3) «Варшавянка»             | «Kilo-II»                        | 2020                     |                                                                                                  | Владивостокская ВМБ (г. Владивосток, Приморский край)                                        | 19-я бригада подводных лодок                                                               | В перспективе будет перебазирована на будущую новую ВМБ на острове Матуа Курильской гряды. Имеет УКСК «Калибр-ПЛ». Может быть носителем тактического ядерного оружия в виде спец. БЧ крылатых ракет УКСК «Калибр-ПЛ». В составе СПГ (данные августа 2024 г.) | |
| Б-602 «Магадан» |                                             | 06363 (636; 636.3) «Варшавянка»             | «Kilo-II»                        | 2021                     |                                                                                                  | Владивостокская ВМБ (г. Владивосток, Приморский край)                                        | 19-я бригада подводных лодок                                                               | В перспективе будет перебазирована на будущую новую ВМБ на острове Матуа Курильской гряды. Имеет УКСК «Калибр-ПЛ». Может быть носителем тактического ядерного оружия в виде спец. БЧ крылатых ракет УКСК «Калибр-ПЛ». В составе СПГ (данные мая 2023 г.) | |
| Б-588 «Уфа» |                                             | 06363 (636; 636.3) «Варшавянка»             | «Kilo-II»                        | 2022                     |                                                                                                  | Владивостокская ВМБ (г. Владивосток, Приморский край)                                        | 19-я бригада подводных лодок                                                               | В перспективе будет перебазирована на будущую новую ВМБ на острове Матуа Курильской гряды. Имеет УКСК «Калибр-ПЛ». Может быть носителем тактического ядерного оружия в виде спец. БЧ крылатых ракет УКСК «Калибр-ПЛ». В составе СПГ (данные сентября 2024 г.) | |
| Б-608 «Можайск» |                                             | 06363 (636; 636.3) «Варшавянка»             | «Kilo-II»                        | 2023                     |                                                                                                  | Владивостокская ВМБ (г. Владивосток, Приморский край)                                        | 19-я бригада подводных лодок                                                               | В перспективе будет перебазирована на будущую новую ВМБ на острове Матуа Курильской гряды. Завод изготовитель — ССЗ «Адмиралтейские верфи», город федерального значения Санкт-Петербург. Имеет УКСК «Калибр-ПЛ». Может быть носителем тактического ядерного оружия в виде спец. БЧ крылатых ракет УКСК «Калибр-ПЛ». В составе СПГ (данные ноября 2023 г.)                                                                   | |
| «Якутск» |                                             | 06363 (636; 636.3) «Варшавянка»             | «Kilo-II»                        | 2025                     |                                                                                                  | Владивостокская ВМБ (г. Владивосток, Приморский край)                                        | 19-я бригада подводных лодок                                                               | В перспективе будет перебазирована на будущую новую ВМБ на острове Матуа Курильской гряды. Завод изготовитель — ССЗ «Адмиралтейские верфи», город федерального значения Санкт-Петербург. Имеет УКСК «Калибр-ПЛ». Может быть носителем тактического ядерного оружия в виде спец. БЧ крылатых ракет УКСК «Калибр-ПЛ». В составе СПГ (данные июня 2025 г.)                                                                     | |
| Судовой состав |                                             |                                             |                                  |                          |                                                                                                  |                                                                                              |                                                                                            | | |
| Подразделение военно-морской разведки — операторы: Управление разведки военно-морского флота РФ и Главное разведывательное управление Генерального штаба РФ (ГРУ ГШ РФ); 4 вымпела |                                             |                                             |                                  |                          |                                                                                                  |                                                                                              |                                                                                            | | |
| Большой разведывательный корабль — судно связи (БРЗК — ССВ) | ССВ-80 «Прибалтика»                         | 696                                         | 1826 «Рубидий»                   | «Balzam/Belomor’ye/Lira» | 1984                                                                                             | Владивостокская ВМБ (г. Владивосток, Приморский край)                                        | 515-й отдельный дивизион разведывательных кораблей Приморской флотилии разнородных сил     | | В составе СПГ (данные лета 2016 г.) |
| Средний разведывательный корабль — судно связи (СРЗК — ССВ) |                                             |                                             |                                  |                          |                                                                                                  | Владивостокская ВМБ (г. Владивосток, Приморский край)                                        | 515-й отдельный дивизион разведывательных кораблей Приморской флотилии разнородных сил     | | |
| ССВ-535 «Карелия» | 761                                         | 864 «Меридиан»                              | «Vishnya»                        | 1986                     |                                                                                                  | Владивостокская ВМБ (г. Владивосток, Приморский край)                                        | 515-й отдельный дивизион разведывательных кораблей Приморской флотилии разнородных сил     | Прошёл глубокую модернизацию. В составе СПГ (данные лета 2017 г.) | |
| ССВ-208 «Курилы» | 208                                         | 864 «Меридиан»                              | «Vishnya»                        | 1987                     |                                                                                                  | Владивостокская ВМБ (г. Владивосток, Приморский край)                                        | 515-й отдельный дивизион разведывательных кораблей Приморской флотилии разнородных сил     | В составе СПГ (данные весны 2017 г.) | |
| | 18280/тип «Юрий Иванов»                     | 18280/тип «Юрий Иванов»                     | 18280/тип «Юрий Иванов»          | до 2025 (план)           |                                                                                                  | Владивостокская ВМБ (г. Владивосток, Приморский край)                                        | 515-й отдельный дивизион разведывательных кораблей Приморской флотилии разнородных сил     | Завод изготовитель — ССЗ «Северная верфь» в городе федерального значения Санкт-Петербург. Готовится к закладке | |
| Малый разведывательный корабль — судно связи (МРЗК — ССВ) | «Угломер»                                   | 1824Б/тип «Угломер»                         | 1824Б/тип «Угломер»              | «Muna»                   | 1989                                                                                             | Владивостокская ВМБ (г. Владивосток, Приморский край)                                        | 515-й отдельный дивизион разведывательных кораблей Приморской флотилии разнородных сил     | | В составе СПГ (данные лета 2016 г.) |
| Учебное подразделение флота — оператор Управление боевой подготовки ВМФ РФ; 0 вымпелов |                                             |                                             |                                  |                          |                                                                                                  |                                                                                              |                                                                                            | | |
| Учебный катер (УКА) |                                             |                                             |                                  |                          |                                                                                                  |                                                                                              |                                                                                            | | |
| «УК-164» | «УК-3»                                      | «УК-3»                                      | «УК-3»                           | 1990                     | Владивостокская ВМБ (г. Владивосток, Приморский край)                                            | —                                                                                            |                                                                                            | Нет точных данных о состоянии вымпела. Последние подтверждённые данные от осени 2013 г. Вероятно списан. Данные уточняются | |
| «УК-288» | «УК-3»                                      | «УК-3»                                      | «УК-3»                           | —                        | Владивостокская ВМБ (г. Владивосток, Приморский край)                                            | —                                                                                            |                                                                                            | Нет точных данных о состоянии вымпела. Последние подтверждённые данные от осени 2013 г. Вероятно списан. Данные уточняются | |
| Гидрографическая служба флота — операторы: Гидрографическая служба ВМФ, Главное управление глубоководных исследований Министерства обороны РФ (ГУГИ МО РФ), Управление разведки военно-морского флота РФ, Главное разведывательное управление Генерального штаба РФ (ГРУ ГШ РФ), Государственная метрологическая служба РФ и Роскартография; 40 вымпелов |                                             |                                             |                                  |                          |                                                                                                  |                                                                                              |                                                                                            | | |
| Океанографическое судно — гидрографическое судно (ОИС — ГС) |                                             |                                             |                                  |                          |                                                                                                  |                                                                                              |                                                                                            | | |
| «Антарктида» | 861/тип «Арктика»                           | 861/тип «Арктика»                           | «Moma»                           | 1970                     | Владивостокская ВМБ (г. Владивосток, Приморский край)                                            | Гидрографический отряд флота                                                                 |                                                                                            | Работает (данные осени 2016 г.) | |
| «Север» | 861/тип «Арктика»                           | 861/тип «Арктика»                           | «Moma»                           | 1971                     | —                                                                                                | Гидрографический отряд флота                                                                 |                                                                                            | Работает (данные осени 2017 г.) | |
| «Пегас» | 862/тип «Юг»                                | 862/тип «Юг»                                | «Yug»                            | 1979                     | Владивостокская ВМБ (г. Владивосток, Приморский край)                                            | Гидрографический отряд флота                                                                 |                                                                                            | Проходит ВТГ в ЦС «Дальзавод» в г. Владивосток, Приморский край. Сроки окончания ремонта неизвестны | |
| «Вице-адмирал Воронцов» | 862/II/тип «Гидролог»                       | 862/II/тип «Гидролог»                       | «Yug»                            | 1982                     | Владивостокская ВМБ (г. Владивосток, Приморский край)                                            | Гидрографический отряд флота                                                                 |                                                                                            | Проходит ВТГ в ЦС «Дальзавод» в г. Владивосток, Приморский край. Сроки окончания ремонта неизвестны | |
| «Маршал Геловани» | 862/II/тип «Гидролог»                       | 862/II/тип «Гидролог»                       | «Yug»                            | 1983                     | Владивостокская ВМБ (г. Владивосток, Приморский край)                                            | Гидрографический отряд флота                                                                 |                                                                                            | Работает (данные осени 2016 г.) | |
| «Академик Ковалев» | 20183                                       | 20183                                       | 20183                            | 2016                     | —                                                                                                | Гидрографический отряд флота                                                                 |                                                                                            | Может выполнять функции универсального аварийно-спасательного буксирного судна. Может работать во льдах. Наряду с картографированием выполняет функции универсального глубоководного и надводного разведчика. Завод изготовитель — ЦС «Звёздочка» г. Северодвинск, Архангельская обл. Завершается отделка. Завершается монтаж и пуско-наладка оборудования. Параллельно с достроечными работами начаты швартовные испытания | |
| «Академик Лавёров» | 20183                                       | 20183                                       | 20183                            | —                        | —                                                                                                | Гидрографический отряд флота                                                                 |                                                                                            | Может выполнять функции универсального аварийно-спасательного буксирного судна. Может работать во льдах. Наряду с картографированием выполняет функции универсального глубоководного и надводного разведчика. Завод изготовитель — ЦС «Звёздочка» г. Северодвинск, Архангельская обл. Закладка отложена. Будущая принадлежность к КТОФ ещё не подтверждена                                                                  | |
| «Алмаз» | 22010 «Крюйс»                               | 22010 «Крюйс»                               | «Янтарь»                         | 2020 (план)              | —                                                                                                | Гидрографический отряд флота                                                                 |                                                                                            | Может работать во льдах. Наряду с картографированием выполняет функции универсального глубоководного и надводного разведчика. Завод изготовитель — Прибалтийский судостроительный завод «Янтарь», г. Калининград, Калининградская обл. | |
| «ГС-113» | 870                                         | 870                                         | «Kamenka»                        | 1969                     | Владивостокская ВМБ (г. Владивосток, Приморский край)                                            | Гидрографический отряд флота                                                                 |                                                                                            | Работает (данные осени 2016 г.) | |
| «ГС-211» | 870                                         | 870                                         | «Kamenka»                        | 1969                     | ВМБ Советская Гавань (г. Советская Гавань, Хабаровский край)                                     | Гидрографический отряд флота                                                                 |                                                                                            | Работает (данные лета 2017 г.) | |
| «ГС-199» | 870                                         | 870                                         | «Kamenka»                        | 1970                     | Камчатская ВМБ (г. Петропавловск-Камчатский, Петропавловск-Камчатский район, Камчатский край)    | Гидрографический отряд флота                                                                 |                                                                                            | Проходит ВТГ на СРЗ «Северо-Восточный ремонтный центр» в закрытом административно-территориальном образовании Вилючинск, Камчатский край. Сроки окончания ремонта неизвестны | |
| «ГС-269» | 871                                         | 871                                         | «Biya»                           | 1972                     | —                                                                                                | Гидрографический отряд флота                                                                 |                                                                                            | Проходит ВТГ на СРЗ «Северо-Восточный ремонтный центр» в закрытом административно-территориальном образовании Вилючинск, Камчатский край. Сроки окончания ремонта неизвестны | |
| «ГС-200» | 871                                         | 871                                         | «Biya»                           | 1973                     | ВМБ Советская Гавань (г. Советская Гавань, Хабаровский край)                                     | Гидрографический отряд флота                                                                 |                                                                                            | Нет точных данных о состоянии вымпела. Последние подтверждённые данные от лета 2015 г. На приколе в акватории залива Советская гавань. Вероятно списано. Данные уточняются | |
| «ГС-210» | 871                                         | 871                                         | «Biya»                           | 1974                     | —                                                                                                | Гидрографический отряд флота                                                                 |                                                                                            | Проходит ВТГ. Сроки окончания и место проведения ремонта неизвестны | |
| «ГС-272» | 872                                         | 872                                         | «Finik»                          | 1978                     | —                                                                                                | Гидрографический отряд флота                                                                 |                                                                                            | Проходит ВТГ. Сроки окончания и место проведения ремонта неизвестны | |
| «ГС-44» | 872                                         | 872                                         | «Finik»                          | 1980                     | —                                                                                                | Гидрографический отряд флота                                                                 |                                                                                            | Проходит ВТГ. Сроки окончания и место проведения ремонта неизвестны | |
| «ГС-47» | 872                                         | 872                                         | «Finik»                          | 1980                     | Владивостокская ВМБ (г. Владивосток, Приморский край)                                            | Гидрографический отряд флота                                                                 |                                                                                            | Работает (данные весны 2016 г.) | |
| «ГС-397» | 872                                         | 872                                         | «Finik»                          | 1980                     | —                                                                                                | Гидрографический отряд флота                                                                 |                                                                                            | Проходит ВТГ на СРЗ «Находкинский судостроительный завод» в г. Находка Приморского края. Сроки окончания ремонта неизвестны | |
| ГС-404 «Николай Бошняк» | 872/II                                      | 872/II                                      | «Finik»                          | 1981                     | ВМБ Советская Гавань (г. Советская Гавань, Хабаровский край)                                     | Гидрографический отряд флота                                                                 |                                                                                            | Проходит ВТГ. Сроки окончания и место проведения ремонта неизвестны | |
| «ГС-296» | 872/II                                      | 872/II                                      | «Finik»                          | 1982                     | Владивостокская ВМБ (г. Владивосток, Приморский край)                                            | Гидрографический отряд флота                                                                 |                                                                                            | Проходит ВТГ. Сроки окончания и место проведения ремонта неизвестны | |
| «ГС-84» | 872/II                                      | 872/II                                      | «Finik»                          | 1983                     | Владивостокская ВМБ (г. Владивосток, Приморский край)                                            | Гидрографический отряд флота                                                                 |                                                                                            | Работает (данные весны 2016 г.) | |
| «Виктор Фалеев» | В19910/тип «Вайгач»                         | В19910/тип «Вайгач»                         | В19910/тип «Вайгач»              | 2013                     | Владивостокская ВМБ (г. Владивосток, Приморский край)                                            | Гидрографический отряд флота                                                                 |                                                                                            | Может работать во льдах. Работает (данные лета 2017 г.) | |
| «Александр Рогоцкий» | 19910/тип «Вайгач»                          | 19910/тип «Вайгач»                          | 19910/тип «Вайгач»               | 2019                     | Владивостокская ВМБ (г. Владивосток, Приморский край)                                            | Гидрографический отряд флота                                                                 |                                                                                            | Завод изготовитель — ССЗ «Судостроительный завод имени Октябрьской революции», г. Благовещенск, Амурская обл. В строю. | |
| Большой гидрографический катер (БГК) |                                             |                                             |                                  |                          | Владивостокская ВМБ (г. Владивосток, Приморский край)                                            | Гидрографический отряд флота                                                                 |                                                                                            | | |
| «БГК-162» | 1896                                        | 1896                                        | «Nyrat-2/PO-2»                   | 1967                     | —                                                                                                | Гидрографический отряд флота                                                                 |                                                                                            | Работает (данные лета 2017 г.) | |
| «БГК-209» | 1896                                        | 1896                                        | «Nyrat-2/PO-2»                   | 1968                     | Камчатская ВМБ (закрытое административно-территориальное образование Вилючинск, Камчатский край) | Гидрографический отряд флота                                                                 |                                                                                            | Проходит ВТГ. Сроки окончания и место проведения ремонта неизвестны | |
| «БГК-627» | 1896                                        | 1896                                        | «Nyrat-2/PO-2»                   | 1969                     | —                                                                                                | Гидрографический отряд флота                                                                 |                                                                                            | Проходит ВТГ. Сроки окончания и место проведения ремонта неизвестны | |
| «БГК-628» | 1896                                        | 1896                                        | «Nyrat-2/PO-2»                   | 1969                     | Владивостокская ВМБ (г. Владивосток, Приморский край)                                            | Гидрографический отряд флота                                                                 |                                                                                            | Нет точных данных о состоянии вымпела. Последние подтверждённые данные от весны 2015 г. На приколе в г. Владивосток. Вероятно списан. Данные уточняются | |
| «БГК-629» | 1896                                        | 1896                                        | «Nyrat-2/PO-2»                   | 1969                     | —                                                                                                | Гидрографический отряд флота                                                                 |                                                                                            | Работает (данные лета 2017 г.) | |
| «БГК-481» | 1896                                        | 1896                                        | «Nyrat-2/PO-2»                   | 1970                     | Камчатская ВМБ (г. Петропавловск-Камчатский, Петропавловск-Камчатский район, Камчатский край)    | Гидрографический отряд флота                                                                 |                                                                                            | Проходит ВТГ на СРЗ «Северо-Восточный ремонтный центр» в закрытом административно-территориальном образовании Вилючинск, Камчатский край. Сроки окончания ремонта неизвестны | |
| «БГК-167» | 1896                                        | 1896                                        | «Nyrat-2/PO-2»                   | 1971                     | Камчатская ВМБ (г. Анадырь, Чукотский автономный округ)                                          | Гидрографический отряд флота                                                                 |                                                                                            | Нет точных данных о состоянии вымпела. Последние подтверждённые данные от лета 2010 г. На приколе в г. Анадырь. Вероятно списан. Данные уточняются | |
| «БГК-187» | 1896                                        | 1896                                        | «Nyrat-2/PO-2»                   | 1971                     | —                                                                                                | Гидрографический отряд флота                                                                 |                                                                                            | Проходит ВТГ в ЦС «Дальзавод» в г. Владивосток, Приморский край. Сроки окончания ремонта неизвестны | |
| «БГК-752» | 1896                                        | 1896                                        | «Nyrat-2/PO-2»                   | 1972                     | Камчатская ВМБ (г. Петропавловск-Камчатский, Петропавловск-Камчатский район, Камчатский край)    | Гидрографический отряд флота                                                                 |                                                                                            | Проходит ВТГ. Сроки окончания и место проведения ремонта неизвестны | |
| «БГК-785» | 1896                                        | 1896                                        | «Nyrat-2/PO-2»                   | 1972                     | Владивостокская ВМБ (г. Владивосток, Приморский край)                                            | Гидрографический отряд флота                                                                 |                                                                                            | Нет точных данных о состоянии вымпела. Последние подтверждённые данные от весны 2015 г. Возможно списан. Данные уточняются | |
| «БГК-682» | 1896                                        | 1896                                        | «Nyrat-2/PO-2»                   | 1973                     | Камчатская ВМБ (г. Петропавловск-Камчатский, Петропавловск-Камчатский район, Камчатский край)    | Гидрографический отряд флота                                                                 |                                                                                            | Проходит ВТГ на СРЗ «Северо-Восточный ремонтный центр» в закрытом административно-территориальном образовании Вилючинск, Камчатский край. Сроки окончания ремонта неизвестны | |
| «БГК-683» | 1896                                        | 1896                                        | «Nyrat-2/PO-2»                   | 1973                     | Камчатская ВМБ (г. Магадан, Магаданская обл.)                                                    | Гидрографический отряд флота                                                                 |                                                                                            | Нет точных данных о состоянии вымпела. Вероятно списан. Данные уточняются | |
| «БГК-796» | 1896                                        | 1896                                        | «Nyrat-2/PO-2»                   | 1973                     | —                                                                                                | Гидрографический отряд флота                                                                 |                                                                                            | Нет точных данных о состоянии вымпела. Вероятно списан. Данные уточняются | |
| «БГК-362» | 1896                                        | 1896                                        | «Nyrat-2/PO-2»                   | 1974                     | —                                                                                                | Гидрографический отряд флота                                                                 |                                                                                            | Проходит ВТГ в ЦС «Дальзавод» в г. Владивосток, Приморский край. Сроки окончания ремонта неизвестны | |
| «БГК-792» | 1896                                        | 1896                                        | «Nyrat-2/PO-2»                   | 1975                     | —                                                                                                | Гидрографический отряд флота                                                                 |                                                                                            | Нет точных данных о состоянии вымпела. Вероятно списан. Данные уточняются | |
| «БГК-797» | 19920Б «Баклан»                             | 19920Б «Баклан»                             | 19920Б «Баклан»                  | 2008                     | Владивостокская ВМБ (г. Владивосток, Приморский край)                                            | Гидрографический отряд флота                                                                 |                                                                                            | Работает (данные весны 2017 г.) | |
| «БГК-2151» | 19920Б «Баклан»                             | 19920Б «Баклан»                             | 19920Б «Баклан»                  | 2013                     | Владивостокская ВМБ (г. Владивосток, Приморский край)                                            | Гидрографический отряд флота                                                                 |                                                                                            | Работает (данные осени 2016 г.) | |
| «БГК-2152» | 19920Б «Баклан»                             | 19920Б «Баклан»                             | 19920Б «Баклан»                  | 2015                     | Владивостокская ВМБ (г. Владивосток, Приморский край)                                            | Гидрографический отряд флота                                                                 |                                                                                            | Работает (данные лета 2017 г.) | |
| «БГК-2153» | 19920Б «Баклан»                             | 19920Б «Баклан»                             | 19920Б «Баклан»                  | 2015                     | Владивостокская ВМБ (г. Владивосток, Приморский край)                                            | Гидрографический отряд флота                                                                 |                                                                                            | Работает (данные лета 2016 г.) | |
| Подразделение поисково-спасательного обеспечения флота (ПСО/СПАСР) — операторы: Управление поисковых и аварийно-спасательных работ ВМФ РФ (УПАСР), Госморспасслужба РФ и Министерство по чрезвычайным ситуациям (МЧС) РФ; вымпелов |                                             |                                             |                                  |                          |                                                                                                  |                                                                                              |                                                                                            | | |
| Морское госпитальное судно (МГС) | «Иртыш»                                     | «B-320-II (320/П)»/тип «Обь»                | «B-320-II (320/П)»/тип «Обь»     | «Ob'»                    | 1990                                                                                             | Владивостокская ВМБ (г. Владивосток, Приморский край)                                        | 79-й отряд аварийно-спасательных судов Приморской флотилии разнородных сил                 | | Прошло глубокую модернизацию. Впервые в новейшей истории РФ госпитальное судно ВМФ приняло участие в антитеррористической операции в Сирийской Арабской Республике. В составе СПГ (данные лета 2017 г.) |
| Спасательное морское судно (СС) |                                             |                                             |                                  |                          |                                                                                                  |                                                                                              |                                                                                            | | |
| «Георгий Козьмин» | 05360                                       | 05360                                       | «Mikhail Rudnitsky»              | 1979                     | Камчатская ВМБ (г. Петропавловск-Камчатский, Петропавловск-Камчатский район, Камчатский край)    | Отряд аварийно-спасательных судов                                                            |                                                                                            | В составе СПГ (данные лета 2017 г.) | |
| «Алагез» | 537 «Осьминог»/тип «Эльбрус»                | 537 «Осьминог»/тип «Эльбрус»                | «Elbrus»                         | 1989                     | Владивостокская ВМБ (г. Владивосток, Приморский край)                                            | 79-й отряд аварийно-спасательных судов Приморской флотилии разнородных сил                   |                                                                                            | В составе СПГ (данные весны 2018 г.) | |
| «Игорь Белоусов» | 21300С «Дельфин»                            | 21300С «Дельфин»                            | «Delfin»                         | 2015                     | Владивостокская ВМБ (г. Владивосток, Приморский край)                                            | 79-й отряд аварийно-спасательных судов Приморской флотилии разнородных сил                   |                                                                                            | В составе СПГ (данные лета 2017 г.) | |
| Спасательное морское буксирное судно — спасательный морской буксир (СБС — СБ) |                                             |                                             |                                  |                          |                                                                                                  |                                                                                              |                                                                                            | | |
| «СБ-408» | 712                                         | 712                                         | «Sliva»                          | 1984                     | —                                                                                                | Отряд аварийно-спасательных судов                                                            |                                                                                            | Проходит СР на СРЗ «Ливадийский ремонтно-судостроительный завод» в г. Находка Приморского края. Сроки окончания ремонта неизвестны | |
| «МБ-105» | 714                                         | 714                                         | «Goryn»                          | 1978                     | Камчатская ВМБ (г. Петропавловск-Камчатский, Петропавловск-Камчатский район, Камчатский край)    | Отряд аварийно-спасательных судов                                                            |                                                                                            | Нет точных данных о состоянии вымпела. Последние подтверждённые данные от декабря 2015 г. Данные уточняются | |
| «СБ-521» | 714                                         | 714                                         | «Goryn»                          | 1983                     | —                                                                                                | Отряд аварийно-спасательных судов                                                            |                                                                                            | Проходит ВТГ на СРЗ «Северо-Восточный ремонтный центр» в закрытом административно-территориальном образовании Вилючинск, Камчатский край. Сроки окончания ремонта неизвестны | |
| «СБ-522» | 714                                         | 714                                         | «Goryn»                          | 1983                     | Владивостокская ВМБ (г. Владивосток, Приморский край)                                            | 79-й отряд аварийно-спасательных судов Приморской флотилии разнородных сил                   |                                                                                            | В составе СПГ (данные весны 2017 г.) | |
| «Алатау» | 1452                                        | 1452                                        | «Ingul»                          | 1983                     | Фокинская ВМБ (закрытое административно-территориальное образование Фокино, Приморский край)     | Отряд аварийно-спасательных судов                                                            |                                                                                            | В составе СПГ (данные осени 2016 г.) | |
| СБ-135 «Фотий Крылов» | «Р-5757»                                    | «Р-5757»                                    | «Nikolai Chiker»                 | 1989                     | Владивостокская ВМБ (г. Владивосток, Приморский край)                                            | 79-й отряд аварийно-спасательных судов Приморской флотилии разнородных сил                   |                                                                                            | В составе СПГ (данные весны 2016 г.) | |
| МБ-11 «Александр Пискунов» | 22030 «Охотск»                              | 22030 «Охотск»                              | 22030 «Охотск»                   | 2015                     | Владивостокская ВМБ (г. Владивосток, Приморский край)                                            | 79-й отряд аварийно-спасательных судов Приморской флотилии разнородных сил                   |                                                                                            | В составе СПГ (данные весны 2016 г.) | |
| Бортовой обитаемый спасательный глубоководный аппарат (ОГАС) |                                             |                                             |                                  |                          |                                                                                                  |                                                                                              |                                                                                            | | |
| «АС-30» | 30                                          | 18551 (1855.1) «Приз»                       | «India 12,1m»                    | 1988                     | Судно-носитель — СС «Алагез»                                                                     | Судно-носитель — СС «Алагез»                                                                 |                                                                                            | В составе СПГ (данные весны 2018 г.) | |
| «АС-40» | 40                                          | 18271 «Бестер-1»                            | «Bester»                         | 2016                     | Судно-носитель — СС «Игорь Белоусов»                                                             | Судно-носитель — СС «Игорь Белоусов»                                                         |                                                                                            | В составе СПГ (данные осени 2017 г.) | |
| Противопожарное судно (ПЖС) |                                             |                                             |                                  |                          |                                                                                                  |                                                                                              |                                                                                            | | |
| «ПЖС-209» | 1893 «Пламя»                                | 1893 «Пламя»                                | «Katun-I»                        | 1971                     | —                                                                                                | Отряд аварийно-спасательных судов                                                            |                                                                                            | Нет точных данных о состоянии вымпела. Вероятно списано. Данные уточняются | |
| «ПЖС-219» | 1893 «Пламя»                                | 1893 «Пламя»                                | «Katun-I»                        | 1973                     | —                                                                                                | Отряд аварийно-спасательных судов                                                            |                                                                                            | Проходит ВТГ на СРЗ «Северо-Восточный ремонтный центр» в закрытом административно-территориальном образовании Вилючинск, Камчатский край. Сроки окончания ремонта неизвестны | |
| «ПЖС-95» | 1993 «Икар-2»/тип «Дибрар»                  | 1993 «Икар-2»/тип «Дибрар»                  | «Katun-II»                       | 1980                     | —                                                                                                | Отряд аварийно-спасательных судов                                                            |                                                                                            | Нет точных данных о состоянии вымпела. Вероятно списано. Данные уточняются | |
| «ПЖС-92» | 1993 «Икар-2»/тип «Дибрар»                  | 1993 «Икар-2»/тип «Дибрар»                  | «Katun-II»                       | 1982                     | Фокинская ВМБ (закрытое административно-территориальное образование Фокино, Приморский край)     | Отряд аварийно-спасательных судов                                                            |                                                                                            | Нет точных данных о состоянии вымпела. Вероятно списано. Данные уточняются | |
| Водолазное судно (ВМ) |                                             |                                             |                                  |                          |                                                                                                  | Отряд аварийно-спасательных судов                                                            |                                                                                            | | |
| «ВМ-53» | 522                                         | 522                                         | «Niryat»                         | 1962                     | —                                                                                                | Отряд аварийно-спасательных судов                                                            |                                                                                            | Проходит ВТГ на СРЗ «Северо-Восточный ремонтный центр» в закрытом административно-территориальном образовании Вилючинск, Камчатский край. Сроки окончания ремонта неизвестны | |
| «ВМ-20» | 535 «Краб»                                  | 535 «Краб»                                  | «Yelva»                          | 1980                     | Владивостокская ВМБ (г. Владивосток, Приморский край)                                            | 79-й отряд аварийно-спасательных судов Приморской флотилии разнородных сил                   |                                                                                            | Нет точных данных о состоянии вымпела. Последние подтверждённые данные от весны 2015 г. Вероятно списан. Данные уточняются | |
| «ВМ-907» | 535 «Краб»                                  | 535 «Краб»                                  | «Yelva»                          | 1976                     | ВМБ Советская Гавань (г. Советская Гавань, Хабаровский край)                                     | Отряд аварийно-спасательных судов                                                            |                                                                                            | Нет точных данных о состоянии вымпела. На приколе в Советской Гавани. Вероятно списано. Данные уточняются | |
| «ВМ-910» | 535 «Краб»                                  | 535 «Краб»                                  | «Yelva»                          | 1977                     | —                                                                                                | Отряд аварийно-спасательных судов                                                            |                                                                                            | Проходит ВТГ на СРЗ «Северо-Восточный ремонтный центр» в закрытом административно-территориальном образовании Вилючинск, Камчатский край. Сроки окончания ремонта неизвестны | |
| «ВМ-919» | 535 «Краб»                                  | 535 «Краб»                                  | «Yelva»                          | 1978                     | —                                                                                                | Отряд аварийно-спасательных судов                                                            |                                                                                            | Проходит ВТГ на СРЗ «Северо-Восточный ремонтный центр» в закрытом административно-территориальном образовании Вилючинск, Камчатский край. Сроки окончания ремонта неизвестны | |
| Противопожарный катер (ПЖК) |                                             |                                             |                                  |                          |                                                                                                  | Отряд аварийно-спасательных судов                                                            |                                                                                            | | |
| «ПЖК-66» | 364                                         | 364                                         | «Pozharny-I»                     | 1962                     | Камчатская ВМБ (г. Петропавловск-Камчатский, Петропавловск-Камчатский район, Камчатский край)    | Отряд аварийно-спасательных судов                                                            |                                                                                            | Проходит ВТГ на СРЗ «Северо-Восточный ремонтный центр» в закрытом административно-территориальном образовании Вилючинск, Камчатский край. Сроки окончания ремонта неизвестны | |
| «ПЖК-85» | 364                                         | 364                                         | «Pozharny-I»                     | —                        | Владивостокская ВМБ (г. Владивосток, Приморский край)                                            | 79-й отряд аварийно-спасательных судов Приморской флотилии разнородных сил                   |                                                                                            | Нет точных данных о состоянии вымпела. На приколе во Владивостоке. Вероятно списан. Данные уточняются | |
| «ПЖК-1514» | 14611 «Геракл»                              | 14611 «Геракл»                              | «Morkov/Iva»                     | 1984                     | Владивостокская ВМБ (г. Владивосток, Приморский край)                                            | 79-й отряд аварийно-спасательных судов Приморской флотилии разнородных сил                   |                                                                                            | В составе СПГ (данные лета 2016 г.) | |
| «ПЖК-1515» | 14611 «Геракл»                              | 14611 «Геракл»                              | «Morkov/Iva»                     | 1985                     | Владивостокская ВМБ (г. Владивосток, Приморский край)                                            | 79-й отряд аварийно-спасательных судов Приморской флотилии разнородных сил                   |                                                                                            | В составе СПГ (данные лета 2017 г.) | |
| «ПЖК-1544» | 14611 «Геракл»                              | 14611 «Геракл»                              | «Morkov/Iva»                     | —                        | —                                                                                                | Отряд аварийно-спасательных судов                                                            |                                                                                            | Проходит ВТГ на СРЗ «Северо-Восточный ремонтный центр» в закрытом административно-территориальном образовании Вилючинск, Камчатский край. Сроки окончания ремонта неизвестны | |
| «ПЖК-1547» | 14611 «Геракл»                              | 14611 «Геракл»                              | «Morkov/Iva»                     | 1987                     | ВМБ Советская Гавань (г. Советская Гавань, Хабаровский край)                                     | Отряд аварийно-спасательных судов                                                            |                                                                                            | В составе СПГ (данные лета 2017 г.) | |
| Рейдовый водолазный катер — спасательный многофункциональный катер (РВК — СМК) |                                             |                                             |                                  |                          |                                                                                                  |                                                                                              |                                                                                            | | |
| «РВК-164» | «РВ-1415 (14152)»/тип «Фламинго»            | «РВ-1415 (14152)»/тип «Фламинго»            | «Flamingo»                       | —                        | —                                                                                                | Отряд аварийно-спасательных судов                                                            |                                                                                            | Нет точных данных о состоянии вымпела. Вероятно списан. Данные уточняются | |
| «РВК-598» | «РВ-1415 (14152)»/тип «Фламинго»            | «РВ-1415 (14152)»/тип «Фламинго»            | «Flamingo»                       | —                        | Владивостокская ВМБ (г. Владивосток, Приморский край)                                            | 79-й отряд аварийно-спасательных судов Приморской флотилии разнородных сил                   |                                                                                            | В составе СПГ (данные осени 2016 г.) | |
| «РВК-978» | «РВ-1415 (14152)»/тип «Фламинго»            | «РВ-1415 (14152)»/тип «Фламинго»            | «Flamingo»                       | —                        | —                                                                                                | Отряд аварийно-спасательных судов                                                            |                                                                                            | Нет точных данных о состоянии вымпела. Вероятно списан. Данные уточняются | |
| «РВК-1363» | «РВ-1415 (14152)»/тип «Фламинго»            | «РВ-1415 (14152)»/тип «Фламинго»            | «Flamingo»                       | 1981                     | —                                                                                                | Отряд аварийно-спасательных судов                                                            |                                                                                            | Нет точных данных о состоянии вымпела. Вероятно списан. Данные уточняются | |
| «РВК-1436» | «РВ-1415 (14152)»/тип «Фламинго»            | «РВ-1415 (14152)»/тип «Фламинго»            | «Flamingo»                       | —                        | —                                                                                                | Отряд аварийно-спасательных судов                                                            |                                                                                            | Нет точных данных о состоянии вымпела. Вероятно списан. Данные уточняются | |
| «РВК-1887» | «РВ-1415 (14152)»/тип «Фламинго»            | «РВ-1415 (14152)»/тип «Фламинго»            | «Flamingo»                       | —                        | Владивостокская ВМБ (г. Владивосток, Приморский край)                                            | 79-й отряд аварийно-спасательных судов Приморской флотилии разнородных сил                   |                                                                                            | Проходит ВТГ. Сроки окончания и место проведения ремонта неизвестны | |
| «РВК-1943» | «РВ-1415 (14152)»/тип «Фламинго»            | «РВ-1415 (14152)»/тип «Фламинго»            | «Flamingo»                       | —                        | —                                                                                                | Отряд аварийно-спасательных судов                                                            |                                                                                            | Проходит ВТГ. Сроки окончания и место проведения ремонта неизвестны | |
| «РВК-2048» | «РВ-1415 (14152)»/тип «Фламинго»            | «РВ-1415 (14152)»/тип «Фламинго»            | «Flamingo»                       | —                        | Владивостокская ВМБ (г. Владивосток, Приморский край)                                            | 79-й отряд аварийно-спасательных судов Приморской флотилии разнородных сил                   |                                                                                            | В составе СПГ (данные лета 2016 г.) | |
| «РВК-2063» | «РВ-1415 (14152)»/тип «Фламинго»            | «РВ-1415 (14152)»/тип «Фламинго»            | «Flamingo»                       | —                        | —                                                                                                | Отряд аварийно-спасательных судов                                                            |                                                                                            | Нет точных данных о состоянии вымпела. Вероятно списан. Данные уточняются | |
| «РВК-1239» | 23040                                       | 23040                                       | 23040                            | 2018 (план)              | —                                                                                                | —                                                                                            |                                                                                            | Завод изготовитель — ССРЗ «Нижегородский теплоход» (ЗНТ), г. Бор, Нижегородская обл. Транспортируется на Дальний Восток | |
| «РВК-1261» | 23040                                       | 23040                                       | 23040                            | 2018 (план)              | —                                                                                                | —                                                                                            |                                                                                            | Завод изготовитель — ССРЗ «Нижегородский теплоход» (ЗНТ), г. Бор, Нижегородская обл. Транспортируется на Дальний Восток | |
| «СМК-2177» | 23370М                                      | 23370М                                      | 23370М                           | 2017                     | Владивостокская ВМБ (г. Владивосток, Приморский край)                                            | 79-й отряд аварийно-спасательных судов Приморской флотилии разнородных сил                   |                                                                                            | В составе СПГ (данные осени 2017 г.) | |
| «СМК-» | 23370М                                      | 23370М                                      | 23370М                           | 2018 (план)              | Камчатская ВМБ                                                                                   | Отряд аварийно-спасательных судов                                                            |                                                                                            | Завод изготовитель СРЗ «Ливадийский ремонтно-судостроительный завод», г. Находка, Приморский край. Заложен. Строится | |
| Подразделение материально-технического обеспечения — оператор Служба материально-технического обеспечения ВМФ РФ; вымпелов |                                             |                                             |                                  |                          |                                                                                                  |                                                                                              |                                                                                            | | |
| Морской буксир — эскортный буксир (МБ) |                                             |                                             |                                  |                          |                                                                                                  |                                                                                              |                                                                                            | | |
| «МБ-16» | 733/тип «МБ»                                | 733/тип «МБ»                                | «Okhtenskiy/Goliat»              | 1961                     | —                                                                                                | Отряд судов обеспечения                                                                      |                                                                                            | Может выполнять функции пожарно-спасательного буксирного судна. Нет точных данных о состоянии вымпела. Вероятно списан. Данные уточняются | |
| «МБ-136» | 733/тип «МБ»                                | 733/тип «МБ»                                | «Okhtenskiy/Goliat»              | 1961                     | —                                                                                                | Отряд судов обеспечения                                                                      |                                                                                            | Может выполнять функции пожарно-спасательного буксирного судна. Нет точных данных о состоянии вымпела. Вероятно списан. Данные уточняются | |
| «МБ-163» | 733/тип «МБ»                                | 733/тип «МБ»                                | «Okhtenskiy/Goliat»              | —                        | —                                                                                                | Отряд судов обеспечения                                                                      |                                                                                            | Может выполнять функции пожарно-спасательного буксирного судна. Нет точных данных о состоянии вымпела. Последние подтверждённые данные от лета 2010 г. Вероятно списан. Данные уточняются | |
| «МБ-148» | 745 «Садко»                                 | 745 «Садко»                                 | «Sorum»                          | 1976                     | Камчатская ВМБ (г. Петропавловск-Камчатский, Петропавловск-Камчатский район, Камчатский край)    | Отряд судов обеспечения                                                                      |                                                                                            | Может выполнять функции пожарно-спасательного буксирного судна. Проходит ВТГ на СРЗ «Северо-Восточный ремонтный центр» в закрытом административно-территориальном образовании Вилючинск, Камчатский край. Сроки окончания ремонта неизвестны | |
| «МБ-99» | 745 «Садко»                                 | 745 «Садко»                                 | «Sorum»                          | 1983                     | Владивостокская ВМБ (г. Владивосток, Приморский край)                                            | 2-я группа отряда судов обеспечения                                                          |                                                                                            | Может выполнять функции пожарно-спасательного буксирного судна. В составе СПГ (данные весны 2016 г.) | |
| «МБ-61» | 745 «Садко»                                 | 745 «Садко»                                 | «Sorum»                          | 1989                     | Камчатская ВМБ (г. Петропавловск-Камчатский, Петропавловск-Камчатский район, Камчатский край)    | 32-й отряд судов обеспечения                                                                 |                                                                                            | Может выполнять функции пожарно-спасательного буксирного судна. В составе СПГ (данные весны 2017 г.) | |
| «МБ-76» | 745 «Садко»                                 | 745 «Садко»                                 | «Sorum»                          | 1989                     | Владивостокская ВМБ (г. Владивосток, Приморский край)                                            | Отряд судов обеспечения                                                                      |                                                                                            | Может выполнять функции пожарно-спасательного буксирного судна. На приколе в ЦС «Дальзавод» в г. Владивосток, Приморский край. Возможно списан. Данные уточняются | |
| «МБ-37» | 745 «Садко»                                 | 745 «Садко»                                 | «Sorum»                          | 1990                     | Владивостокская ВМБ (г. Владивосток, Приморский край)                                            | Отряд судов обеспечения                                                                      |                                                                                            | Может выполнять функции пожарно-спасательного буксирного судна. Нет точных данных о состоянии вымпела. Последние подтверждённые данные от лета 2015 г. Возможно списан. Данные уточняются | |
| «Калар» | В92/II/тип «Нефтегаз»                       | В92/II/тип «Нефтегаз»                       | «Neftegaz»                       | 1990                     | Владивостокская ВМБ (г. Владивосток, Приморский край)                                            | 2-я группа отряда судов обеспечения                                                          |                                                                                            | Может работать во льдах. Может выполнять функции пожарно-спасательного буксирного судна. Проходит ВТГ в ЦС «Дальзавод» в г. Владивосток, Приморский край. Сроки окончания ремонта неизвестны | |
| «МБ-92» | 02790 «ПЕ-65»                               | 02790 «ПЕ-65»                               | 02790 «ПЕ-65»                    | 2013                     | Владивостокская ВМБ (г. Владивосток, Приморский край)                                            | Отряд судов обеспечения                                                                      |                                                                                            | Может выполнять функции пожарно-спасательного буксирного судна. В составе СПГ (данные весны 2016 г.) | |
| «МБ-93» | 02790 «ПЕ-65»                               | 02790 «ПЕ-65»                               | 02790 «ПЕ-65»                    | 2013                     | Владивостокская ВМБ (г. Владивосток, Приморский край)                                            | Отряд судов обеспечения                                                                      |                                                                                            | Может выполнять функции пожарно-спасательного буксирного судна. В составе СПГ (данные весны 2016 г.) | |
| «Андрей Степанов» | 23470                                       | 23470                                       | 23470                            | 2020                     | Владивостокская ВМБ (г. Владивосток, Приморский край)                                            | Отряд судов обеспечения                                                                      |                                                                                            | Может работать во льдах. Может выполнять функции аварийно-спасательного буксирного судна. Завод изготовитель — ССЗ «Ярославский судостроительный завод» (ЯСЗ), г. Ярославль, Ярославская обл. В составе флота | |
| | 23470                                       | 23470                                       | 23470                            | —                        | Владивостокская ВМБ (г. Владивосток, Приморский край)                                            | Отряд судов обеспечения                                                                      |                                                                                            | Может работать во льдах. Может выполнять функции аварийно-спасательного буксирного судна. Завод изготовитель — ССЗ «Ярославский судостроительный завод» (ЯСЗ), г. Ярославль, Ярославская обл. Готовится к закладке | |
| Рейдовый буксир — буксирный катер (РБ — БУК) |                                             |                                             |                                  |                          | Владивостокская ВМБ (г. Владивосток, Приморский край)                                            | Отряд судов обеспечения                                                                      |                                                                                            | | |
| «БУК-158» | 378/тип «РБТ»                               | 378/тип «РБТ»                               | 378/тип «РБТ»                    | 1951                     | —                                                                                                | Отряд судов обеспечения                                                                      |                                                                                            | Проходит ВТГ на СРЗ «Северо-Восточный ремонтный центр» в закрытом административно-территориальном образовании Вилючинск, Камчатский край. Сроки окончания ремонта неизвестны | |
| «БУК-1552» | 1439/тип «Молния»                           | 1439/тип «Молния»                           | 1439/тип «Молния»                | —                        | Владивостокская ВМБ (г. Владивосток, Приморский край)                                            | Отряд судов обеспечения                                                                      |                                                                                            | Нет точных данных о состоянии вымпела. Последние подтверждённые данные от лета 2013 г. Вероятно списан. Данные уточняются | |
| «БУК-1854» | 1439/тип «Молния»                           | 1439/тип «Молния»                           | 1439/тип «Молния»                | —                        | Владивостокская ВМБ (г. Владивосток, Приморский край)                                            | Отряд судов обеспечения                                                                      |                                                                                            | В составе СПГ (данные осени 2017 г.) | |
| «БУК-2074» | 1439/тип «Молния»                           | 1439/тип «Молния»                           | 1439/тип «Молния»                | —                        | Владивостокская ВМБ (г. Владивосток, Приморский край)                                            | Отряд судов обеспечения                                                                      |                                                                                            | Нет точных данных о состоянии вымпела. Последние подтверждённые данные от весны 2014 г. Вероятно списан. Данные уточняются | |
| «РБ-325» | 192/тип «РБ»                                | 192/тип «РБ»                                | 192/тип «РБ»                     | 1986                     | Владивостокская ВМБ (г. Владивосток, Приморский край)                                            | 3-я группа отряда судов обеспечения                                                          |                                                                                            | В составе СПГ (данные весны 2016 г.) | |
| «РБ-326» | 192/тип «РБ»                                | 192/тип «РБ»                                | 192/тип «РБ»                     | 1986                     | Владивостокская ВМБ (г. Владивосток, Приморский край)                                            | Отряд судов обеспечения                                                                      |                                                                                            | Нет точных данных о состоянии вымпела. Последние подтверждённые данные от лета 2010 г. Вероятно списан. Данные уточняются | |
| «РБ-22» | 192А/тип «РБ»                               | 192А/тип «РБ»                               | 192А/тип «РБ»                    | 1989                     | Владивостокская ВМБ (г. Владивосток, Приморский край)                                            | Отряд судов обеспечения                                                                      |                                                                                            | Нет точных данных о состоянии вымпела. Последние подтверждённые данные от зимы 2010 г. Вероятно списан. Данные уточняются | |
| «РБ-280» | 192А/тип «РБ»                               | 192А/тип «РБ»                               | 192А/тип «РБ»                    | 1988                     | —                                                                                                | Отряд судов обеспечения                                                                      |                                                                                            | Нет точных данных о состоянии вымпела. Вероятно списан. Данные уточняются | |
| «РБ-173» | 498 «Протей»                                | 498 «Протей»                                | «Prometey»                       | —                        | —                                                                                                | Отряд судов обеспечения                                                                      |                                                                                            | Нет точных данных о состоянии вымпела. Вероятно списан. Данные уточняются | |
| «РБ-175» | 498 «Протей»                                | 498 «Протей»                                | «Prometey»                       | —                        | —                                                                                                | Отряд судов обеспечения                                                                      |                                                                                            | Нет точных данных о состоянии вымпела. Вероятно списан. Данные уточняются | |
| «РБ-179» | 498 «Протей»                                | 498 «Протей»                                | «Prometey»                       | —                        | Владивостокская ВМБ (г. Владивосток, Приморский край)                                            | 3-я группа отряда судов обеспечения                                                          |                                                                                            | Нет точных данных о состоянии вымпела. На приколе во Владивостоке (данные весны 2015 г.). Вероятно списан. Данные уточняются | |
| «РБ-7» | 498С «Протей»/тип «Сатурн/Антон Мазин»      | 498С «Протей»/тип «Сатурн/Антон Мазин»      | «Prometey»                       | 1977                     | Фокинская ВМБ (закрытое административно-территориальное образование Фокино, Приморский край)     | Отряд судов обеспечения                                                                      |                                                                                            | Может выполнять функции пожарно-спасательного буксирного судна. Нет точных данных о состоянии вымпела. Последние подтверждённые данные от лета 2010 г. Вероятно списан. Данные уточняются | |
| «РБ-57» | 498С «Протей»/тип «Сатурн/Антон Мазин»      | 498С «Протей»/тип «Сатурн/Антон Мазин»      | «Prometey»                       | —                        | Камчатская ВМБ (г. Петропавловск-Камчатский, Петропавловск-Камчатский район, Камчатский край)    | 32-й отряд судов обеспечения                                                                 |                                                                                            | Может выполнять функции пожарно-спасательного буксирного судна. Проходит ВТГ на СРЗ «Северо-Восточный ремонтный центр» в закрытом административно-территориальном образовании Вилючинск, Камчатский край. Сроки окончания ремонта неизвестны | |
| «РБ-262» | 498С «Протей»/тип «Сатурн/Антон Мазин»      | 498С «Протей»/тип «Сатурн/Антон Мазин»      | «Prometey»                       | 1983                     | Камчатская ВМБ (г. Петропавловск-Камчатский, Петропавловск-Камчатский район, Камчатский край)    | 3-я группа отряда судов обеспечения                                                          |                                                                                            | Может выполнять функции пожарно-спасательного буксирного судна. Проходит ВТГ на СРЗ «Северо-Восточный ремонтный центр» в закрытом административно-территориальном образовании Вилючинск, Камчатский край. Сроки окончания ремонта неизвестны | |
| «РБ-217» | 04983/тип «Сатурн/Антон Мазин»              | 04983/тип «Сатурн/Антон Мазин»              | «Prometey»                       | 1985                     | Камчатская ВМБ (г. Петропавловск-Камчатский, Петропавловск-Камчатский район, Камчатский край)    | 3-я группа отряда судов обеспечения                                                          |                                                                                            | Может выполнять функции пожарно-спасательного буксирного судна. Проходит ВТГ на СРЗ «Северо-Восточный ремонтный центр» в закрытом административно-территориальном образовании Вилючинск, Камчатский край. Сроки окончания ремонта неизвестны | |
| «РБ-239» | 04983/тип «Сатурн/Антон Мазин»              | 04983/тип «Сатурн/Антон Мазин»              | «Prometey»                       | 1986                     | Владивостокская ВМБ (г. Владивосток, Приморский край)                                            | Отряд судов обеспечения                                                                      |                                                                                            | Может выполнять функции пожарно-спасательного буксирного судна. В составе СПГ (данные весны 2017 г.) | |
| «РБ-260» | 04983/тип «Сатурн/Антон Мазин»              | 04983/тип «Сатурн/Антон Мазин»              | «Prometey»                       | 1988                     | Камчатская ВМБ (г. Петропавловск-Камчатский, Петропавловск-Камчатский район, Камчатский край)    | 32-й отряд судов обеспечения                                                                 |                                                                                            | Может выполнять функции пожарно-спасательного буксирного судна. Проходит ВТГ на СРЗ «Северо-Восточный ремонтный центр» в закрытом административно-территориальном образовании Вилючинск, Камчатский край. Сроки окончания ремонта неизвестны | |
| «РБ-208» | 719                                         | 719                                         | 719                              | 1949                     | ВМБ Советская Гавань (г. Советская Гавань, Хабаровский край)                                     | Отряд судов обеспечения                                                                      |                                                                                            | Нет точных данных о состоянии вымпела. Последние подтверждённые данные от лета 2015 г. Вероятно списан. Данные уточняются | |
| «РБ-211» | 719                                         | 719                                         | 719                              | —                        | ВМБ Советская Гавань (г. Советская Гавань, Хабаровский край)                                     | Отряд судов обеспечения                                                                      |                                                                                            | Нет точных данных о состоянии вымпела. Последние подтверждённые данные от лета 2015 г. Вероятно списан. Данные уточняются | |
| «РБ-216» | 719                                         | 719                                         | 719                              | —                        | ВМБ Советская Гавань (г. Советская Гавань, Хабаровский край)                                     | Отряд судов обеспечения                                                                      |                                                                                            | Нет точных данных о состоянии вымпела. Последние подтверждённые данные от лета 2015 г. Вероятно списан. Данные уточняются | |
| «РБ-218» | 719                                         | 719                                         | 719                              | —                        | Владивостокская ВМБ (г. Владивосток, Приморский край)                                            | Отряд судов обеспечения                                                                      |                                                                                            | Нет точных данных о состоянии вымпела. Последние подтверждённые данные от весны 2016 г. Вероятно списан. Данные уточняются | |
| «РБ-194» | 737К/тип «БК-600»                           | 737К/тип «БК-600»                           | «Sidehole»                       | —                        | Владивостокская ВМБ (г. Владивосток, Приморский край)                                            | 3-я группа отряда судов обеспечения                                                          |                                                                                            | Нет точных данных о состоянии вымпела. На приколе во Владивостоке (данные весны 2016 г.). Вероятно списан. Данные уточняются | |
| «РБ-212» | 737К/тип «БК-600»                           | 737К/тип «БК-600»                           | «Sidehole»                       | —                        | —                                                                                                | Отряд судов обеспечения                                                                      |                                                                                            | Нет точных данных о состоянии вымпела. Последние подтверждённые данные от осени 2011 г. Вероятно списан. Данные уточняются | |
| «РБ-232» | 737К/тип «БК-600»                           | 737К/тип «БК-600»                           | «Sidehole»                       | —                        | 1969                                                                                             | Отряд судов обеспечения                                                                      |                                                                                            | Нет точных данных о состоянии вымпела. Вероятно списан. Данные уточняются | |
| «РБ-289» | 737К/тип «БК-600»                           | 737К/тип «БК-600»                           | «Sidehole»                       | —                        | Камчатская ВМБ (г. Петропавловск-Камчатский, Петропавловск-Камчатский район, Камчатский край)    | Отряд судов обеспечения                                                                      |                                                                                            | Проходит ВТГ на СРЗ «Северо-Восточный ремонтный центр» в закрытом административно-территориальном образовании Вилючинск, Камчатский край. Сроки окончания ремонта неизвестны | |
| «РБ-240» | 737К/тип «БК-600»                           | 737К/тип «БК-600»                           | «Sidehole»                       | —                        | Владивостокская ВМБ (г. Владивосток, Приморский край)                                            | 3-я группа отряда судов обеспечения                                                          |                                                                                            | В составе СПГ (данные весны 2016 г.) | |
| «РБ-402» | 16609                                       | 16609                                       | 16609                            | 2013                     | Владивостокская ВМБ (г. Владивосток, Приморский край)                                            | Отряд судов обеспечения                                                                      |                                                                                            | Может выполнять функции пожарно-спасательного буксирного судна. В составе СПГ (данные весны 2018 г.) | |
| «РБ-403» | 16609                                       | 16609                                       | 16609                            | 2013                     | Владивостокская ВМБ (г. Владивосток, Приморский край)                                            | Отряд судов обеспечения                                                                      |                                                                                            | Может выполнять функции пожарно-спасательного буксирного судна. В составе СПГ (данные весны 2018 г.) | |
| «РБ-404» | 16609                                       | 16609                                       | 16609                            | 2013                     | Владивостокская ВМБ (г. Владивосток, Приморский край)                                            | Отряд судов обеспечения                                                                      |                                                                                            | Может выполнять функции пожарно-спасательного буксирного судна. В составе СПГ (данные лета 2017 г.) | |
| «РБ-405» | 16609                                       | 16609                                       | 16609                            | 2013                     | Владивостокская ВМБ (г. Владивосток, Приморский край)                                            | Отряд судов обеспечения                                                                      |                                                                                            | Может выполнять функции пожарно-спасательного буксирного судна. В составе СПГ (данные лета 2016 г.) | |
| «РБ-406» | 16609                                       | 16609                                       | 16609                            | 2014                     | Камчатская ВМБ (г. Петропавловск-Камчатский, Петропавловск-Камчатский район, Камчатский край)    | Отряд судов обеспечения                                                                      |                                                                                            | Может выполнять функции пожарно-спасательного буксирного судна. В составе СПГ (данные лета 2016 г.) | |
| «РБ-407» | 16609                                       | 16609                                       | 16609                            | 2014                     | Камчатская ВМБ (г. Петропавловск-Камчатский, Петропавловск-Камчатский район, Камчатский край)    | Отряд судов обеспечения                                                                      |                                                                                            | Может выполнять функции пожарно-спасательного буксирного судна. В составе СПГ (данные осени 2016 г.) | |
| «РБ-2186» | 16609                                       | 16609                                       | 16609                            | 2018                     | Камчатская ВМБ (г. Петропавловск-Камчатский, Петропавловск-Камчатский район, Камчатский край)    | Отряд судов обеспечения                                                                      |                                                                                            | Может выполнять функции пожарно-спасательного буксирного судна. В составе СПГ (данные лета 2018 г.) | |
| Патрульный ледокол — эскортный ледокол (ПТЛД) |                                             |                                             |                                  |                          |                                                                                                  |                                                                                              |                                                                                            | | |
| «Иван Сусанин» | 97П/тип «Добрыня Никитич»                   | 97П/тип «Добрыня Никитич»                   | «Dobrynya Nikitich/Ivan Susanin» | 1973                     | Камчатская ВМБ (г. Петропавловск-Камчатский, Камчатский край)                                    | 32-й отряд судов обеспечения                                                                 |                                                                                            | Впервые в истории ВМФ РФ работал в составе КУГ в Арктике. В составе СПГ (данные декабря 2016 г.) | |
| Евпатий Коловрат | 21180М                                      | 21180М                                      | 21180М                           | 2023                     | Камчатская ВМБ (г. Петропавловск-Камчатский, Камчатский край)                                    |                                                                                              |                                                                                            | Может выполнять функции пожарно-спасательного буксирного судна, гидрографического судна и сухогрузного транспорта. В составе флота | |
| Морской транспорт вооружений (МТВ) |                                             |                                             |                                  |                          |                                                                                                  |                                                                                              |                                                                                            | | |
| «ВТР-85» | 1823                                        | 1823                                        | «Muna»                           | 1967                     | Владивостокская ВМБ (г. Владивосток, Приморский край)                                            | Отряд судов обеспечения                                                                      |                                                                                            | Нет точных данных о состоянии вымпела. Последние подтверждённые данные от весны 2014 г. Возможно списан. Данные уточняются | |
| «ВТР-76» | 1823                                        | 1823                                        | «Muna»                           | 1985                     | Камчатская ВМБ (г. Петропавловск-Камчатский, Камчатский край)                                    | 32-й отряд судов обеспечения                                                                 |                                                                                            | Проходит ВТГ на СРЗ «Северо-Восточный ремонтный центр» в закрытом административно-территориальном образовании Вилючинск, Камчатский край. Сроки окончания ремонта неизвестны | |
| «Даугава» | 1791Р «Кальмар-3»                           | 1791Р «Кальмар-3»                           | «Modified Amga»                  | 1980                     | Камчатская ВМБ (пос. Завойко, Камчатский край)                                                   | 32-й отряд судов обеспечения                                                                 |                                                                                            | Нет точных данных о состоянии вымпела. В отстое у посёлка Завойко Камчатского края. Вероятно списан. Данные уточняются | |
| «Академик Ковалёв» | 20180ТВ                                     | 20180ТВ                                     | 20180ТВ                          | 2015                     | Камчатская ВМБ (закрытое административно-территориальное образование Вилючинск, Камчатский край) | 32-й отряд судов обеспечения                                                                 |                                                                                            | Является универсальным транспортом баллистических и крылатых ракет. В составе СПГ (данные осени 2016 г.) | |
| Морское судно тылового обеспечения (МСТО) |                                             |                                             |                                  |                          |                                                                                                  |                                                                                              |                                                                                            | | |
| «Капитан Шевченко» | 23120 «Лонгвиник»                           | 23120 «Лонгвиник»                           | 23120 «Лонгвиник»                | 2020 (план)              | —                                                                                                | Отряд судов обеспечения                                                                      |                                                                                            | Может выполнять функции спасательного буксирного судна. Может работать во льдах. Завод изготовитель — ССЗ «Северная верфь», город федерального значения Санкт-Петербург. Заложен. Строительство временно заморожено. Будет достраиваться по усовершенствованному проекту | |
| Большой морской танкер (БМТ) |                                             |                                             |                                  |                          |                                                                                                  |                                                                                              |                                                                                            | | |
| «Борис Бутома» | 1559В «Морской простор»/тип «Борис Чиликин» | 1559В «Морской простор»/тип «Борис Чиликин» | «Boris Chilikin»                 | 1978                     | Владивостокская ВМБ (г. Владивосток, Приморский край)                                            | 1-я группа отряда судов обеспечения                                                          |                                                                                            | В составе СПГ (данные осени 2016 г.) | |
| Средний морской танкер (СМТ) |                                             |                                             |                                  |                          |                                                                                                  |                                                                                              |                                                                                            | | |
| «Ижора» | 160                                         | 160                                         | «Altay»                          | 1970                     | —                                                                                                | 1-я группа отряда судов обеспечения                                                          |                                                                                            | Нет точных данных о состоянии вымпела. Вероятно списан. Данные уточняются | |
| «Илим» | 160                                         | 160                                         | «Altay»                          | 1972                     | Владивостокская ВМБ (г. Владивосток, Приморский край)                                            | Отряд судов обеспечения                                                                      |                                                                                            | Нет точных данных о состоянии вымпела. Возможно списан. Данные уточняются | |
| «Иркут» | Тип «Дубна»                                 | Тип «Дубна»                                 | «Dubna»                          | 1975                     | Владивостокская ВМБ (г. Владивосток, Приморский край)                                            | 1-я группа отряда судов обеспечения                                                          |                                                                                            | В составе СПГ (данные весны 2016 г.) | |
| «Печенга» | Тип «Дубна»                                 | Тип «Дубна»                                 | «Dubna»                          | 1979                     | Владивостокская ВМБ (г. Владивосток, Приморский край)                                            | 1-я группа отряда судов обеспечения                                                          |                                                                                            | В составе СПГ (данные весны 2018 г.) | |
| Малый морской танкер (ММТН) |                                             |                                             |                                  |                          |                                                                                                  |                                                                                              |                                                                                            | | |
| «Баргузин» | 1541                                        | 1541                                        | «Luza»                           | 1967                     | —                                                                                                | Отряд судов обеспечения                                                                      |                                                                                            | Проходит ВТГ в ЦС «Дальзавод» в г. Владивосток Приморского края. Сроки окончания ремонта неизвестны | |
| «Аламбай» | 1541                                        | 1541                                        | «Luza»                           | 1968                     | —                                                                                                | 32-й отряд судов обеспечения                                                                 |                                                                                            | Проходит ВТГ на СРЗ «Северо-Восточный ремонтный центр» в закрытом административно-территориальном образовании Вилючинск, Камчатский край. Сроки окончания ремонта неизвестны | |
| «ВТН-28» | 1844 «Каир»                                 | 1844 «Каир»                                 | «Toplivo II»                     | —                        | Владивостокская ВМБ (г. Владивосток, Приморский край)                                            | 1-я группа отряда судов обеспечения                                                          |                                                                                            | В составе СПГ (данные лета 2016 г.) | |
| «ВТН-60» | 1844Д «Каир»                                | 1844Д «Каир»                                | «Toplivo II»                     | 1980                     | Владивостокская ВМБ (г. Владивосток, Приморский край)                                            | 1-я группа отряда судов обеспечения                                                          |                                                                                            | Проходит ВТГ в ЦС «Дальзавод» г. Владивосток, Приморский край. Сроки окончания и ремонта неизвестны | |
| «ВТН-82» | 1844Д «Каир»                                | 1844Д «Каир»                                | «Toplivo II»                     | 1984                     | Владивостокская ВМБ (г. Владивосток, Приморский край)                                            | 1-я группа отряда судов обеспечения                                                          |                                                                                            | В составе СПГ (данные лета 2016 г.) | |
| «Михаил Барсков» | 03182 «Платформа-Арктика»                   | 03182 «Платформа-Арктика»                   | 03182 «Платформа-Арктика»        | 2019 (план)              | —                                                                                                | Отряд судов обеспечения                                                                      |                                                                                            | Может использоваться в качестве универсального пожарно-спасательного буксирного судна, судна мусоросборщика и сухогрузного транспорта. Способен действовать во льдах. Способен действовать во льдах. Завод изготовитель — ССЗ «Восточная верфь», г. Владивосток, Приморский край. Формируется корпус | |
| «Борис Аверкин» | 03182 «Платформа-Арктика»                   | 03182 «Платформа-Арктика»                   | 03182 «Платформа-Арктика»        | 2020 (план)              | —                                                                                                | Отряд судов обеспечения                                                                      |                                                                                            | Может использоваться в качестве универсального пожарно-спасательного буксирного судна, судна мусоросборщика и сухогрузного транспорта. Способен действовать во льдах. Способен действовать во льдах. Завод изготовитель — ССЗ «Восточная верфь», г. Владивосток, Приморский край. Заложен. Строится | |
| | 03182 «Платформа-Арктика»                   | 03182 «Платформа-Арктика»                   | 03182 «Платформа-Арктика»        | —                        | —                                                                                                | Отряд судов обеспечения                                                                      |                                                                                            | Может использоваться в качестве универсального пожарно-спасательного буксирного судна, судна мусоросборщика и сухогрузного транспорта. Способен действовать во льдах. Способен действовать во льдах. Завод изготовитель — ССЗ «Восточная верфь», г. Владивосток, Приморский край. Готовится к закладке | |
| Морской водоналивной танкер (МВТ) |                                             |                                             |                                  |                          |                                                                                                  | Отряд судов обеспечения                                                                      |                                                                                            | | |
| «МВТ-136» | 561                                         | 561                                         | «Voda»                           | —                        | Владивостокская ВМБ (г. Владивосток, Приморский край)                                            | Отряд судов обеспечения                                                                      |                                                                                            | Проходит ВТГ на СРЗ «Северо-Восточный ремонтный центр» в закрытом административно-территориальном образовании Вилючинск, Камчатский край. Сроки окончания ремонта неизвестны | |
| «МВТ-17» | 18444 «Каир»                                | 18444 «Каир»                                | «Toplivo II»                     | 1993                     | Владивостокская ВМБ (г. Владивосток, Приморский край)                                            | 1-я группа отряда судов обеспечения                                                          |                                                                                            | Проходит ВТГ в ЦС «Дальзавод» г. Владивосток, Приморский край. Сроки окончания ремонта неизвестны | |
| «МВТ-15» | 18444 «Каир»                                | 18444 «Каир»                                | «Toplivo II»                     | 2006                     | Владивостокская ВМБ (г. Владивосток, Приморский край)                                            | 1-я группа отряда судов обеспечения                                                          |                                                                                            | Проходит ВТГ в ЦС «Дальзавод» г. Владивосток, Приморский край. Сроки окончания ремонта неизвестны | |
| Килекторное судно (КИЛ) |                                             |                                             |                                  |                          |                                                                                                  |                                                                                              |                                                                                            | | |
| «КИЛ-27» | 419                                         | 419                                         | 419                              | 1969                     | Камчатская ВМБ (г. Петропавловск-Камчатский, Петропавловск-Камчатский район, Камчатский край)    | 32-й отряд судов обеспечения                                                                 |                                                                                            | Проходит ВТГ на СРЗ «Северо-Восточный ремонтный центр» в закрытом административно-территориальном образовании Вилючинск, Камчатский край. Сроки окончания ремонта неизвестны | |
| «КИЛ-927» | 141                                         | 141                                         | «Kashtan»                        | 1988                     | Владивостокская ВМБ (г. Владивосток, Приморский край)                                            | 2-я группа отряда судов обеспечения                                                          |                                                                                            | Нет точных данных о состоянии вымпела. Последние подтверждённые данные от весны 2017 г. На приколе у причальной стенки Владивостокской ВМБ. Данные уточняются | |
| «КИЛ-168» | 141                                         | 141                                         | «Kashtan»                        | 1990                     | Владивостокская ВМБ (г. Владивосток, Приморский край)                                            | 32-й отряд судов обеспечения                                                                 |                                                                                            | Работает (данные зимы 2018 г.) | |
| «КИЛ-498» | 141                                         | 141                                         | «Kashtan»                        | 1990                     | Владивостокская ВМБ (г. Владивосток, Приморский край)                                            | 2-я группа отряда судов обеспечения                                                          |                                                                                            | Работает (данные лета 2017 г.) | |
| Судно контроля ракетных запусков (ССИК?) | «Маршал Крылов»                             | 1914.1 (19141) «Зодиак»                     | 1914.1 (19141) «Зодиак»          | 1990                     | Владивостокская ВМБ (г. Владивосток, Приморский край)                                            | «Marshal Nedelin»                                                                            | Отряд судов обеспечения                                                                    | | Проходит глубокую модернизацию в ЦС «Дальзавод» в г. Владивосток, Приморский край. По окончании работ будет использоваться в качестве станции технического обслуживания и получения телеметрии пусков межконтинентальных баллистических ракет с РПКСН, ПГРК и шахтного базирования, и гражданских ракет носителей с космодрома «Восточный». Спущен на воду |
| Плавучий кран; самоходный плавучий кран (ПК; СПК) |                                             |                                             |                                  |                          | Владивостокская ВМБ (г. Владивосток, Приморский край)                                            |                                                                                              |                                                                                            | | |
| «ПК-58100» | «605-ПК; 876; 24-11095»                     | «605-ПК; 876; 24-11095»                     | «605-ПК; 876; 24-11095»          | —                        | Владивостокская ВМБ (г. Владивосток, Приморский край)                                            | 3-я группа отряда судов обеспечения                                                          |                                                                                            | Нет точных данных о состоянии вымпела. Последние подтверждённые данные от весны 2016 г. Вероятно списан. Данные уточняются | |
| «ПК-89100» | «605-ПК; 876; 24-11095»                     | «605-ПК; 876; 24-11095»                     | «605-ПК; 876; 24-11095»          | 1955                     | Владивостокская ВМБ (г. Владивосток, Приморский край)                                            | 3-я группа отряда судов обеспечения                                                          |                                                                                            | Нет точных данных о состоянии вымпела. Последние подтверждённые данные от весны 2016 г. Вероятно списан. Данные уточняются | |
| «ПК-106100» | «605-ПК; 876; 24-11095»                     | «605-ПК; 876; 24-11095»                     | «605-ПК; 876; 24-11095»          | —                        | Владивостокская ВМБ (г. Владивосток, Приморский край)                                            | Отряд судов обеспечения                                                                      |                                                                                            | Нет точных данных о состоянии вымпела. Вероятно списан. Данные уточняются | |
| «СПК-42150» | 02690                                       | 02690                                       | 02690                            | 2015                     | Камчатская ВМБ (закрытое административно-территориальное образование Вилючинск, Камчатский край) | Отряд судов обеспечения                                                                      |                                                                                            | Может выполнять функции сухогрузного транспорта. В составе СПГ (данные лета 2017 г.) | |
| «СПК-43150» | 02690                                       | 02690                                       | 02690                            | 2015                     | Камчатская ВМБ (закрытое административно-территориальное образование Вилючинск, Камчатский край) | Отряд судов обеспечения                                                                      |                                                                                            | Может выполнять функции сухогрузного транспорта. В составе СПГ (данные лета 2017 г.) | |
| «СПК-44150» | 02690                                       | 02690                                       | 02690                            | 2016                     | Владивостокская ВМБ (г. Владивосток, Приморский край)                                            | Отряд судов обеспечения                                                                      |                                                                                            | Может выполнять функции сухогрузного транспорта. В составе СПГ (данные лета 2017 г.) | |
| Малое кабельное судно (МКС ?) |                                             |                                             |                                  |                          |                                                                                                  |                                                                                              |                                                                                            | | |
| «Бирюса» | 1275                                        | 1275                                        | 1275                             | 1986                     | Камчатская ВМБ (г. Петропавловск-Камчатский, Петропавловск-Камчатский район, Камчатский край)    | 32-й отряд судов обеспечения                                                                 |                                                                                            | Работает (данные лета 2017 г.) | |
| «Кемь» | 1275                                        | 1275                                        | 1275                             | 1986                     | Владивостокская ВМБ (г. Владивосток, Приморский край)                                            | 2-я группа отряда судов обеспечения                                                          |                                                                                            | Нет точных данных о состоянии вымпела. На приколе во Владивостоке (данные весны 2014 г.). Возможно списано. Данные уточняются | |
| Плавучая мастерская (ПМ) |                                             |                                             |                                  | 1986                     | Владивостокская ВМБ (г. Владивосток, Приморский край)                                            |                                                                                              |                                                                                            | | |
| «ПМ-59» | 304                                         | 304                                         | «Amur»                           | 1986                     | Владивостокская ВМБ (г. Владивосток, Приморский край)                                            | Отряд судов обеспечения                                                                      |                                                                                            | Проходит ВТГ в ЦС «Дальзавод» в г. Владивосток, Приморский край. Сроки окончания ремонта неизвестны | |
| Судно размагничивания (СР) |                                             |                                             |                                  |                          |                                                                                                  | Отряд судов обеспечения                                                                      |                                                                                            | | |
| «СР-180» | 1799А «Глобус»                              | 1799А «Глобус»                              | 1799А «Глобус»                   | 1980                     | ВМБ Советская Гавань (г. Советская Гавань, Хабаровский край)                                     | Отряд судов обеспечения                                                                      |                                                                                            | Нет точных данных о состоянии вымпела. На приколе в п. Бяудэ залива Советская Гавань (данные зимы 2018 г.). Вероятно списано. Данные уточняются | |
| «СР-188» | 17994 «Глобус»                              | 17994 «Глобус»                              | 17994 «Глобус»                   | 1990                     | Камчатская ВМБ (г. Петропавловск-Камчатский, Петропавловск-Камчатский район, Камчатский край)    | 32-й отряд судов обеспечения                                                                 |                                                                                            | Проходит ВТГ на СРЗ «Северо-Восточный ремонтный центр» в закрытом административно-территориальном образовании Вилючинск, Камчатский край. Сроки окончания ремонта неизвестны | |
| Судно контроля физических полей (СФП) |                                             |                                             |                                  |                          |                                                                                                  |                                                                                              |                                                                                            | | |
| «СФП-295» | 18061 «Звук»                                | 18061 «Звук»                                | 18061 «Звук»                     | 1989                     | Владивостокская ВМБ (г. Владивосток, Приморский край)                                            | Отряд судов обеспечения                                                                      |                                                                                            | Нет точных данных о состоянии вымпела. Последние подтверждённые данные от лета 2016 г. Данные уточняются | |
| «СФП-173» | 18061БД «Звук»                              | 18061БД «Звук»                              | 18061БД «Звук»                   | 1990                     | Владивостокская ВМБ (г. Находка, Приморский край)                                                | 2-я группа отряда судов обеспечения                                                          |                                                                                            | Нет точных данных о состоянии вымпела. Последние подтверждённые данные от лета 2016 г. Данные уточняются | |
| СФП-177 «Георгий Чернышов» | 18061 «Звук»                                | 18061 «Звук»                                | 18061 «Звук»                     | 1990                     | Камчатская ВМБ (г. Петропавловск-Камчатский, Петропавловск-Камчатский район, Камчатский край)    | 32-й отряд судов обеспечения                                                                 |                                                                                            | Проходит ВТГ на СРЗ «Северо-Восточный ремонтный центр» в закрытом административно-территориальном образовании Вилючинск, Камчатский край. Сроки окончания ремонта неизвестны | |
| Катер торпедолов (ТЛ) |                                             |                                             |                                  |                          |                                                                                                  |                                                                                              |                                                                                            | | |
| «ТЛ-250» | 1388 «Баклан»                               | 1388 «Баклан»                               | 1388 «Баклан»                    | —                        | —                                                                                                | —                                                                                            |                                                                                            | Нет точных данных о состоянии вымпела. Последние подтверждённые данные от лета 2016 г. Вероятно списан. Данные уточняются | |
| «ТЛ-1302» | 1388 «Баклан»                               | 1388 «Баклан»                               | 1388 «Баклан»                    | 1983                     | Владивостокская ВМБ (г. Владивосток, Приморский край)                                            | Отряд судов обеспечения                                                                      |                                                                                            | Нет точных данных о состоянии вымпела. Последние подтверждённые данные от осени 2013 г. Вероятно списан. Данные уточняются | |
| «ТЛ-1478» | 1388 «Баклан»                               | 1388 «Баклан»                               | 1388 «Баклан»                    | —                        | Владивостокская ВМБ (г. Владивосток, Приморский край)                                            | Отряд судов обеспечения                                                                      |                                                                                            | Работает (данные лета 2017 г.) | |
| «ТЛ-1597» | 1388 «Баклан»                               | 1388 «Баклан»                               | 1388 «Баклан»                    | —                        | Камчатская ВМБ (г. Петропавловск-Камчатский, Петропавловск-Камчатский район, Камчатский край)    | 32-й отряд судов обеспечения                                                                 |                                                                                            | Работает (данные лета 2017 г.) | |
| Катер химической и радиационной разведки (КРХ) | «КРХ-1824»                                  | 1388Р «Баклан-Р»                            | 1388Р «Баклан-Р»                 | 1388Р «Баклан-Р»         | Камчатская ВМБ (г. Петропавловск-Камчатский, Петропавловск-Камчатский район, Камчатский край)    | 32-й отряд судов обеспечения                                                                 |                                                                                            | Работает (данные лета 2017 г.) | |
| Катер связи — плавучий командный пункт; рейдовый разъездной катер; церемониальный катер (КСВ) |                                             |                                             |                                  | —                        |                                                                                                  |                                                                                              |                                                                                            | | |
| КСВ-1499 «Циклон» | 14670 «Гурзуф»                              | 14670 «Гурзуф»                              | 14670 «Гурзуф»                   | —                        | Владивостокская ВМБ (г. Владивосток, Приморский край)                                            | Отряд судов обеспечения                                                                      |                                                                                            | Нет точных данных о состоянии вымпела. На приколе во Владивостоке (данные лета 2016 г.). Данные уточняются | |
| КСВ-349 «Бурун» | 14670 «Гурзуф»                              | 14670 «Гурзуф»                              | 14670 «Гурзуф»                   | 1988                     | Владивостокская ВМБ (г. Владивосток, Приморский край)                                            | Отряд судов обеспечения                                                                      |                                                                                            | Проходит ВТГ на СРЗ «Ливадийский ремонтно-судостроительный завод» в г. Находка Приморского края. Сроки окончания ремонта неизвестны | |
| Рабочий катер — рейдовый разъездной катер; пассажирский катер (РК — РРК; ПСК) |                                             |                                             |                                  |                          | Владивостокская ВМБ (г. Владивосток, Приморский край)                                            | Отряд судов обеспечения                                                                      |                                                                                            | | |
| «РК-2036» | «РМ-376»/тип «Ярославец»                    | «РМ-376»/тип «Ярославец»                    | «РМ-376»/тип «Ярославец»         | —                        | Владивостокская ВМБ (г. Владивосток, Приморский край)                                            | Отряд судов обеспечения                                                                      |                                                                                            | Нет точных данных о состоянии вымпела. Последние подтверждённые данные от лета 2013 года. Вероятно списан. Данные уточняются | |
| «РК-2049» | «РМ-376»/тип «Ярославец»                    | «РМ-376»/тип «Ярославец»                    | «РМ-376»/тип «Ярославец»         | —                        | Владивостокская ВМБ (г. Владивосток, Приморский край)                                            | Отряд судов обеспечения                                                                      |                                                                                            | Нет точных данных о состоянии вымпела. Последние подтверждённые данные от весны 2014 года. Вероятно списан. Данные уточняются | |
| «ПСК-2017» | «СК620/II» «Дракон»                         | «СК620/II» «Дракон»                         | «СК620/II» «Дракон»              | —                        | Камчатская ВМБ (г. Петропавловск-Камчатский, Петропавловск-Камчатский район, Камчатский край)    | 32-й отряд судов обеспечения                                                                 |                                                                                            | Нет точных данных о состоянии вымпела. На приколе в Петропавловске-Камчатском (данные осени 2011 г.). Вероятно списан. Данные уточняются | |
| «РК-1243» | «Р-1415 (14151)»/тип «Фламинго»             | «Р-1415 (14151)»/тип «Фламинго»             | «Flamingo»                       | —                        | Владивостокская ВМБ (г. Владивосток, Приморский край)                                            | Отряд судов обеспечения                                                                      |                                                                                            | Нет точных данных о состоянии вымпела. Последние подтверждённые данные от осени 2013 г. Вероятно списан. Данные уточняются | |
| «РК-1886» | «Р-1415 (14151)»/тип «Фламинго»             | «Р-1415 (14151)»/тип «Фламинго»             | «Flamingo»                       | —                        | Владивостокская ВМБ (г. Владивосток, Приморский край)                                            | Отряд судов обеспечения                                                                      |                                                                                            | Нет точных данных о состоянии вымпела. Последние подтверждённые данные от осени 2013 г. Вероятно списан. Данные уточняются | |
| Катер нефтемусоросборщик (МУС) | «МУС-342»                                   | 14630                                       | 14630                            | 14630                    | Владивостокская ВМБ (г. Владивосток, Приморский край)                                            | 3-я группа отряда судов обеспечения                                                          |                                                                                            | Нет точных данных о состоянии вымпела. Последние подтверждённые данные от весны 2016 года. Вероятно списан. Данные уточняются | |

Суммарно вымпелов:
Боевые подводные лодки: 33
Исследовательские подводные лодки, батискафы и спасательные обитаемые глубоководные аппараты: 
Надводные корабли и катера: 53
Надводные суда и катера: 
Статистика:
Доля кораблей производства СССР (период ∼ — 1980 гг.; см. раздел 7.1 «Примечания») по состоянию на конец 2018 года — ≈ %
Доля кораблей производства СССР (период 1980—1991 гг.; см. раздел 7.1 «Примечания») по состоянию на конец 2018 года — ≈ %
Доля кораблей производства Российской Федерации (период 1991—2000 гг.; см. раздел 7.1 «Примечания») по состоянию на конец 2018 года — ≈ %
Доля кораблей производства Российской Федерации (период 2000 ∼ гг.; см. раздел 7.1 «Примечания») по состоянию на конец 2018 года — ≈ %
Доля судов производства СССР по состоянию на конец 2018 года — ≈ %
Доля судов производства Российской Федерации (период 1991—2000 гг.; см. раздел 7.1 «Примечания») по состоянию на конец 2018 года — ≈ %
Доля судов производства Российской Федерации (период 2000 ∼ гг.; см. раздел 7.1 «Примечания») по состоянию на конец 2018 года — ≈ %
Процент исправных кораблей по состоянию на конец 2018 года — ≈ %
Процент исправных судов по состоянию на конец 2018 года — ≈ %
Средний возраст боевого состава флота по состоянию на конец 2018 года — ≈ лет
Средний возраст вспомогательного состава флота по состоянию на конец 2018 года — ≈ лет

## Каспийская флотилия ВМФ России
Цвета таблицы:
| В составе сил постоянной боевой готовности или работает по предназначению (СПГ) |

| Проходит доковый, текущий или средний ремонт (ВТГ, СР или СО) |

| Проходит частичную или глубокую модернизацию с ремонтом (РСМ) |

| Строится/проходит испытания (швартовные, ЗХИ или ГХИ) |

| Находится в резерве/ожидает утилизации |

| Нет точных данных о состоянии вымпела |

Внимание! В нижеприведённую таблицу включён не полный перечень кораблей и судов флота. Каталог исключений и дополнительную информацию, как и расшифровку сокращений и словарь см. в разделе «Примечания».
| Класс — аббревиатура/альтернативная аббревиатура | Тактический номер + наименование                                                                                                | б/н | Индекс проекта + шифр (альтернативный или домодернизационный индекс)/тип                                                        | Кодовое обозначение «NATO» | Год поступления | Военно-морская база — ВМБ (пункт базирования) + сокращение                                                                       | Подразделение флота | Фото | Дополнительная информация |
| Корабельный состав | Корабельный состав | Корабельный состав | Корабельный состав | Корабельный состав | Корабельный состав | Корабельный состав | Корабельный состав | Корабельный состав | Корабельный состав |
| Корабли и катера охраны водного района — ОВР; сторожевые корабли ближней морской зоны (корабли 3-го и 4-го рангов); 28 вымпелов | Корабли и катера охраны водного района — ОВР; сторожевые корабли ближней морской зоны (корабли 3-го и 4-го рангов); 28 вымпелов | Корабли и катера охраны водного района — ОВР; сторожевые корабли ближней морской зоны (корабли 3-го и 4-го рангов); 28 вымпелов | Корабли и катера охраны водного района — ОВР; сторожевые корабли ближней морской зоны (корабли 3-го и 4-го рангов); 28 вымпелов | Корабли и катера охраны водного района — ОВР; сторожевые корабли ближней морской зоны (корабли 3-го и 4-го рангов); 28 вымпелов | Корабли и катера охраны водного района — ОВР; сторожевые корабли ближней морской зоны (корабли 3-го и 4-го рангов); 28 вымпелов | Корабли и катера охраны водного района — ОВР; сторожевые корабли ближней морской зоны (корабли 3-го и 4-го рангов); 28 вымпелов  | Корабли и катера охраны водного района — ОВР; сторожевые корабли ближней морской зоны (корабли 3-го и 4-го рангов); 28 вымпелов                    | Корабли и катера охраны водного района — ОВР; сторожевые корабли ближней морской зоны (корабли 3-го и 4-го рангов); 28 вымпелов                                                                                      | Корабли и катера охраны водного района — ОВР; сторожевые корабли ближней морской зоны (корабли 3-го и 4-го рангов); 28 вымпелов |
| --- | --- | --- | --- | --- | --- | --- | --- | --- | --- |
| Ракетный корабль — фрегат (РК — ФР) | | | | | | | | | |
| «Татарстан» | 691 | 11661К (1166.1) «Гепард» | «Gepard» | 2003 | Махачкалинская ВМБ (г. Махачкала, Республика Дагестан)                                                                          | 250-й дивизион надводных кораблей 106-й бригады надводных кораблей                                                               | | Флагман ККВФл. В составе СПГ (данные сентября 2024 г.) | |
| «Дагестан» | 693 | 11661К (1166.1) «Гепард» | «Gepard» | 2012 | Махачкалинская ВМБ (г. Махачкала, Республика Дагестан)                                                                          | 250-й дивизион надводных кораблей 106-й бригады надводных кораблей                                                               | | Имеет УКСК «Калибр-НК». Может быть носителем тактического ядерного оружия в виде спец. БЧ крылатых ракет УКСК «Калибр-НК». В составе СПГ (данные сентября 2024 г.)                                                   | |
| Малый ракетный корабль - корвет(МРК - КРТ) | | | | | Махачкалинская ВМБ (г. Махачкала, Республика Дагестан)                                                                          | 250-й дивизион надводных кораблей 106-й бригады надводных кораблей                                                               | | | |
| «Град Свияжск» | 652 | 21631 «Буян-М» | «Grad Sviyazhsk» | 2014 | Махачкалинская ВМБ (г. Махачкала, Республика Дагестан)                                                                          | 250-й дивизион надводных кораблей 106-й бригады надводных кораблей                                                               | | Имеет УКСК «Калибр-НК». Может быть носителем тактического ядерного оружия в виде спец. БЧ крылатых ракет УКСК «Калибр-НК». В составе СПГ (данные февраля 2023 г.)                                                    | |
| «Углич» | 653 | 21631 «Буян-М» | «Grad Sviyazhsk» | 2014 | Махачкалинская ВМБ (г. Махачкала, Республика Дагестан)                                                                          | 250-й дивизион надводных кораблей 106-й бригады надводных кораблей                                                               | | Имеет УКСК «Калибр-НК». Может быть носителем тактического ядерного оружия в виде спец. БЧ крылатых ракет УКСК «Калибр-НК». В составе СПГ (данные июля 2023 г.)                                                       | |
| «Великий Устюг» | 651 | 21631 «Буян-М» | «Grad Sviyazhsk» | 2014 | Махачкалинская ВМБ (г. Махачкала, Республика Дагестан)                                                                          | 250-й дивизион надводных кораблей 106-й бригады надводных кораблей                                                               | | Имеет УКСК «Калибр-НК». Может быть носителем тактического ядерного оружия в виде спец. БЧ крылатых ракет УКСК «Калибр-НК». В составе СПГ (данные сентября 2024 г.)                                                   | |
| Малый артиллерийский корабль - корвет (МАК - КРТ) | | | | | | | | | |
| «Астрахань» | 017 | 21630 «Буян» | «Buyan/Astrakhan» | 2006 | Астраханская ВМБ (г. Астрахань, Астраханская обл.)                                                                              | 327-й гвардейский дивизион артиллерийских кораблей и катеров 73-й гвардейской Белградской бригады кораблей охраны водного района | | В составе СПГ (данные сентября 2024 г.) | |
| «Волгодонск» | 018 | 21630 «Буян» | «Buyan/Astrakhan» | 2011 | Астраханская ВМБ (г. Астрахань, Астраханская обл.)                                                                              | 327-й гвардейский дивизион артиллерийских кораблей и катеров 73-й гвардейской Белградской бригады кораблей охраны водного района | | В составе СПГ (данные сентября 2024 г.) | |
| «Махачкала» | 020 | 21630 «Буян» | «Buyan/Astrakhan» | 2012 | Астраханская ВМБ (г. Астрахань, Астраханская обл.)                                                                              | 327-й гвардейский дивизион артиллерийских кораблей и катеров 73-й гвардейской Белградской бригады кораблей охраны водного района | | Нет информации о состоянии вымпела. (данные декабря 2024 г.) | |
| Ракетный катер(РКА) | P- «Ступинец» | | 12418 «Молния» | «Tarantul» | 2025 (план) | Астраханская ВМБ (г. Астрахань, Астраханская обл.) (не подтверждено)                                                             | 327-й гвардейский дивизион артиллерийских кораблей и катеров 73-й гвардейской Белградской бригады кораблей охраны водного района (не подтверждено) | | Завод изготовитель — ССЗ «Вымпел», г. Рыбинск, Ярославская обл. Строится. (данные июля 2024 г.)                                 |
| Противодиверсионный катер (ПРДК) | | | | | | | | | |
| П-351 «Юнармеец Каспия» | 600 | 21980 «Грачонок» | 21980 «Грачонок» | 2013 | Махачкалинская ВМБ (г. Махачкала, Республика Дагестан)                                                                          | 137-й отряд СПН | | Нет информации о состоянии вымпела. (данные декабря 2024 г.) | |
| «Юнармеец Татарстана» | 601 | 21980 «Грачонок» | 21980 «Грачонок» | 2018 | Махачкалинская ВМБ (г. Махачкала, Республика Дагестан)                                                                          | 137-й отряд СПН | | В составе СПГ (данные сентября 2024 г.) | |
| П-449 «Юнармеец Дагестана» | 602 | 21980 «Грачонок» | 21980 «Грачонок» | 2019 | Махачкалинская ВМБ (г. Махачкала, Республика Дагестан)                                                                          | 137-й отряд СПН | | В составе СПГ (данные июля 2023 г.) | |
| «П-434» | 002 | 03160 «Раптор» | 03160 «Раптор» | 2018 | — | 137-й отряд СПН | | Нет информации о состоянии вымпела. (данные декабря 2024 г.) | |
| «РК-2173» | — | «А-149-1» «Баклан» | «А-149-1» «Баклан» | — | — | 137-й отряд СПН | | Нет информации о состоянии вымпела. (данные декабря 2024 г.) | |
| Артиллерийский катер (АКА) | | | | | | | | | |
| «АК-223» | 045 | 1204 «Шмель» | «Shmel» | 1969 | Астраханская ВМБ (г. Астрахань, Астраханская обл.)                                                                              | 327-й гвардейский дивизион артиллерийских кораблей и катеров 73-й гвардейской Белградской бригады кораблей охраны водного района | | Нет информации о состоянии вымпела. (данные декабря 2024 г.) | |
| «АК-248» | 047 | 1204 «Шмель» | «Shmel» | 1971 | Астраханская ВМБ (г. Астрахань, Астраханская обл.)                                                                              | 327-й гвардейский дивизион артиллерийских кораблей и катеров 73-й гвардейской Белградской бригады кораблей охраны водного района | | В составе СПГ (данные июля 2023 г.) | |
| «АК-201» | 042 | 1204 «Шмель» | «Shmel» | 1972 | Астраханская ВМБ (г. Астрахань, Астраханская обл.)                                                                              | 327-й гвардейский дивизион артиллерийских кораблей и катеров 73-й гвардейской Белградской бригады кораблей охраны водного района | | Нет информации о состоянии вымпела. (данные декабря 2024 г.) | |
| «АК-209» | 044 | 1204 «Шмель» | «Shmel» | 1972 | | | | Нет информации о состоянии вымпела. (данные декабря 2024 г.) | |
| «АК-326» | 050 | 1400М «Гриф-М» | «Zhuk» | 1990 | Астраханская ВМБ (г. Астрахань, Астраханская обл.)                                                                              | 327-й гвардейский дивизион артиллерийских кораблей и катеров 73-й гвардейской Белградской бригады кораблей охраны водного района | | Нет информации о состоянии вымпела. (данные декабря 2024 г.) | |
| Базовый тральщик (БТЩ) | | | | | | | | | |
| БТ-244 «Герман Угрюмов» | 562 | 1265 «Яхонт» | «Sonya» | 1988 | Астраханская ВМБ (пос. Николо-Комаровка, Астраханская обл.)                                                                     | 48-й гвардейский дивизион минных тральщиков 73-й гвардейской Белградской бригады кораблей охраны водного района                  | | В составе СПГ (данные сентября 2024 г.) | |
| БТ-116 «Магомед Гаджиев» | 561 | 1265 «Яхонт» | «Sonya» | 1997 | Астраханская ВМБ (пос. Николо-Комаровка, Астраханская обл.)                                                                     | 48-й гвардейский дивизион минных тральщиков 73-й гвардейской Белградской бригады кораблей охраны водного района                  | | В составе СПГ (данные сентября 2024 г.) | |
| Рейдовый тральщик (РТЩ) | | | | | Астраханская ВМБ (пос. Николо-Комаровка, Астраханская обл.)                                                                     | 48-й гвардейский дивизион минных тральщиков 73-й гвардейской Белградской бригады кораблей охраны водного района                  | | | |
| «РТ-181» | 362 | 697ТБ | 697ТБ | 1980 | Астраханская ВМБ (пос. Николо-Комаровка, Астраханская обл.)                                                                     | 48-й гвардейский дивизион минных тральщиков 73-й гвардейской Белградской бригады кораблей охраны водного района                  | | Нет информации о состоянии вымпела. (данные декабря 2024 г.) | |
| «РТ-71» | 361 | 1258 «Корунд» | «Yevgenya» | 1981 | Астраханская ВМБ (пос. Николо-Комаровка, Астраханская обл.)                                                                     | 48-й гвардейский дивизион минных тральщиков 73-й гвардейской Белградской бригады кораблей охраны водного района                  | | В составе СПГ (данные июля 2023 г.) | |
| «РТ-234» | 363 | 10750 «Сапфир» | «Lida» | 1996 | Астраханская ВМБ (пос. Николо-Комаровка, Астраханская обл.)                                                                     | 48-й гвардейский дивизион минных тральщиков 73-й гвардейской Белградской бригады кораблей охраны водного района                  | | В составе СПГ (данные июля 2023 г.) | |
| Десантный катер (ДКА) | | | | | | | | | |
| «Д-156» | 723 | 11770 «Серна» | «Serna» | 1999 | Махачкалинская ВМБ (г. Махачкала, Республика Дагестан)                                                                          | 242-й дивизион десантных катеров 106-й бригады надводных кораблей                                                                | | Нет информации о состоянии вымпела. (данные декабря 2024 г.) | |
| «Д-185» | 642 | 1176 «Акула» | «Ondatra» | 2000 | Астраханская ВМБ (бухта Золотой Затон, Астраханская обл.)                                                                       | 73-я гвардейская Белградская бригада кораблей охраны водного района                                                              | | В составе СПГ (данные июля 2023 г.) | |
| «Д-131» | 722 | 11770 «Серна» | «Serna» | 2002 | Махачкалинская ВМБ (г. Махачкала, Республика Дагестан)                                                                          | 242-й дивизион десантных катеров 106-й бригады надводных кораблей                                                                | | В составе СПГ (данные июля 2023 г.) | |
| «Д-172» | 724 | 11770 «Серна» | «Serna» | 2005 | Махачкалинская ВМБ (г. Махачкала, Республика Дагестан)                                                                          | 242-й дивизион десантных катеров 106-й бригады надводных кораблей                                                                | Нет информации о состоянии вымпела. (данные декабря 2024 г.)                                                                                       | | |
| «Д-56» | 634 | 11770 «Серна» | «Serna» | 2008 | Махачкалинская ВМБ (г. Махачкала, Республика Дагестан)                                                                          | 242-й дивизион десантных катеров 106-й бригады надводных кораблей                                                                | | Нет информации о состоянии вымпела. (данные декабря 2024 г.) | |
| «Д-178» | 725 | 11770 «Серна» | «Serna» | 2013 | | | | В составе СПГ (данные июля 2023 г.) | |
| «Д-726» | 726 | 11770 «Серна» | «Serna» | 2013 | Махачкалинская ВМБ (г. Махачкала, Республика Дагестан)                                                                          | 242-й дивизион десантных катеров 106-й бригады надводных кораблей                                                                | | Нет информации о состоянии вымпела. (данные декабря 2024 г.) | |
| Д-105 «Атаман Платов» | 728 | 21820 «Дюгонь» | «Dyugon» | 2010 | Махачкалинская ВМБ (г. Махачкала, Республика Дагестан)                                                                          | 242-й дивизион десантных катеров 106-й бригады надводных кораблей                                                                | | Нет информации о состоянии вымпела. (данные декабря 2024 г.) | |
| Судовой состав | | | | | | | | | |
| Гидрографическая служба флота — операторы: Гидрографическая служба ВМФ, Главное управление глубоководных исследований Министерства обороны РФ (ГУГИ МО РФ), Управление разведки военно-морского флота РФ, Главное разведывательное управление Генерального штаба РФ (ГРУ ГШ РФ), Государственная метрологическая служба РФ и Роскартография; 5 вымпелов | | | | | | | | | |
| Гидрографическое судно (ГГС) | | | | | | | | | |
| «ГС-194» | 871 | 871 | «Biya» | 1971 | — | Гидрографический отряд флотилии                                                                                                  | | Работает (данные весны 2017 г.) | |
| «ГС-202» | 871 | 871 | «Biya» | 1973 | — | Гидрографический отряд флотилии                                                                                                  | | Работает (данные лета 2017 г.) | |
| МГС-301 «Анатолий Гужвин» | «872/II» | «872/II» | «Finik» | 1983 | Астраханская ВМБ (г. Астрахань, Астраханская обл.)                                                                              | Гидрографический отряд флотилии                                                                                                  | | Работает (данные весны 2017 г.) | |
| «ГС-599» | 16611 «Фарватер» | 16611 «Фарватер» | 16611 «Фарватер» | 2005 | Астраханская ВМБ (г. Астрахань, Астраханская обл.)                                                                              | Гидрографический отряд флотилии                                                                                                  | | Проходит СР на ССРЗ «Астраханский судоремонтный завод» в г. Астрахань, Астраханская обл. Сроки окончания ремонта неизвестны                                                                                          | |
| Большой гидрографический катер (БГК) | | | | | | Гидрографический отряд флотилии                                                                                                  | | | |
| «БГК-1627» | «Г-1415 (14156)»/тип «Фламинго»                                                                                                 | «Г-1415 (14156)»/тип «Фламинго»                                                                                                 | «Flamingo» | 1979 | — | Гидрографический отряд флотилии                                                                                                  | | Статус неизвестен. Вероятно списан. Данные уточняются | |
| «БГК-632» | 1896 | 1896 | «Nyrat-2/PO-2» | 1969 | Астраханская ВМБ (г. Астрахань, Астраханская обл.)                                                                              | Гидрографический отряд флотилии                                                                                                  | | Статус неизвестен. Последние подтверждённые данные от весны 2012 г. Вероятно списан. Данные уточняются | |
| «БГК-685» | 1896 | 1896 | «Nyrat-2/PO-2» | 1977 | — | Гидрографический отряд флотилии                                                                                                  | | Статус неизвестен. Вероятно списан. Данные уточняются | |
| «БГК-886» | 1896 | 1896 | «Nyrat-2/PO-2» | 1973 | Махачкалинская ВМБ (г. Махачкала, Республика Дагестан)                                                                          | Гидрографический отряд флотилии                                                                                                  | | Статус неизвестен. Последние подтверждённые данные от осени 2015 г. Вероятно списан. Данные уточняются | |
| «БГК-2090» | 19920 «Баклан» | 19920 «Баклан» | 19920 «Баклан» | 2008 | Астраханская ВМБ (г. Астрахань, Астраханская обл.)                                                                              | Гидрографический отряд флотилии                                                                                                  | | Работает (данные весны 2017 г.) | |
| «БГК-» | 23040Г | 23040Г | 23040Г | 2019 (план) | — | Гидрографический отряд флотилии                                                                                                  | | Может работать во льдах. Завод изготовитель — ССРЗ «Нижегородский теплоход» (ЗНТ), г. Бор, Нижегородская обл. Заложен. Строится                                                                                      | |
| Подразделение поисково-спасательного обеспечения флота (ПСО/СПАСР) — операторы: Управление поисковых и аварийно-спасательных работ ВМФ РФ (УПАСР), Госморспасслужба РФ и Министерство по чрезвычайным ситуациям (МЧС) РФ; 11 вымпелов | | | | | | | | | |
| Спасательное морское буксирное судно — спасательный морской буксир (СБС — СБ) | | | | | | | | | |
| «СБ-45» | 22870 | 22870 | 22870 | 2014 | Астраханская ВМБ (г. Астрахань, Астраханская обл.)                                                                              | 293-й аварийно-спасательный отряд                                                                                                | | В составе СПГ (данные лета 2017 г.) | |
| «СБ-738» | 22870 | 22870 | 22870 | 2016 | Астраханская ВМБ (г. Астрахань, Астраханская обл.)                                                                              | 293-й аварийно-спасательный отряд                                                                                                | | В составе СПГ (данные осени 2017 г.) | |
| «СБ-» | 22870 | 22870 | 22870 | 2018 (план) | — | 293-й аварийно-спасательный отряд                                                                                                | | Завод изготовитель — ССРЗ «Астраханский судоремонтный завод» в г. Астрахань, Астраханская обл. Выведено из цеха. Сформирован корпус и надстройка. Монтируются грот-мачта и оборудование. Прокладываются коммуникации | |
| Водолазное судно (ВМ) | | | | | | 293-й аварийно-спасательный отряд                                                                                                | | | |
| «ВМ-7» | 522 | 522 | «Niryat» | 1955 | Астраханская ВМБ (г. Астрахань, Астраханская обл.)                                                                              | 293-й аварийно-спасательный отряд                                                                                                | | Статус неизвестен. Последние подтверждённые данные от лета 2013 г. Вероятно списано. Данные уточняются | |
| «ВМ-65» | 522 | 522 | «Niryat» | 1955 | Астраханская ВМБ (г. Астрахань, Астраханская обл.)                                                                              | 293-й аварийно-спасательный отряд                                                                                                | | Статус неизвестен. Последние подтверждённые данные от осени 2014 г. Вероятно списано. Данные уточняются | |
| Противопожарный катер (ПЖК) | | | | | Астраханская ВМБ (г. Астрахань, Астраханская обл.)                                                                              | 293-й аварийно-спасательный отряд                                                                                                | | | |
| «ПЖК-68» | 364 | 364 | «Pozharny-I» | 1977 | Астраханская ВМБ (г. Астрахань, Астраханская обл.)                                                                              | 293-й аварийно-спасательный отряд                                                                                                | | Статус неизвестен. Последние подтверждённые данные от декабря 2015 г. Возможно списан. Данные уточняются | |
| «ПЖК-638» | 14611 «Геракл» | 14611 «Геракл» | «Morkov/Iva» | — | Астраханская ВМБ (г. Астрахань, Астраханская обл.)                                                                              | 293-й аварийно-спасательный отряд                                                                                                | | В составе СПГ (данные весны 2017 г.) | |
| Рейдовый водолазный катер — спасательный многофункциональный катер (РВК — СМК) | | | | | Астраханская ВМБ (г. Астрахань, Астраханская обл.)                                                                              | 293-й аварийно-спасательный отряд                                                                                                | | | |
| «РВК-512» | «РВ-1415 (14152)»/тип «Фламинго»                                                                                                | «РВ-1415 (14152)»/тип «Фламинго»                                                                                                | «Flamingo» | 1976 | Астраханская ВМБ (г. Астрахань, Астраханская обл.)                                                                              | 293-й аварийно-спасательный отряд                                                                                                | | В составе СПГ (данные лета 2017 г.) | |
| «РВК-2072» | «РВ-1415 (14152)»/тип «Фламинго»                                                                                                | «РВ-1415 (14152)»/тип «Фламинго»                                                                                                | «Flamingo» | 1982 | Астраханская ВМБ (г. Астрахань, Астраханская обл.)                                                                              | 293-й аварийно-спасательный отряд                                                                                                | | В составе СПГ (данные весны 2016 г.) | |
| «РВК-933» | 23040 | 23040 | 23040 | 2014 | Астраханская ВМБ (г. Астрахань, Астраханская обл.)                                                                              | 293-й аварийно-спасательный отряд                                                                                                | | В составе СПГ (данные весны 2018 г.) | |
| «РВК-946» | 23040 | 23040 | 23040 | 2014 | Астраханская ВМБ (г. Астрахань, Астраханская обл.)                                                                              | 293-й аварийно-спасательный отряд                                                                                                | | В составе СПГ (данные лета 2017 г.) | |
| «СМК-2100» | 23370 | 23370 | 23370 | 2014 | Астраханская ВМБ (г. Астрахань, Астраханская обл.)                                                                              | 293-й аварийно-спасательный отряд                                                                                                | | В составе СПГ (данные лета 2017 г.) | |
| «СМК-2102» | 23370 | 23370 | 23370 | 2015 | Астраханская ВМБ (г. Астрахань, Астраханская обл.)                                                                              | 293-й аварийно-спасательный отряд                                                                                                | | В составе СПГ (данные лета 2017 г.) | |
| «СМК-2103» | 23370 | 23370 | 23370 | 2015 | Астраханская ВМБ (г. Астрахань, Астраханская обл.)                                                                              | 293-й аварийно-спасательный отряд                                                                                                | | В составе СПГ (данные осени 2017 г.) | |
| «СМК-2104» | 23370 | 23370 | 23370 | 2015 | Астраханская ВМБ (г. Астрахань, Астраханская обл.)                                                                              | 293-й аварийно-спасательный отряд                                                                                                | | В составе СПГ (данные осени 2017 г.) | |
| Подразделение материально-технического обеспечения — оператор Служба материально-технического обеспечения ВМФ РФ; 15 вымпелов | | | | | | | | | |
| Морской буксир — эскортный буксир (МБ) | | | | | | | | | |
| «МБ-58» | 745 «Садко» | 745 «Садко» | «Sorum» | 1974 | — | Группа судов обеспечения | | Может выполнять функции пожарно-спасательного буксирного судна. В составе СПГ (данные осени 2017 г.) | |
| Рейдовый буксир — буксирный катер (РБ — БУК) | | | | | | Группа судов обеспечения | | | |
| «РБ-33» | «В-820» | «В-820» | «В-820» | — | Астраханская ВМБ (г. Астрахань, Астраханская обл.)                                                                              | Группа судов обеспечения | | В составе СПГ (данные лета 2017 г.) | |
| «РБ-63» | 1496 «Карадаг»/тип «МБ» | 1496 «Карадаг»/тип «МБ» | 1496 «Карадаг»/тип «МБ» | 1967 | Астраханская ВМБ (г. Астрахань, Астраханская обл.)                                                                              | Группа судов обеспечения | | В составе СПГ (данные весны 2017 г.) | |
| «РБ-259» | 1496 «Карадаг»/тип «МБ» | 1496 «Карадаг»/тип «МБ» | 1496 «Карадаг»/тип «МБ» | 1985 | Астраханская ВМБ (г. Астрахань, Астраханская обл.)                                                                              | Группа судов обеспечения | | В составе СПГ (данные лета 2017 г.) | |
| «РБ-39» | 705Б | 705Б | 705Б | 2010 | Астраханская ВМБ (г. Астрахань, Астраханская обл.)                                                                              | Группа судов обеспечения | | Статус неизвестен. Данные уточняются | |
| «РБ-10» | 705Б | 705Б | 705Б | 2011 | Астраханская ВМБ (г. Астрахань, Астраханская обл.)                                                                              | Группа судов обеспечения | | В составе СПГ (данные лета 2018 г.) | |
| «РБ-396» | 705Б | 705Б | 705Б | 2012 | Астраханская ВМБ (г. Астрахань, Астраханская обл.)                                                                              | Группа судов обеспечения | | В составе СПГ (данные лета 2017 г.) | |
| «РБ-410» | 705Б | 705Б | 705Б | 2016 | Астраханская ВМБ (г. Астрахань, Астраханская обл.)                                                                              | Группа судов обеспечения | | В составе СПГ (данные весны 2018 г.) | |
| «РБ-397» | 90600 | 90600 | 90600 | 2017 | — | Группа судов обеспечения | | В составе СПГ (данные весны 2017 г.) | |
| «БУК-257» | «Т-63»/тип «Костромич» | «Т-63»/тип «Костромич» | «Т-63»/тип «Костромич» | 1957 | Астраханская ВМБ (г. Астрахань, Астраханская обл.)                                                                              | Группа судов обеспечения | | В составе СПГ (данные весны 2017 г.) | |
| Морской транспорт вооружений (МТВ) | | | | | Астраханская ВМБ (г. Астрахань, Астраханская обл.)                                                                              | Группа судов обеспечения | | | |
| «ВТР-139» | 1807/тип «Якуб Кязимов» | 1807/тип «Якуб Кязимов» | «Modified Lama» | 1978 | Астраханская ВМБ (г. Астрахань, Астраханская обл.)                                                                              | Группа судов обеспечения | | В составе СПГ (данные лета 2017 г.) | |
| «ВТР-79» | 20360 «Дубняк» | 20360 «Дубняк» | 20360 «Дубняк» | 2010 | Астраханская ВМБ (г. Астрахань, Астраханская обл.)                                                                              | Группа судов обеспечения | | В составе СПГ (данные лета 2016 г.) | |
| Малый морской танкер (ММТН) | | | | | | Группа судов обеспечения | | | |
| «ВТН-57» | 1844Д «Каир» | 1844Д «Каир» | 1844Д «Каир» | 1980 | Астраханская ВМБ (пос. Трудфронт, Астраханская обл.)                                                                            | Группа судов обеспечения | | В составе СПГ (данные лета 2017 г.) | |
| Судно размагничивания (СР) | «СР-933» | 130 | 130 | «Bereza» | Астраханская ВМБ (пос. Трудфронт, Астраханская обл.)                                                                            | Группа судов обеспечения | 1989 | | В составе СПГ (данные лета 2017 г.)                                                                                             |
| Судно контроля физических полей (СФП) | «СФП-95» | 1806 «Звук» | 1806 «Звук» | 1806 «Звук» | Астраханская ВМБ (пос. Трудфронт, Астраханская обл.)                                                                            | Группа судов обеспечения | 1974 | | Статус неизвестен. Последние подтверждённые данные от лета 2016 г. Возможно списано. Данные уточняются                          |
| Катер связи — плавучий командный пункт; рейдовый разъездной катер; церемониальный катер (КСВ) | | | | | | Группа судов обеспечения | | | |
| «КСВ-1594» | 14670 «Гурзуф» | 14670 «Гурзуф» | 14670 «Гурзуф» | 1986 | Астраханская ВМБ (г. Астрахань, Астраханская обл.)                                                                              | Группа судов обеспечения | | Нет точных данных о состоянии вымпела. Последние подтверждённые данные от лета 2016 года. Вероятно списан. Данные уточняются                                                                                         | |
| «Альбатрос» | 21270 | 21270 | 21270 | 2007 | Астраханская ВМБ (г. Астрахань, Астраханская обл.)                                                                              | Группа судов обеспечения | | Нет точных данных о состоянии вымпела. Последние подтверждённые данные от лета 2016 года. Данные уточняются | |
| Рабочий катер — рейдовый разъездной катер; пассажирский катер (РК — РРК; ПСК) | | | | | Астраханская ВМБ (г. Астрахань, Астраханская обл.)                                                                              | Группа судов обеспечения | | | |
| «ПСК-669» | «РМ-376»/тип «Ярославец» | «РМ-376»/тип «Ярославец» | «РМ-376»/тип «Ярославец» | 1987 | Астраханская ВМБ (г. Астрахань, Астраханская обл.)                                                                              | Группа судов обеспечения | | Нет точных данных о состоянии вымпела. Последние подтверждённые данные от лета 2015 года. Вероятно списан. Данные уточняются                                                                                         | |
| Катер нефтемусоросборщик (МУС) | «МУС-172» | 14630 | 14630 | 14630 | Астраханская ВМБ (г. Астрахань, Астраханская обл.)                                                                              | Группа судов обеспечения | — | | Нет точных данных о состоянии вымпела. Последние подтверждённые данные от осени 2015 года. Вероятно списан. Данные уточняются   |

Суммарно вымпелов:
Надводные корабли и катера: 28
Надводные суда и катера: 26
Статистика:
Доля кораблей производства СССР (период ∼ — 1980 гг.; см. раздел 7.1 «Примечания») по состоянию на конец 2018 года — ≈ %
Доля кораблей производства СССР (период 1980—1991 гг.; см. раздел 7.1 «Примечания») по состоянию на конец 2018 года — ≈ %
Доля кораблей производства Российской Федерации (период 1991—1999 гг.; см. раздел 7.1 «Примечания») по состоянию на конец 2018 года — ≈ %
Доля кораблей производства Российской Федерации (период 2000 — ∼ гг.; см. раздел 7.1 «Примечания») по состоянию на конец 2018 года — ≈ %
Доля судов производства СССР (период ∼ — 1980 гг.; см. раздел 7.1 «Примечания») по состоянию на конец 2018 года— ≈ %
Доля судов производства СССР (период 1980—1991 гг.; см. раздел 7.1 «Примечания») по состоянию на конец 2018 года— ≈ %
Доля судов производства Российской Федерации (период 1991—1999 гг.; см. раздел 7.1 «Примечания») по состоянию на конец 2018 года — ≈0 %
Доля судов производства Российской Федерации (период 2000 — ∼ гг.; см. раздел 7.1 «Примечания») по состоянию на конец 2018 года — ≈ %
Процент исправных кораблей по состоянию на конец 2018 года — ≈ %
Процент исправных судов по состоянию на конец 2018 года — ≈ %
Средний возраст боевого состава флота по состоянию на конец 2018 года — ≈ лет
Средний возраст вспомогательного состава флота по состоянию на конец 2018 года — ≈ лет

## Средиземноморская оперативно-тактическая эскадра ВМФ России
Цвета таблицы:
| В составе сил постоянной боевой готовности или в опытной эксплуатации с ограничениями (СПГ) |

| Проходит доковый, текущий или средний ремонт (ВТГ, СР или СО) |

| Проходит частичную или глубокую модернизацию с ремонтом (РСМ) |

Расшифровка сокращений и словарь — см. раздел «Примечания».
Справка:
Средиземноморская эскадра — это оперативно-тактическое соединение ВМФ России (сокращённо ОпЭСК) с ротационным корабельным и судовым составом. Соединение наследует задачи 5-й оперативной эскадры ВМФ СССР. Вновь создано 1 июня 2013 г. По состоянию на 2015 год командир эскадры капитан 1-го ранга Юрий Земский. Организационно эскадра подчинена командующему Краснознамённым Черноморским флотом. Штабной корабль — большой противолодочный корабль «Адмирал Пантелеев». Эскадра структурно разделена на 4-е тактические группы и 1-н пункт материально-технического обеспечения (база ВМФ России в порту города «Тартус» — Сирийская Арабская Республика).
| Ракетный крейсер (РКР) | «Варяг»                                     | 011                                         | 1164 «Атлант» |     |               |
| Большой противолодочный корабль (БПК)                                                                                                  |                                             |                                             |               |     |               |
| «Адмирал Пантелеев» | 548                                         | 1155 «Фрегат»/тип «Удалой»                  |               |     |               |
| Большой десантный корабль (БДК) |                                             |                                             |               |     |               |
| «Николай Вилков» | 081                                         | 1171 «Тапир»                                |               |     |               |
| БДК-98 «Адмирал Невельской» | 055                                         | 775                                         |               |     |               |
| БДК-11 «Пересвет» | 077                                         | «775/III (775М)»                            |               |     |               |
| Суда |                                             |                                             |               |     |               |
| Средний морской танкер (СМТ) |                                             |                                             |               |     |               |
| «Печенга» | Тип «Дубна»                                 | Тип «Дубна»                                 |               |     |               |
| Спасательное морское буксирное судно — спасательный морской буксир (СБС — СБ)                                                          | СБ-135 «Фотий Крылов»                       | «Р-5757»                                    | «Р-5757»      |     |               |
| Тактическая группа № 2 — Балеарское и Тирренское моря (зона ответственности КСФ)                                                       |                                             |                                             |               |     |               |
| Корабли |                                             |                                             |               |     |               |
| Большой противолодочный корабль (БПК)                                                                                                  |                                             |                                             |               |     |               |
| «Вице-адмирал Кулаков» | 626                                         | 1155 «Фрегат»/тип «Удалой»                  |               |     |               |
| «Североморск» | 619                                         | 1155 «Фрегат»/тип «Удалой»                  |               |     |               |
| Большой десантный корабль (БДК) |                                             |                                             |               |     |               |
| БДК-91 «Оленегорский горняк» | 012                                         | «775/II»                                    |               |     |               |
| БДК-182 «Кондопога» | 027                                         | «775/II»                                    |               |     |               |
| БДК-55 «Александр Отраковский» | 031                                         | «775/II»                                    |               |     |               |
| БДК-45 «Георгий Победоносец» | 016                                         | «775/II»                                    |               |     |               |
| Суда |                                             |                                             |               |     |               |
| Средний морской танкер (СМТ) |                                             |                                             |               |     |               |
| «Дубна» | Тип «Дубна»                                 | Тип «Дубна»                                 |               |     |               |
| Большой морской танкер (БМТ) |                                             |                                             |               |     |               |
| «Сергей Осипов» | 1559В «Морской простор»/тип «Борис Чиликин» | 1559В «Морской простор»/тип «Борис Чиликин» |               |     |               |
| Большой морской сухогрузный транспорт (БМСТ)                                                                                           |                                             |                                             |               |     |               |
| «Яуза» | 550М (550)/тип «Капитан Мышевский»          | 550М (550)/тип «Капитан Мышевский»          |               |     |               |
| Спасательное морское буксирное судно — спасательный морской буксир (СБС — СБ)                                                          |                                             |                                             |               |     |               |
| «Алтай» | 1452                                        | 1452                                        |               |     |               |
| Тактическая группа № 3 — восточная и юго-восточная части Средиземного моря (зона ответственности ДКБФ)                                 |                                             |                                             |               |     |               |
| Корабли |                                             |                                             |               |     |               |
| Сторожевой корабль (СКР) |                                             |                                             |               |     |               |
| «Ярослав Мудрый» | 727                                         | 11540 «Ястреб»                              |               |     |               |
| Большой десантный корабль (БДК) |                                             |                                             |               |     |               |
| БДК-43 «Минск» | 127                                         | «775/II»                                    |               |     |               |
| БДК-58 «Калининград» | 102                                         | «775/II»                                    |               |     |               |
| БДК-60 «Александр Шабалин» | 110                                         | «775/II»                                    |               |     |               |
| БДК-61 «Королёв» | 130                                         | «775/III (775М)»                            |               |     |               |
| Суда |                                             |                                             |               |     |               |
| Средний разведывательный корабль — судно связи (СРЗК — СС)                                                                             |                                             |                                             |               |     |               |
| ССВ-402 «Василий Татищев» | 402                                         | 864/тип «Меридиан»                          |               |     |               |
| Средний морской танкер (СМТ) |                                             |                                             |               |     |               |
| «Кола» | 160                                         | 160                                         |               |     |               |
| «Лена» | 577                                         | 577                                         |               |     |               |
| Спасательное морское буксирное судно — спасательный морской буксир (СБС — СБ)                                                          | «СБ-921»                                    | 712                                         | 712           |     |               |
| Тактическая группа № 4 — Средиземное и Эгейское моря (зона ответственности КЧФ)                                                        |                                             |                                             |               |     |               |
| Корабли | Корабли                                     | Корабли                                     | Корабли       | 121 | 1164 «Атлант» |
| Сторожевой корабль — фрегат (СКР — ФР)                                                                                                 |                                             |                                             |               |     |               |
| |                                             |                                             |               |     |               |
| «Ладный» | 861                                         | 1135 «Буревестник»                          |               |     |               |
| «Пытливый» | 868                                         | 1135М «Буревестник-М»                       |               |     |               |
| Большой десантный корабль (БДК) |                                             |                                             |               |     |               |
| БДК-65 «Саратов» | 150                                         | 1171 «Тапир»                                |               |     |               |
| БДК-69 «Орск» | 148                                         | 1171 «Тапир»                                |               |     |               |
| «Николай Фильченков» | 152                                         | 1171 «Тапир»                                |               |     |               |
| БДК-64 «Цезарь Куников» | 158                                         | «775/II»                                    |               |     |               |
| БДК-46 «Новочеркасск» | 142                                         | «775/II»                                    |               |     |               |
| БДК-67 «Ямал» | 156                                         | «775/II»                                    |               |     |               |
| БДК-54 «Азов» | 151                                         | «775/III (775М)»                            |               |     |               |
| Большая дизель-электрическая торпедо-ракетная подводная лодка (БДЭПЛРК)/Подводная лодка большая (ПЛБ)/Неатомная подводная лодка (НАПЛ) |                                             |                                             |               |     |               |
| Б-237 «Ростов-на-Дону» | 475                                         | 06363 (636; 636.3) «Варшавянка»             |               |     |               |
| Малый ракетный корабль (МРК) |                                             |                                             |               |     |               |
| |                                             |                                             |               |     |               |
| |                                             |                                             |               |     |               |
| |                                             | 21631 «Буян-М»                              |               |     |               |
| |                                             |                                             |               |     |               |
| Малый ракетный корабль на воздушной подушке (МРКВП)                                                                                    |                                             |                                             |               |     |               |
| МРК-27 «Бора» | 615                                         | 1239 «Сивуч»                                |               |     |               |
| МРК-17 «Самум» | 616                                         | 1239 «Сивуч»                                |               |     |               |
| Ракетный катер (РКА) |                                             |                                             |               |     |               |
| Р-60 «Буря» | 955                                         | 12411 «Молния-1»                            |               |     |               |
| Р-334 «Ивановец» | 954                                         | 12411 «Молния-1»                            |               |     |               |
| Р-109 «Бриз» | 952                                         | 12411 «Молния-1»                            |               |     |               |
| Суда |                                             |                                             |               |     |               |
| Спасательное морское судно (СС) |                                             |                                             |               |     |               |
| «Саяны» | 05361                                       | 05361                                       |               |     |               |
| Спасательное морское буксирное судно — спасательный морской буксир (СБС — СБ)                                                          |                                             |                                             |               |     |               |
| СБС-922 «Шахтёр» | 712                                         | 712                                         |               |     |               |
| «СБ-36» | 714                                         | 714                                         |               |     |               |
| СБС-565 «Профессор Николай Муру» | 22870                                       | 22870                                       |               |     |               |
| Морской буксир — эскортный буксир (МБ)                                                                                                 |                                             |                                             |               |     |               |
| «МБ-31» | 745 «Садко»                                 | 745 «Садко»                                 |               |     |               |
| Большой морской танкер (БМТ) |                                             |                                             |               |     |               |
| «Иван Бубнов» | 1559В «Морской простор»/тип «Борис Чиликин» | 1559В «Морской простор»/тип «Борис Чиликин» |               |     |               |
| Средний морской сухогрузный транспорт (СМСТ)                                                                                           |                                             |                                             |               |     |               |
| «Двиница-50» | —                                           | —                                           |               |     |               |
| «Вологда-50» | —                                           | —                                           |               |     |               |
| «Казань-60» | «М-050С»                                    | «М-050С»                                    |               |     |               |
| «Кызыл-60» | —                                           | —                                           |               |     |               |
| Пункт материально технического обеспечения (ПМТО) — порт «Тартус» (Сирия)                                                              |                                             |                                             |               |     |               |
| Суда |                                             |                                             |               |     |               |
| Килекторное судно (КИЛ) |                                             |                                             |               |     |               |
| «КИЛ-158» | 141                                         | 141                                         |               |     |               |
| Плавучая мастерская (ПМ) | 141                                         | 141                                         |               |     |               |
| «ПМ-138» | 304                                         | 304                                         |               |     |               |
| «ПМ-56» | 304                                         | 304                                         |               |     |               |

Суммарно участвующих вымпелов в 2018 году:
Подводные лодки: 1
Надводные боевые корабли и катера: 
Суда и катера обеспечения: 

## Сводная статистическая таблица боевых надводных кораблей, подводных лодок, судов, катеров, атомных подводных станций и обитаемых глубоководных аппаратов ВМФ России
| Общее число кораблей и судов суммарно и раздельно по флотам | Общее число кораблей и судов суммарно и раздельно по флотам | Общее число кораблей и судов суммарно и раздельно по флотам | Общее число кораблей и судов суммарно и раздельно по флотам |
| ----------------------------------------------------------- | ----------------------------------------------------------- | ----------------------------------------------------------- | ----------------------------------------------------------- |

| Класс — аббревиатура/альтернативная аббревиатура                                                                                      | БФ                                       | ЧФ      | СФ      | ТОФ     | КФл     | Суммарно: |
| Корабли | Корабли                                  | Корабли | Корабли | Корабли | Корабли | Корабли   |
| --- | ---------------------------------------- | ------- | ------- | ------- | ------- | --------- |
| Ракетные подводные крейсера стратегического назначения — РПКСН/ПЛАРБ                                                                  | —                                        | —       | 7       | 5       | —       | 12        |
| Многоцелевые подводные лодки атомные торпедные с ракетами крылатыми — МПЛАТРК/АПКРРК                                                  | —                                        | —       | 2       | —       | —       | 2         |
| Атомные подводные лодки с крылатыми ракетами — ПЛАРК/АПКР                                                                             | —                                        | —       | 3       | 5       | —       | 8         |
| Атомная подводные лодки торпедные — ПЛАТ/ПЛАБ                                                                                         | —                                        | —       | 12      | 4       | —       | 16        |
| Большие дизель-электрические торпедо-ракетные подводные лодки — БДЭПЛРК/ПЛБ/НАПЛ                                                      | —                                        | 6       | 1       | 2       | —       | 9         |
| Большие дизель-электрические подводные лодки — БДЭПЛ/ПЛБ/НАПЛ                                                                         | 1                                        | 1       | 5       | 6       | —       | 13        |
| Большая опытовая подводная лодка | —                                        | —       | 2       | —       | —       | 2         |
| | Всего подводных лодок: 62                |         |         |         |         |           |
| Тяжёлые авианесущие крейсера — ТАВКР                                                                                                  | —                                        | —       | 1       | —       | —       | 1         |
| Тяжёлые атомные ракетные крейсера — ТАРКР                                                                                             | —                                        | —       | 2       | —       | —       | 2         |
| Ракетные крейсера — РКР | —                                        | —       | 1       | 1       | —       | 2         |
| Эскадренные миноносцы; эсминцы — ЭМ                                                                                                   | 1                                        | —       | 1       | —       | —       | 2         |
| Большие противолодочные корабли — БПК                                                                                                 | —                                        | —       | 4       | 3       | —       | 7         |
| Фрегаты — ФР | —                                        | —       | 2       | 1       | —       | 3         |
| Сторожевые корабли дальней морской зоны — фрегаты (СКР — ФР)                                                                          | 2                                        | 5       | —       | —       | —       | 7         |
| Сторожевые корабли ближней морской зоны — корветы (СКР — КРВ); ракетные корабли (РК)                                                  | 4                                        | —       | —       | 4       | 2       | 10        |
| Малые ракетные корабли — МРК | 9                                        | 4       | 2       | 4       | 3       | 22        |
| Малый ракетный корабль на воздушной подушке — МРКВП                                                                                   | —                                        | 2       | —       | —       | —       | 2         |
| Малые противолодочные корабли — МПК                                                                                                   | 6                                        | 6       | 6       | 8       | —       | 26        |
| Малые артиллерийские корабли — МАК | —                                        | —       | —       | —       | 3       | 3         |
| Патрульный сторожевой корабль — корвет (ПСКР — КРВ)                                                                                   | —                                        | 3       | —       | —       | —       | 3         |
| Ракетные катера — РКА | 6                                        | 5       | —       | 11      | 1       | 23        |
| Артиллерийские катера — АКА | —                                        | —       | 1       | —       | 5       | 6         |
| Противодиверсионные катера (П) | 15                                       | 20      | 7       | 10      | 5       | 57        |
| Морские тральщики — МТЩ | 1                                        | 8       | 2       | 3       | —       | 14        |
| Базовые тральщики — БТЩ | 4                                        | —       | 6       | 7       | 2       | 19        |
| Рейдовые тральщики — РТЩ | 5                                        | —       | 1       | 1       | 5       | 12        |
| Большие десантные корабли — БДК | 4                                        | 7       | 6       | 4       | —       | 21        |
| Малые десантные корабли на воздушной подушке — МДКВП                                                                                  | 2                                        | —       | —       | —       | —       | 2         |
| Десантные катера — ДКА | 10                                       | 7       | 8       | 5       | 8       | 38        |
| | Всего надводных кораблей: 284            |         |         |         |         |           |
| Суда |                                          |         |         |         |         |           |
| Научно-исследовательская атомная подводная лодка специального назначения — носитель обитаемых глубоководных аппаратов (ПЛАСлН — НИПЛ) | —                                        | —       | 2       | —       | —       | 2         |
| Научно-исследовательская атомная глубоководная станция — АС                                                                           | —                                        | —       | 6       | —       | —       | 6         |
| Научно-исследовательская автономная глубоководная станция (батискаф) — АС                                                             | 1                                        | —       | 1       | —       | —       | 2         |
| Бортовой обитаемый спасательный глубоководный аппарат — ОГАС                                                                          | 2                                        | 3       | 2       | 2       | —       | 9         |
| | Всего подлодок и подводных аппаратов: 19 |         |         |         |         |           |
| Малый разведывательный корабль — судно связи — (МРЗК — ССВ)                                                                           | —                                        | —       | —       | 1       | —       | 1         |
| Средний разведывательный корабль — судно связи — (СРЗК — ССВ)                                                                         | 4                                        | 4       | 5       | 2       | —       | 15        |
| Большой разведывательный корабль — судно связи — (БРЗК — ССВ)                                                                         | —                                        | —       | 1       | 1       | —       | 2         |
| Морское госпитальное судно — ГС | —                                        | 1       | 1       | 1       | —       | 3         |
| Учебный корабль — УК | 2                                        | —       | —       | —       | —       | 2         |
| Учебный катер — УКА | 3                                        | —       | —       | 2       | —       | 5         |
| Гидрографическое судно — ГиСу |                                          |         |         |         |         |           |
| Большой гидрографический катер — БГК                                                                                                  | 10                                       | 5       | 13      | 20      | 5       | 53        |
| Транспортный плавучий док глубоководных исследовательских аппаратов — ПД                                                              | —                                        | —       | 1       | —       | —       | 1         |
| Опытовое судно — ОС | 2                                        | 4       | —       | —       | —       | 6         |
| Спасательное морское буксирное многоцелевое судно — спасательный морской буксир — (СБС — СБ)                                          | —                                        | —       | 1       | —       | —       | 1         |
| Спасательное морское судно — СС | 1                                        | 3       | 2       | 2       | —       | 8         |
| Спасательное морское буксирное судно — спасательный морской буксир — (СБС — СБ)                                                       | 7                                        | 6       | 8       | 7       | 1       | 29        |
| Противопожарное судно — ПЖС | 1                                        | 1       | —       | 2       | —       | 4         |
| Водолазное судно — ВМ | 11                                       | 8       | 3       | 5       | 2       | 29        |
| Противопожарный катер — ПЖК | 10                                       | 4       | 2       | 6       | 3       | 25        |
| Рейдовый водолазный катер — спасательный многофункциональный катер (РВК — СМК)                                                        | 30                                       | 14      | 4       | 9       | 8       | 63        |
| Корабль измерительного комплекса — КИК                                                                                                | —                                        | —       | —       | 1       | —       | 1         |
| Морской буксир — эскортный буксир — МБ                                                                                                | —                                        | —       | —       | —       | —       | —         |
| Рейдовый буксир — буксирный катер (РБ — БУК)                                                                                          | —                                        | —       | —       | —       | —       | —         |
| | Всего судов и катеров: 248               |         |         |         |         |           |

| Суммарная статистика процентных долей техники по классам различных периодов производства | Суммарная статистика процентных долей техники по классам различных периодов производства | Суммарная статистика процентных долей техники по классам различных периодов производства | Суммарная статистика процентных долей техники по классам различных периодов производства |
| ---------------------------------------------------------------------------------------- | ---------------------------------------------------------------------------------------- | ---------------------------------------------------------------------------------------- | ---------------------------------------------------------------------------------------- |

| Аббревиатура класса | СССР — % | РФ (1991—2000 гг.) — % | РФ (2000 ∼ гг.) — % | Примечания |         |         |
| Корабли             | Корабли  | Корабли                | Корабли             | Корабли    | Корабли | Корабли |
| ------------------- | -------- | ---------------------- | ------------------- | ---------- | ------- | ------- |
| РПКСН/ПЛАРБ         | 75 %     | 0 %                    | 25 %                |            |         |         |
| МПЛАТРК/АПКРРК      | 0 %      | 0 %                    | 100 %               |            |         |         |
| ПЛАРК/АПКР          | 50 %     | 50 %                   | 0 %                 |            |         |         |
| ПЛАТ/ПЛАБ           |          |                        |                     |            |         |         |
| БДЭПЛ/ПЛБ/НАПЛ      | ≈73 %    | ≈27 %                  | 0 %                 |            |         |         |
| БДЭПЛРК/ПЛБ/НАПЛ    | 0 %      | 0 %                    | 100 %               |            |         |         |
| ТАВКР               | 100 %    | 0 %                    | 0 %                 |            |         |         |
| ТАРКР               | 50 %     | 50 %                   | 0 %                 |            |         |         |
| РКР                 | 100 %    | 0 %                    | 0 %                 |            |         |         |
| ЭМ                  | ≈33 %    | ≈67 %                  | 0 %                 |            |         |         |
| БП                  | 75 %     | 25 %                   | 0 %                 |            |         |         |
| СКР — ФР            | 0 %      | 50 %                   | 50 %                |            |         |         |
| ФР                  | 0 %      | 0 %                    | 100 %               |            |         |         |
| КРВ                 | 0 %      | 0 %                    | 100 %               |            |         |         |
| РК                  | 0 %      | 0 %                    | 100 %               |            |         |         |
| МРК                 | %        |                        |                     |            |         |         |
| МРКВП               | 50 %     | 0 %                    | 50 %                |            |         |         |
| МПК                 |          |                        |                     |            |         |         |
| МАК                 | 25 %     | 0 %                    | 75 %                |            |         |         |
| ПКР                 | 0 %      | 0 %                    | 100 %               |            |         |         |
| РКА                 |          |                        |                     |            |         |         |
| АКА                 | 100 %    | 0 %                    | 0 %                 |            |         |         |
| ПрДКА               |          |                        |                     |            |         |         |
| МТЩ                 |          |                        |                     |            |         |         |
| БТЩ                 |          |                        |                     |            |         |         |
| РТЩ                 |          |                        |                     |            |         |         |
| БДК                 | 90 %     | 10 %                   | 0 %                 |            |         |         |
| МДКВП               | 50 %     | 50 %                   | 0 %                 |            |         |         |
| ДКА                 |          |                        |                     |            |         |         |
| Суда                |          |                        |                     |            |         |         |
| ПЛАСН               | 100 %    | 0 %                    | 0 %                 |            |         |         |
| АС                  | ≈33 %    | 50 %                   | ≈17 %               |            |         |         |
| АС                  | 0 %      | 0 %                    | 100 %               |            |         |         |
| ОГАС                | ≈83 %    | ≈17 %                  | 0 %                 |            |         |         |
| МРЗК — ССВ          | 100 %    | 0 %                    | 0 %                 |            |         |         |
| СРЗК — ССВ          | ≈93 %    | 0 %                    | ≈7 %                |            |         |         |
| БРЗК — ССВ          | 100 %    | 0 %                    | 0 %                 |            |         |         |
| ГС                  | 100 %    | 0 %                    | 0 %                 |            |         |         |
| СН                  | 100 %    | 0 %                    | 0 %                 |            |         |         |
| УК                  | 100 %    | 0 %                    | 0 %                 |            |         |         |
| УКА                 | 100 %    | 0 %                    | 0 %                 |            |         |         |
| ГС                  | —        | —                      | —                   |            |         |         |
| БГК                 | —        | —                      | —                   |            |         |         |
| ПД                  | —        | —                      | —                   |            |         |         |
| ОС                  | —        | —                      | —                   |            |         |         |
| СБС — СБ            | 0 %      | 0 %                    | 100 %               |            |         |         |
| СС                  | —        | —                      | —                   |            |         |         |
| СБС — СБ            | —        | —                      | —                   |            |         |         |
| ПЖС                 | —        | —                      | —                   |            |         |         |
| ВМ                  | —        | —                      | —                   |            |         |         |
| ПЖК                 | —        | —                      | —                   |            |         |         |
| РВК — СМК           | —        | —                      | —                   |            |         |         |
| КИК                 | 100 %    | 0 %                    | 0 %                 |            |         |         |
| МБ                  | —        | —                      | —                   |            |         |         |
| РБ — БУК            | —        | —                      | —                   |            |         |         |

| Суммарная статистика:                                                     | % |
| ------------------------------------------------------------------------- | - |
| Доля кораблей производства СССР: ≈                                        |   |
| Доля кораблей производства Российской Федерации (период 1991—2000 гг.): ≈ |   |
| Доля кораблей производства Российской Федерации (период 2000 ∼ гг.): ≈    |   |
| Средний возраст боевого состава флота на 2015 год: ≈                      |   |
| Доля судов производства СССР: ≈                                           |   |
| Доля судов производства Российской Федерации (период 1991—2000 гг.): ≈    |   |
| Доля судов производства Российской Федерации (период 2000 ∼ гг.): ≈       |   |
| Средний возраст вспомогательного состава флота на 2015 год: ≈             |   |

## Комментарии
• В вышеприведённые таблицы не включены корабли, катера и подводные лодки приписанные к боевому составу флотов и его соединений, но переданные по договору лизинга третьим странам. А также, бортовые боевые катера и катера каталогизация которых технически невозможна.
• В вышеприведённые таблицы включены корабли, катера и подводные лодки формально списанные и исключённые из боевого состава флота и его соединений, ожидающие утилизации, но имеющие на борту сокращённый экипаж и вымпел военно-морского флота.
• В вышеприведённые таблицы не включены по причине незначительности для анализа боевого состояния флота и технической невозможности каталогизации суда, катера и элементы транспортной или складской инфраструктуры сверхмалого водоизмещения, не имеющие бортовых номеров, являющиеся несамоходными, бортовыми, являющиеся судами обеспечения пунктов базирования или в целом тематически не соответствующие данной статье. К ним относятся: дебаркадеры, брандвахты, шлюпки, плашкоуты, плавучие причалы, плавучие стенды размагничивания, плавучие станции энергообеспечения, плавучие зарядовые станции, плавучие отопительные станции, малые и большие корабельные щиты, учебные парусники-барки, катера водители мишеней и катера мишени, бортовые катера, малые гидрографические катера, мотоботы, спортивные яхты (военных спортивных клубов), несамоходные сухогрузные и наливные баржи; плавучие склады (суда хранения запасов); и суда, приписанные к судоремонтным заводам (рейдовые плавучие мастерские, плавучие технические базы и водоналивные танкеры — хранилища ядерных отходов).
• В статистическом подсчёте процентной доли вооружения за указанные периоды суммарно и раздельно по флотам, не учитывались факторы выделения финансирования и фактического начала работ задолго до указанных дат церемоний закладок кораблей и соответственно их вступления в строй. Также не учитывались факты достройки кораблей из ранее созданных корпусных заделов предыдущего периода.
• Перечень расшифровок использованных общепринятых сокращений:
АУГ — авианосная ударная группа
КУГ — корабельная ударная группа
СПГ — силы постоянной боевой готовности
ЗХИ — заводские ходовые испытания
ГХИ — государственные ходовые испытания
КЗ — курсовые задачи
РСМ — средний ремонт с модернизацией
СР — средний ремонт
ВТГ — восстановление технической готовности
СО — сервисное обслуживание
ЗИП — запчасти, инструмент и принадлежности
БГ — боевая готовность
ЦС — центр судоремонта
ССЗ — судостроительный завод
СРЗ — судоремонтный завод
ССРЗ — судостроительно-судоремонтный завод
ГЭУ — главная энергетическая (силовая) установка
ГТУ — газотурбинная энергетическая (силовая) установка
ВВП — внутренние водные пути (реки, каналы, озера, водохранилища)
Вымпел — в боевом составе флота это поднятый военно-морской флаг корабля, являющийся его знаменем и обозначающий принадлежность действующего строевого корабля к военно-морскому флоту определённого государства, во вспомогательном составе соответственно это поднятый морской флаг, обозначающий принадлежность действующего строевого судна к определённому подразделению вспомогательного флота. Вымпел внешне может различаться в зависимости от соединения и командной роли капитана корабля или находящегося на борту вышестоящего по званию. Не путать вымпел с Государственным (Национальным) флагом страны и Гюйсом.
Ранг корабля — вид классификации военных кораблей и катеров в которой в зависимости от их тактико-технических характеристик, количества и состава вооружения и средств целеуказания, предназначения, численности экипажа и класса морского регистра им присваивается номер принадлежности к определённому рангу. В ВМФ Российской Федерации существует установленное деление кораблей на четыре ранга.
Опытовое судно — судно, предназначенное для проведения испытаний специальных технических средств, вооружения и военной техники, участия в поисково-спасательных работах, проведения научно-исследовательских и океанографических работ. Для этих целей обычно используются переоборудованные суда серийной постройки, реже построенные по спец проекту.
Морской транспорт вооружений — судно, предназначенное для хранения, приготовления, транспортировки и выдачи на подлодки и надводные корабли боекомплекта в открытом море (крылатых и баллистических ракет, торпед и снарядов. Также может использоваться для транспортировки и выдачи на корабли и суда различных малогабаритных сухих грузов.
Hull class (hull classification symbol) — кодовые обозначения стран силового блока «NATO» используемые ими для обозначения военной техники стран-вероятных противников (России, Китая, Индии, Ирана и т. д.). Используются для унификации иноязычных (для стран НАТО) наименований и узнаваемости моделей и классов техники при боевом взаимодействии стран блока и их документообороте.
• Все РПКСН военно-морского флота имеют двойное подчинение ВМФ РФ и СЯС РФ (Стратегическим ядерным силам — Ядерной триаде).

## Сводная таблица по строительству вспомогательных судов для ВМФ России
В данную таблицу включены вспомогательные суда, построенные, строящиеся и планируемые к постройке для ВМФ России с 1.01.2024 года по настоящее время.

Цвета таблицы:
| Спущен(о)(а) на воду. Достраивается на плаву |

| Испытания |

| Передан(о)(а) ВМФ |

| «Святогор»                                                 | 1.09.2023         |             | 2027 (план) | Северный         | Строится                           |                         |
| Разведывательные корабли                                   |                   |             |             |                  |                                    |                         |
| Разведывательные корабли проекта 18280                     |                   |             |             |                  |                                    |                         |
|                                                            |                   |             |             |                  | Планируется к постройке.           |                         |
|                                                            |                   |             |             |                  | Планируется к постройке            |                         |
| Морские танкеры и транспорты вооружений                    |                   |             |             |                  |                                    |                         |
| Вспомогательные суда проекта 20180                         |                   |             |             |                  |                                    |                         |
| Академик Макеев                                            | 23.07.2015        |             | 2020 (план) |                  | Строится по проекту 20183ТВ        |                         |
| Академик Лавёров                                           |                   |             |             |                  | Закладка отложена                  |                         |
| Морские транспорты вооружения проекта 20360М               | Геннадий Дмитриев | 05.05.2017  | 01.06.2021  | 2026 (план)      | Черноморский                       | Спущен на воду          |
| Морские транспорты вооружения проекта 20360М               | Владимир Пялов    | 15.03.2018  | 2025        | 2027 (план)      | Балтийский                         | Спущен на воду          |
| Средние морские танкеры проекта 23130                      |                   |             |             |                  |                                    |                         |
| Василий Никитин                                            | 26.03.2021        | 2023        | 2026        |                  | Спущен на воду                     |                         |
| Инженер-адмирал Котов                                      | 26.12.2014        | 2024        | 2027        |                  | Строится                           |                         |
| Алексей Шеин                                               | 16.03.2023        |             | 2028(план)  |                  | Спущен на воду                     |                         |
|                                                            |                   |             |             |                  | Планируется к постройке.           |                         |
|                                                            |                   |             |             |                  | Планируется к постройке            |                         |
| Малые морские танкеры проекта 03182                        | Михаил Барсков    | 27.10.2015  | 27.08.2019  | 2028 (план)      | Тихоокеанский                      | Спущен на воду          |
| Малые морские танкеры проекта 03182                        | Борис Аверкин     | 06.02.2018  | 2021 (план) |                  | Тихоокеанский                      | Строится.               |
| Малые морские танкеры проекта 03182                        | Валентин Рыков    | 13.03.2017  | 20.08.2021  | 2026             | Черноморский                       | на испытаниях           |
| Научно-исследовательские и опытовые суда                   |                   |             |             |                  |                                    |                         |
| Опытовое судно проекта 11982                               |                   |             |             |                  |                                    |                         |
| Ильмень                                                    | 04.12.2014        | 05.12.2017  |             | Черноморский     | Спущено на воду                    |                         |
| Океанографические исследовательские суда проекта 22010     |                   |             |             |                  |                                    |                         |
| Алмаз                                                      | 09.06.2016        | 28.10.2019  | 2026 (план) | Тихоокеанский    | Заводские ходовые испытания        |                         |
| Вице-адмирал Буриличев                                     | 6.02.2021         | 2025        | 2027(план)  |                  | Спущен на воду                     |                         |
| Океанографические исследовательские суда проекта 16450     | Академик Агеев    | 15.09.2016  | 21.12.2017  | 2027(план)       | Северный                           | Спущен на воду          |
| Корабли и катера связи                                     |                   |             |             |                  |                                    |                         |
| Кабельные суда проекта 15310                               | Волга             | 06.01.2015  | 08.2020     | 2025(план)       | Северный                           | Спущено на воду         |
| Кабельные суда проекта 15310                               | Вятка             | 06.01.2015  | 08.2020     | 2025 (план)      | Северный                           | Спущено на воду         |
| Спасательные суда и катера                                 |                   |             |             |                  |                                    |                         |
| Спасательные суда проекта 21300                            |                   | 2025 (план) |             | после 2029(план) |                                    | Планируется к постройке |
| Cуда обеспечения аварийно-спасательных работ проекта 23700 | Воевода           | 21.04.2017  | 08.11.2019  | 2025             |                                    | Ходовые испытания       |
| Гидрографические суда и катера                             |                   |             |             |                  |                                    |                         |
| Малые гидрографические суда проекта 19910                  |                   |             |             |                  |                                    |                         |
|                                                            | 26.07.2016        |             |             | Черноморский     | Строится                           |                         |
|                                                            | 18.11.2016        |             |             | Черноморский     | Строится                           |                         |
| Амур                                                       | 30.06.2017        |             |             | Черноморский     | Строится                           |                         |
| Василий Бубнов                                             | 26.03.2020        |             | 2025 (план) | Тихоокеанский    | на испытаниях                      |                         |
| Большие гидрографические катера проекта 19920              |                   |             |             |                  |                                    |                         |
|                                                            | 2016              |             |             |                  | Строится                           |                         |
|                                                            | 2016              |             |             |                  | Строится                           |                         |
| Большие гидрографические катера проекта 23040Г             |                   |             |             |                  |                                    |                         |
|                                                            |                   |             |             |                  | Подписан контракт                  |                         |
| Малые гидрографические катера проекта 21961                |                   |             | 24.05.2017  |                  | Северный                           | Спущен на воду          |
| Малые гидрографические катера проекта 21961                |                   |             |             |                  | Северный                           | Строится                |
| Малые гидрографические катера проекта 21961                |                   |             |             | 2019 (план)      | Северный                           | Планируется к постройке |
| Буксиры и буксирные суда                                   |                   |             |             |                  |                                    |                         |
| Морской буксир проекта 23120                               |                   |             |             |                  |                                    |                         |
| Капитан Шевченко                                           | 24.07.2014        |             |             | Тихоокеанский    | Строится. Строительство заморожено |                         |
| Морской буксир проекта 23470                               | Капитан Сергеев   | 2016        | 14.05.2021  |                  |                                    | на испытаниях           |
| Морской буксир проекта 23470                               | Капитан Ушаков    | 2017        | 14.06.2022  |                  | 2026?                              | Затонул                 |
| Морской буксир проекта 00440                               |                   | 27.11.2018  |             |                  | Тихоокеанский                      | Строится                |
| Морской буксир проекта 00440                               |                   | 29.01.2019  |             |                  | Тихоокеанский                      | Строится                |
| Спасательное буксирное судно проекта 22870                 |                   |             |             |                  |                                    |                         |
| Михаил Чеков                                               | 25.03.2021        |             | 2026        | ЧФ               | Спущен на воду                     |                         |
| Суда обеспечения и обслуживания                            |                   |             |             |                  |                                    |                         |
| Торпедолов проекта 1388НЗ                                  | ТЛ-2196           | 2017        | 28.07.2022  | 2025 (план)      | Черноморский                       | Строится                |
| Плавучий кран проекта 02690                                | СПК-53150         |             | 16.11.2017  | 24.12.2018       | Северный                           | В строю                 |
| Плавучий кран проекта 02690                                | СПК-54150         |             | 31.08.2018  | 12.11.2019       | Черноморский                       | В строю                 |
| Морское специальное судно проекта 14400                    |                   | 28.06.2018  | 2024        | 2025 (план)      | ЧФ                                 | на испытаниях           |
| Плавучий док проекта 23380                                 |                   | 01.09.2016  |             |                  | Тихоокеанский                      | Строится                |

## Сводная таблица по строительству боевых кораблей для ВМФ России
В нижеприведённую таблицу включены боевые корабли, подводные лодки и боевые катера водоизмещением более 500 тонн, построенные, заложенные и планируемые к постройке для ВМФ Российской Федерации в период с 01.01.2024 по настоящее время. В данную таблицу не включены строящиеся катера проектов 21980, 03160 и 02510.
Цвета таблицы:
| Спущен(а) на воду. Достраивается на плаву |

| Испытания |

| Передан(а) ВМФ |

| Класс                                                                                   | Наименование        | Закладка            | Спуск на воду       | Ввод в строй        | Флот/Флотилия                                                  | Примечания                                       |
| Авианесущие корабли                                                                     | Авианесущие корабли | Авианесущие корабли | Авианесущие корабли | Авианесущие корабли | Авианесущие корабли                                            | Авианесущие корабли                              |
| --------------------------------------------------------------------------------------- | ------------------- | ------------------- | ------------------- | ------------------- | -------------------------------------------------------------- | ------------------------------------------------ |
| Универсальные десантные корабли проекта 23900                                           | Иван Рогов          | 20.07.2020          |                     | 2028 (план)         | Тихоокеанский                                                  | Строится                                         |
| Универсальные десантные корабли проекта 23900                                           | Митрофан Москаленко | 20.07.2020          |                     | 2029 (план)         | Черноморский                                                   | Строится                                         |
| Сторожевые корабли дальней морской зоны                                                 |                     |                     |                     |                     |                                                                |                                                  |
| Фрегаты проекта 22350                                                                   |                     |                     |                     |                     |                                                                |                                                  |
| Адмирал флота Советского Союза Исаков                                                   | 14.11.2013          | 2024 (план)         | 2027 (план)         | Тихоокеанский       | Спущен на воду                                                 |                                                  |
| Адмирал Амелько                                                                         | 23.04.2019          |                     | 2027 (план)         | Тихоокеанский       | Строится                                                       |                                                  |
| Адмирал Чичагов                                                                         | 23.04.2019          |                     | 2028 (план)         | Северный            | Строится                                                       |                                                  |
| Адмирал Юмашев                                                                          | 20.07.2020          |                     | 2029 (план)         | Тихоокеанский       | Строится                                                       |                                                  |
| Адмирал Спиридонов                                                                      | 20.07.2020          |                     | 2029                | Тихоокеанский       | Строится                                                       |                                                  |
|                                                                                         | 2025 (план)         |                     |                     |                     | Подписан контракт.                                             |                                                  |
|                                                                                         | 2025 (план)         |                     |                     |                     | Подписан контракт                                              |                                                  |
| Сторожевые корабли ближней морской зоны                                                 |                     |                     |                     |                     |                                                                |                                                  |
| Корветы проекта 20380                                                                   |                     |                     |                     |                     |                                                                |                                                  |
| Строгий                                                                                 | 20.02.2015          | 06.2019             | 2026                | Черноморский        | Спущен на воду                                                 |                                                  |
| Грозный                                                                                 | 23.08.2021          | 2025                | 2026                | Тихоокеанский       | Строится                                                       |                                                  |
| Бравый                                                                                  | 29.09.2021          | 2026                | 2027                | Тихоокеанский       | Строится                                                       |                                                  |
|                                                                                         |                     |                     |                     |                     | Подписан контракт                                              |                                                  |
|                                                                                         |                     |                     |                     |                     | Подписан контракт                                              |                                                  |
| Корветы проекта 20385                                                                   |                     |                     |                     |                     |                                                                |                                                  |
| Проворный                                                                               | 25.07.2013          | 06.2024             | 2026                | Тихоокеанский       | Спущен на воду                                                 |                                                  |
| Буйный                                                                                  | 23.08.2021          | 2026                | 2027                | Тихоокеанский       | Строится                                                       |                                                  |
| Разумный                                                                                | 12.06.2022          | 2026                | 12.2027             | Тихоокеанский       | Строится                                                       |                                                  |
| Быстрый                                                                                 | 01.07.2022          | 2027                | 2028                | Тихоокеанский       | Строится                                                       |                                                  |
| Ретивый                                                                                 | 09.06.2023          | 2028                | 2029                | Тихоокеанский       | Строится                                                       |                                                  |
|                                                                                         |                     |                     |                     | Тихоокеанский       | Подписан контракт.                                             |                                                  |
|                                                                                         |                     |                     |                     | Тихоокеанский       | Подписан контракт                                              |                                                  |
| Корветы проекта 20386                                                                   | Дерзкий             | 28.10.2016          | 03.2021             | 2028 (план)         | Северный                                                       | Сформирован корпус по скорректированному проекту |
| Малые боевые корабли и катера                                                           |                     |                     |                     |                     |                                                                |                                                  |
| Малые ракетные корабли проекта 21631 «Буян-М»                                           |                     |                     |                     |                     |                                                                |                                                  |
| Ставрополь                                                                              | 12.07.2018          | 07.2024             | 2025                | БФ                  | на испытаниях                                                  |                                                  |
| Малые ракетные корабли проекта 22800 «Каракурт»                                         |                     |                     |                     |                     |                                                                |                                                  |
| Козельск                                                                                | 10.05.2016          | 09.10.2019          | 2026                | Балтийский          | Спущен на воду                                                 |                                                  |
| Охотск                                                                                  | 17.03.2017          | 29.10.2019          | 2027                | БФ                  | Спущен на воду                                                 |                                                  |
| Вихрь                                                                                   | 19.12.2017          | 13.11.2019          | 2028                | БФ                  | Спущен на воду                                                 |                                                  |
| Аскольд                                                                                 | 2016                | 21.09.2021          | 2025                | Черноморский        | Повреждён после ракетного удара ВСУ. Срок ремонта не известен. |                                                  |
| Амур                                                                                    | 2017                | 26.12.2022          | 09.2024             | Каспийская          | В строю                                                        |                                                  |
| Туча                                                                                    | 26.02.2019          | 30.06.2023          | 2024                | ЧФ                  | В строю                                                        |                                                  |
| Тайфун                                                                                  | 11.09.2019          | 2024                | 2025                | ЧФ                  | на испытаниях                                                  |                                                  |
| Ржев                                                                                    | 01.07.2019          | 27.09.2023          | 2025                | Тихоокеанский       | Спущен на воду                                                 |                                                  |
| Удомля                                                                                  | 01.07.2019          | 27.09.2023          | 2026                | Тихоокеанский       | Спущен на воду                                                 |                                                  |
| Уссурийск                                                                               | 26.12.2019          | 2025                | до 2027 (план)      | Тихоокеанский       | Строится                                                       |                                                  |
| Павловск                                                                                | 29.07.2020          | 2025(план)          | до 2028 (план)      | Тихоокеанский       | Строится                                                       |                                                  |
| Ракетные катера проекта 1241                                                            | Ступинец            | 2016                | 07.2024             | 2025 (план)         | Каспийская                                                     | Спущен на воду 12418                             |
| Ракетные катера проекта 1241                                                            | Р-                  | 2016                | 2025 (план)         | 2026 (план)         | Черноморский                                                   | Строится по проекту 12418                        |
| Патрульные корабли и катера                                                             |                     |                     |                     |                     |                                                                |                                                  |
| Универсальные патрульные корабли проекта 23550                                          | Иван Папанин        | 19.04.2017          | 25.10.2019          | 2025 (план)         | Северный                                                       | Ходовые испытания                                |
| Универсальные патрульные корабли проекта 23550                                          | Николай Зубов       | 27.11.2019          | 2024                | 2027 (план)         | Северный                                                       | Спущен на воду                                   |
| Патрульные корабли проекта 22160                                                        | Виктор Великий      | 25.11.2016          | 05.2024             | 2025 (план)         | Черноморский                                                   | Гос.испытания                                    |
| Патрульные корабли проекта 22160                                                        | Николай Сипягин     | 13.01.2018          | 2025 (план)         | 2026 (план)         | Черноморский                                                   | Строится                                         |
| Десантные корабли                                                                       |                     |                     |                     |                     |                                                                |                                                  |
| Большие десантные корабли проекта 11711                                                 |                     |                     |                     |                     |                                                                |                                                  |
| Владимир Андреев                                                                        | 23.04.2019          | 02.2025 (план)      | 2026 (план)         | Тихоокеанский       | Спущен на воду                                                 |                                                  |
| Василий Трушин                                                                          | 23.04.2019          | 2026 (план)         | 2027 (план)         | Тихоокеанский       | Строится                                                       |                                                  |
| Тральщики                                                                               |                     |                     |                     |                     |                                                                |                                                  |
| Базовые тральщики проекта 12700 «Александрит»                                           |                     |                     |                     |                     |                                                                |                                                  |
| Афанасий Иванников                                                                      | 09.09.2021          |                     | 2025                | СФ                  | В строю .                                                      |                                                  |
| Полярный                                                                                | 12.06.2022          | 2025                | 2026 (план)         | СФ                  | Спущен на воду .                                               |                                                  |
| Дмитрий Лысов                                                                           | 19.06.2023          |                     | 2026 (план)         | СФ                  | Готовится к спуску на воду .                                   |                                                  |
| Атомные подводные лодки                                                                 |                     |                     |                     |                     |                                                                |                                                  |
| Ракетные подводные крейсера стратегического назначения проекта 955 «Борей»              |                     |                     |                     |                     |                                                                |                                                  |
| Князь Пожарский                                                                         | 23.12.2016          | 2024                | 2025                | СФ                  | В строю                                                        |                                                  |
| Дмитрий Донской                                                                         | 23.08.2021          |                     |                     |                     |                                                                |                                                  |
| Князь Потёмкин                                                                          | 23.08.2021          |                     |                     |                     |                                                                |                                                  |
| Многоцелевые подводные лодки атомные торпедные с ракетами крылатыми проекта 885 «Ясень» |                     |                     |                     |                     |                                                                |                                                  |
| Архангельск                                                                             | 19.03.2015          | 29.11.2023          | 2024                | Северный            | В строю                                                        |                                                  |
| Пермь                                                                                   | 29.07.2016          | 2025                | 2026 {план}         | Тихоокеанский       | Спущена на воду                                                |                                                  |
| Владивосток                                                                             | 20.07.2020          |                     | 2027−2028 (план)    | Тихоокеанский       | Строится                                                       |                                                  |
| Воронеж                                                                                 | 20.07.2020          |                     | 2027−2028 (план)    | Cеверный            | Строится                                                       |                                                  |
| Подводные лодки проекта 09851                                                           | Хабаровск           | 27.07.2014          | 03-06.2021 (план)   | 2025 (план)         | Тихоокеанский                                                  | Станет носителем ПЛАСН «Посейдон».               |
| Подводные лодки проекта 09853                                                           | Ульяновск           | 28.07.2017          | 2026                | до 2027 (план)      |                                                                | Станет носителем ПЛАСН «Посейдон». Строится      |
| Дизель-электрические и неатомные подводные лодки                                        |                     |                     |                     |                     |                                                                |                                                  |
| Дизель-электрические подводные лодки проекта 677 «Лада»                                 | Кронштадт           | 28.07.2005          | 20.09.2018          | 2024                | Северный                                                       | В строю                                          |
| Дизель-электрические подводные лодки проекта 677 «Лада»                                 | Великие Луки        | 19.03.2015          | 23.12.2022          | 2025 (план)         | Северный                                                       | Спущен на воду                                   |
| Дизель-электрические подводные лодки проекта 677 «Лада»                                 | Вологда             | 12.06.2022          |                     | 2026 (план)         | СФ                                                             | Строится                                         |
| Дизель-электрические подводные лодки проекта 677 «Лада»                                 | Ярославль           | 12.06.2022          |                     | 2026 (план)         | СФ                                                             | Строится                                         |
| Дизель-электрические подводные лодки проекта 677 «Лада»                                 |                     |                     |                     |                     | Подписан контракт                                              |                                                  |
| Дизель-электрические подводные лодки проекта 677 «Лада»                                 |                     |                     |                     |                     | Планируется к постройке.                                       |                                                  |
| Дизель-электрические подводные лодки проекта 636.3 «Варшавянка»                         |                     |                     |                     |                     |                                                                |                                                  |
| Якутск                                                                                  | 23.08.2021          |                     | 2025                | Тихоокеанский       | В строю                                                        |                                                  |
| Петрозаводск                                                                            |                     |                     |                     | Балтийский          | Подписан контракт                                              |                                                  |

## Сводная таблица модернизированных боевых кораблей ВМФ России
В данной таблице приведены надводные и подводные корабли, которые прошли или пройдут комплексную модернизацию, в том числе полную замену вооружения, радиоэлектронной базы. А также корабли, энергетическая установка которых подверглась или подвергнется реконструкции.

Цвета таблицы:
| Пройдёт модернизацию |

| Проходит модернизацию |

| Испытания |

| Передан(а) ВМФ |

| Класс                                                                                       | Наименование                            | Дата начала работ   | Спуск на воду       | Ввод в строй        | Флот/Флотилия | Примечания |
| Авианесущие корабли                                                                         | Авианесущие корабли                     | Авианесущие корабли | Авианесущие корабли | Авианесущие корабли | Авианесущие корабли | Авианесущие корабли |
| ------------------------------------------------------------------------------------------- | --------------------------------------- | ------------------- | ------------------- | ------------------- | --- | --- |
| Авианесущие крейсера проекта 1143.5 «Кречет»                                                | Адмирал Флота Советского Союза Кузнецов | 2017                |                     | 10-12.2022 (план)   | Северный | Котлотурбинная силовая установка будет заменена газотурбинной ГЭУ или ядерной. Имеющиеся пусковые установки ПКР 3М45 П-700 «Гранит» будут демонтированы. Следовательно, появится возможность до 4500-5000 м? увеличить ангар для размещения дополнительного количества самолётов. ПВО корабля будет усилена заменой ЗРК 3К95 «Кинжал» новой системой с 80-120 зенитными ракетами средней дальности нового поколения. В сочетании с новой системой будут установлены 4-6 ЗРПК «Панцирь-С1». Авиапарк корабля будет состоять из 26 новых истребителей МиГ-29К, плюс у ВМФ есть намерение продлить ресурс тяжёлым палубным истребителям Су-33 (20 машин) минимум до 2025 года, а также вертолётов. |
| Крейсеры                                                                                    |                                         |                     |                     |                     | | |
| Тяжёлые атомные ракетные крейсера проекта 1144 «Орлан»                                      | Адмирал Нахимов                         | 2012                | 2021 (план)         | 2022 (план)         | Северный | Главным приобретением крейсеров станет УКСК. В эти же пусковые контейнеры можно будет устанавливать ракеты «Оникс» или «Калибр», которые станут основным оружием. Будет установлены С-400 и новые системы ПВО ближнего боя. С учётом зенитных ракет, «Орланы» будут нести более 300 ракет разных типов. |
| Тяжёлые атомные ракетные крейсера проекта 1144 «Орлан»                                      | Пётр Великий                            | 2020 (план)         |                     | 2024-2025 (план)    | Северный | Пройдёт ремонт и глубокую модернизацию. |
| Ракетные крейсера проекта 1164 «Атлант»                                                     |                                         |                     |                     |                     | | |
| Маршал Устинов                                                                              | 07.2011                                 |                     | 2016                | Северный            | Вернулся в строй | |
| Варяг                                                                                       |                                         |                     | 2015                | Тихоокеанский       | Вернулся в строй | |
| Эскадренные миноносцы и противолодочные корабли 1 ранга                                     |                                         |                     |                     |                     | | |
| Эскадренные миноносцы проекта 956 «Сарыч»                                                   |                                         |                     |                     |                     | | |
| Настойчивый                                                                                 |                                         |                     |                     | Балтийский          | Предполагается осуществить ремонт и модернизацию. Реконструкции подвергнется энергетическая установка.                                 | |
| Адмирал Ушаков                                                                              |                                         |                     | 2021 (план)         | Северный            | Предполагается осуществить ремонт и модернизацию. Реконструкции подвергнутся двигатели, основные узлы, механизмы и электронные системы | |
| Быстрый                                                                                     |                                         |                     |                     | Тихоокеанский       | Предполагается осуществить ремонт и модернизацию. Реконструкции подвергнется энергетическая установка.                                 | |
| Большие противолодочные корабли 1155 «Фрегат»                                               |                                         |                     |                     |                     | | |
| Вице-адмирал Кулаков                                                                        |                                         |                     | до 2022 (план)      | Северный            | Предполагается осуществить модернизацию                                                                                                | |
| Североморск                                                                                 |                                         |                     | до 2022 (план)      | Северный            | Предполагается осуществить модернизацию.                                                                                               | |
| Адмирал Левченко                                                                            |                                         |                     | до 2022 (план)      | Северный            | Предполагается осуществить модернизацию.                                                                                               | |
| Адмирал Трибуц                                                                              | 2014                                    |                     | 08.2016             | Тихоокеанский       | Вернулся в строй | |
| Маршал Шапошников                                                                           | 2015                                    | 12.2019 (план)      | 27.04.2021          | Тихоокеанский       | Переклассифицирован во фрегат | |
| Адмирал Виноградов                                                                          |                                         |                     | до 2022 (план)      | Тихоокеанский       | Предполагается осуществить модернизацию. Станет фрегатом.                                                                              | |
| Адмирал Пантелеев                                                                           |                                         |                     | до 2022 (план)      | Тихоокеанский       | Предполагается осуществить модернизацию.                                                                                               | |
| Большие противолодочные корабли 1155.1                                                      | Адмирал Чабаненко                       | 08.2014             |                     | 2022-2023 (план)    | Северный | Предполагается осуществить модернизацию. |
| Сторожевые корабли дальней морской зоны                                                     |                                         |                     |                     |                     | | |
| Сторожевые корабли проекта 11540 «Ястреб»                                                   | Неустрашимый                            | 01.2013             |                     | 2020 (план)         | Балтийский | В ходе модернизации будет заменена ГЭУ. Модернизированы системы связи и РЭБ. Готовится к ходовым испытаниям |
| Сторожевые корабли ближней морской зоны                                                     |                                         |                     |                     |                     | | |
| Сторожевые корабли проекта 11661 «Гепард»                                                   | Татарстан                               | 12.09.2014          |                     | 12.05.2016          | Каспийская | Вернулся в строй |
| Малые боевые корабли и катера                                                               |                                         |                     |                     |                     | | |
| Малые ракетные корабли проекта 1234 «Овод»                                                  | Смерч                                   | 07.2019             |                     | 10.2019             | Тихоокеанский | Противокорабельные крылатые ракеты «Малахит» заменены ракетами «Уран». |
| Малые противолодочные корабли проекта 1124М «Альбатрос»                                     | Муромец                                 |                     |                     | 2013                | Черноморский | Установлена противодиверсионная ОГАС МГ-757 «Анапа-М». Установлена ГАС приёма сигналов гидроакустических буёв МГС-417К «Амга-Н». |
| Малые противолодочные корабли проекта 1124М «Альбатрос»                                     | Суздалец                                |                     |                     | 2013                | Черноморский | Установлена противодиверсионная ОГАС МГ-757 «Анапа-М». Установлена ГАС приёма сигналов гидроакустических буёв МГС-417К «Амга-Н». |
| Малые противолодочные корабли проекта 1124М «Альбатрос»                                     | Касимов                                 |                     |                     | 2013                | Черноморский | Установлена противодиверсионная ОГАС МГ-757 «Анапа-М». |
| Ракетные катера проекта 12411 «Молния»                                                      | Р-60                                    |                     |                     | 2006                | Черноморский | Установлен модуль ЗРАК «Палаш» из двух скорострельных 30-мм шестиствольных пушек. |
| Десантные корабли и катера                                                                  |                                         |                     |                     |                     | | |
| Большие десантные корабли проекта 1171                                                      | Орск                                    | 08.2014             |                     | 12.2017             | Черноморский | Вернулся в строй |
| Большие десантные корабли проекта 775                                                       | Оленегорский горняк                     | 2016                |                     | 2019 (план)         | Северный | Планируется значительный объём корпусных работ, ремонт механизмов, модернизация большого числа вооружения и военной техники корабля. Будет проведено освидетельствование всех механизмов и узлов, включая двигатели, системы трубопроводов, подводной и надводной части корпуса. |
| Атомные подводные лодки                                                                     |                                         |                     |                     |                     | | |
| Ракетные подводные крейсера стратегического назначения проекта 667БДРМ «Дельфин»            | Верхотурье                              | 01.03.1993          |                     | 11.1999             | Северный | Перевооружён на МБР «Синева», с возможностью нести МБР «Лайнер». На корабле выполнены работы по ремонту корпуса, забортных систем, систем живучести, механизмов и оборудования паропроизводящей установки, ремонт корпуса, забортной арматуры, балластных цистерн, механизмов и агрегатов винторулевой группы. |
| Ракетные подводные крейсера стратегического назначения проекта 667БДРМ «Дельфин»            | Екатеринбург                            | 03.12.1996          | 05.2002             | 15.01.2003          | Северный | Перевооружён на МБР «Синева», с возможностью нести МБР «Лайнер». |
| Ракетные подводные крейсера стратегического назначения проекта 667БДРМ «Дельфин»            | Подмосковье                             | 1999                |                     | 26.12.2016          | Северный | Вернулась в строй |
| Ракетные подводные крейсера стратегического назначения проекта 667БДРМ «Дельфин»            | Карелия                                 | 10.2004             | 22.11.2008          | 22.01.2010          | Северный | Полностью заменены ТЭ и проведена полная модернизация реактора, на подлодку установлены новый торпедно-ракетный комплекс ТВР-671РТМ, комплексы связи «Молния ЛМ-1» и акустики «Шлюз», была снижена шумность АПЛ и проведены прочие ремонтные работы. Перевооружён на МБР «Синева», с возможностью нести МБР «Лайнер». |
| Ракетные подводные крейсера стратегического назначения проекта 667БДРМ «Дельфин»            | Новомосковск                            | 11.2008             | 14.12.2010          | 27.07.2012          | Северный | Перевооружён на МБР «Синева», с возможностью нести МБР «Лайнер». |
| Ракетные подводные крейсера стратегического назначения проекта 667БДРМ «Дельфин»            | Тула                                    | 15.12.2014          |                     | 28.12.2017          | Северный | Вернулась в строй |
| Ракетные подводные крейсера стратегического назначения проекта 667БДРМ «Дельфин»            | Брянск                                  | 2018                |                     |                     | Северный | |
| Многоцелевые подводные лодки атомные торпедные с ракетами крылатыми проекта 971 «Щука-Б»    | Пантера                                 | 2006                |                     | 28.01.2008          | Северный | Вернулась в строй |
| Многоцелевые подводные лодки атомные торпедные с ракетами крылатыми проекта 971 «Щука-Б»    | Вепрь                                   |                     |                     | 08.2020             | Северный | Вернулась в строй |
| Многоцелевые подводные лодки атомные торпедные с ракетами крылатыми проекта 971 «Щука-Б»    | Леопард                                 | 05.2012             | 25.12.2020 (план)   |                     | Северный | Будут установлены новейшие комплексы управления, связи, навигации и гидроакустики, которые не уступают тем, что монтируются на строящихся АПЛ четвёртого поколения. При модернизации по проекту 971М реконструкции подвергнется ядерная энергетическая установка. Начались работы по интеграции комплекса «Калибр-ПЛ» |
| Многоцелевые подводные лодки атомные торпедные с ракетами крылатыми проекта 971 «Щука-Б»    | Волк                                    | 14.08.2014          |                     |                     | Северный | Модернизация должна улучшить характеристики радиотехнического вооружения и бортовых комплексов оружия. Будет установлен УКСК «Калибр-ПЛ». |
| Многоцелевые подводные лодки атомные торпедные с ракетами крылатыми проекта 971 «Щука-Б»    | Тигр                                    |                     |                     | 2022 (план)         | Северный | Модернизация должна улучшить характеристики радиотехнического вооружения и бортовых комплексов оружия. Будет установлен УКСК «Калибр-ПЛ». |
| Многоцелевые подводные лодки атомные торпедные с ракетами крылатыми проекта 971 «Щука-Б»    | Гепард                                  |                     |                     |                     | Северный | Модернизация должна улучшить характеристики радиотехнического вооружения и бортовых комплексов оружия. Будет установлен УКСК «Калибр-ПЛ». |
| Многоцелевые подводные лодки атомные торпедные с ракетами крылатыми проекта 971 «Щука-Б»    | Кузбасс                                 | 2009                |                     | 19.03.2016          | Тихоокеанский | Вернулась в строй |
| Многоцелевые подводные лодки атомные торпедные с ракетами крылатыми проекта 971 «Щука-Б»    | Самара                                  | 26.09.2014          | 2023 (план)         |                     | Тихоокеанский | Модернизация должна улучшить характеристики радиотехнического вооружения и бортовых комплексов оружия. Будет установлен УКСК «Калибр-ПЛ». |
| Многоцелевые подводные лодки атомные торпедные с ракетами крылатыми проекта 971 «Щука-Б»    | Магадан                                 | 2019 (план)         |                     |                     | Тихоокеанский | |
| Многоцелевые подводные лодки атомные торпедные с ракетами крылатыми проекта 945 «Барракуда» | Карп                                    | 04.2013             |                     | 2019 (план)         | Северный | Заменят ядерное топливо и всю электронику, а механические части проверят и отремонтируют. Ремонт проведут и на ядерных реакторах. Также получит новые гидроакустические станции, боевые информационно-управляющие системы, радары с радиотехнической станцией разведки, навигационную систему на базе ГЛОНАСС/GPS. На лодках поменяют системы вооружения и научат их стрелять крылатыми ракетами от комплекса «Калибр-ПЛ». |
| Многоцелевые подводные лодки атомные торпедные с ракетами крылатыми проекта 945 «Барракуда» | Кострома                                | 2015                |                     |                     | Северный | Заменят ядерное топливо и всю электронику, а механические части проверят и отремонтируют. Ремонт проведут и на ядерных реакторах. Также получит новые гидроакустические станции, боевые информационно-управляющие системы, радары с радиотехнической станцией разведки, навигационную систему на базе ГЛОНАСС/GPS. На лодках поменяют системы вооружения и научат их стрелять крылатыми ракетами от комплекса «Калибр-ПЛ». |
| Многоцелевые подводные лодки атомные торпедные с ракетами крылатыми проекта 945 «Барракуда» | Нижний Новгород                         |                     |                     |                     | Северный | Заменят ядерное топливо и всю электронику, а механические части проверят и отремонтируют. Ремонт проведут и на ядерных реакторах. Также получит новые гидроакустические станции, боевые информационно-управляющие системы, радары с радиотехнической станцией разведки, навигационную систему на базе ГЛОНАСС/GPS. На лодках поменяют системы вооружения и научат их стрелять крылатыми ракетами от комплекса «Калибр-ПЛ». |
| Многоцелевые подводные лодки атомные торпедные с ракетами крылатыми проекта 945 «Барракуда» | Псков                                   | 2012                | весна 2015          | 28.12.2015          | Северный | Были проведены работы по замене спецпокрытия и ремонт некоторых корабельных систем, который необходимо было обновить, чтобы вернуть корабль в строй. Заводские специалисты впервые выполнили уникальные работы по восстановлению носового обтекателя гидроакустической станции с установкой нового гидроакустического комплекса. |
| Многоцелевые подводные лодки атомные торпедные с ракетами крылатыми проекта 949А «Антей»    | Орёл                                    | 15.11.2013          | 03.10.2016          | 2017                | Северный | Замене подлежала валолиния второго винта. Помимо ходовой части, были получены новые информационную, навигационную и систему связи, гидроакустическое оборудование. Установлены новые противокорабельные сверхзвуковые ракеты «Оникс». |
| Многоцелевые подводные лодки атомные торпедные с ракетами крылатыми проекта 949А «Антей»    | Омск                                    |                     |                     | 29.06.2019          | Тихоокеанский | Возращена в строй. |
| Многоцелевые подводные лодки атомные торпедные с ракетами крылатыми проекта 949А «Антей»    | Иркутск                                 | 12.2013             |                     | 2023 (план)         | Тихоокеанский | Будет модернизирована по проекту 949АМ. После модернизации сможет нести ракеты «Калибр-ПЛ», «Оникс» и «Циркон» |
| Многоцелевые подводные лодки атомные торпедные с ракетами крылатыми проекта 949А «Антей»    | Челябинск                               | 09.2014             |                     | до 2021 (план)      | Тихоокеанский | Получит новые информационную, навигационную и систему связи, гидроакустическое оборудование. Будет установлен УКСК «Калибр-ПЛ». |
| Многоцелевые подводные лодки атомные торпедные с ракетами крылатыми проекта 949А «Антей»    | Тверь                                   |                     |                     | до 2021 (план)      | Тихоокеанский | Получит новые информационную, навигационную и систему связи, гидроакустическое оборудование. Будет установлен УКСК «Калибр-ПЛ». |
| Многоцелевые подводные лодки атомные торпедные с ракетами крылатыми проекта 949А «Антей»    | Томск                                   | 2020 (план)         |                     | 2021 (план)         | Тихоокеанский | Получит новые информационную, навигационную и систему связи, гидроакустическое оборудование. Будет установлен УКСК «Калибр-ПЛ». |
| Многоцелевые подводные лодки атомные торпедные с ракетами крылатыми проекта 949А «Антей»    | Смоленск                                |                     |                     |                     | Северный | Получит новые информационную, навигационную и систему связи, гидроакустическое оборудование. |
| Дизель-электрические и неатомные подводные лодки                                            |                                         |                     |                     |                     | | |
| Дизель-электрические подводные лодки 877 проекта «Палтус»                                   |                                         |                     |                     |                     | | |
| Калуга                                                                                      | 12.2009                                 | 26.05.2012          | 03.2013             | Северный            | | |
| Владикавказ                                                                                 | 2011                                    | 20.09.2014          | 23.09.2015          | Северный            | Проходила средний ремонт и модернизацию                                                                                                | |
| Комсомольск-на-Амуре                                                                        | 2012                                    | 06.10.2015          | 25.01.2017          | Тихоокеанский       | Вернулась в состав флота | |
| Алроса                                                                                      | 26.07.2014                              | 2021 (план)         |                     | Черноморский        | Проходит ремонт с элементами модернизации                                                                                              | |
| Ярославль                                                                                   | 2016                                    |                     |                     | Северный            | Пройдёт комплексную модернизацию. | |